# Franco-Américains

La Nouvelle-France après 1713 et avant la Conquête de 1759.

Les Franco-Américains sont des Américains possédant partiellement ou en totalité une ascendance française, ancienne ou récente. L'expression englobe les personnes ayant des ascendants originaires de Nouvelle-France (Acadie, Canada ou Pays-d'en-Haut),, de Haute et Basse-Louisiane (Créoles / Cadiens), ou des colonies françaises des Caraïbes.
En 2013, environ dix millions d'Américains déclarent avoir des ancêtres français ou Canadiens français. La plupart sont anglicisés et ne parlent pas couramment le français, ou ne sont pas du tout francophones. Beaucoup de citoyens des États-Unis originaires de Nouvelle-France ignorent par ailleurs leur ascendance française. Une minorité se considère néanmoins appartenir à différents groupes identitaires distincts, dont les Cadiens (Cajuns), les Acadiens ou les Canadiens français, ainsi que les Créoles de Louisiane et d'autres groupes venus des Caraïbes françaises (Haïti, Antilles).

## Histoire

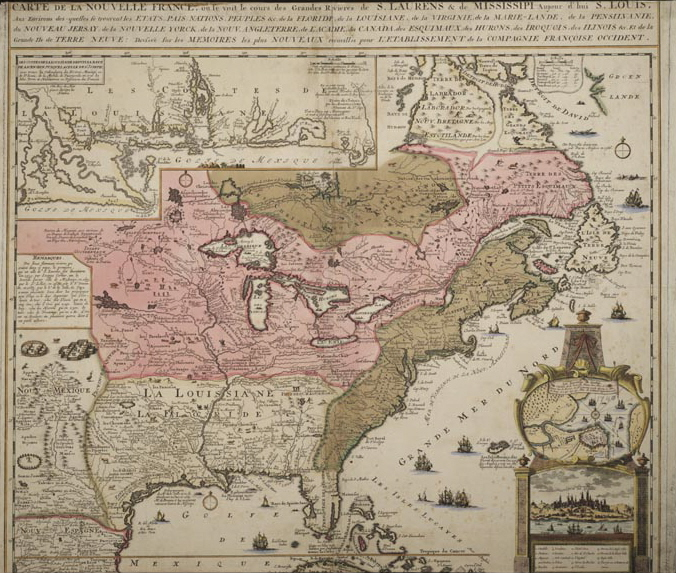
Carte des territoires colonisés ayant constitué la Nouvelle-France (le Canada y est indiqué en rose, s'étendant jusqu'à la frontière de la Louisiane). La carte de base est de Nicolas de Fer, et fut réalisée en 1719.

### Nouvelle-France et Caraïbes françaises
La Nouvelle-France s'étendait sur des territoires qui se trouvent être aujourd'hui ceux des Provinces maritimes du Canada (en Acadie), ceux du Québec dans la vallée et le golfe du Saint-Laurent (au Canada), ceux de l'Ontario et ceux des Grands Lacs (Pays-d'en-Haut), jusqu'au golfe du Mexique dans nombre d'États des actuels États-Unis : Haute-Louisiane (Michigan, Illinois, Indiana, Ohio, Missouri, Kentucky) et Basse-Louisiane (Arkansas, Tennessee, Mississippi, Louisiane (Cajuns / Cadiens)),
La présence française se fait sentir aussi hors de Nouvelle-France, dans les Caraïbes (dont Haïti, République dominicaine, Saint-Domingue), en Floride française, à Porto Rico, etc., présence dont est issue une partie des Franco-Américains actuels.

#### Présence française dans les Grands Lacs
Dès le début du XVIIe siècle, les Français de Nouvelle-France exploraient et voyageaient dans la région des Grands Lacs (Pays-d'en-Haut partie de la Nouvelle-France), comme coureurs des bois et explorateurs, tels que Jean Nicolet, Cavelier de la Salle, Jacques Marquette, Nicolas Perrot, Pierre Le Moyne d'Iberville, Antoine de Lamothe-Cadillac, Pierre Dugué de Boisbriant, Lucien Galtier, Pierre Laclède, René-Auguste Chouteau, Julien Dubuque, Pierre de La Verendrye, et Pierre Parrant.
Ces Français de Nouvelle-France, venus des provinces françaises d'Acadie et de Canada, établirent un certain nombre de villages dans les provinces des Pays-d'en-Haut et de Haute et Basse Louisiane, et ce le long des voies d'eau telles que Sault Sainte-Marie (Michigan) 1668, Saint-Ignace (Michigan) 1671, La Baye 1671 (Wisconsin), Prairie du Chien (Wisconsin) 1673, Cahokia 1680, Détroit (Michigan) 1701, Kaskaskia 1703, Sainte-Geneviève (Missouri) 1730, Vincennes (Indiana) 1732, et Saint-Louis (Missouri) 1764. Ils ont aussi construit une série de forts dans la région du Mid-Ouest tels que Fort Crèvecœur 1679, Fort Miami 1679, Fort Caministigoyan 1679, Fort Buade 1681, Fort Sainte-Croix 1683, Fort Bon Secours 1685, Fort Saint-Nicolas 1685, Fort Perrot 1685, Fort Saint-Joseph 1686, Fort Saint-Antoine 1686, Fort Niagara 1687, Fort La Pointe 1693, Fort Le Sueur 1695, Fort L'Huillier 1700, Fort Miamis 1702, Fort Michilimakinac 1715, Fort La Baye 1717, Fort Ouiatenon 1717, Fort de Chartres 1720, Fort Rouillé 1720, Fort Orléans 1724, Fort Beauharnois 1727, Fort Trempealeau 1731, Fort Saint-Charles 1732, Fort Bourbon 1741, Fort Sandoské 1747, Fort de la Presqu'île 1753, Fort Le Boeuf 1753, Fort Machault 1754, Fort Duquesne 1754 et Fort Massiac 1757. Les forts étaient servis par des soldats et des trappeurs de fourrures qui capturaient, achetaient et retournaient les fourrures à Montréal. La région fut cédée par la France à l'Angleterre en 1763. Trois années de guerres suivirent, menées par le chef Pontiac. La région revint à la Province de Québec en 1774, mais fut donnée aux Américains par l'Angleterre en 1783.

#### Premiers colons dans la province de Nouvelle-France de Louisiane

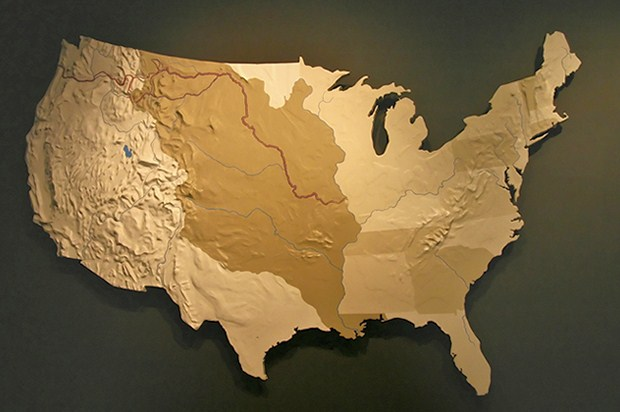
En bronze, le territoire français de la Louisiane.

##### Qui étaient les migrants?
On estime que 7 000 émigrants français viennent s'installer en Louisiane au XVIIIe siècle. C'est 100 fois moins que le nombre de colons britanniques sur la côte atlantique. La Louisiane attire beaucoup moins les Français de l'époque que les Antilles. La traversée de l'océan Atlantique dure plusieurs mois. Une grande partie de ces voyageurs meurent pendant la traversée maritime ou à leur arrivée.

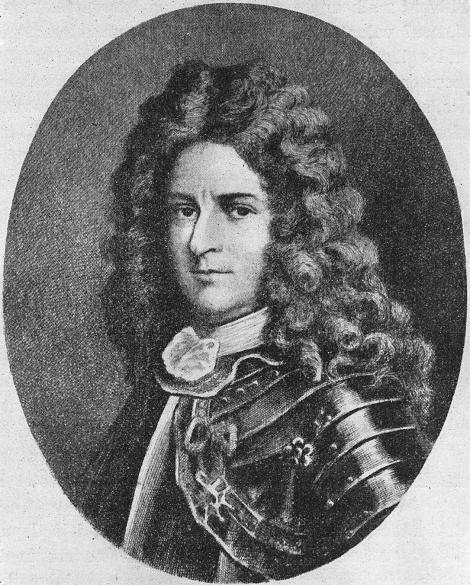
Pierre Le Moyne d'Iberville, gouverneur de Louisiane au début du XVIIe siècle.

Les cyclones et les tempêtes tropicales détruisent les campements. L'insalubrité du delta du Mississippi représente aussi une forte contrainte. Les villages et les forts ne sont pas à l'abri d'offensives ennemies.
À partir de 1727, des natifs américains se joignent à des esclaves « noirs » ayant « marroné » pour contre-attaquer les colonies. Ils effectuent des razzias dans l'enclave française. La Compagnie des Indes s'inquiète de « ces esclaves indiens mélangés aux Nègres, qui pourraient être désastreux pour la colonie ».
Les attaques des natifs représentent une réelle menace sur les groupes de colons isolés : en 1729, la révolte des Natchez fait 250 morts en Basse-Louisiane. Les Natchez s'emparent de fort Rosalie par surprise et éventrent les femmes enceintes. Des renforts français arrivent en 1730 et 1731 et provoquent la fuite des Natchez hors de leur territoire, ou leur déportation comme esclaves vers l'île de Saint-Domingue.
Les migrants sont souvent des hommes jeunes, des engagés recrutés dans les ports français ou à Paris et qui se mettent au service de colons sur place. Ils doivent rester en Louisiane le temps fixé par le contrat d'engagement, puis ils rentrent en France. Ces engagés sont « de véritables semi-esclaves temporaires ». On propose aux soldats de se marier à des « Filles à la cassette » : des jeunes Françaises déportées en Amérique pour épouser des militaires. Le roi finance leur dot, le but étant de fixer et d'accroître la population de colons. Des femmes de petite vertu, des vagabonds ou des bannis, des fils de famille arrêtés sur lettre de cachet sont envoyés de force en Louisiane, surtout pendant la Régence (1715-1723). Ces destins inspirent le roman Histoire du Chevalier Des Grieux et de Manon Lescaut (1731) écrit par l'abbé Prévost.
La Louisiane française est également peuplée par des Suisses et des Allemands. Pourtant, les autorités métropolitaines ne parlent jamais de « Louisianais » mais toujours de « Français » pour désigner la population. Après la guerre de Sept Ans, le peuplement est davantage mélangé et la région s'enrichit d'apports humains divers : réfugiés de Saint-Domingue, expatriés français refusant la Révolution… En 1785, la déportation des Acadiens apporte 1 633 personnes à La Nouvelle-Orléans.

##### Paysans, artisans et marchands
La mobilité sociale est plus facile en Amérique qu'en métropole. Le système seigneurial est absent sur les rives du Mississippi. Il n'existe pas de corporations hiérarchisées et strictement réglementées. Certains commerçants parviennent à se construire des fortunes assez rapidement. Les grands planteurs de Louisiane sont attachés au mode de vie français : ils font importer des perruques et des vêtements de Paris. Dans le Pays des Illinois, les plus riches colons érigent des maisons en pierre et possèdent plusieurs esclaves. Les plus grands négociants finissent par s'installer à La Nouvelle-Orléans.

##### Soldats français
Le roi envoie l'armée en cas de conflit avec les autres puissances coloniales : en 1717, la colonie du Mississippi compte 300 soldats sur 550 personnes. Mais elle est victime, comme en métropole d'ailleurs, de désertions. Certains soldats s'enfuient et deviennent des coureurs des bois. Il y a peu de mutineries, car la répression est sévère. L'armée tient une place fondamentale dans le contrôle du territoire. Les hommes construisent des forts et négocient avec les Amérindiens.

##### Coureurs des bois

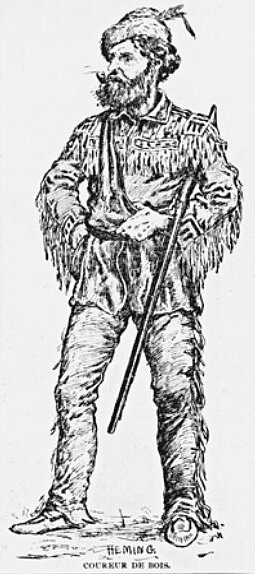
Coureur des bois (gravure sur bois de Arthur Heming).

Les coureurs des bois jouent un rôle important, sur lequel on dispose de peu de documents, dans l'extension de l'influence française en Amérique du Nord. Dès la fin du XVIIe siècle, ces aventuriers remontent les affluents du Mississippi. Ils sont poussés par l'espoir de trouver de l'or ou de faire du commerce de fourrure ou d'esclaves avec les natifs américains. La traite des peaux, souvent pratiquée sans autorisation, est une activité difficile, la plupart du temps exercée par de jeunes hommes célibataires. Beaucoup d'entre eux souhaitent finalement se sédentariser pour se reconvertir dans les activités agricoles.
Bon nombre s'intègrent dans les communautés autochtones. Ils apprennent leur langue et prennent des épouses amérindiennes : on connaît bien le cas de Toussaint Charbonneau, polygame qui épouse deux filles de la tribu des Shoshones, dont la courageuse Sacagawea qui lui donne un fils prénommé Jean-Baptiste et une fille, Lisette. Ensemble, ils participent à l'expédition Lewis et Clark, au début du XIXe siècle.

##### Les «filles de la cassette»

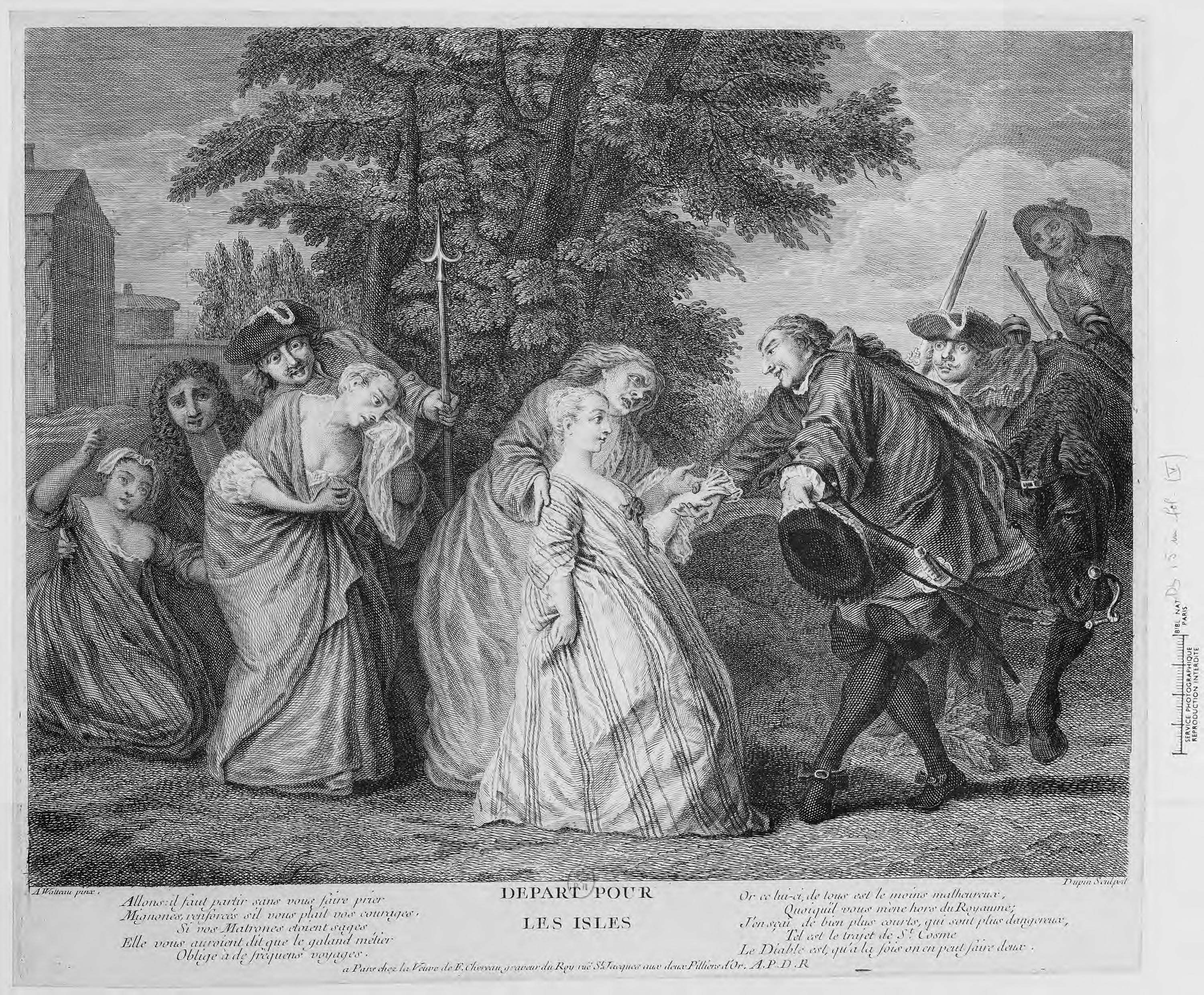
Départ d'une jeune fille pour la Louisiane française (par Antoine Watteau).

Les « filles de la cassette » sont les jeunes femmes déportées dans les colonies françaises d'Amérique, notamment en Louisiane française, afin d'assurer la reproduction de colons en Amérique, où la proportion de femmes est moindre, en les mariant aux colons célibataires français.
En 1699, Pierre Le Moyne, sieur d'Iberville et d'Ardillières prend possession de la Louisiane avec quatre-vingts hommes dont une vingtaine de Canadiens. Il sollicite de la France une trentaine de filles pour ses hommes qui fréquentent les américaines natives mais point de femmes françaises. Le premier contingent de femmes arriva, en 1704, dans le port de Mobile, première capitale de l'immense territoire louisianais de la Nouvelle-France. Par la suite, d'autres contingents de femmes débarquèrent à Biloxi puis à La Nouvelle-Orléans.
Le royaume de France déporta en Louisiane française des filles à marier. Des orphelines élevées par des religieuses et des filles de joie détenues à La Salpêtrière à Paris, et toutes pourvues d'un trousseau qu'on appela les « filles de la cassette » parce que les autorités françaises leur donnaient un trousseau qui comprenait « deux paires d’habits, deux jupes et jupons, six corsets, six chemises, six garnitures de teste et toutes autres fournitures nécessaires ». « La Cassette » était le nom donné au trésor royal. Ces filles de la cassette s’apparentaient à la dot des « Filles du Roi » venues en Nouvelle-France au XVIIe siècle.
Le système du plaçage est né d'une pénurie de femmes européennes dans les colonies françaises d'Amérique (Louisiane française et Saint-Domingue). La métropole avait besoin de femmes pour les hommes qu'elle avait envoyés dans ses possessions territoriales d'outre-mer. Malgré l'arrivée de plusieurs centaines de filles de la cassette, les femmes restaient en nombre inférieur. Aussi, les hommes colons reportèrent leurs pulsions sur les esclaves femmes d'origine africaine. Ils les placèrent dans leurs résidences, sous le système du plaçage, qui permettaient ainsi aux hommes mariés d'avoir une maîtresse à disposition et aux célibataires d'avoir une épouse non officielle.

#### Perte progressive de la Nouvelle-France et ses conséquences sur les populations d'origine française

##### Déportation des Acadiens
Les Cadiens de la Louisiane ont un héritage unique. Leurs ancêtres ont colonisé l'Acadie (dans les provinces canadiennes actuelles du Nouveau-Brunswick, de la Nouvelle-Écosse et de l'Île-du-Prince-Édouard) aux XVIIe et XVIIIe siècles.
En 1755, après le siège du fort Beauséjour dans la région, l'armée britannique força les Acadiens à jurer serment de fidélité à la monarchie britannique. Plusieurs milliers d’Acadiens refusèrent de jurer un tel serment et furent conséquemment exilés, sans ressources, dans les Treize Colonies du sud lors du Grand Dérangement.
| États            | Acadiens | %       |
| ---------------- | -------- | ------- |
| Massachusetts    | 2 000    | 26,75 % |
| Virginie         | 1 500    | 20,06 % |
| Les Carolines    | 1 027    | 13,74 % |
| Maryland         | 1 000    | 13,38 % |
| Connecticut      | 700      | 9,4 %   |
| Pennsylvanie     | 500      | 6,7 %   |
| Géorgie          | 450      | 6,0 %   |
| État de New York | 300      | 4,0 %   |
| Total            | 7 477    | 100 %   |

Pendant les décennies suivantes, environ 7 100 (4 000 du Canada, 1 500 de la Nouvelle-Angleterre et 1 600 de la France par entremise du Roi d'Espagne) Acadiens parvinrent à faire le long voyage jusqu’à la Louisiane, où ils commencèrent une nouvelle vie. Le terme « cadien » est une corruption du mot « acadien ». Beaucoup de Cadiens restent dans l'Acadiane, ou pays Cadien, là où ils maintiennent fièrement plusieurs aspects de leur culture coloniale. Puisque les ancêtres de la plupart des Américains français ont quitté la France avant la Révolution française de 1789, ils s'identifient habituellement plus avec la fleur de lys de la France monarchique qu'avec le drapeau tricolore de la République française.

##### Créoles et Acadiens de la Louisiane
L'histoire de la Louisiane française a amené les uns à catégoriser les différents groupes de Louisianais. Ainsi, une distinction est faite entre les Créoles, les Cadiens ainsi que les descendants espagnols et anglais. Sans compter les personnes de descendance autochtone.
Avant 1762, on distinguait les Louisianais créoles des Louisianais français. Les Créoles de Louisiane regroupaient en fait tous ceux qui étaient nés en Louisiane et y ayant vécu. À l'opposé, les Français comprenaient ceux qui étaient nés dans la métropole et qui avaient ensuite migré en Louisiane.
La passation de la Louisiane occidentale à l'Espagne par le traité de Fontainebleau en 1762 a amené une différenciation entre les gens vivant déjà en Louisiane avant la signature du traité et les nouveaux arrivants. Ainsi, après 1762, les Créoles de Louisiane regroupaient tous ceux qui vivaient en Louisiane française. Bien qu'elles soient principalement de descendance française, toutes personnes (y compris les esclaves) nées ou arrivées dans la Louisiane française avant 1762 étaient considérées comme faisant partie de l'identité créole après 1762, sauf les Cadiens. Depuis, les descendants de ces personnes sont intégrés à l'identité créole louisianaise.
À l'opposé, les Cadiens (en anglais, Cajuns) comprenaient tous ceux originaires d'Acadie et qui s'étaient réfugiés en Louisiane lors de la Déportation des Acadiens de 1755 à 1763. Par suite du traité de Fontainebleau en 1762, ceux-ci ont donc été confrontés non seulement à l'élite bourgeoise créole, mais aussi aux nouveaux arrivants espagnols. Les Cadiens étaient, contrairement à leurs concitoyens créoles, vus comme des pauvres dépourvus de tout bien matériel et vivant dans les bayous. Depuis, les Cadiens regroupent l'ensemble de leurs descendants et forment aujourd'hui le plus grand groupe culturel (dépassant ainsi les Créoles). Une région du sud de l'État actuel de la Louisiane fut officiellement créée sous le nom d'Acadiane en 1971 par la législature louisianaise, regroupant ainsi les paroisses louisianaises avec une forte concentration cadienne.

#### Émigration des huguenots
Le terme « huguenot » est l'ancienne appellation donnée par leurs ennemis aux protestants français pendant les guerres de religion.

##### Floride française

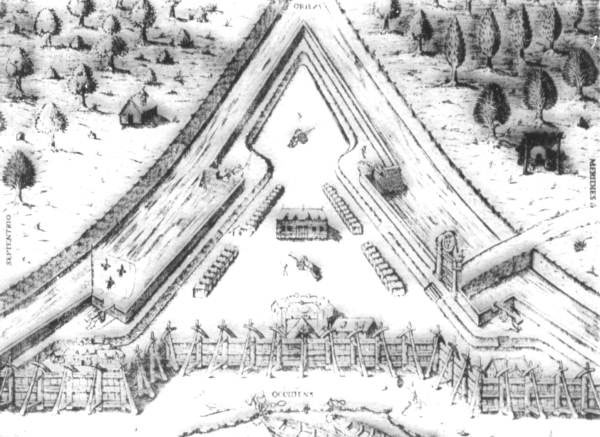
Croquis de Fort Caroline.

Pour fuir l'intolérance religieuse dont sont victimes les protestants, Gaspard II de Coligny projette de créer en Amérique une colonie française pouvant accueillir des huguenots. Cette colonie sera désignée également sous le nom de « Nouvelle-France floridienne ».
Une première tentative sera effectuée au Brésil, la France antarctique qui sera une éphémère colonie française qui occupa la baie de Rio de Janeiro, de 1555 à 1560.
En 1562, Gaspard de Coligny relance le projet de colonisation vers l'Amérique du Nord. Partis du Havre le 18 février 1562, Jean Ribault, secondé par René de Goulaine de Laudonnière et accompagné du cartographe Jacques Le Moyne de Morgues atteignent le nouveau continent en mai. Ils y fondent un premier fort nommé Charlesfort en l'honneur de Charles IX. Les vestiges de ce fort sont situés sur l'île de Parris Island. La tentative sera infructueuse.
Deux ans plus tard, René de Goulaine de Laudonnière fonde le 22 juin 1564 un nouveau bastion en Floride française, le Fort Caroline qui sera rapidement pris par les espagnols qui n'acceptent pas l'arrivée des Français au nord de leur territoire colonial.

##### Huguenots en Nouvelle-France
Le peuplement de l'Acadie se fait essentiellement sous le mandat des gouverneurs d'origine tourangelle : Isaac de Razilly, commandeur de l’île Bouchard et Charles de Menou d'Aulnay de Charnizay. Les migrants viennent de France mais aussi de Belgique, de Suisse, etc. Les colons français sont originaires d'Anjou, de Touraine, du Pays basque, de Bourgogne, de Paris, de Normandie, de Saintonge et d'Aunis entre autres : de religion catholique ou protestante. Quelques documents les concernant existent (le premier d'entre eux est le Recensement d'Acadie de 1671), mais aucun renseignement à leur sujet pour retrouver leurs origines, ni de lieu ni les noms de leurs parents. Plusieurs Français protestants s'installèrent dans les régions de Beaubassin et de Grand-Pré, découvertes en 1681, où ils deviendront des « défricheurs d'eau » en utilisant des « aboiteaux », technique empruntée aux Hollandais pour assécher une partie du marais poitevin, ce qui leur permit de gagner sur la mer ou les rivières des terres fertiles. Après la déportation de 1755, les huguenots s'assimileront aux catholiques.
En plus de l'Acadie, les huguenots sont aussi nombreux à vouloir s'exiler au Canada, même si à partir de 1628, il est interdit aux protestants d'émigrer en Amérique du Nord. Le clergé catholique y tient solidement l'administration coloniale, notamment les registres d'état civil ; et si le protestantisme peut durer après 1628, c'est chez les coureurs des bois, parce que les mariages, naissances et décès ne sont pas consignés dans les registres. Selon les estimations, autour de 300 protestants se seraient installés sur le territoire de la Nouvelle-France (Acadie, Canada, Louisiane et Terre-Neuve), à une époque où l'accroissement naturel représente l'essentiel de la croissance démographique
Pierre Dugua de Mons, Hélène Boullé, Jean-François de La Rocque de Roberval, Pierre de Chauvin, Gédéon de Catalogne et d'autres figures marquantes des débuts de la Nouvelle-France étaient des huguenots, comme l'a rappelé l'exposition Une présence oubliée : les huguenots en Nouvelle-France, au musée de l’Amérique française.

#### Huguenots

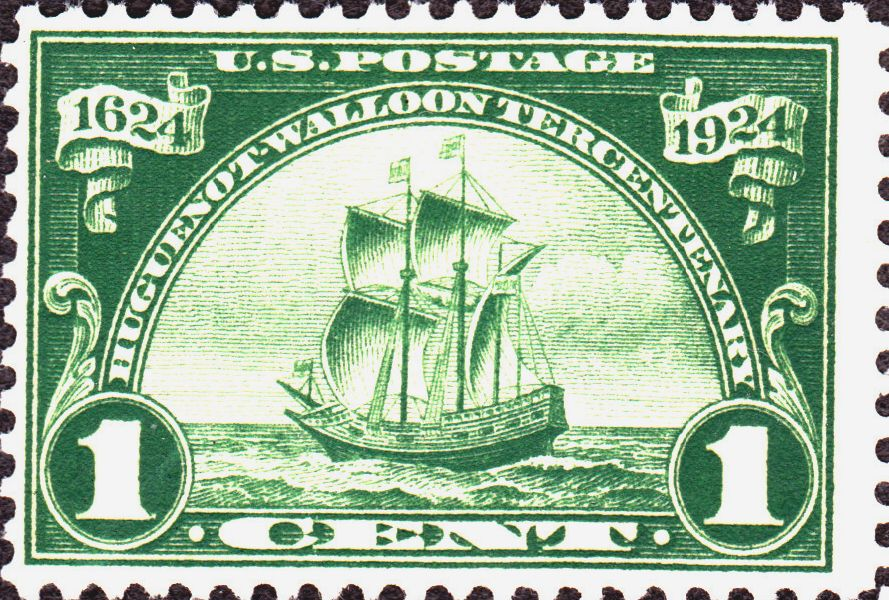
Timbre commémoratif de l'arrivée des huguenots et des Wallons en Amérique en 1624.

Des huguenots réfugiés en Hollande partent sur l'île de Manhattan à La Nouvelle-Amsterdam (l'actuelle New York), où le gouverneur wallon de la Nouvelle-Néerlande, Pierre Minuit avait acheté l'île aux Indiens. Ils rejoignent aussi la Virginie et la Caroline, soit directement de France, soit, plus souvent après une première halte en Angleterre, après avoir anglicisé leurs noms.
Les huguenots venus directement de France se sont ajoutés à ceux qui sont passés par l'Angleterre et les Provinces-Unies. Ils ont été nombreux à participer à la croissance de La Nouvelle-Amsterdam (la future New York) et de Boston, où des francophones wallons protestants sont arrivés dès les années 1630 pour fonder la Nouvelle-Néerlande avec en particulier un village sur l'île new-yorkaise de Staten Island. Dans la région de New York, une nouvelle vague arrive dans les années 1680 pour fonder New Paltz (« Nouveau Palatinat »), du nom de la région rhénane d'Allemagne qui les avait d'abord accueillis.
Un des premiers recensements à la suite de la révolution américaine signalera la présence de plus de 100 000 Américains d'origine huguenote, sur environ un million et demi. Les arrivées de colons huguenots dans les treize colonies seront supérieures au nombre total de colons envoyés en Nouvelle-France durant tout le Régime français, les jésuites s'étant opposés très vite à l'envoi de protestants.
Au nord de New York, en allant vers Boston, le nom de New Rochelle témoigne de leurs origines françaises. Soixante ans plus tôt, des huguenots passés par Londres avaient déjà débarqué au cap Fourchu, avec le Mayflower, aux côtés d'Anglais, près de Boston.
Cinq d'entre eux ont fondé le site qui s'appelait Esopus du nom de la tribu locale amérindienne, et qui a été rapidement rejoint par des Wallons de La Nouvelle-Amsterdam et Fort-Orange. Une quarantaine d'entre eux furent faits prisonniers par les Indiens. Pieter Stuyvesant le rebaptisa Wiltwijck (région des cerfs en néerlandais). Une fois la cession de la Nouvelle-Néerlande aux Anglais effective, en 1664, la ville fut rebaptisée Kingston. En 1777, elle fut promue capitale de l'État de New York, pendant la guerre d'indépendance des États-Unis.
Au sud, en Virginie, un groupe de sept cents huguenots se sont établis à Manakin. Les premiers huguenots y sont arrivés en décembre 1700, directement d'Angleterre, la couronne leur ayant donné officiellement des terres sur le Nouveau Monde, acheminés sur les bateaux Mary and Ann, le Ye Peter and Anthony et le Nassau. Une loi de 1699 leur donne la nationalité anglaise.
On les trouve aussi dans la quatrième et dernière zone de la côte est, les deux Carolines. Au XVIIe siècle, alors que la Georgie est utilisée comme pénitencier, les deux Carolines sont annexées un peu après la Virginie par de nouveaux colons, dont beaucoup de huguenots. En Caroline du Sud, le bateau le Richemond débarque une cinquantaine de familles en 1685. Le voyage a été financé par la couronne d'Angleterre, afin que les huguenots développent la culture de la vigne, du mûrier et de l'olivier.
Dans les décennies qui suivent, les huguenots sont nombreux à emprunter la Great wagon road, qui longe les Appalaches, du Nord au Sud dans l'intérieur des terres, à partir de la Pennsylvanie, la colonie créée en 1685 par William Penn, fils de l'amiral William Penn qui a conquis la Jamaïque pour Cromwell en 1655. Cette porte d'entrée des minorités religieuses en Amérique est aussi le pays des Amish, église protestante apparue en Alsace dans les années 1680 et très vite persécutée malgré sa non-violence, décrite dans le film Witness.
L'un des huguenots américains le plus célèbres est Davy Crockett, issu de la famille huguenote de Croquetagne, qui anglicise son nom en se réfugiant en Angleterre, avant de venir dans les Appalaches. En 1828, il est l'élu à la représentant des trappeurs de la « frontière sauvage » du Tennessee, à 700 kilomètres seulement de l'Atlantique, et y combat l'Indian Removal Act du président Andrew Jackson qui veut déporter les Indiens au-delà du Mississippi.

### Populations francophones après la Conquête et le démantèlement de la Nouvelle-France

#### Vente de la Louisiane en 1803: une nouvelle citoyenneté américaine
Le 20 décembre 1803, Napoléon, sans consulter l'Assemblée nationale, vend la Louisiane aux États-Unis pour 60 millions de francs ou 15 millions de dollars. Les Américains ne voulaient que La Nouvelle-Orléans, qu'ils étaient prêts à acquérir pour la somme de 10 millions de dollars, mais Napoléon, aux prises avec la révolte en Haïti, vendit la totalité de la Louisiane pour 5 millions de plus. Ainsi, la superficie des États-Unis d'alors doubla. M. Pierre Clement de Laussat, préfet de la Louisiane, s’adressera ainsi à ses administrés : « Des vues de prudence et d’humanité, s’alliant à des vues d’une politique plus vaste, […] ont donné une direction nouvelle aux intentions bienveillantes de la France sur la Louisiane : elle l’a cédée aux États-Unis d’Amérique ; vous devenez ainsi, Louisianais, le gage chéri de l’amitié qui ne peut manquer d’aller se fortifiant de jour en jour entre les deux républiques… ».

#### 1806-1809: l’exode des Créoles de Saint-Domingue vers la Louisiane
Achetée à la France en 1803, la Louisiane voit arriver en 1806 et 1809 plus de 10 000 Créoles de Saint-Domingue, selon Carl A. Brasseaux, historien et directeur du Centre d'études louisianaises de Lafayette. Ils font doubler en quelques années la population française de La Nouvelle-Orléans. Cette population instruite et active y développe de nombreuses activités comme les infrastructures portuaires qui permettent une Conquête de l'Ouest par la voie puissante du fleuve Mississippi.
La communauté des réfugiés français de Saint-Domingue en Amérique est soudée par leurs tribulations : plusieurs milliers ont fui ou ont péri dans l'insurrection de Saint-Domingue ; beaucoup se sont réfugiés dans l'est de Cuba avec leurs esclaves et ont repris la production des denrées coloniales. Cuba a ainsi importé autant d'esclaves qu'en deux siècles.
La dernière vague d'émigration voit arriver en Louisiane, au cours de l'année 1809, plus de 10 000 créoles blancs de Saint-Domingue passés entre-temps par Cuba, où la tentative de Napoléon d'installer son frère sur le trône d'Espagne génère des émeutes anti-françaises dès mars 1809, selon Carl A. Brasseaux, directeur du Centre d'études louisianaises de Lafayette. Les réfugiés développent des infrastructures portuaires qui permettent une rapide conquête de l'Ouest via la puissante artère fluviale du Mississippi, autour de laquelle se situe alors la Frontière sauvage. Dès 1840, La Nouvelle-Orléans est la quatrième ville américaine, avec plus de 100 000 habitants, soit 12 fois plus qu'en 1800, un record dans l'histoire mondiale de la croissance urbaine, qui ne sera battu qu'au XXe siècle par Port Harcourt, au Nigeria.

#### Présence française à Porto Rico
L'immigration de français à Porto Rico résulte de la situation géopolitique des colonies françaises de Saint-Domingue et de Louisiane à la fin du XVIIIe siècle.
Quand les Britanniques tentèrent d'envahir Porto Rico en 1797 sous le commandement de Ralph Abercromby, de nombreux Français offrirent leurs services à l'Espagne et vinrent défendre l'île et s'y installer ensuite.
À Saint-Domingue, colonie proche de Porto Rico, la victoire finale des esclaves sur leurs maîtres blancs à la bataille de Vertières en 1803 provoque la fuite des Français, et notamment vers Porto Rico, toujours sous souveraineté espagnole. Une fois sur place, ils colonisèrent la partie ouest de l'île dans des villes telles que Mayagüez. Avec leur expérience, ils aidèrent au développement de l'industrie sucrière, transformant Porto Rico en un des principaux exportateurs mondiaux de sucre.
La couronne espagnole émit par la suite le décret royal de grâces (Real cédula de Gracias), le 10 août 1815 avec l'intention d'encourager le commerce entre Porto Rico et les pays amis de l'Espagne. Le décret offrait aussi gratuitement des terres à tout Espagnol désirant déménager vers l'île. Le décret réentra en scène au milieu du XIXe siècle avec quelques changements. La couronne espagnole comprit que l'une des façons d'en finir avec le mouvement indépendantiste était de permettre aux Européens non espagnols de coloniser l'île. Ainsi, le décret fut imprimé en trois langues, l'espagnol, l'anglais et le français. Des centaines de familles françaises, dont des Corses, déménagèrent et s'installèrent à Porto Rico. Les Corses colonisèrent les régions montagneuses dans et près des villes de Lares, Adjuntas, Utuado, Guayanilla, Ponce et Yauco, où ils réussirent en tant que planteurs de café. Les Français qui émigrèrent du continent européen colonisèrent divers endroits de l'île. Ils jouèrent un rôle déterminant de l'industrie portoricaine du sucre, du coton et du tabac. Parmi eux, Teófilo Le Guillou qui en 1823 fonda la municipalité de Vieques. Le Guillou, qui fut le propriétaire terrien et d'esclaves le plus puissant de l'île, demanda à la couronne d'Espagne d'autoriser l'immigration des familles françaises des îles de Martinique et de Guadeloupe. Attirés par la proposition de terres gratuites, qui était l'une des plus incitatives du décret royal espagnol de 1815, des douzaines de familles françaises, parmi elles, les Mouraille, Martineau, et Le Brun, immigrèrent à Vieques et avec l'utilisation de main-d'œuvre esclave, elles établirent des plantations de canne à sucre. En 1839, il y avait 138 habitaciones, terme qui provient du français « habitation » et qui signifie « hacienda » ou « plantation ». Ces habitaciones étaient situées entre Punta Mulas et Punta Arenas.
Porto Rico est cédé aux États-Unis en 1898, faisant des descendants des colons français des Franco-Américains.

#### Les Franco-Américains dans la guerre anglo-américaine de 1812 et dans la guerre de Sécession
En entrant en guerre contre l'Angleterre en 1778, la France avait largement contribué à la victoire des insurgés américains, Rochambeau et La Fayette devenant de véritables héros dans les nouveaux États-Unis d'Amérique. De nombreux Américains d'origine huguenote ont participé à la lutte pour l'indépendance, on retiendra les noms de Francis Marion et du général William Lenoir. Les Franco-Canadiens ont également participé comme le montre l'engagement de Jean-François Hamtramck et de Clément Gosselin,.
En 1812, ce sont désormais des Franco-Américains qui s'illustrent dans les rangs américains. Ainsi le pirate Jean Lafitte qui avait créé son propre « royaume de Barataria » dans les marais et les bayous près de La Nouvelle-Orléans afin de contrôler l'embouchure du Mississippi après l'achat de la Louisiane en 1803, réalise un fait d'armes important avec sous ses ordres plus de mille hommes. Son soutien au général américain Andrew Jackson fait en effet basculer la bataille de La Nouvelle-Orléans, en 1815.
Les Franco-Américains dans les forces de l’Union ont été l’un des groupes catholiques les plus présents dans la guerre de Sécession. Sans connaître le chiffre précis, entre 20 000 et 40 000 Franco-Américains auraient combattu y compris des Franco-Canadiens à l’image de Calixa Lavallée qui aurait écrit l’hymne national canadien alors qu’il servait l’Union avec le grade de lieutenant. D'importants officiers de l'Union sont également d'origine française c'est le cas du major général Jesse Lee Reno (au patronyme anglicisé Renault) et du général George D. Bayard. Dans l’autre camp, les Louisianais se sont également illustrés en servant la cause confédérée c’est notamment le cas du général P.G.T Beauregard.

#### Immigration des Canadiens français en Nouvelle-Angleterre
| États         | Francophones | Pourcentage | Francophones | Pourcentage |
| ------------- | ------------ | ----------- | ------------ | ----------- |
| Maine         | 7 490        | 20,0 %      | 29 000       | 13,9 %      |
| New Hampshire | 1 780        | 4,7 %       | 26 200       | 12,6 %      |
| Vermont       | 16 580       | 44,3 %      | 33 500       | 16,1 %      |
| Massachusetts | 7 780        | 20,8 %      | 81 000       | 38,9 %      |
| Rhode Island  | 1 810        | 5,0 %       | 19 800       | 9,5 %       |
| Connecticut   | 1 980        | 5,3 %       | 18 500       | 8,9 %       |
| Total         | 37 420       | 100 %       | 208 100      | 100 %       |

| États         | Francophones | Pourcentage | Francophones | Pourcentage |
| ------------- | ------------ | ----------- | ------------ | ----------- |
| Maine         | 58 583       | 11,3 %      | 99 765       | 13,4 %      |
| New Hampshire | 74 598       | 14,4 %      | 101 324      | 13,6 %      |
| Vermont       | 41 286       | 8,0 %       | 46 956       | 6,4 %       |
| Massachusetts | 250 024      | 48,1 %      | 336 871      | 45,3 %      |
| Rhode Island  | 56 382       | 10,9 %      | 91 173       | 12,3 %      |
| Connecticut   | 37 914       | 7,3 %       | 67 130       | 9,0 %       |
| Total         | 518 887      | 100 %       | 743 219      | 100 %       |

Une page importante de l'histoire des Franco-Américains est la diaspora du Québec de 1840-1930, durant laquelle un million de Canadiens français se déplacèrent aux États-Unis, principalement dans les États de la Nouvelle-Angleterre et du Michigan. Ce phénomène sans précédent, décrit par l'économiste Albert Faucher comme « l'évènement majeur de l'histoire canadienne-française au XIXe siècle » est sans aucun doute l'un des mouvements migratoires les plus importants de l'Histoire de l'Amérique française. Historiquement, les Canadiens français avaient un taux de natalité très élevé, ce pour quoi leur population était importante, quand bien même l'immigration en provenance de France était relativement faible. Dans les faits, il est impossible d'attribuer l'émigration des Canadiens français à un seul phénomène. L'exode se manifeste d'abord comme une réponse aux contraintes et aux pressions de l'époque, mais aussi comme le résultat d'une multitude de facteurs associés aux changements socioéconomiques des XVIIIe et XIXe siècles, notamment l'émergence du capitalisme et de l'industrialisation. Ajoutons également la mobilité géographique des Canadiens français : depuis le début de la colonisation, ceux-ci n'ont jamais cessé de se déplacer sur le territoire, tant pour des motifs économiques que démographiques.
L'encombrement des terres ainsi que l'accroissement de la population sont des facteurs qui nous permettent de comprendre les origines du phénomène. À la suite de la Conquête, les autorités britanniques cessent de concéder des terres au Canada. Parallèlement, on assiste de 1760 à 1850 à un accroissement démographique spectaculaire dans la colonie. La population canadienne, dont le taux de natalité est de 50 pour 1 000, passe d'environ 335 000 en 1814 à 690 000 en 1840. Cette importante croissance démographique fut d'ailleurs une raison importante de la migration québécoise vers le Sud. Alors qu'au commencement du développement de la Nouvelle-France la pression démographique faisait bien son sens (peupler un nouveau territoire de ses occupants), elle devint problématique lors de la deuxième moitié du XIXe siècle. En effet, la culture de la terre, principale occupation des Canadiens français, n'était pas assez fructueuse pour la densité de la population à cette époque. En outre, cette importance hausse du nombre d'habitants survient au moment même où les terres disponibles sont de plus en plus rares dans les vieux terroirs du Québec. Les nouvelles générations sont forcées de quitter l'aire seigneuriale pour s'établir toujours plus loin, vers l'intérieur des terres (ce qui engendre ipso facto une expansion de l'espace habité). Comme le mentionne McInnis, cette impressionnante croissance démographique accentuera l'encombrement des terres : « le Canada est passé rapidement d'une situation où les terres agricoles étaient abondantes à une situation où les régions étaient entièrement habitées ». En ce sens, entre 1784 et 1844, on observe une augmentation de la population de 400 % alors que la superficie des terres occupées n'augmente que de 275 % pour la même période. Un exode rural, principalement vers Montréal, se fit donc. Bien que beaucoup virent en la métropole un refuge porteur d'espoir, un grand nombre d'entre eux n'y trouvèrent pas satisfaction. Le secteur industriel, généralement géré par les anglophones et guère favorisé par l'élite francophone qui lui préférait l'agriculture, n'était pas assez attrayant. Les États-Unis apparurent alors comme une voie de secours bien attirante.
Parallèlement, l'émergence du capitalisme engendre de profondes mutations dans le monde rural. Cependant, les changements n'apparaissent pas tous au même moment, ni avec la même intensité selon les régions. Alors que société traditionnelle canadienne-française demeure particulièrement égalitaire jusqu'à la fin du XVIIIe siècle, plusieurs circonstances favoriseront l'apparition de disparités sociales au sein de la paysannerie. En effet, pour certains, la montée de l'économie de marché représente une formidable opportunité, mais pour d'autres, « l'effet différenciateur du capitalisme est synonyme de pauvreté ». Dans ce contexte, l'exode se manifeste d'abord comme une réponse aux contraintes et aux pressions de l'époque, mais aussi comme le résultat d'une multitude de facteurs associés aux changements socioéconomiques. Dans les campagnes, le travail saisonnier est de plus en plus fréquent. Avec la montée de l'économie de marché, certains préfèrent acheter, et ce même s'ils ont l'opportunité de produire eux-mêmes les biens. Ceux qui n'ont pas reçu la possession familiale (par l'héritage) deviendront des consommateurs et non des propriétaires. L'apparition des marchands et la multiplication des villages incitent les cultivateurs à accroître leur productivité agricole. Les agriculteurs les plus ambitieux empruntent pour moderniser leur exploitation, ce qui les rend particulièrement vulnérables aux fluctuations du marché. Or, le système de crédit demeure instable et favorise, dans une certaine mesure, l'exode vers les États-Unis. Lorsque l'économie est prospère, les propriétaires les plus dynamiques s'en tirent bien, mais en cas de mauvaises récoltes ou de diminution des prix, ils n'arrivent plus à joindre les deux bouts. D'ailleurs, ils sont de plus en plus nombreux à partir aux États-Unis dans l'espoir d'accumuler une somme d'argent en peu de temps et payer leurs dettes. Par ailleurs, le Canada doit faire face à une série de crises financières et économiques dans les années suivantes : la crise de 1837 en Angleterre et aux États-Unis, la dépression de 1846-1850, l'abolition des tarifs préférentiels britanniques et la crise de 1857 menacent l'économie canadienne. De plus, la concurrence américaine, qui dispose d'un plus vaste marché pour écouler ses produits, nuit considérablement aux entreprises rurales. Le développement du réseau ferroviaire, réduisant la durée des déplacements, accroît l'attrait qu'exerce le sud de la Nouvelle-Angleterre sur les Canadiens français : « [le chemin de fer] permet aux migrants, pour une somme relativement peu élevée, de se rendre en un jour ou deux dans les principaux centres de la région, au lieu des trois ou quatre semaines requises antérieurement ».
À partir de 1865, on constate que ce sont maintenant des familles entières qui se déplacent vers les centres industriels de la Nouvelle-Angleterre. Il semble évident que les agents recruteurs ont joué un rôle important dans l'orientation des migrations. Ceux-ci encouragent les Canadiens français à émigrer en famille vers la Nouvelle-Angleterre en leur mentionnant que les enfants aussi trouveront de l'emploi. Comment le souligne McInnis, les villes où l'on retrouvait des industries de textile étaient particulièrement attrayantes pour les familles : « La Nouvelle-Angleterre offrait bien plus que des salaires modestes aux hommes qui occupaient surtout des emplois non qualifiés, elle offrait aussi du travail aux enfants. Tant que le taux de fécondité des Canadiens français était élevé et que les familles étaient nombreuses, la possibilité de faire travailler les enfants, même très jeunes, était séduisante ». Afin d'accroître les revenus du ménage ou simplement pour rentabiliser leur déplacement, certains Canadiens français n'hésitent pas à mentir sur l'âge de leurs enfants. Bien que la loi interdisait le travail aux moins de douze ans, de nombreux employeurs acceptaient de les embaucher sans poser de question, précisément parce que les enfants représentaient une main-d'œuvre bon marché pour l'entreprise. Par ailleurs, les migrants déjà présents sur le territoire américain jouent un rôle majeur dans le phénomène de « migration en chaîne » vers les États-Unis : ceux-ci forment de nouvelles communautés et encouragent leurs parents et amis à les rejoindre. Ils deviennent eux-mêmes d'excellents « informateurs » et favorisent le déplacement des familles en leur fournissant des renseignements sur les possibilités d'emploi, les routes à prendre et les prix des logements. Bref, c'est un véritable réseau de migration qui s'établit entre les régions du Québec et les villes industrialisées des États-Unis.
La fin de la guerre de Sécession s'ouvrit sur une importante pénurie de main-d'œuvre ouvrière aux États-Unis, ce qui favorisa davantage l'immigration des Canadiens français, particulièrement en Nouvelle-Angleterre, du fait de sa proximité. Alors que le Québec se voyait pris à la gorge par une misère agricole allant en s'aggravant, une période de développement industriel commençait chez son voisin du sud. Il n'en fallut pas plus pour provoquer une vague d'émigration ; se tournant vers les industries des voisins immédiats du sud, un grand nombre de Canadiens français allèrent ainsi travailler dans le secteur du textile, alors activité majeure des usines de Nouvelle-Angleterre. Le changement fut brutal, 53 % d'entre eux n'ayant eu précédemment aucune autre expérience que celle du travail de la terre.
C'est au début du XXe siècle que les Franco-Américains s'enracinèrent dans leur nouvelle patrie ; ayant alors un emploi stable, ils fondèrent des familles. En résultèrent les premières générations américaines de francophones et, par le fait même, les premières institutions communautaires francophones. On rapportera l'implantation de ces institutions comme élément central à une réelle installation de la part des Franco-Américains. En effet, afin de s'adapter à cette nouvelle réalité, ils se rassemblent et s'organisent ; mieux encore, ils tentent de recréer un « habitat » et des institutions semblables à ceux qu'ils connaissent. Semblables à une volonté de survie, la religion ainsi que l'esprit national occupent une place déterminante dans la structure sociale de ces collectivités francophones. Progressivement, des paroisses, des écoles, des églises et des sociétés d'entraide furent créées sur le territoire, attirant toujours davantage de Canadiens français. En outre, l'émergence de petits journaux locaux leur permet de promouvoir la culture canadienne-française et même de garder le contact avec leur pays d'origine. Ces journaux pouvaient également fournir de précieux renseignements sur les emplois à combler ou encore sur la communauté.
Cet accent sur la préservation de la culture canadienne-française aux États-Unis (cadrée par l'idéologie de survivance, qu'avancèrent les prêtres et la classe moyenne franco-américaine) engendra des conflits au sein de l'Église catholique et attisa les craintes et l'hostilité de xénophobes étatsuniens. Or, la société franco-américaine du nord-est des États-Unis ne fut jamais complètement isolée des courants sociaux, économiques et culturels du pays d'adoption. Les familles des quartiers industriels intégrèrent peu à peu le mouvement ouvrier au début du XXe siècle. Une jeune génération n'ayant jamais connu le Canada et couramment bilingue s'intéressa au baseball et au cinéma hollywoodien. Le service militaire obligatoire au cours de deux conflits mondiaux força l'immersion linguistique des hommes. Plus tard, une certaine ascension socio-économique et le mouvement vers les banlieues contribuèrent ensemble à sceller le destin des institutions qui ancraient depuis longtemps la culture des « Petits Canadas ». Ce mouvement d'intégration se vit accompagné d'importantes percées politiques qui amplifièrent la visibilité des Franco-Américains. Des politiciens francophones gravirent l'échelle du pouvoir et prirent place dans les législatures d'état et dans la fonction publique en plus de conquérir les mairies de plusieurs grandes villes industrielles en couronne de Boston, par exemple Woonsocket, Fall River, Lowell et Manchester. Aram Pothier et Emery San Souci devinrent gouverneurs de l'état du Rhode Island au début du XXe siècle; Felix Hebert fut sénateur. Cette visibilité s'ajoutait aux défilés de la Saint-Jean-Baptiste, aux conflits religieux qui leur donnèrent une présence médiatique et à leur forte population dans diverses régions de la Nouvelle-Angleterre et de l'État de New York.
Les Canadiens français se déplacèrent également dans différentes régions du Canada, comme l'Ontario et le Manitoba. Beaucoup de ces premiers migrants masculins travaillèrent dans l'industrie du bois dans ces deux régions, ainsi que dans l'industrie minière bourgeonnante des Grands Lacs. Après la pendaison de Louis Riel et le génocide des métis dans l'Ouest canadien, le gouvernement canadien appliqua une politique de colonisation dans l'Ouest canadien, en y distribuant des subventions et en y donnant des terres. Il y eut une vaste campagne de promotion en Europe. Il est important de noter que ces privilèges n'étaient pas disponibles pour les Québécois, qui manquaient de terres à cultiver. L'hostilité des pouvoirs publics à la culture francophone dans l'Ouest et, surtout, la proximité de la Nouvelle-Angleterre expliquent le mouvement migratoire vers les États-Unis.

#### Les «petits Canadas»

Un autre drapeau des Franco-Américains, utilisé en particulier en Nouvelle-Angleterre.

On désigne par « petit Canada » les communautés franco-canadiennes installées aux États-Unis depuis le XIXe siècle en particulier en Nouvelle-Angleterre. Ce terme montre la séparation qui existait entre anglophones et francophones récemment arrivés. Un des plus célèbres petits Canadas fut la zone ouest de Manchester (New Hampshire), une ville avec une grande population francophone en raison du recrutement de la main-d'œuvre au Québec pour travailler dans les usines textiles. La Caisse populaire Ste. Marie (ou St. Mary's Bank) située au petit Canada de Manchester, fut la première banque coopérative aux États-Unis, spécifiquement créée pour servir la population canadienne-française, les Québécois ayant des difficultés pour obtenir des crédits auprès de banques contrôlées par des Canadiens anglophones.
Les petits Canadas se trouvent en particulier à :
- Holyoke, Lowell, Lawrence et New Bedford, dans le Massachusetts ;
- Woonsocket, dans le Rhode Island ;
- Manchester et Nashua, dans le New Hampshire ;
- Biddeford et Lewiston, dans le Maine.

#### Les Franco-canadiens
Par Franco-canadiens des États-Unis, on entend tous les Canadiens francophones qui vinrent s'installer aux États-Unis sans différencier les Acadiens des Québécois et des Franco-Canadiens comme les établissent les critères ethniques canadiens. La première vague est issue de la déportation des Acadiens vers la Nouvelle-Angleterre. La seconde vague provient d'une immigration économique vers cette même région et autour des Grands Lacs en particulier dans le Michigan.

#### Immigration des Haïtiens
Une autre source importante d'immigration fut Saint-Domingue, qui gagna son indépendance tout comme la république d'Haïti en 1804, après une sanglante révolution ; une grande partie de sa population blanche (avec quelques mulâtres) quitta le pays à cette époque, souvent pour la Louisiane, où ils furent assimilés dans la culture créole.

#### Présence française au Nouveau-Mexique
Le Nouveau-Mexique, était initialement habité par des puissantes et riches nations indiennes (Apaches, Comanches, Hopis, Navajos, Zuñis), puis fut progressivement colonisé par la Nouvelle-Espagne avant de devenir un État américain. Il reçut un courant d’immigration française modeste mais régulier dès le 16e siècle.
Certains de ces Français sont célèbres, comme le frère Marcos de Niza (1495 – 1558), qui participa à la découverte initiale de ces territoires pour l’Espagne, ou Ceran de Hault de Lassus de Saint Vrain (1802 - 1870), descendant d'aristocrates français émigrés aux États-Unis pendant la Révolution française qui connut une grande réussite dans les affaires, ou bien le premier archevêque de Santa Fé (Nouveau-Mexique), Jean-Baptiste Lamy (1814 – 1888), originaire de la région de Clermont-Ferrand, qui figure dans le célèbre roman de Willa Cather, La mort et l’archevêque.
Un nombre relativement important des immigrés français au Nouveau-Mexique furent des prêtres ; d’autres, comme leurs compatriotes de Nouvelle France, étaient initialement des trappeurs et négociants en fourrures, puis des forestiers, agriculteurs, éleveurs et négociants.

#### La communauté française de San Francisco
Les Français furent les premiers colons non espagnols à s'installer en Californie, bénéficiant de l'accueil des autorités coloniales espagnoles et de concessions de terres. Leur nombre augmenta avec l'indépendance du Mexique en 1821 puis surtout avec la ruée vers l'or à partir du rattachement de la Californie aux États-Unis en 1848. Selon Annick Foucrier :

« Vingt à vingt-cinq mille Français, venus de toutes les régions de France, participent à ce mouvement véritablement mondial. La plupart partent vers les mines, mais parmi ceux qui s’installent à San Francisco, beaucoup se regroupent dans les rues Montgomery et Commercial, qui pour cela sont appelées « French town » (le quartier français) en 1851. Restaurants et cafés, maisons de jeux dont la plus célèbre est la Polka, enseignes diverses attirent le regard. Les Français sont « banquiers, médecins, spéculateurs en terrains, importateurs et courtiers en gros, marchands au détail, artisans, manœuvres. […] La plupart des meilleurs restaurants et des plus beaux cafés de la ville sont tenus par des Français. Ils ont à peu près le monopole de certaines professions telles que l’importation des vins, la coiffure, etc. Ils sont très habiles aussi dans les petits commerces qui s’exercent dans les rues, vendant des fleurs, des oranges, etc. », remarque l’Alta California en 1853, mais ils sont aussi cuisiniers, jardiniers, artistes. Deux Français, Jules de France et un acteur nommé Jourdain, auraient été les premiers à offrir une représentation théâtrale professionnelle à San Francisco, en décembre 1849. Les voyageurs soulignent tout spécialement la présence de croupières, actrices et femmes galantes françaises, d’autant plus recherchées que les femmes étaient encore peu nombreuses. Si elles lancent les modes, et tiennent le haut du pavé, elles ne représentent cependant qu’une toute petite minorité même parmi les Françaises dont la plupart travaillent plus modestement avec leurs maris commerçants ou artisans.
[...] Nombreux et prospères, les Français de San Francisco ont leur consulat à partir de 1849, leur église (Notre-Dame des Victoires) fondée en 1856, leur maison de santé établie en 1851 par la Société française de bienfaisance mutuelle, première société d’assurance mutuelle des États-Unis. Dès 1850 ils ont aussi un théâtre, l’Adelphi, et de 1853 à 1866 une compagnie de pompiers, la Compagnie Lafayette des Echelles et des Crochets. La City of Paris et la White House sont parmi les plus prestigieux et grands magasins de la ville. »

Renforcée par les Alsaciens et les Lorrains après la défaite militaire de la France en 1871, la présence française à San Francisco décline cependant considérablement à partir du début du XXe siècle, et le quartier qui subsiste n'est qu'un faible écho d'une communauté qui compta des succès commerciaux et financiers illustrés notamment par le grand magasin City of Paris, aujourd'hui disparu et remplacé en 1981 par une enseigne Neimann-Marcus sur Union Square — la verrière du magasin reste visible de l'intérieur du bâtiment.
Au cours du XXe siècle, le quartier chinois de San Francisco a petit à petit grignoté le quartier français au sud, et North Beach au nord.
D'un autre côté, la communauté française dans la Silicon Valley est pour sa part florissante, estimée récemment par le consulat de France entre 70 000 et 100 000 personnes[réf. nécessaire], soit l'une des plus importantes communautés étrangères de la région. Elle compte en particulier de nombreux entrepreneurs numériques : Loïc Le Meur, fondateur de Seesmic, Jean-Luc Vaillant, cofondateur de LinkedIn, Vincent Paquet, cofondateur de Grand Central, racheté par Google pour développer GoogleVoice, Henri Moissinac, directeur des applications mobiles de Facebook, fondateur de e-Bazar (racheté par eBay), Pierre Omidyar, fondateur d'eBay, ainsi que de très nombreux ingénieurs, designers et animateurs chez Pixar.

## Groupes ethniques franco-américains
Aux États-Unis un critère d'auto-identification socioculturelle est pris en compte dans les recensements : l'origine étant la principale. Les Franco-Américains sont donc toutes les personnes blanches ayant des origines françaises. En outre sont reconnus des groupes ethniques culturellement homogènes.

### Les Cadiens

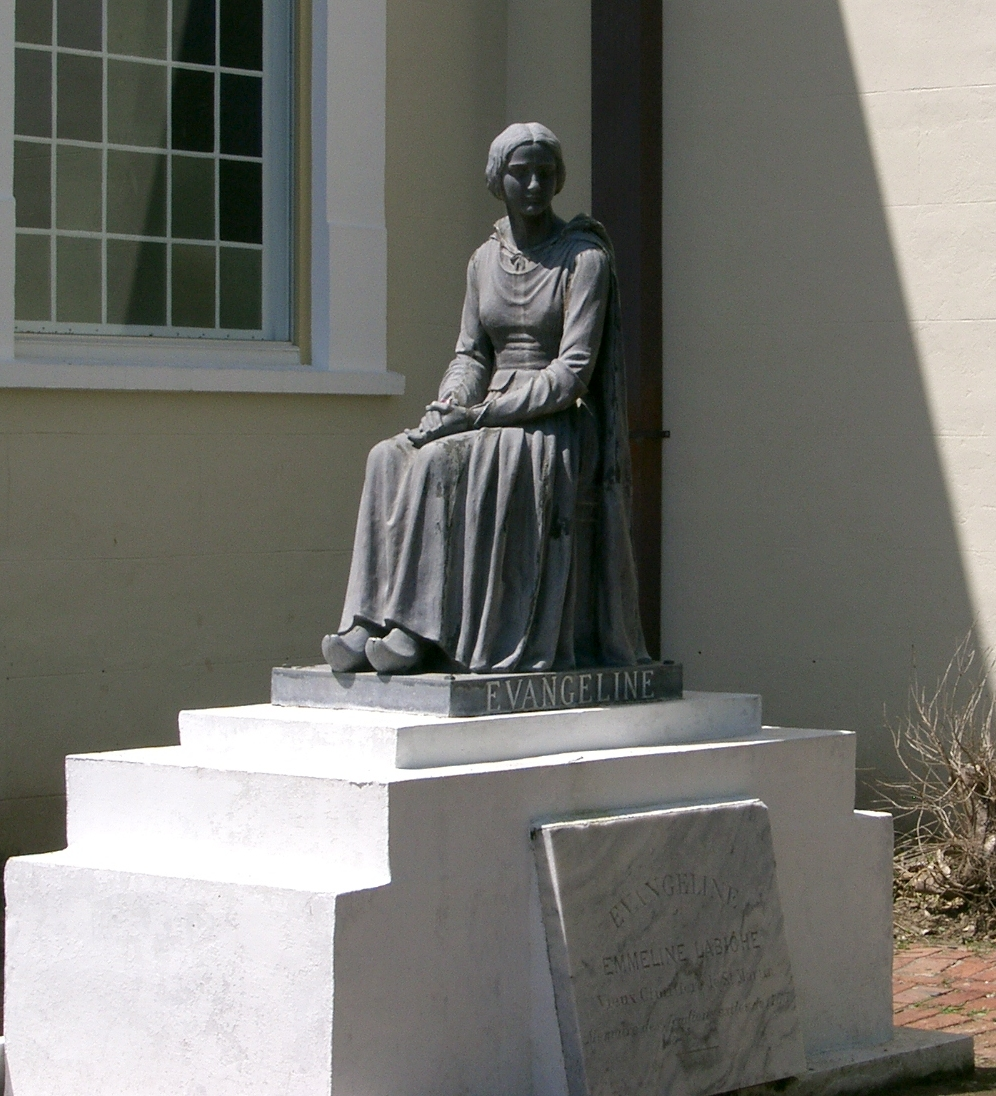
Statue d'Evangeline, héroïne du poème éponyme Evangéline par Longfellow, à Saint-Martinville.

Les 22 paroisses cadiennes. L'Acadiane, cœur de la région cadienne, est indiquée en rouge foncé.

Les cadiens sont les descendants des acadiens des Provinces maritimes du Canada, populations francophones déportées par les Anglais vers la Louisiane lors du Grand Dérangement à partir de 1755. « Cajun » est la forme utilisée dans le monde anglophone et reprise par la plupart des francophones hors de la Louisiane, tandis que les Louisianais francophones préfèrent utiliser la forme « cadien(ne) », quoique la prononciation locale s’apparente parfois à ce qu’on épellerait « cadjin(e) ». Le mot est dérivé étymologiquement d’« acadien ». La prononciation ancienne était « cayen », comme « acayen » et « canayen », qui s'entend encore au Canada. En Acadie du Canada, soit au Nouveau-Brunswick, en Nouvelle-Écosse et à l’Île-du-Prince-Édouard, « acadien » se prononce « acadjin », d'où la prononciation « cadjin » ou cajun. Ce sont les Québécois qui disent « cayen ».
Selon le recensement de 1990, il y aurait 597 729 cadiens, d'autres chiffres parlent de 2 à 5 millions. L'usage d'un dialecte français unique (le français louisianais) et de nombreux autres traits culturels les distinguent comme groupe ethnique à part entière. Ils sont officiellement reconnus comme groupe ethnique national par le gouvernement américain en 1980 après un procès pour discrimination instruit par le juge Edwin Hunter, et connu sous le nom Roach v. Dresser Industries Valve and Instrument Division (494 F.Supp. 215, D.C. La., 1980), concluant à la légalité de l'ethnicité cadienne.
Il faut enfin préciser que les Cadiens ne sont pas tous d'ascendance acadienne. Arrivés en Louisiane ils se sont mélangés et ont absorbé d'autres populations anglaise, espagnole, allemande, italienne, autochtones, métis et créoles. Selon l'historien Carl A. Brasseaux ce sont ces intermariages qui ont donné réellement naissance à l'identité cadienne. Ainsi certaines paroisses cadiennes comme celle d'Evangeline et d'Avoyelles possèdent relativement peu de personnes d'ascendance directe acadienne mais qui proviennent plutôt du Québec, de Mobile et de France. Beaucoup de Cadiens sont issus de populations non francophones très diversifiées, c'est le cas par exemple de la famille Melansons d'origine anglaise (Mallinson). Des Irlandais, des Allemands, des Grecs, des Espagnols des Canaries, des Italiens se sont installés postérieurement à la migration acadienne et se sont mélangés aux cadiens, en particulier sur la Côte allemande (German Coast) et sur les bords du Mississippi au nord de La Nouvelle-Orléans. Des immigrés des Philippines sont également établis à Saint-Malo et sont mariés avec des Cadiens. L'identité cadienne est donc fortement métissée et sert globalement à désigner les populations francophones de Louisiane dans leur ensemble :

« De nos jours, dans la parlance populaire, le terme cadien a pris un sens très large, se référant à tous ceux qui ont un héritage français ou qui ont été influencés par le fait français/acadien en Louisiane, y compris les assimilés d'autres groupes ethniques. [...] Cette fusion d'identités ethniques va de pair avec une fusion d'identités linguistiques. »

— Richard Guidry et Amanda La Fleur, « Le français louisianais : un aperçu général », dans Francophonies d'Amérique, PUO, no 4, 1994, p. 130.
| Provenance          | Acadiens | %       | Années    |
| ------------------- | -------- | ------- | --------- |
| Canada              | 4 000    | 56,34 % | 1763-1790 |
| Nouvelle-Angleterre | 1 500    | 21,13 % | 1765-1770 |
| France              | 1 600    | 22,54 % | 1785      |
| Total               | 7 100    | 100 %   |           |

### Créoles de Louisiane

#### Débat racial autour de la créolité blanche
L'expression « Créole de la Louisiane » fait habituellement référence aux populations créoles de Louisiane aux États-Unis et à ce qui y est associé. En Louisiane, l'identité créole peut tromper : elle n'a rien à voir avec la langue créole.

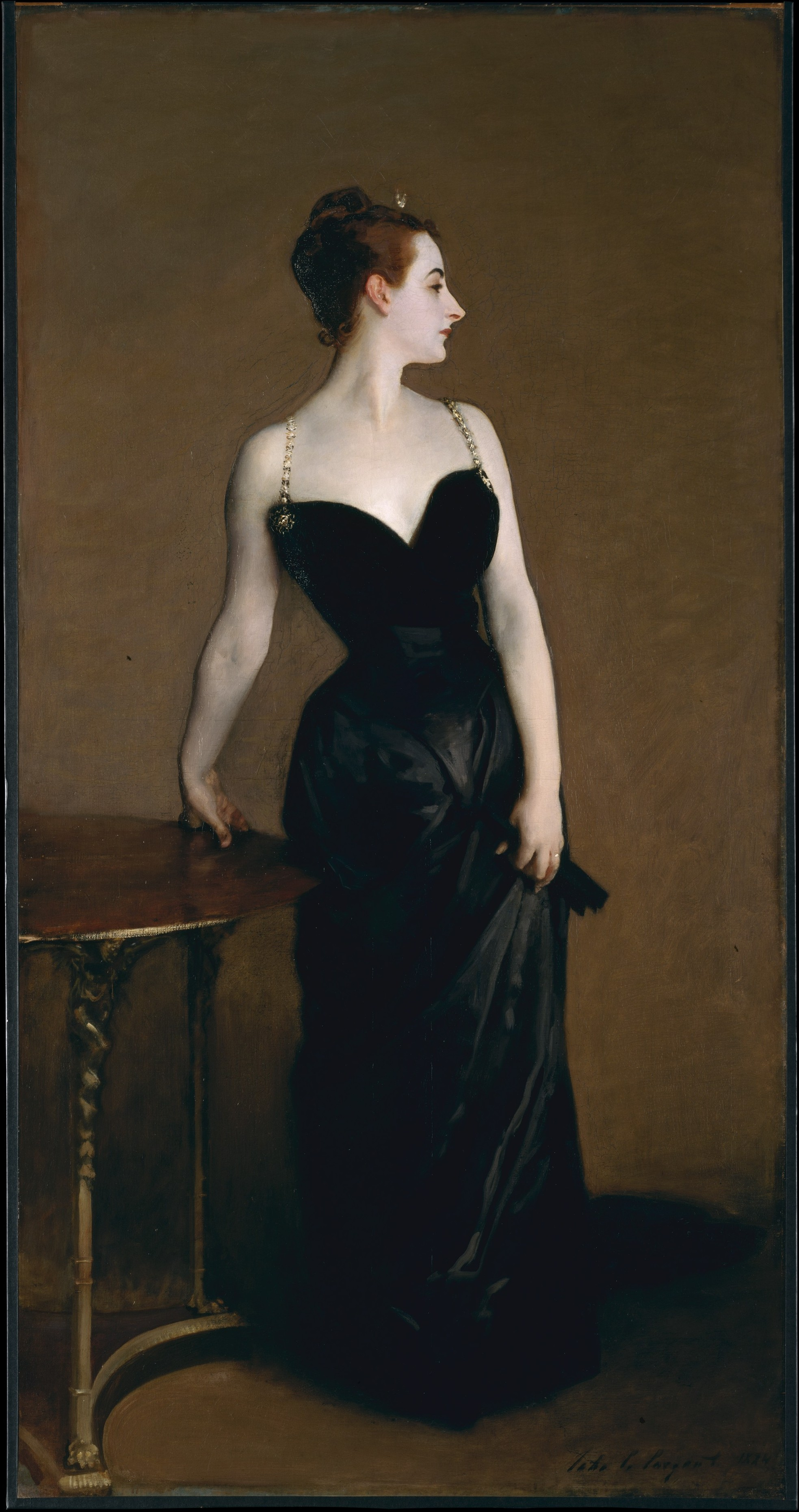
Virginie Gautreau, connue comme « Madame X », une Créole de La Nouvelle-Orléans.

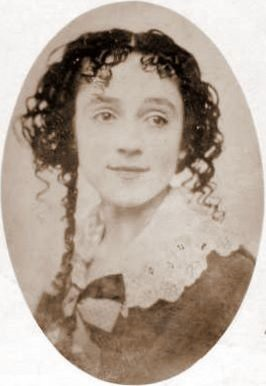
Adah Isaacs Menken, actrice créole, peintre et poétesse.

Pendant les colonisations française et espagnole de la Louisiane, l'usage de l'expression « créole », en tant qu'adjectif, était réservé uniquement aux gouvernements coloniaux. On appelait créole toute personne, produit ou animal né dans la colonie. L'esclave créole valait nettement mieux que l'Africain, car il parlait déjà une langue compréhensible aux Français (donc le français ou le créole louisianais) et il était moins réceptif aux maladies dues au climat de la colonie. Le terme désigne pendant la période coloniale avant tous les Français natifs de la colonie et non en métropole. Les esclaves n'ayant aucun droit, le terme s'applique seulement aux Blancs.
La vente de la colonie française de Louisiane en 1803 provoqua une division culturelle entre les francophones de la colonie et les Anglo-saxons venus administrer le nouveau territoire. Rapidement les deux populations de religions et de langues différentes vont s'opposer. Le premier gouverneur du territoire de la Louisiane, William C. C. Claiborne, un Anglo-saxon né dans le Tennessee, avait pour premier but d'assimiler la colonie francophone de Louisiane, ce qui provoqua l'opposition avec l'ancienne classe dirigeante francophone.
C'est à partir de ce moment que les anciens habitants de la Louisiane commencent à s'identifier en tant que Créoles pour se distinguer des Anglo-Saxons. À La Nouvelle-Orléans, la rue du Canal allait marquer la frontière linguistique, entre les quartiers de langues française/créole et anglaise. D'où le nom du célèbre Vieux carré français, où vivaient les francophones de la ville.

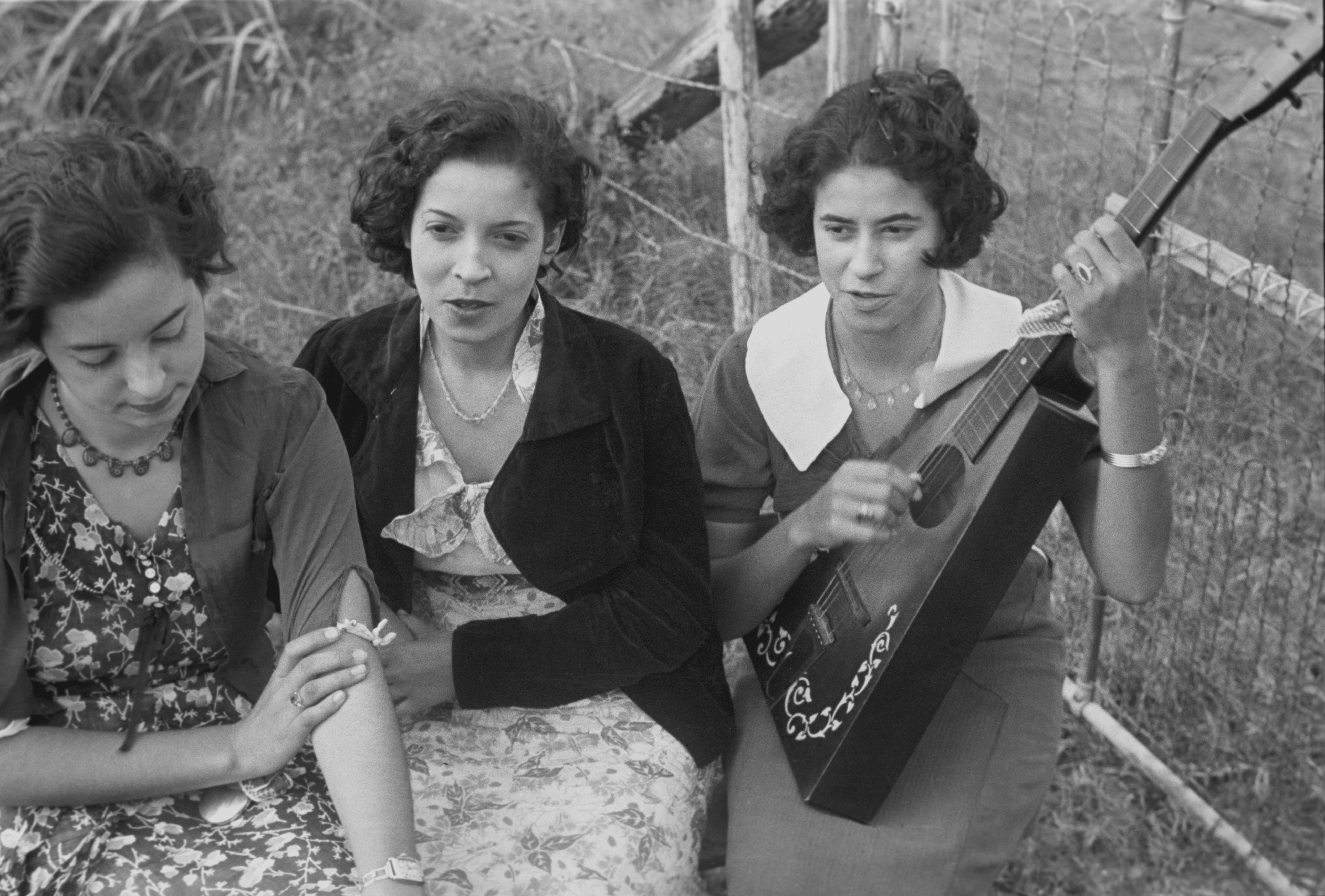
Trois filles créoles, Plaquemine Parish (Louisiane), 1935 (photo de Ben Shahn).

Après la Guerre civile, en réponse à la politique d'imposition et de classification raciale binaire imposée par les Anglo-saxons, des intellectuels créoles comme Charles Gayarré et Alcée Fortier commencent à définir la créolité sur le critère exclusif d'une descendance européenne, en règle générale française ou espagnole. Issus d'une société coloniale aux rapports très ethnicisés, les Créoles blancs appartenant au monde des grandes plantations refusaient alors d'être associés aux populations noires ou métisses, de même qu'ils ne voulaient pas être confondus avec les Blancs anglo-saxons ou provenant d'une immigration postcoloniale (par exemple Italiens) ou canadienne (p. ex. les Cadiens francophones). Ils figuraient alors une société à part aux traditions conservatrices, indépendante de la société nationale américaine. Les Créoles blancs publient alors un grand nombre d'articles, de livres et de discours pour protéger leur pureté raciale. En témoigne la polémique menée par les Créoles blancs autour de l'œuvre de George Washington Cable qui décrivait une société créole multiraciale dans ses romans et ses nouvelles. Dans son roman, The Grandissimes, il expose les préoccupations créoles vis-à-vis des liens de sang inévitables avec les Noirs et les mulâtres. Ce livre fit scandale, selon Virginia Dominguez :

« Il y eut une véritable explosion de réactions en défense de l'ascendance créole. Le grand écrivain George Washington Cable engageait ses personnages dans une querelle de famille sur un héritage, empêtrés dans des unions sexuelles avec des Noirs et des mulâtres, et les décrivait particulièrement défensifs sur la présumée pureté de leur ascendance caucasienne, tandis que les créoles les plus revendicatifs répondaient en insistant sur le facteur de pureté de l'ascendance blanche comme un impératif pour s'identifier comme créole. »

Mais on ne peut toutefois ignorer les mariages ou le concubinage de créoles blancs avec des Noires libres ou esclaves ou encore des Amérindiennes, ainsi dès la période coloniale apparaissent les termes de « Créoles de couleur » et « esclaves créoles ». Aujourd'hui on ne connaît pas le nombre de créoles français, cette identité s'est progressivement associée aux Cadiens, eux aussi de race blanche, et aux Créoles de couleur, tous les trois possédant une même culture française et catholique. Historiquement les Créoles parlent le français de la Louisiane ou le créole louisianais.

#### Les Créoles de couleur

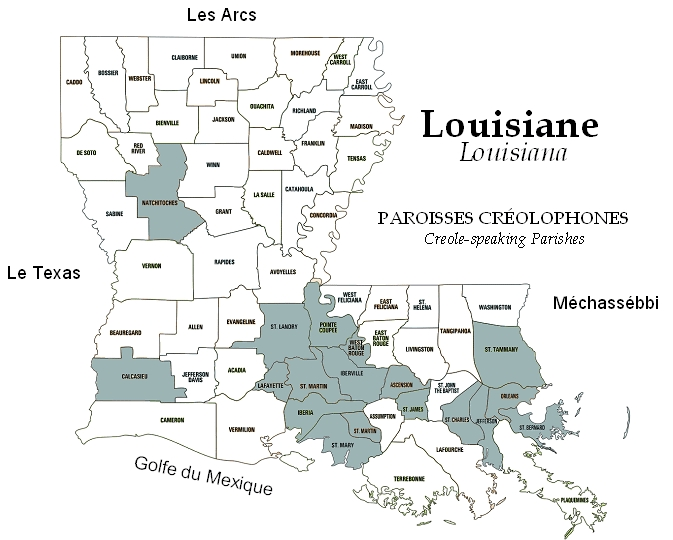
Paroisses créolophones de Louisiane.

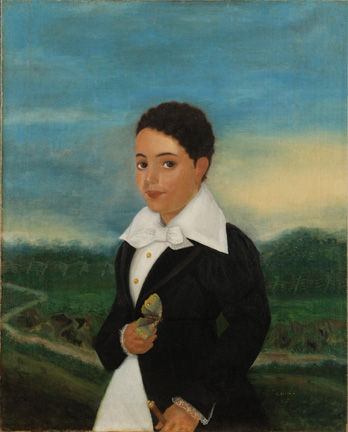
Creole Boy with a Moth par Julien Hudson, 1835.

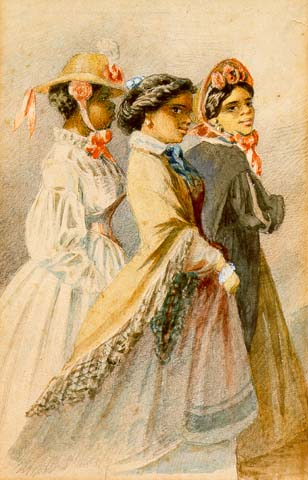
Femmes créoles de la bourgeoisie louisianaise, peinture d'Édouard Marquis.

Sous administration française et espagnole de la Louisiane, la loi coloniale reconnaissait trois rangs de la société louisianaise : Blancs, gens de couleur libres et esclaves, ce qui n'existait pas en Nouvelle-Angleterre, mais correspond au modèle colonial latino-américain et des Caraïbes. Cette distinction raciale strictement établie (le Code noir ne permet pas le mariage entre blancs et noirs) permit pourtant le développement d'un métissage en particulier entre blancs et esclaves, outre des relations extra-conjugales, le système de plaçage va institutionnaliser ce genre de pratiques. Le plaçage est en effet un système extra-légal reconnu par la société louisianaise à l'époque de la Louisiane française et jusqu'à la vente de la Louisiane aux États-Unis en 1803. Il consistait à « placer » une femme (maîtresse ou amante) noire ou mulâtre dans une des résidences d'un maître blanc. S'agissant d'un système de concubinage, indépendant du mariage mais toléré pour pallier la pénurie de femmes blanches, le plaçage contribua largement au métissage de la population. Avec le temps, les enfants métissés nés de ces unions furent le plus souvent émancipés et leur mère affranchie par la même occasion. Cette génération put également prendre le patronyme paternel. Les historiens évaluent à plus de 1 500 femmes de couleur vivant sous le régime du plaçage.
À la mort de son protecteur et amant, la femme « placée » et les enfants nés de leur union, pouvaient prétendre jusqu'à un tiers des biens de l'homme blanc. Certains maîtres mirent leurs enfants métis héritiers primaires par rapport aux autres descendants blancs ou de leur conjoint officiel. Un certain nombre de femmes placées purent ainsi ouvrir un commerce et leurs enfants devinrent parfois des hommes d'affaires, entrepreneurs et même hommes politiques. Il se constitua ainsi une bourgeoisie créole au cours du XIXe siècle. De plus il s'agissait d'une manière efficace pour devenir libre et sortir de la condition d'esclave, ce qui permit d'assurer une certaine mobilité sociale et pour les anciens esclaves d'acquérir la culture française.
Cette particularité permit l'émergence d'une nouvelle identité dans la colonie, celle des gens de couleur libres. Lorsque l'Union gagna la guerre, l'homme de couleur libre crut son identité menacée par la suppression de l'esclavage, qui le plaçait dans la même catégorie que les anciens esclaves. Comme les Blancs, quelque quarante ans plus tôt, l'ancien homme de couleur libre revendiqua l'appartenance au groupe des Créoles pour faire la distinction avec l'ancien esclave.
Quant aux esclaves francophones, ils ont cherché à se constituer une identité catholique et créolophone. Ils ont ainsi intégré la culture française transmise par les métis avec des éléments de culture noire haïtienne, espagnole et amérindienne. La langue créole est le résultat de ce métissage. Mais cette distinction s'est estompée avec le Mouvement des droits civils et le Mouvement de fierté noire dans les années 1960, où le Noir devait alors choisir entre une identité créole et l'assimilation à la communauté des Noirs anglophones beaucoup plus influente.
L'identité noire-créole est toujours présente aujourd'hui surtout avec l'usage du créole louisianais (Kréyol La Lwizyàn) parlé par 70 000 personnes particulièrement en Louisiane dans la Paroisse de Saint-Martin, la Paroisse de Saint-Landry, la Paroisse de Jefferson et la Paroisse de Lafayette. Il existe des communautés importantes dans l'Illinois et une petite communauté dans le Texas de l'Est. La communauté la plus importante se trouve sans aucun doute en Californie, surtout dans le Nord.

### Français de Porto Rico
Les Français ont contribué au peuplement de Porto Rico pendant la période espagnole de l'île. Les colons se marièrent avec la population locale, adoptant la langue et la culture de leur nouveau pays. Cette immigration de la métropole et de ses dépendances fut la plus forte en nombre, surpassée uniquement pas les immigrants espagnols et aujourd'hui un grand nombre de Portoricains peuvent se revendiquer d'ascendance française ; 16 % des noms de famille de l'île sont soit français, soit corses. Ainsi, des noms français comme Betancourt et Gautier sont courants à Porto Rico.
Ce qui suit est une liste officielle de noms de famille des premières familles françaises qui émigrèrent de la France métropolitaine à Porto Rico au XIXe siècle. Cette liste fut compilée par des généalogistes et des historiens du Proyecto Salón Hogar qui ont réalisé une recherche exhaustive dans le domaine.

#### Corses de Porto Rico
Des colons français qui répondent au décret de grâce espagnol se distinguent en particulier les Corses. Originellement, ce sont 403 familles corses qui s'installent autour de quatre zones, à Adjuntas, Yauco, Guayanilla, et Guánica. Ils contribuent particulièrement à développer la culture du café dont ils deviennent les principaux producteurs de l'île dans les années 1860. Les immigrés concentrent leur activité économique autour de Yauco et la diversifient avec la production de canne à sucre et de tabac. Aujourd'hui des noms corses comme Paoli, Negroni et Fraticelli sont très communs. La liste suivante de noms corses est compilée par le généalogiste et historien Héctor Andrés Negroni.

### Les descendants d'immigrés français
Aux XIXe et XXe siècles, de nombreux Français viennent tenter leur chance aux États-Unis, indépendamment du passé colonial lié à la Nouvelle-France. Ils participent notamment à la ruée vers l'or et s'installent particulièrement en Californie, en Floride et sur la côte est. Entre 1820 et 1920, 530 000 Français se sont installés aux États-Unis.
| Année           | Immigrants | Année | Immigrants | Année | Immigrants | Année | Immigrants |
| --------------- | ---------- | ----- | ---------- | ----- | ---------- | ----- | ---------- |
| 1827            | 1 280      | 1838  | 3 675      | 1849  | 5 841      | 1860  | 3 961      |
| 1828            | 2 843      | 1839  | 7 198      | 1850  | 9 389      | 1861  | 2 326      |
| 1829            | 582        | 1840  | 7 419      | 1851  | 20 126     | 1862  | 3 142      |
| 1830            | 1 174      | 1841  | 5 006      | 1852  | 6 763      | 1863  | 1 838      |
| 1831            | 2 038      | 1842  | 4 504      | 1853  | 10 170     | 1864  | 3 128      |
| 1832            | 5 361      | 1843  | 3 346      | 1854  | 13 317     | 1865  | 6 855      |
| 1833            | 4 682      | 1844  | 3 155      | 1855  | 6 044      | 1866  | 6 855      |
| 1834            | 2 989      | 1845  | 3 155      | 1856  | 7 246      | 1867  | 5 237      |
| 1835            | 2 696      | 1845  | 3 155      | 1857  | 2 397      | 1867  | 5 237      |
| 1836            | 4 443      | 1846  | 10 583     | 1858  | 3 155      | 1868  | 1 989      |
| 1837            | 5 074      | 1847  | 20 040     | 1859  | 2 579      | 1869  | 4 531      |
| 1838            | 3 675      | 1848  | 7 743      | 1860  | 3 961      | 1870  | 5 120      |
| Total : 242 231 |            |       |            |       |            |       |            |

### La communauté française
La communauté française concerne l'ensemble des citoyens français résidant aux États-Unis et inscrit dans les consulats. Selon la Maison des Français de l'étranger, la communauté française est estimée à environ 200 000 personnes faisant des Français la troisième communauté européenne après celles de la Suisse et de l'Allemagne. Au 31 décembre 2011, 122 686 personnes étaient inscrites au registre des Français établis aux États-Unis sur les dix circonscriptions consulaires suivantes :
- New York : 30 400 inscrits ;
- San Francisco : 19 225 inscrits ;
- Los Angeles : 16 254 inscrits ;
- Washington : 13 508 inscrits ;
- Miami : 11 266 inscrits ;
- Chicago : 9 850 inscrits ;
- Houston : 7 761 inscrits ;
- Boston : 7 181 inscrits ;
- Atlanta : 6 462 inscrits ;
- La Nouvelle-Orléans : 779 inscrits.

Selon la même source, « la présence économique française aux États-Unis se matérialise au travers de près de 2 600 implantations de toutes tailles, filiales, participations, ou établissements, employant plus de 480 000 salariés. »

### Autres groupes associés
Il s'agit de groupes en lien avec les Franco-Américains, mais non considérés comme tels par le recensement national.

#### Les Haïtiens
Les Haïtiens forment une communauté de 830 000 personnes essentiellement située en Floride. Si cette communauté est aujourd'hui totalement indépendante des Franco-Américains et parle plus l'anglais et le créole que le français standard, son histoire est toutefois liée étroitement aux relations qu'entretenait la Louisiane avec Saint-Domingue. La première vague d'immigration correspond ainsi au moment de la lutte d'indépendance des noirs vis-à-vis de la France qui s'accompagne de la fuite de blancs français avec une partie de leurs esclaves vers l'Amérique, en particulier vers La Nouvelle-Orléans, Norfolk, Baltimore, New York, et Boston.
En Louisiane, les Haïtiens se sont mêlés aux créoles et ont considérablement influencé les pratiques vaudoues.

#### Les Belgo-Américains et les Helvético-Américains
Les Belgo-Américains sont les Américains d'origine belge. À l'origine, de nombreux Wallons sont associés aux huguenots français. « Belge » n'est toutefois pas un terme ethnique (comme peuvent l'être Flamand et Wallon) et, par conséquent, ne se réfère pas à des personnes avec une langue et une culture spécifique. Il n'y avait pas véritablement de Belges (et donc pas de Belgo-Américains) avant 1830, date de la création de la Belgique. Avant cela, les immigrants de la région aujourd'hui connue sous le nom de la Belgique s'identifiaient comme néerlandais ou français, ce qui fait que la découverte par un Américain de ses racines en Belgique ne fait pas forcément de lui un Belgo-Américain.
Le wallon se parle encore dans une petite zone du Wisconsin, autour de Green Bay, où l'on parle le namurois en raison d'une émigration assez importante au XIXe siècle : à partir de 1850, 15 000 personnes, provenant pour la plupart des alentours de Gembloux et de Wavre émigrèrent vers le nord de cet État américain, mais la mortalité fut importante à bord des bateaux. La première vague d'immigrants partit de Grez-Doiceau pour s'établir dans l'actuelle localité de Robinsonville-Champion. En 1860, ils étaient plus de 4 500, à 80 % dans les comtés de Kewaunee, Door et Brown. Leurs descendants sont actuellement au nombre de 20 000, mais rares sont les jeunes qui parlent encore le wallon, qui est donc en voie d'extinction, même si la conscience des origines est encore vivace. Plusieurs localités du Wisconsin conservent dans leur nom la trace de cette immigration : Brussels, Namur, Rosiere (de Rosières), Champion, Walhin, Grand-Leez.
Selon le recensement de 2000, il y a 360 642 Américains qui ont des ancêtres venus de Belgique. Toutefois, le recensement ne permet pas de distinguer les Belges francophones des Flamands. Des personnalités comme Bob Beauprez, Charles Benedict Calvert, Pat Dupré sont d'origine wallonne.
Les Helvético-Américains, Américains d'origine suisse, seraient 1 018 853. Toutefois il n'y a pas de recensement précis qui distingue les Suisses romands des Suisses francophones, germanophones et italophones. Des Américains d'origine suisse francophone se distinguent particulièrement : George Lucas, Victor Mature, René Murat Auberjonois, Karina Lombard, Fernand Auberjonois, Alphonse Bandelier, Armand Borel, Jean Piccard, Louis François de Pourtalès, Louis Chevrolet.

#### Les Basco-Américains
Les Basco-Américains forment une petite communauté de 57 793 Américains selon le recensement de 2000. Selon le sondage, 41 811 se revendiquent seulement comme Américains d'origine basque, 9 296 déclarent être originaire du Pays basque espagnol et 6 686 de France. Ils sont principalement concentrés en Californie (20 868), dans l'Idaho (6 637), au Nevada (6 096), l'État de Washington (2 665) et dans l'Oregon (2 627).

#### Groupes amérindiens francophones

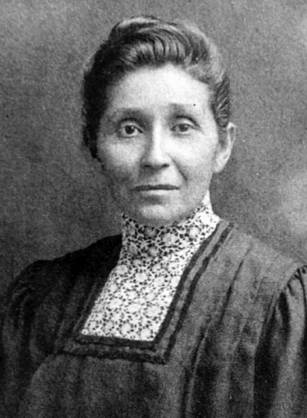
La médecin Susan La Flesche Picotte

Les Houmas forment une communauté d'environ 15 000 personnes, essentiellement répartis à l'ouest de la bouche du Mississippi, en Louisiane. Jusqu'au XVIIIe siècle, les Houmas parlaient un langage proche de celui des Choctaws. Cependant, les relations étroites entre ce peuple et les colons français favorisèrent la diffusion de la langue française. Au cours du XIXe siècle, les Houmas adoptèrent progressivement cette langue et perdirent avec le temps l'usage de leur langue ancestrale. Aujourd'hui le peuple Houma revendique son appartenance à la francophonie au même titre que les Cadiens et les Créoles de Louisiane. Cependant, les jeunes Houmas francophones se mettent à l'anglais afin de s'intégrer à la société américaine.
D'autres peuples amérindiens portent encore des noms français (Nez-Percés, Cœur d'Alène, Gros Ventre) ou francisés (Illinois, Iroquois, Algonquin, Cheyennes) sans être pour autant francophones.
Historiquement les voyageurs, trappeurs et coureurs des bois français de Nouvelle-France et de la Louisiane se sont souvent mélangés avec les populations locales et pris pour épouses des Amérindiennes. Certaines personnalités autochtones sont issues de ces familles métisses comme la famille La Flesche, ainsi Joseph LaFlesche, aussi connu sous les noms de E-sta-mah-za et Iron Eye (1822–1888), fut le dernier chef des Omahas. Son père était un trappeur franco-canadien. Sa descendance compte quelques-uns des intellectuels amérindiens les plus brillants de leur génération : l'écrivain Susette La Flesche Tibbles ; Susan La Flesche Picotte, première femme médecin amérindienne des États-Unis ; Francis La Flesche, premier ethnologue amérindien.

#### Les métis

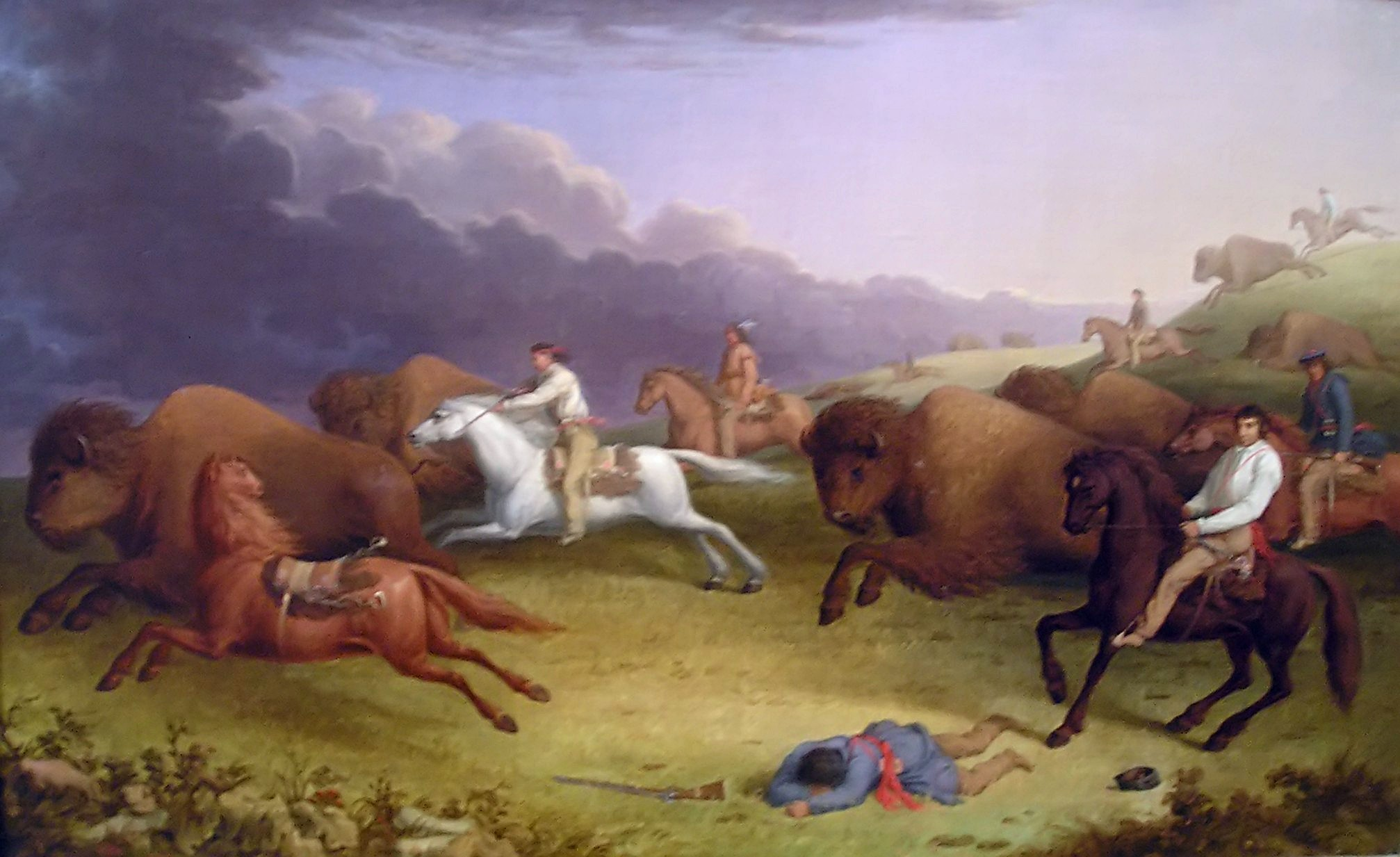
Paul Kane, Half-Breeds Running Buffalo, montrant un chasseur de bison métis dans une prairie du Dakota en juin 1846.

Au Canada, le terme de « métis » désigne les personnes descendant à la fois des Européens et des Amérindiens. Le peuple métis est un des trois peuples autochtones du Canada (avec les Amérindiens et les Inuits), il est parfois considéré comme francophone. Ce même terme est repris aux États-Unis pour désigner la population autochtone correspondant au peuple canadien de l'autre côté de la frontière, dans les États du Minnesota et du Dakota du Nord. Il s'agit d'une population Cri mélangée originellement à des Écossais et des Français et parlant le Métchif.
Les métis continuent de vivre d'est en ouest avec une identité plus ou moins affirmée selon les communautés. Il existe un « homeland » métis connu sous le nom de Rupert's Land, qui s'étend du Canada vers le Dakota du Nord, particulièrement dans la région de la rivière Rouge et qui inclut des parties du Minnesota et du Wisconsin. Plusieurs familles métisses s'affirment en tant que tel dans le recensement à Détroit sur la rivière Sainte-Claire, l'île Mackinac, et Sault Sainte-Marie dans le Michigan, ainsi qu'à Green Bay dans le Wisconsin. D'autres établissements métis existaient le long des rivières Allegheny et Ohio où l'on retrouve un grand nombre de toponymes français.
L'appartenance métisse a toutefois considérablement décliné avec des intermariages entre différentes populations et un grand nombre de descendants de métis dans des zones comme l'ouest de la Pennsylvanie, l'Ohio, le Kentucky, l'Indiana et l'Illinois méconnaissent leur racine franco-amérindienne.
Aujourd'hui[Quand ?], 10 000 personnes s'identifient comme « métis » dans le Dakota du Nord (surtout dans le comté de Pembina). De plus des membres de la tribu indienne Chippewa de la réserve Turtle Mountain à Belcourt s'identifient comme métis ainsi que dans le Maine avec la Métis Eastern Tribal Indian Society, basée à Dayton.

## Démographie

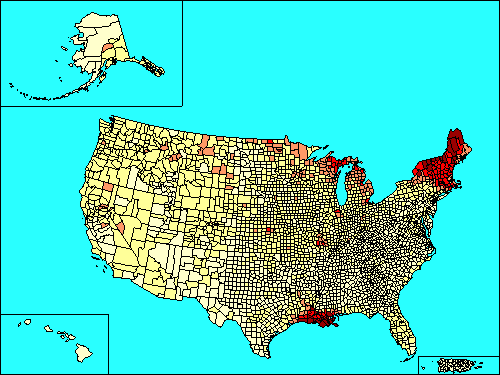
Répartition des Américains d'origine française (en rouge, orange et jaune) d'après le recensement de l'an 2000.

C’est en Nouvelle-Angleterre, en Louisiane et au Michigan que les Franco-Américains sont les plus nombreux (ainsi, plus de 15 % de la population de l'Acadiane rapportait dans le dernier recensement que le français est parlé à la maison). La Louisiane française, au moment de sa vente par le Premier Consul Napoléon Bonaparte en 1803, couvrait toute ou une partie des quinze États qui composaient alors les États-Unis. Les colons français étaient dispersés dans l’ensemble du pays, bien qu'ils aient été plus nombreux dans le sud.
Actuellement le pourcentage national des Américains d'origine française ou franco-canadienne est de 5,3 %.

### Les Franco-Américains dans les États
Selon le recensement de 2000, les Franco-Américains (d'origine française ou franco-canadienne) composent près de, ou plus de, 10 % de la population du :
- New Hampshire : 25,2 %
- Vermont : 23,3 %
- Maine : 22,8 %
- Rhode Island : 17,2 %
- Louisiane : 16,2 %
- Massachusetts : 12,9 %
- Connecticut : 9,9 %

Dans les États autres que la Louisiane, ayant autrefois composé la région de la Nouvelle-France :
- Michigan : 6,8 %
- Montana : 5,3 %
- Minnesota : 5,3 %
- Wisconsin : 5,0 %
- Dakota du Nord : 4,7 %
- Wyoming : 4,2 %
- Missouri : 3,8 %
- Kansas : 3,6 %

Les Franco-Américains composent également plus de 4 % de la population de :
- Washington : 4,6 %
- Oregon : 4,6 %
- Alaska : 4,2 %

Les États qui possèdent les plus importantes communautés franco-américaines sont :
1. Californie : 1 303 714
2. Louisiane : 1 069 558
3. Massachusetts : 947 319
4. Michigan : 942 230
5. New York : 834 540
6. Texas : 673 606
7. Floride : 618 426
8. Illinois : 485 902
9. Ohio : 464 159
10. Connecticut : 370 490
11. Maine : 347 510
12. Wisconsin : 346 406

| États et régions    | Franco-Américains | %      |
| ------------------- | ----------------- | ------ |
| Midwest             | 2 550 000         | 21,6 % |
| Nouvelle-Angleterre | 2 320 000         | 19,7 % |
| Californie          | 1 210 000         | 10,3 % |
| Louisiane           | 1 070 000         | 9,7 %  |
| État de New York    | 835 300           | 7,1 %  |
| Floride             | 630 000           | 5,3 %  |
| Total               | 8 615 300         | 73 %   |

### Les communautés francophones

#### Villes de plus de1 000 habitants
- Madawaska (Maine) : 83 % de francophones sur 4 534 habitants ;
- Fort Kent (Maine) : 62 % de francophones sur 4 233 habitants ;
- Van Buren (Maine) : 77 % de francophones sur 2 631 habitants ;
- Frenchville (Maine) : 80 % de francophones sur 1 225 habitants.

#### Villes de moins de1 000 habitants
- Eagle Lake (Maine) : 50 % de francophones sur 815 habitants ;
- Sainte-Agathe (Maine) : 80 % de francophones sur 802 habitants ;
- Saint Francis (Maine) : 61 % de francophones sur 577 habitants ;
- Grand Isle (Maine) : 76 % de francophones sur 518 habitants ;
- Saint John Plantation (Maine) : 60 % de francophones sur 282 habitants ;
- Hamlin (Maine) : 57 % de francophones sur 257 habitants.

#### Les comtés et paroisses les plus francophones
Note : Les gens qui parlent les créoles à base lexicale française ne sont pas comptés dans ces pourcentages.
- Paroisse de Saint-Martin (Louisiane) : 27,44 % de francophones sur 48 583 habitants ;
- Paroisse d'Évangéline (Louisiane) : 25,71 % de francophones sur 35 434 habitants ;
- Paroisse de Vermilion (Louisiane) : 24,89 % de francophones sur 53 807 habitants ;
- Comté d'Aroostook (Maine) : 22,37 % de francophones sur 73 938 habitants ;
- Paroisse de La Fourche (Louisiane) : 19,12 % de francophones sur 89 974 habitants ;
- Paroisse de l'Acadie (Louisiane) : 19,04 % de francophones sur 58 861 habitants ;
- Paroisse des Avoyelles (Louisiane) : 17,64 % de francophones sur 41 481 habitants ;
- Paroisse de l'Assomption (Louisiane) : 17,58 % de francophones sur 23 388 habitants ;
- Paroisse de Saint-Landry (Louisiane) : 16,70 % de francophones sur 87 700 habitants ;
- Comté de Coös (New Hampshire) : 16,17 % de francophones sur 33 111 habitants ;
- Paroisse de Jefferson Davis (Louisiane) : 16,15 % de francophones sur 31 435 habitants ;
- Paroisse de Lafayette (Louisiane) : 14,37 % de francophones sur 190 503 habitants ;
- Comté d'Androscoggin (Maine) : 14,29 % de francophones sur 103 793 habitants.

## Héritage de la colonisation française

### Héritage francophone dans la toponymie

#### Villes fondées par les Français et Franco-Canadiens
- Biloxi (Mississippi), fondée en 1699 par Pierre Le Moyne d'Iberville ;
- Boise (Idaho), fondée en 1820 par des marchands de fourrure français ;
- Bourbonnais (Illinois), d'après le voyageur franco-canadien François Bourbonnais. Le premier résident permanent fut le voyageur Noel LeVasseur dans les années 1830 ;
- Chicago (Illinois), fondée par les Français et les Indiens, se prononce à la française Chécagou ;
- Cœur d'Alène (Idaho), nommée par des voyageurs franco-canadiens en hommage au peuple indigène local ;
- Détroit (Michigan), fondée par Antoine de la Mothe Cadillac en 1701, un capitaine de l'Armée royale, originairement appelé Fort Pontchartrain du Détroit ;
- Dubuque (Iowa), établie par le mineur canadien Julien Dubuque en 1788 ;
- Green Bay (Wisconsin), à l'origine dit La Baye, fut fondé par Jean Nicolet en 1634 ;
- Juneau (Alaska), fondée en 1891 et nommée en honneur à Joseph Juneau, un prospecteur de mines canadien de Montréal, qui établit la première exploitation minière dans la région ;
- Kaskaskia (Illinois), fondée en 1703 par des jésuites français, première capitale de l'Illinois ;
- Mobile (Alabama), fondée en 1702 par Pierre Le Moyne d'Iberville et son frère Jean-Baptiste Le Moyne de Bienville. Première capitale de la Louisiane ;
- Natchitoches (Louisiane), fondée en 1714 par Louis Juchereau de St. Denis ;
- La Nouvelle-Orléans (Louisiane), fondée en 1718 par Jean-Baptiste Le Moyne de Bienville ;
- Pierre (Dakota du Sud), nommée d'après Pierre Chouteau, Jr., un voyageur franco-canadien qui construisit Fort Pierre ;
- Prairie du Chien (Wisconsin), établie en 1685 par Nicolas Perrot, comme poste de trappeurs ;
- Prairie du Rocher (Illinois), fondée en 1722 par la Sœur Thérèse Langlois, quatre ans plus tard est construit Fort de Chartres par Pierre Dugué de Boisbriant ;
- Saint Charles (Missouri), fondée par le Canadien français Louis Blanchette, en 1769 ;
- Saint-Louis (Missouri), fondée par les voyageurs Pierre Laclède et René-Auguste Chouteau en 1764 ;
- Sainte-Geneviève (Missouri), fondée en 1735 par les habitants ;
- Saint-Ignace (Michigan), fondée par le Frère Jacques Marquette en 1671 ;
- Saint Paul (Minnesota), établie en 1838 par Pierre Parrant et peuplée par des Franco-Canadiens. En 1841, la ville est nommée Saint-Paul par le Frère Lucien Galtier ;
- Sault Sainte-Marie (Michigan), fondée en 1668 par les frères Jacques Marquette et Claude Dablon ;
- Vincennes (Indiana), établie en 1732 par François-Marie Bissot, Sieur de Vincennes.

#### Toponymes d'origine française
Plusieurs communautés portent des appellations francophones. Les plus importants sont Détroit, Saint-Louis, Nouvelle-Orléans, Lafayette, Baton Rouge, Biloxi, Boise, Mobile, Racine, Saint-Paul, Baie Verte, Eau Claire, Fond du Lac, Lac Champlain, Montpelier, New Rochelle, Prairie du Chien, Sault Sainte-Marie, Des Moines, Duluth, Frémont, Marquette, Vincennes,

#### Noms d'origine française donnés à des États américains
Plusieurs États américains possèdent des noms d'origine française (Louisiane, Vermont, Illinois), d'origine française indirecte (Michigan, Wisconsin, Arkansas, Delaware, New Jersey) ou d'origine française possible ou discutée (Maine, Oregon).
- Arkansas – serait une corruption francisée d'un mot amérindien signifiant « vent du sud » ;
- Delaware – d'après Thomas West (3e Baron De La Warr)[72] (un lord d'origine anglo-normande, « de la Warr » signifiant en normand « de la guerre ») ;
- Illinois – pays des Illinois, peuple amérindien au nom francisé ;
- Louisiana – de « Louisiane », pays du Roi Louis XIV[72] ;
- Maine – viendrait de la province française du même nom[72],[73] ;
- Michigan – transcription française du mot « Mishigamaw » signifiant « grand lac » dans la langue des Ojibwés ;
- New Jersey – d'après le bailliage francophone de Jersey, de tradition normande ;
- Oregon – viendrait de la désignation par des voyageurs français du fleuve Columbia, le « fleuve aux ouragans » ;
- Vermont – du français « vert mont »[72] ;
- Wisconsin – les explorateurs français auraient nommé ainsi un fleuve d'après la langue indigène francisé en « Ouisconsin »[72].

### Le Code civil de l'État de la Louisiane, un héritage napoléonien
La Louisiane est le seul État américain qui possède un code civil dans un pays de tradition anglo-saxonne où domine la Common Law. Le Code civil louisianais ou Civil code de 1825 a pour ancêtre le Digest of the Civil Laws now in Force in the Territory of Orleans, with Alternations and Amendments Adapted to its Present System of Government, adopté le 31 mars 1808 et dont la structure est calquée sur celle du Code Napoléon. Son contenu est un mélange de droit espagnol et de droit français.
Le code louisianais est de tradition française. Ainsi, le droit des biens et des régimes matrimoniaux est identique à ce que l'on voit en France. Cependant, la Common Law a influencé les modifications successives à tel point que le droit de la vente ressemble aujourd'hui davantage au droit américain qu'au droit français. Le Civil code est en partie inspiré par Andrés Bello–rédacteur du code civil chilien–qui a lui-même été recopié intégralement par l'Équateur, le Salvador et le Honduras.

## Patrimoine architectural

### Patrimoine colonial

#### Forts militaires

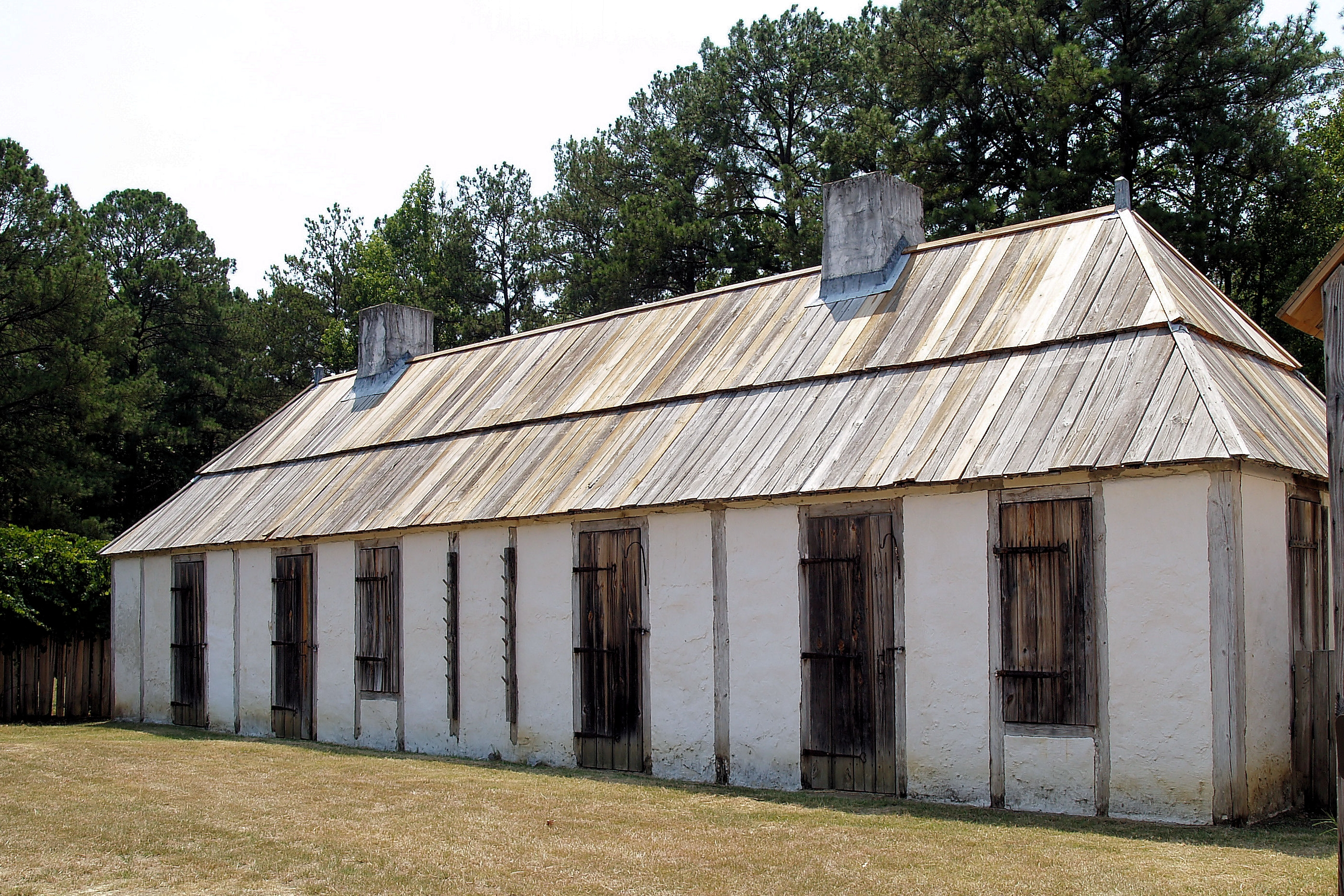
Fort Toulouse (Alabama).
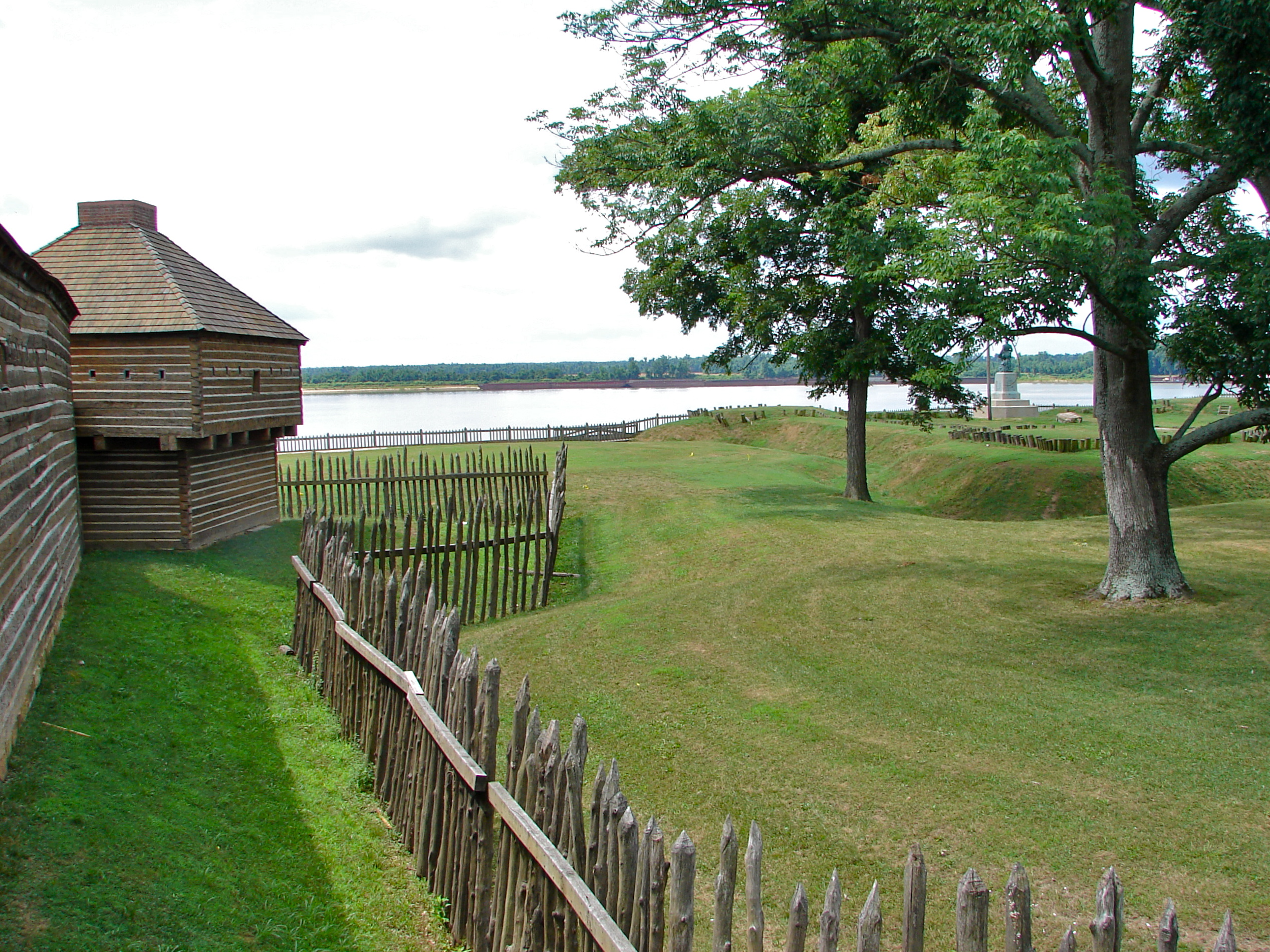
Fort Massiac (Illinois).
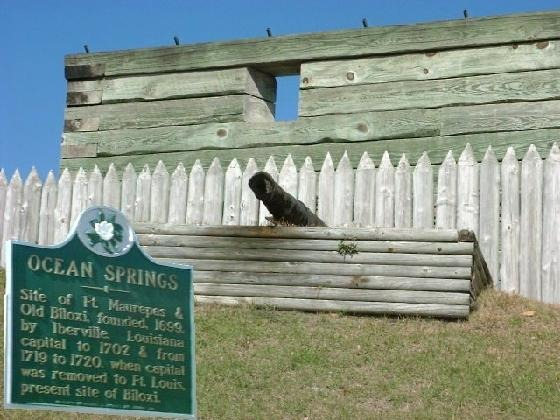
Fort Maurepas (Louisiane).
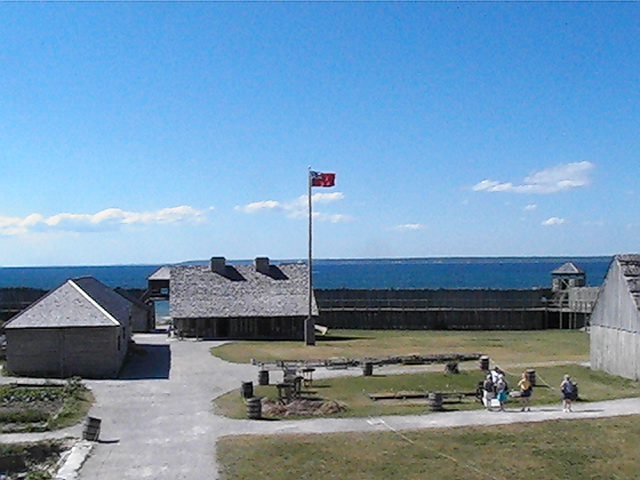
Fort Michilimakinac (Michigan).
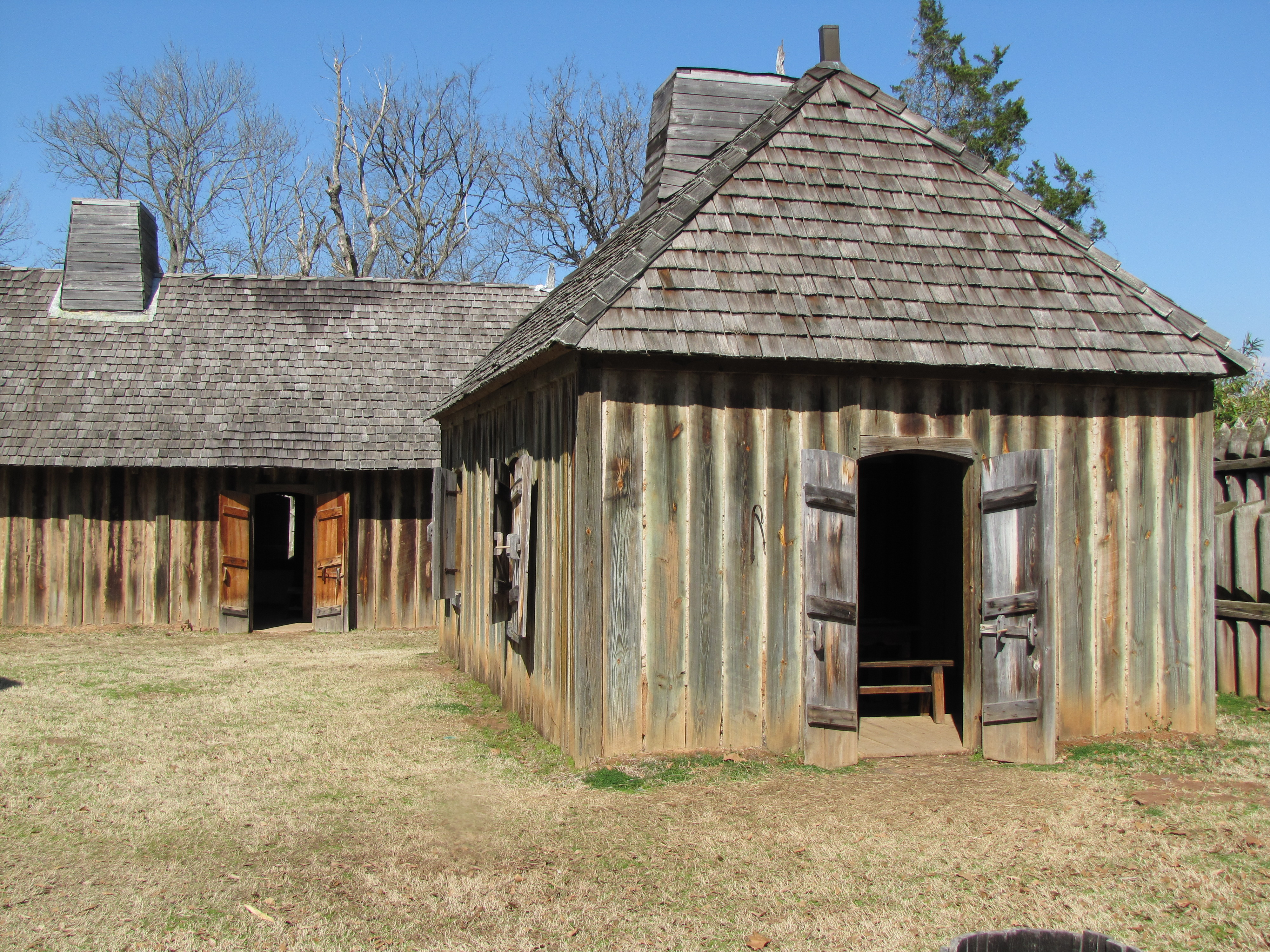
Fort des Natchitoches dit St Jean-Baptiste (Louisiane).
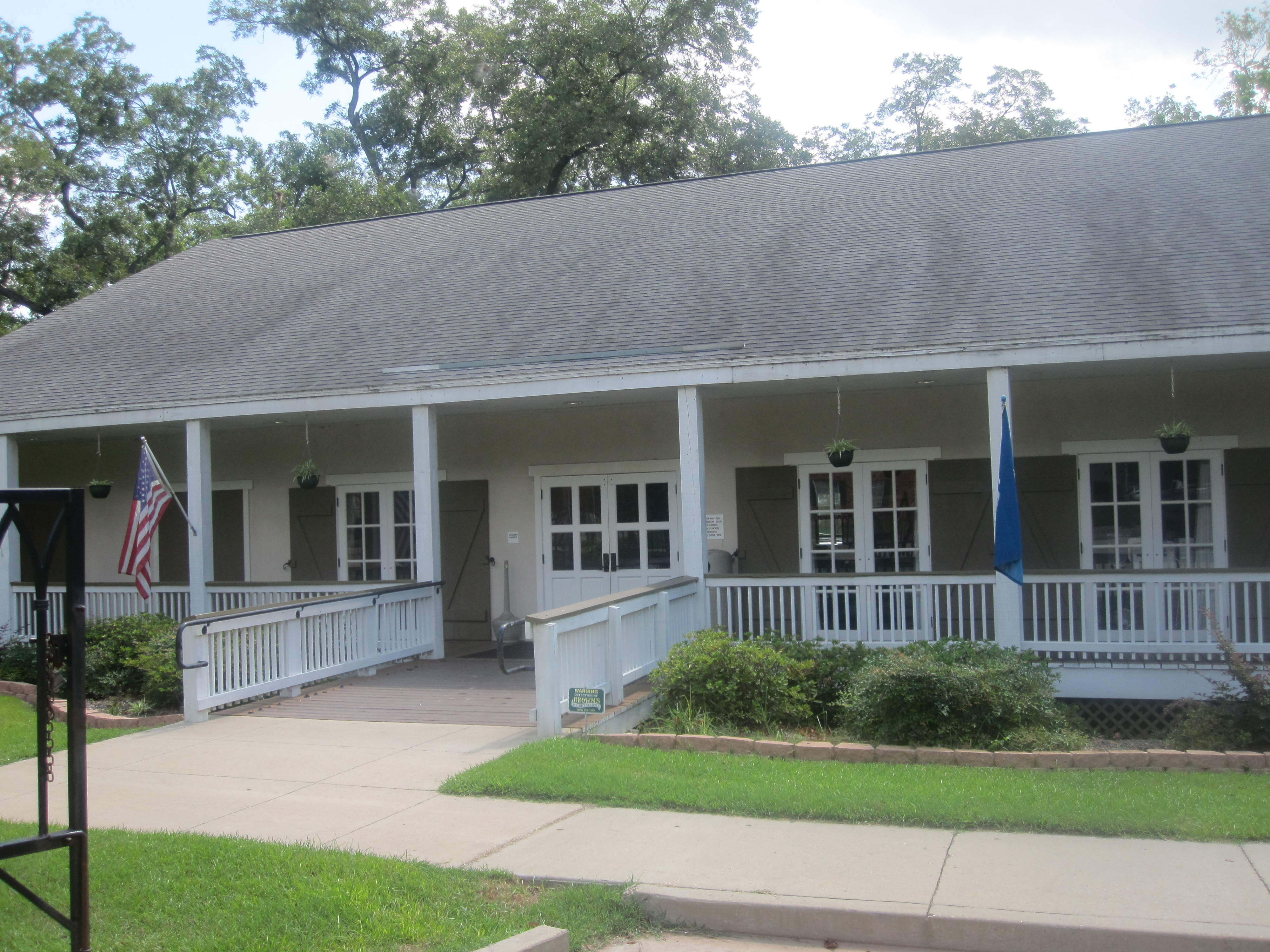
Fort St Jean-Baptiste (Louisiane).
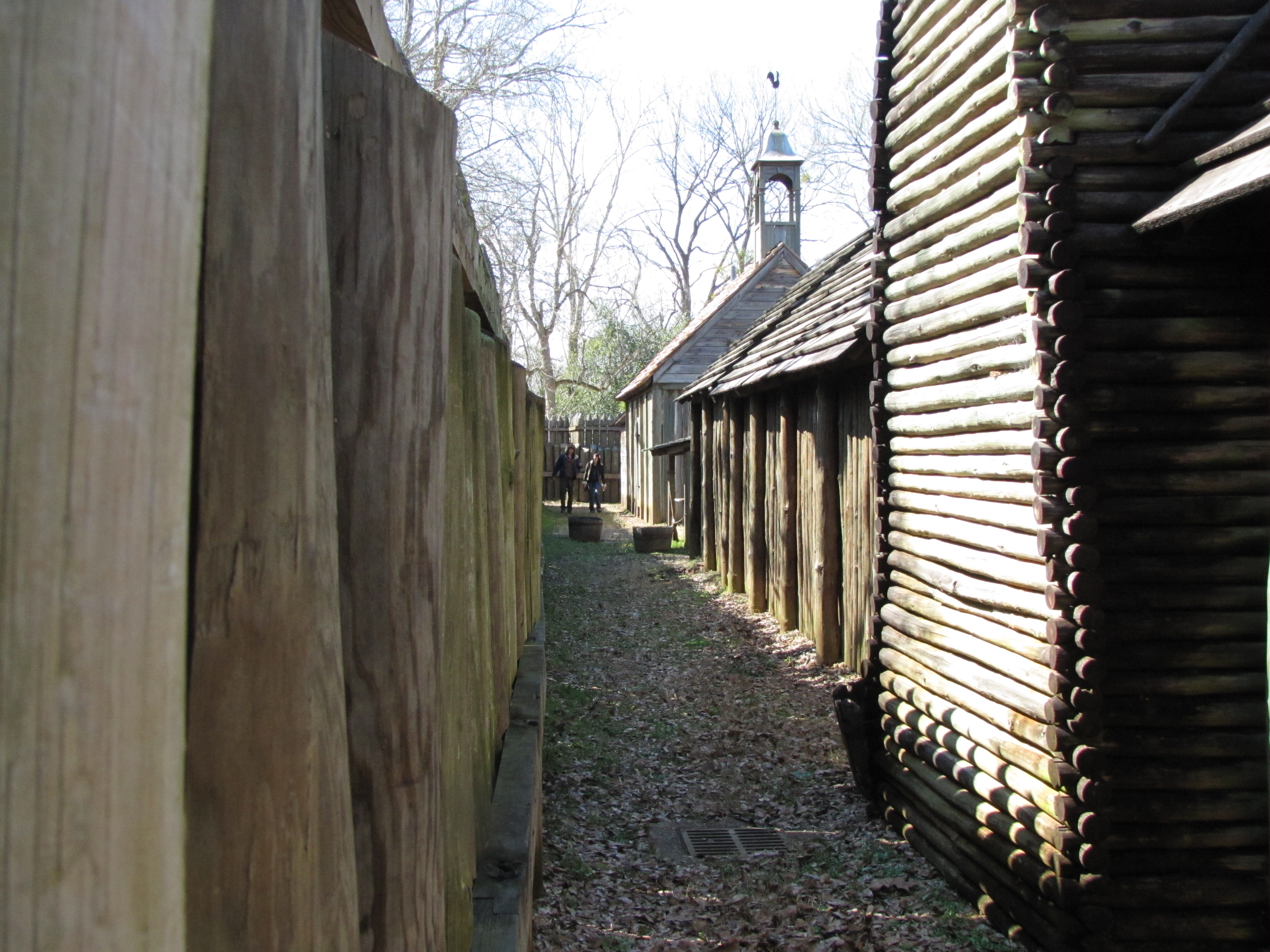
Fort St Jean-Baptiste (Louisiane).
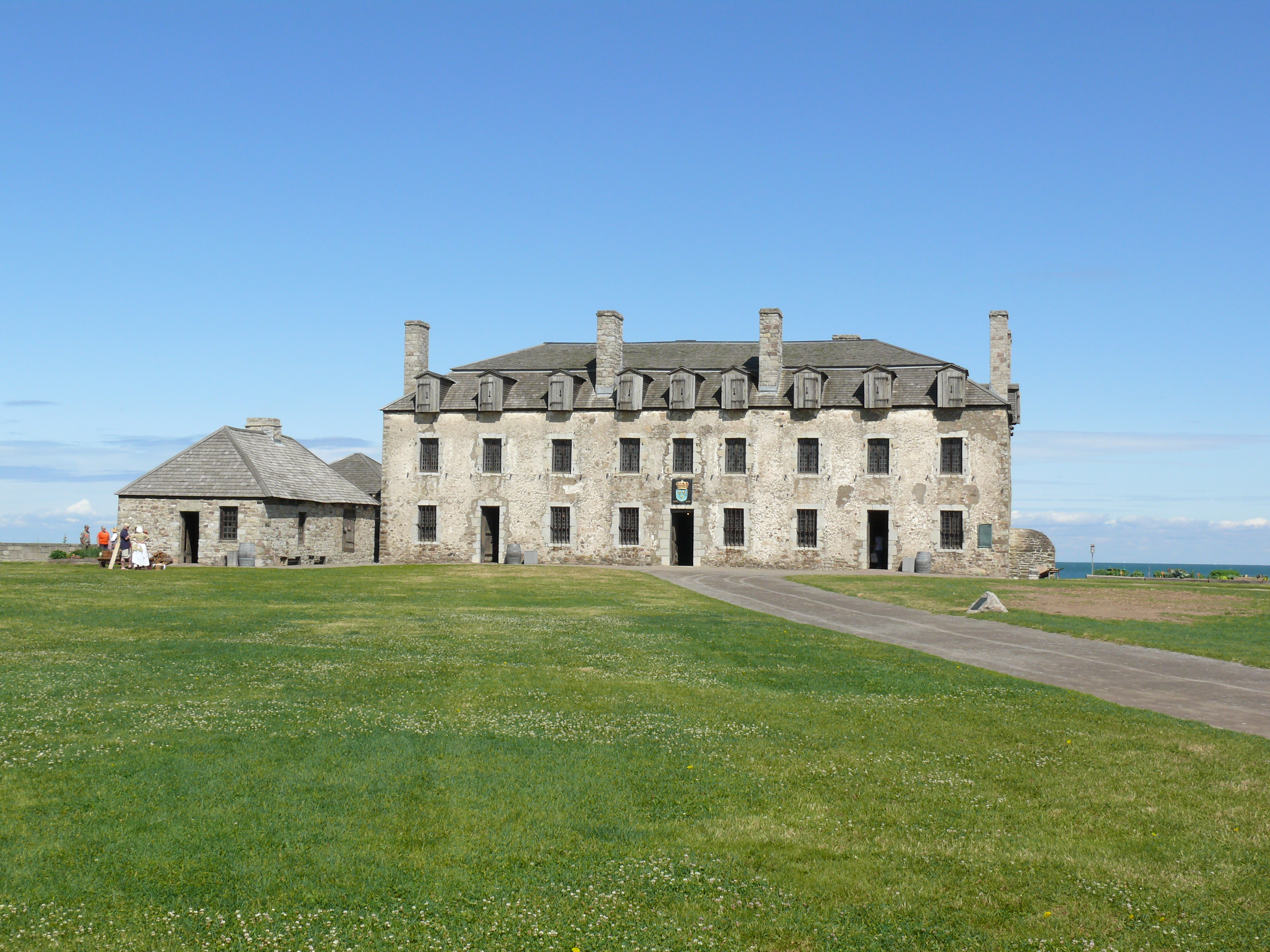
Fort Niagara (New York).
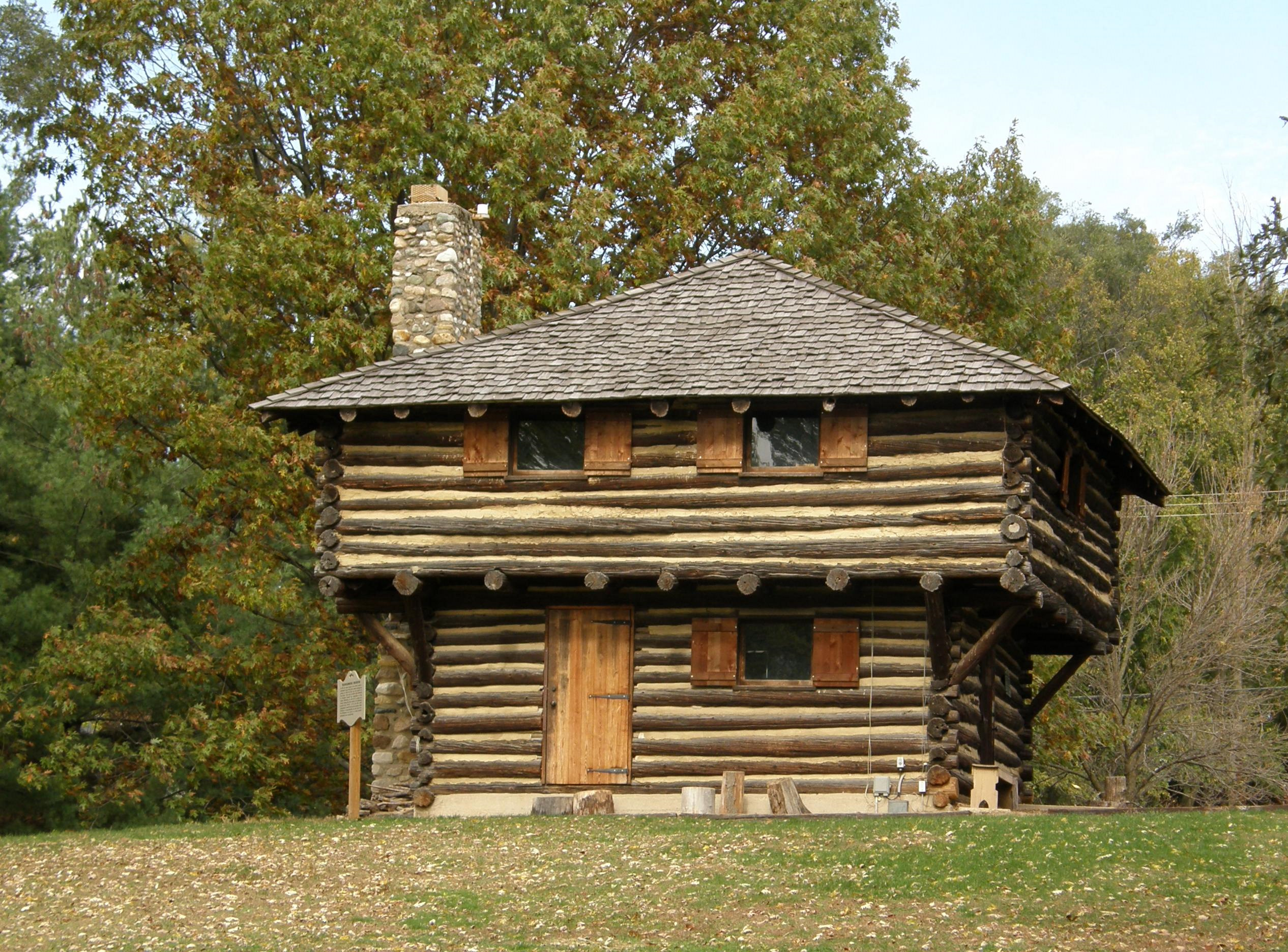
Fort Ouiatenon (Indiana).
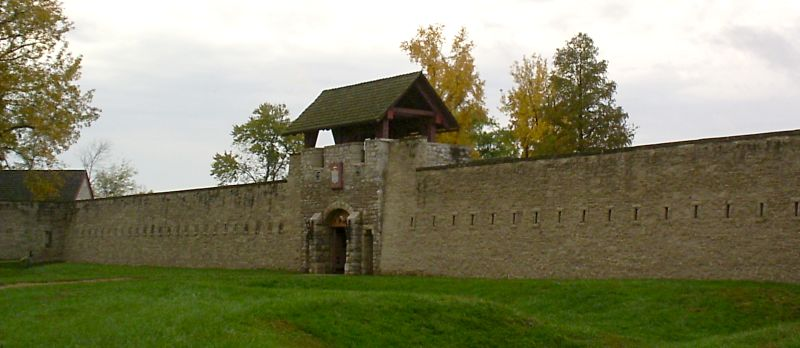
Fort de Chartres (Illinois).
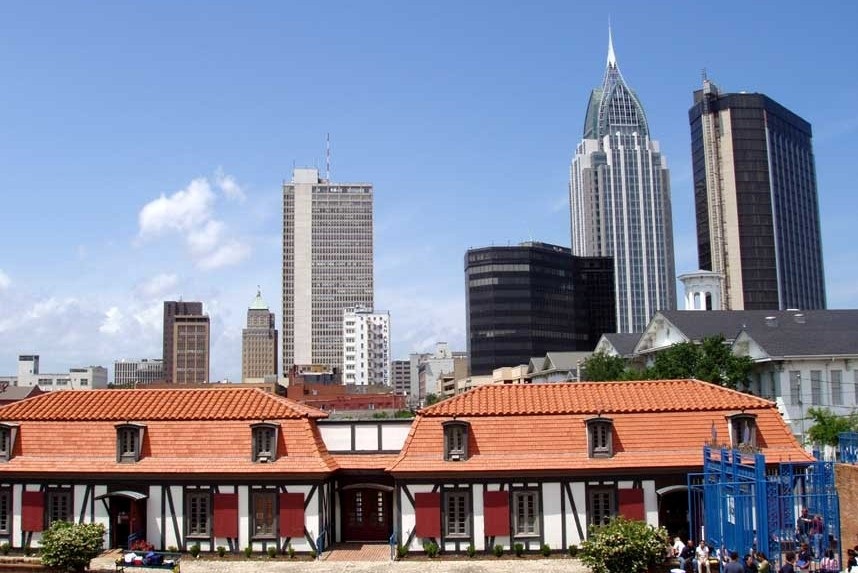
Fort Condé (Alabama).
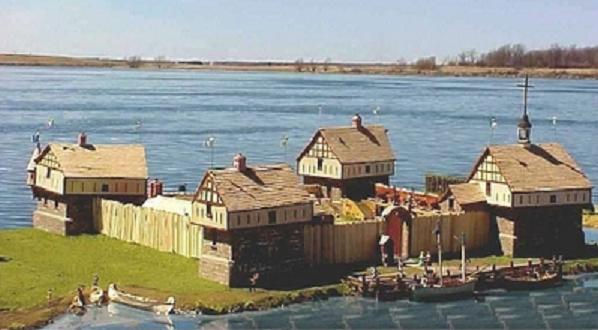
Fort Beauharnois (Minnesota).
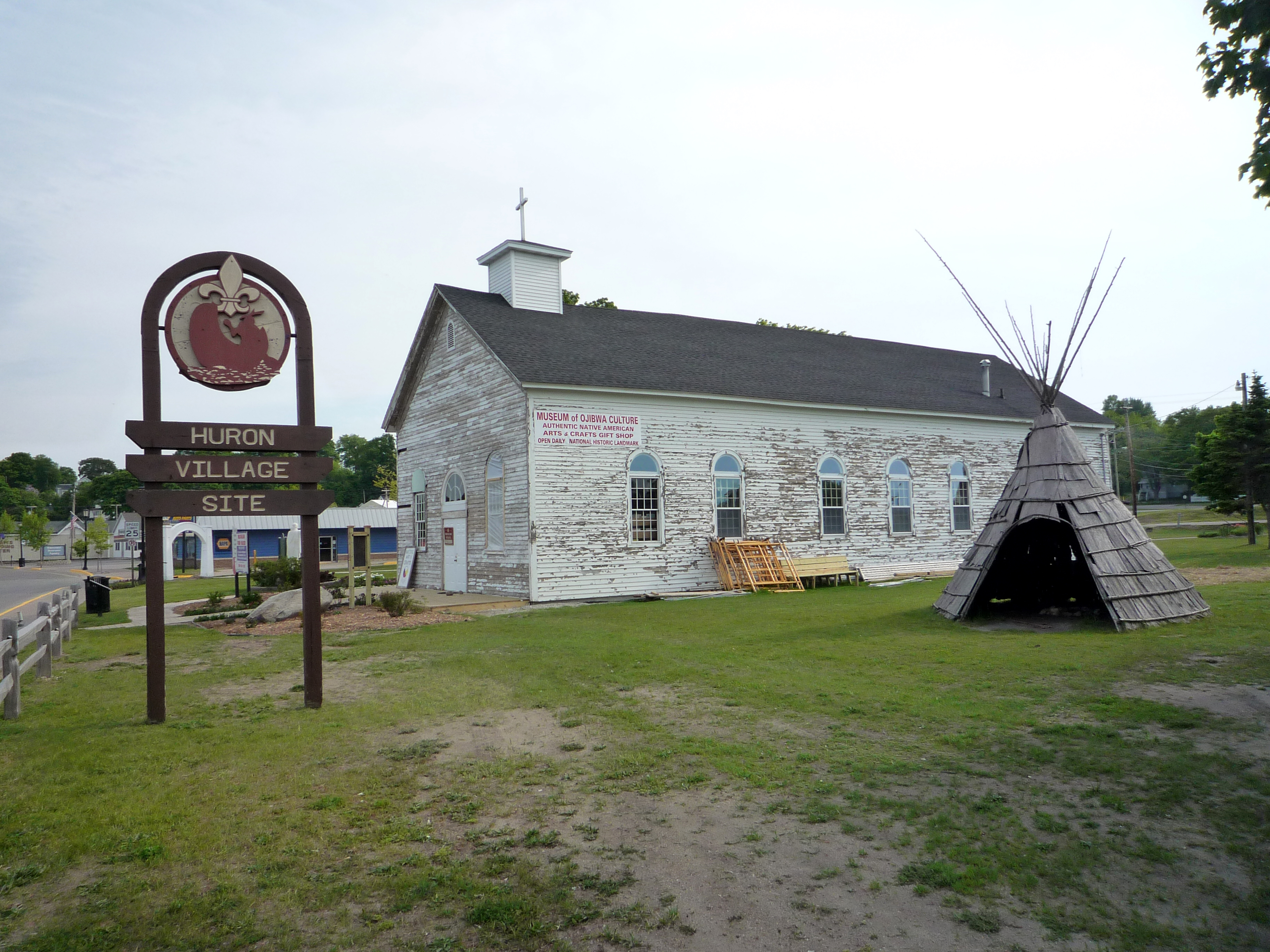
Fort Buade (Michigan).
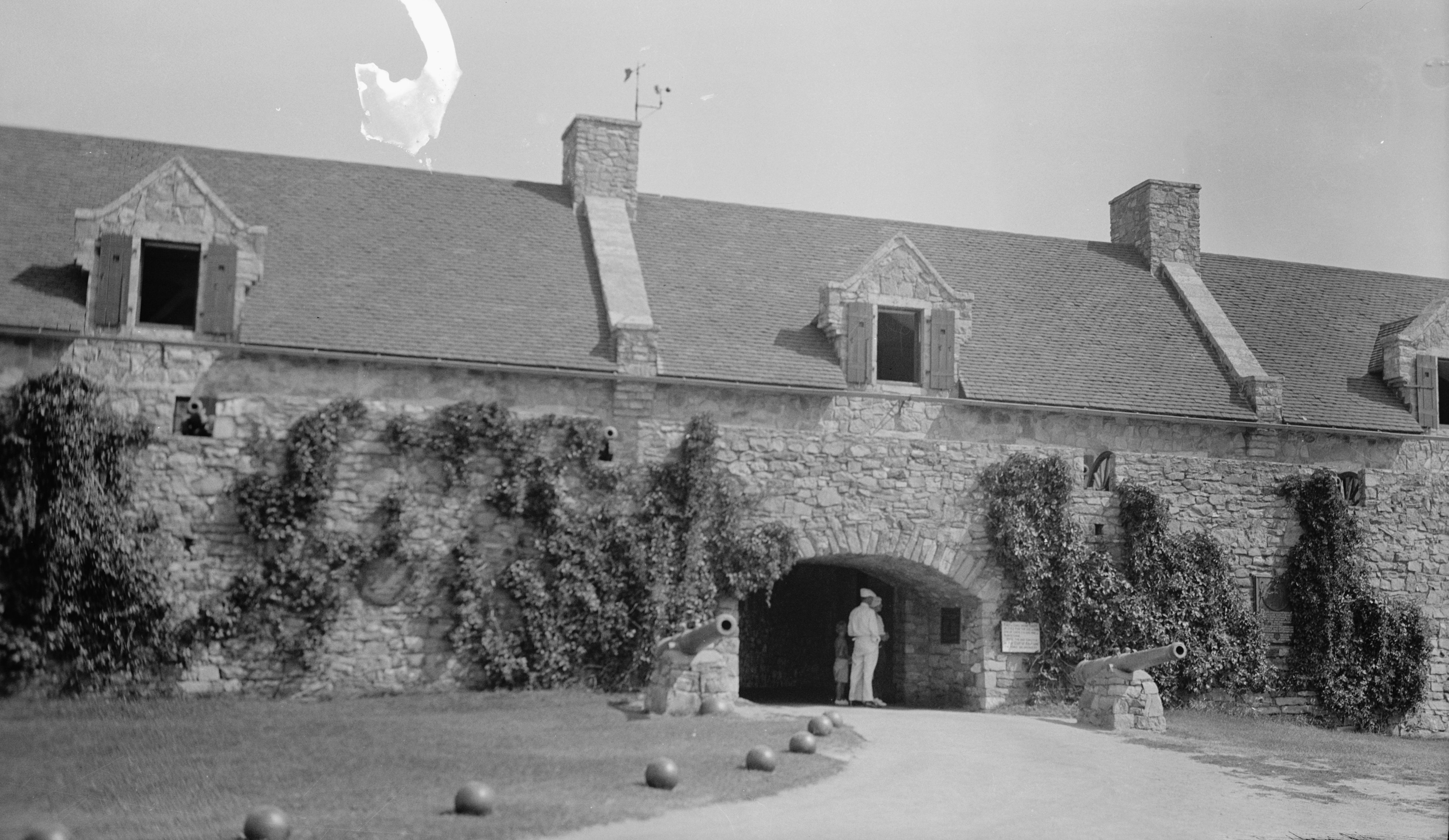
Fort Carillon (New York).
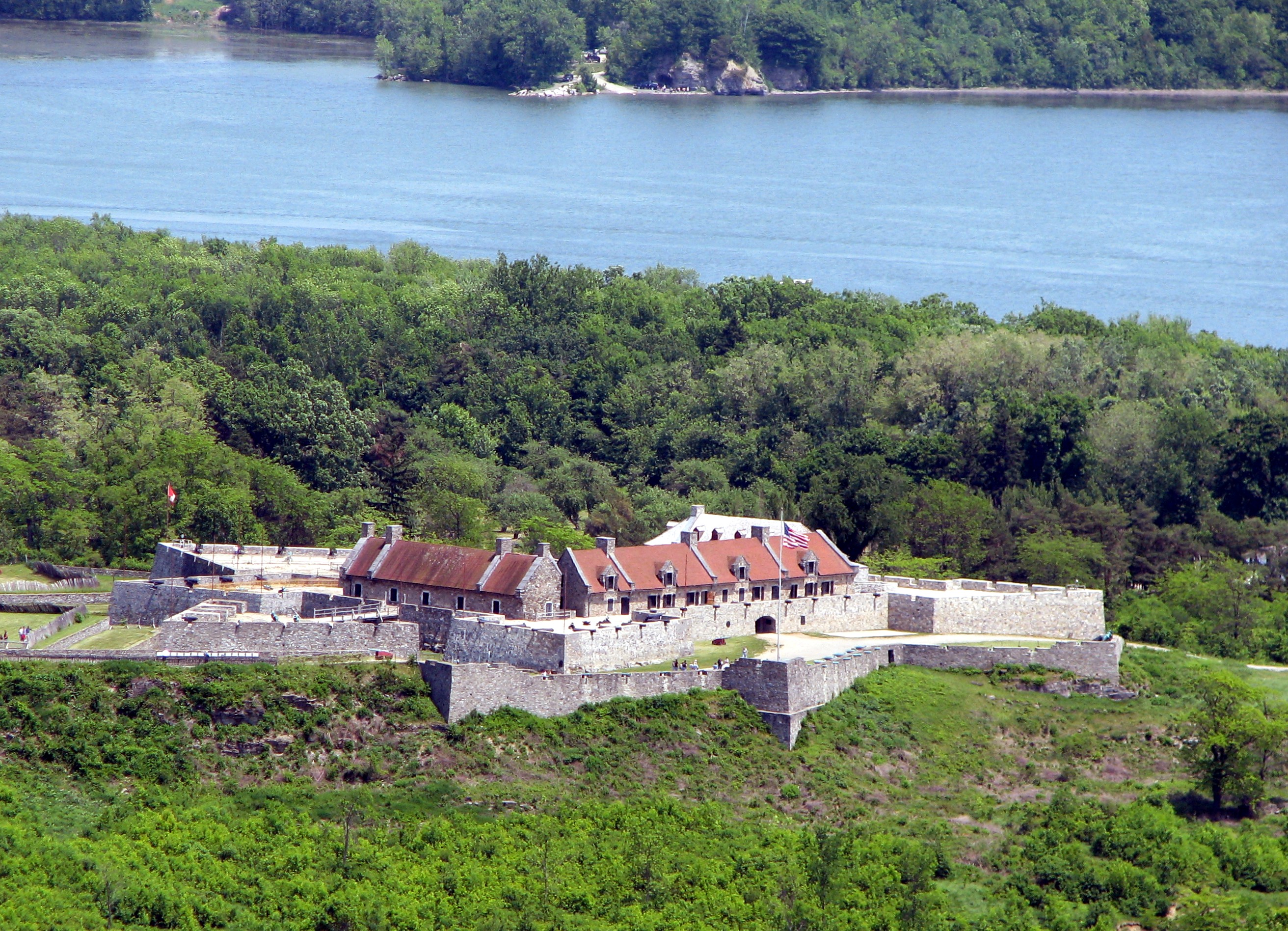
Fort Carillon (New York), vue d'ensemble.

#### Vieux carré français de La Nouvelle-Orléans
La plupart des bâtiments datent d'avant que La Nouvelle-Orléans fasse partie des États-Unis, bien qu'il existe quelques bâtiments de la fin du XIXe siècle et du début du XXe siècle dans la région ainsi. Depuis les années 1920, les bâtiments historiques ont été protégés par la loi et ne peuvent pas être démolis, et toute rénovation ou nouvelle construction dans le quartier doit être faite conformément à la réglementation, afin de préserver le style architectural.
La plus grande partie de l'architecture du quartier français a été construite à l'époque de la domination espagnole sur La Nouvelle-Orléans, en cela l'architecture est bien plus espagnole que française. Le Grand incendie de La Nouvelle-Orléans (1788) et un autre en 1794 détruisent la plupart des anciens quartiers à l'architecture coloniale française, en laissant la nouvelle colonie suzeraine à l'Espagne de le reconstruire selon les styles plus modernes et le respect strict des nouveaux codes.

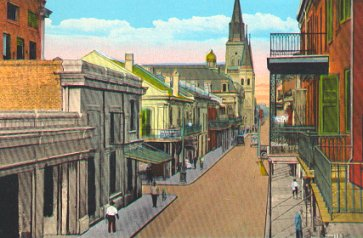
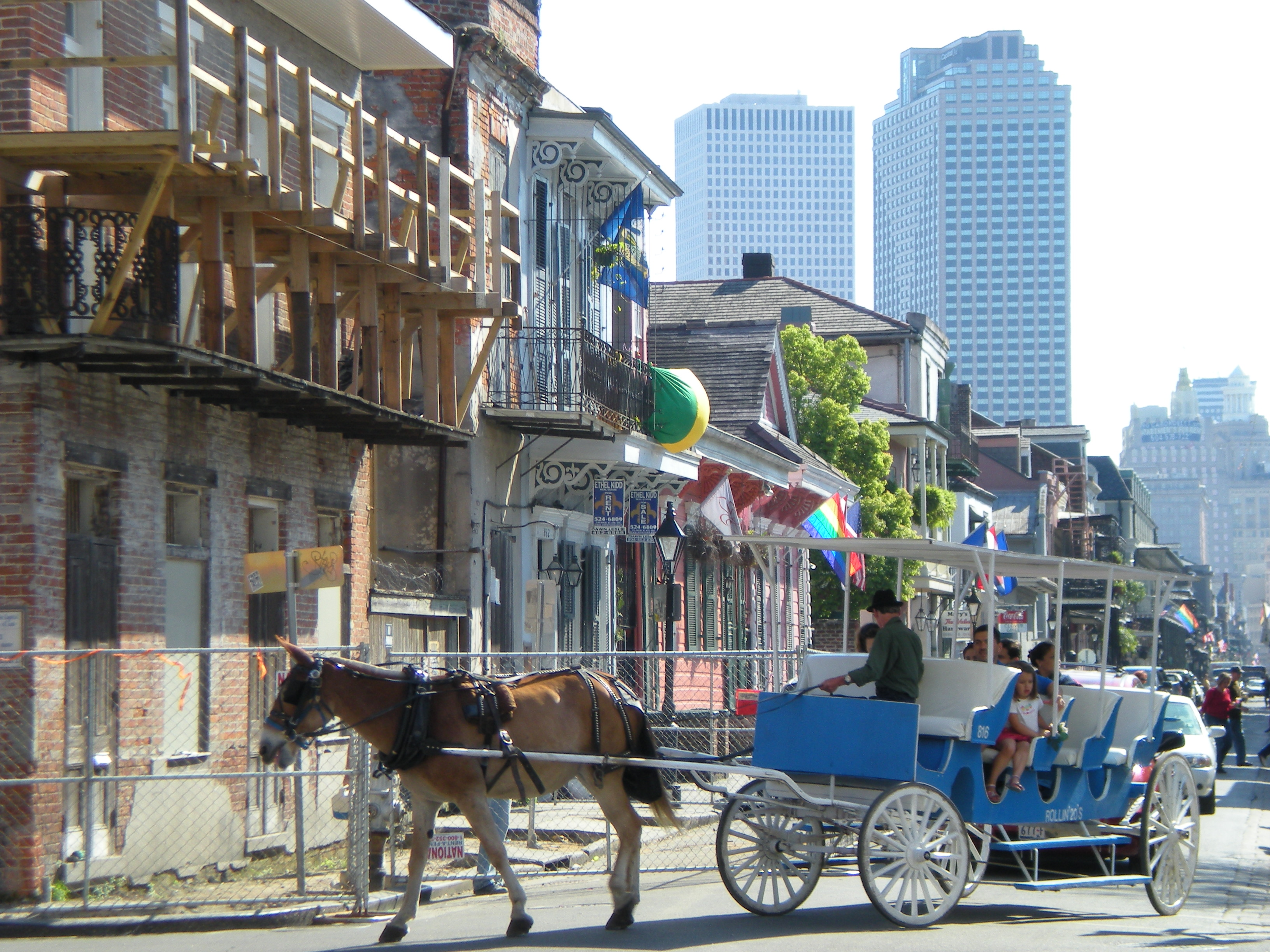
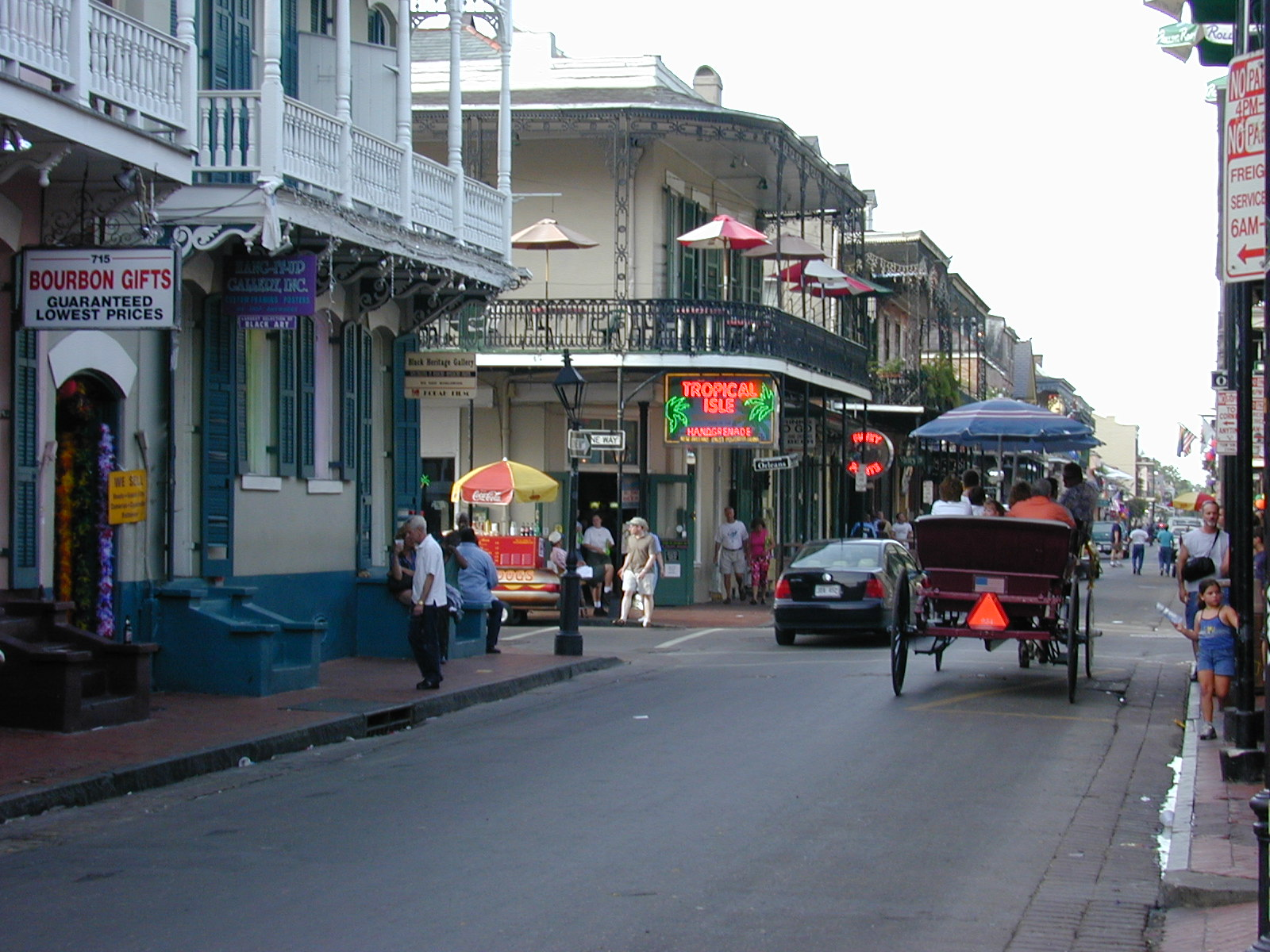
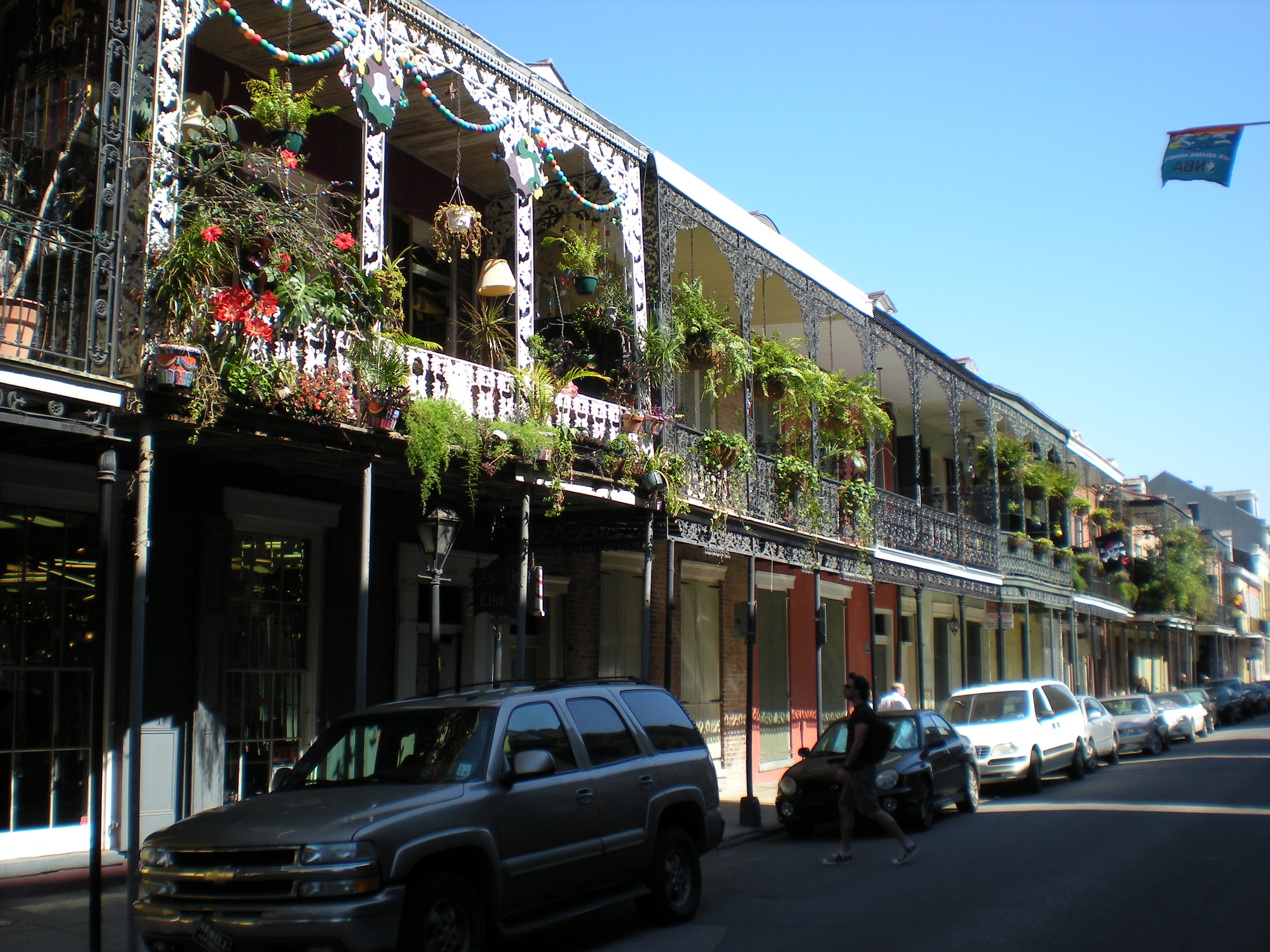
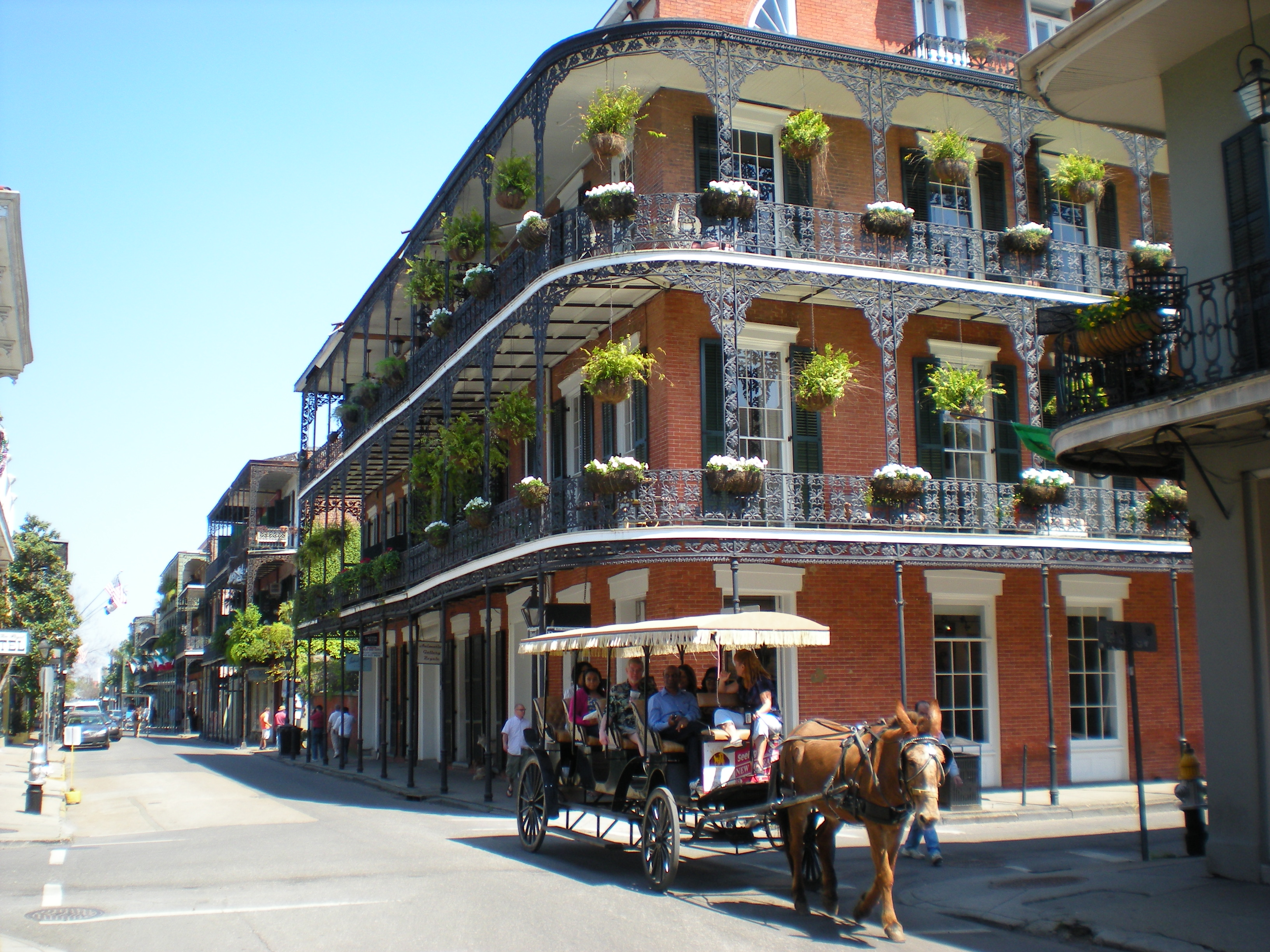

#### Maisons de stylefrench colonial

##### En Louisiane

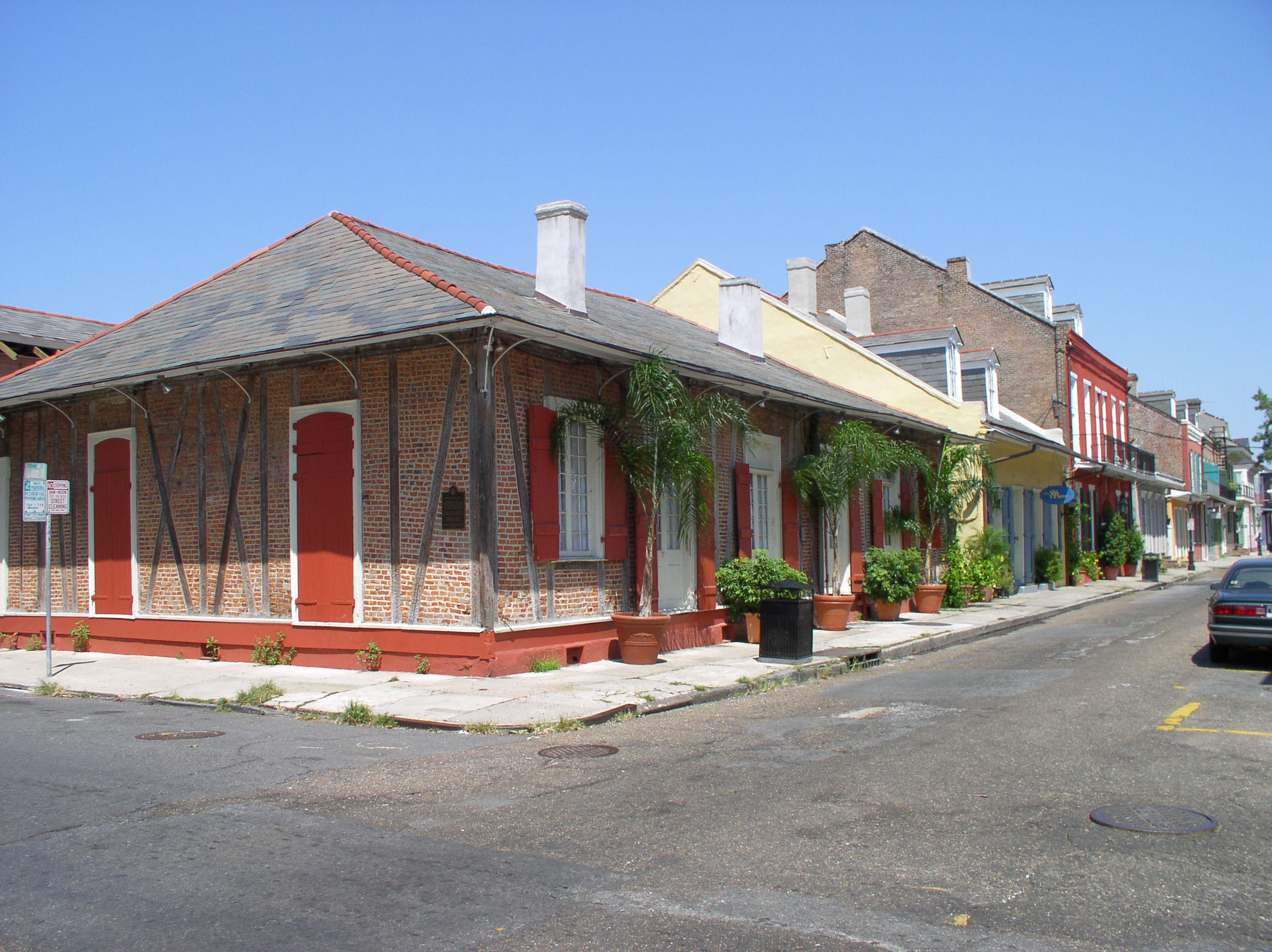
Maison de Gabriel Peyreaux House, 1780. Exemple de construction en poteau sur sole.
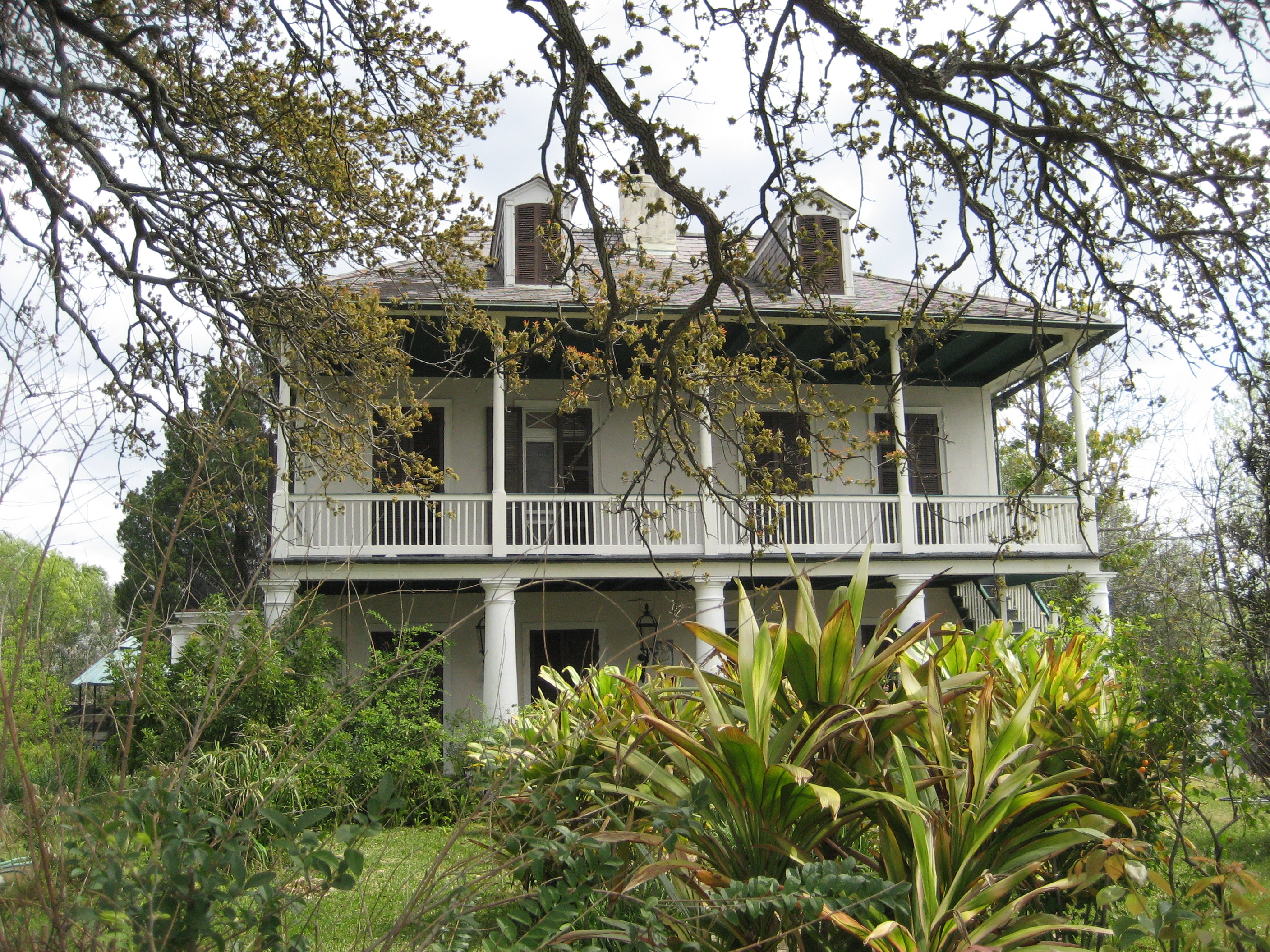
Plantation Lorriens à La Nouvelle-Orléans, 1784.
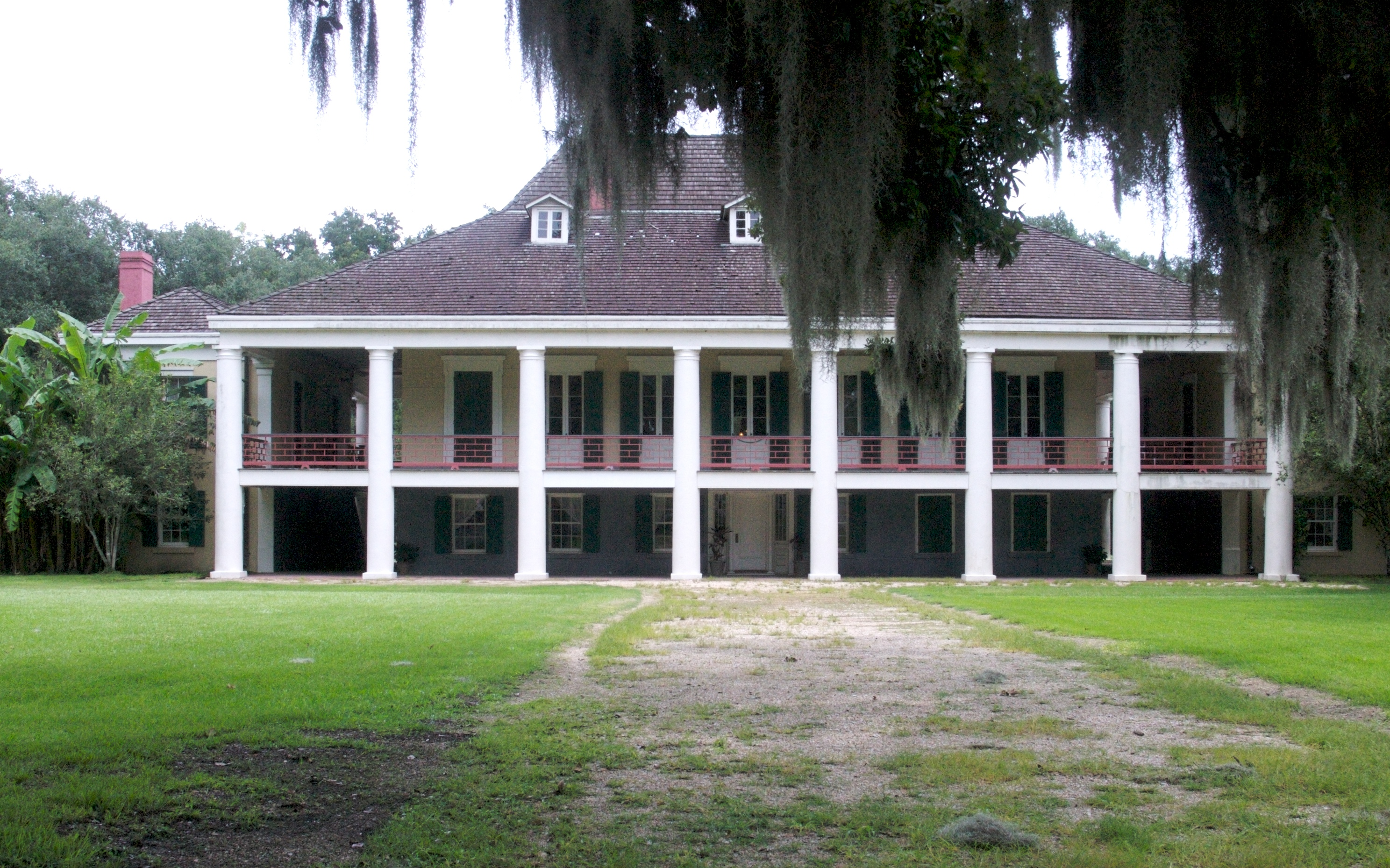
Plantation Destrehan, Paroisse de Saint-Charles, 1787. Une partie a été modifiée dans le style grec antique en 1840.
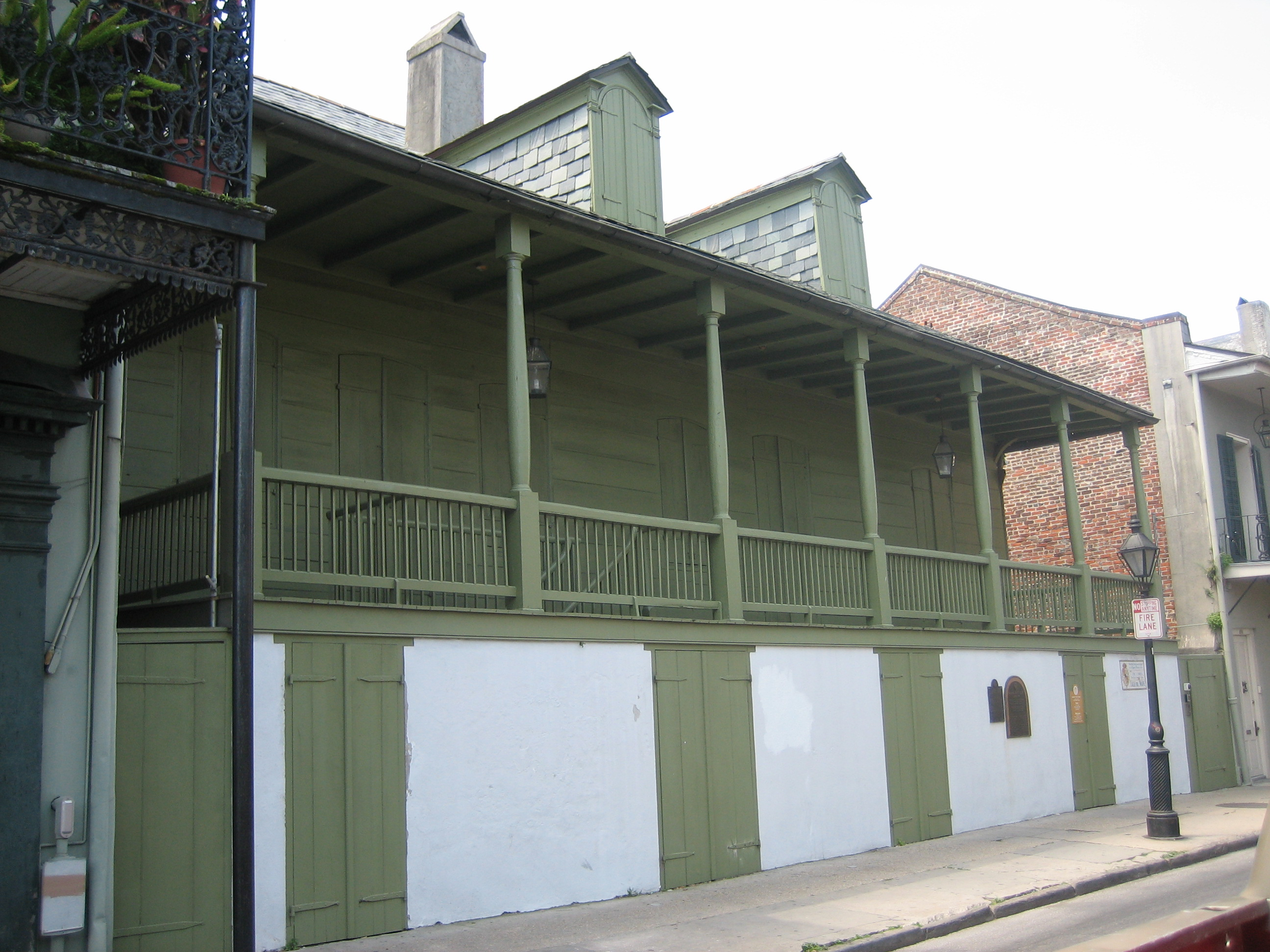
La maison Madame John's Legacy à La Nouvelle-Orléans, 1788.
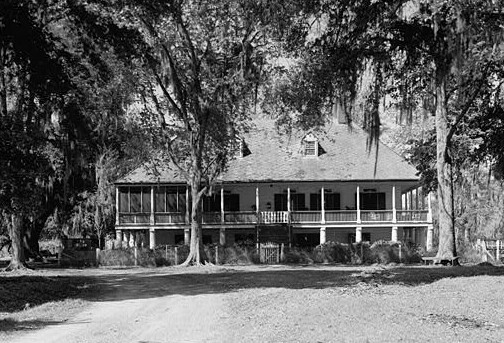
Plantation Parlange à New Roads, paroisse de la Pointe Coupée, 1754. Il s'agit d'un des plus anciens témoignages d'architecture résidentielle française du pays.

##### À Sainte-Geneviève (Missouri)
Sainte-Geneviève est le plus ancien village permanent du Missouri. Elle a été fondée vers la fin des années 1730 par des Canadiens à environ trois kilomètres au sud de sa localisation actuelle sur les bords du fleuve Mississippi (une peinture murale du Capitole de l'État du Missouri indique sa fondation en 1735). C'est une des premières villes situées à l'ouest du fleuve Mississippi et au nord de La Nouvelle-Orléans du territoire qui sera cédé lors de la vente de la Louisiane.
Les plus anciens bâtiments de Sainte-Geneviève ont donc été tous construits durant l'occupation espagnole bien qu'il s'agisse de bâtiments typiques de l'époque coloniale française. Les constructions les plus représentatives de cette période sont s'appuient sur des poteaux de bois plantés verticalement dans le sol alors que les cabanes de colons américaines traditionnelles sont constituées de rondins assemblés horizontalement.
L'un des types de maisons traditionnelles les plus caractéristiques de la ville sont les « poteaux en terre » dans lesquels les murs faits de planches de bois ne soutiennent pas le plancher. Ce dernier s'appuie sur des piliers de pierre. Les murs de ce type de maisons, en partie enterrés dans le sol, sont particulièrement sensibles aux crues, aux termites et à la pourriture. Trois des cinq maisons de ce type existant encore aux États-Unis se situent à Sainte-Geneviève. Les deux autres se trouvent à Pascagoula (Mississippi) et dans la paroisse des Natchitoches. La plupart des bâtiments anciens de la ville sont de type « poteau sur sole » dans lesquelles la structure en bois est placée sur des pierres levées des fondations en brique. La plus ancienne maison de la ville est la Bolduc House qui a été construite en 1770 sur le site originel de la ville et a ensuite été déplacée et agrandie en 1785.
Un festival, « Jour de Fete », se déroule chaque année au cours du deuxième week-end d'août pour célébrer son patrimoine culturel. Le bac qui traverse le Mississippi est surnommé « the French Connection » à cause de son lien vers d'autres sites témoins du passé francophone de la région.

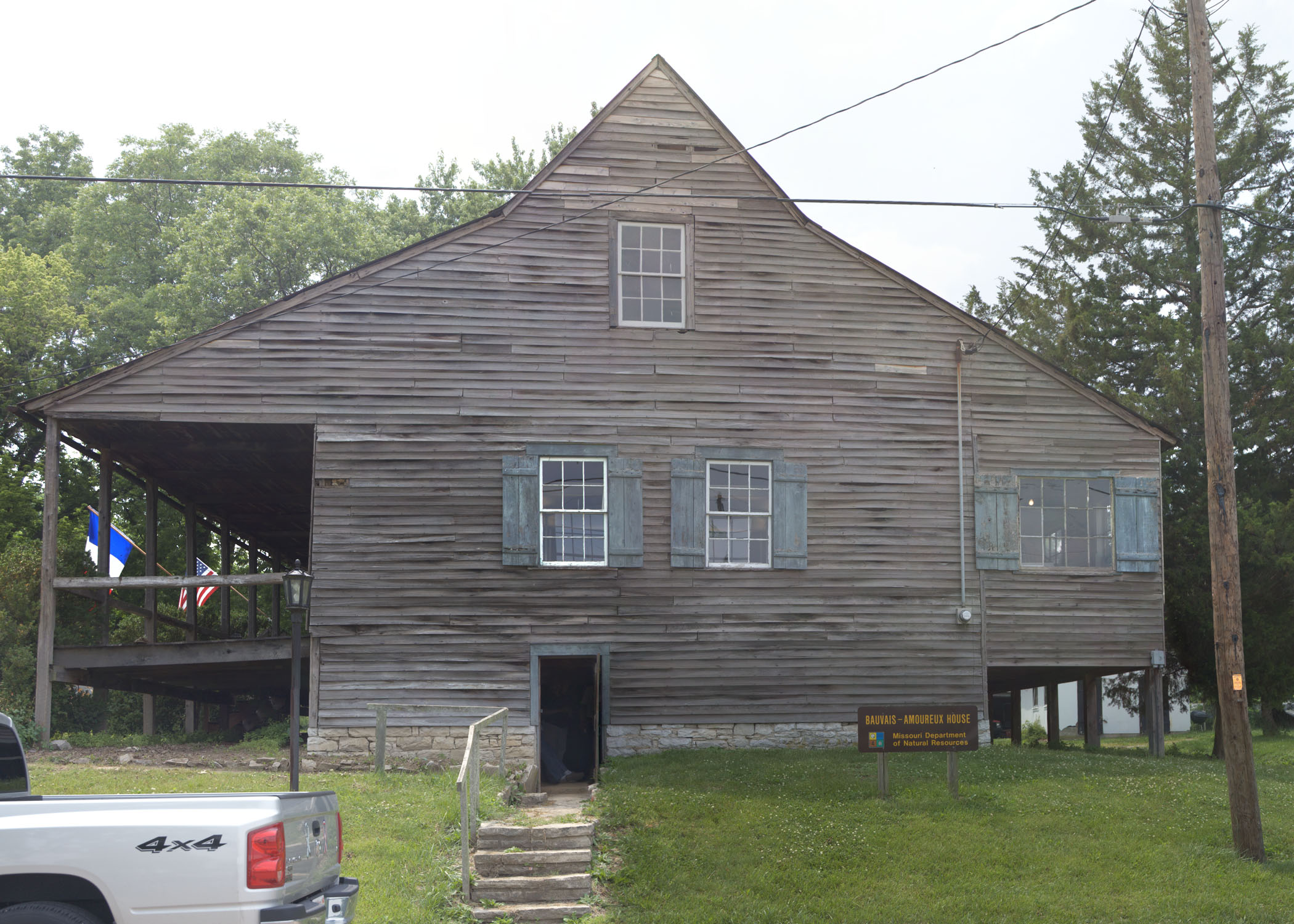
La maison Amoureaux.
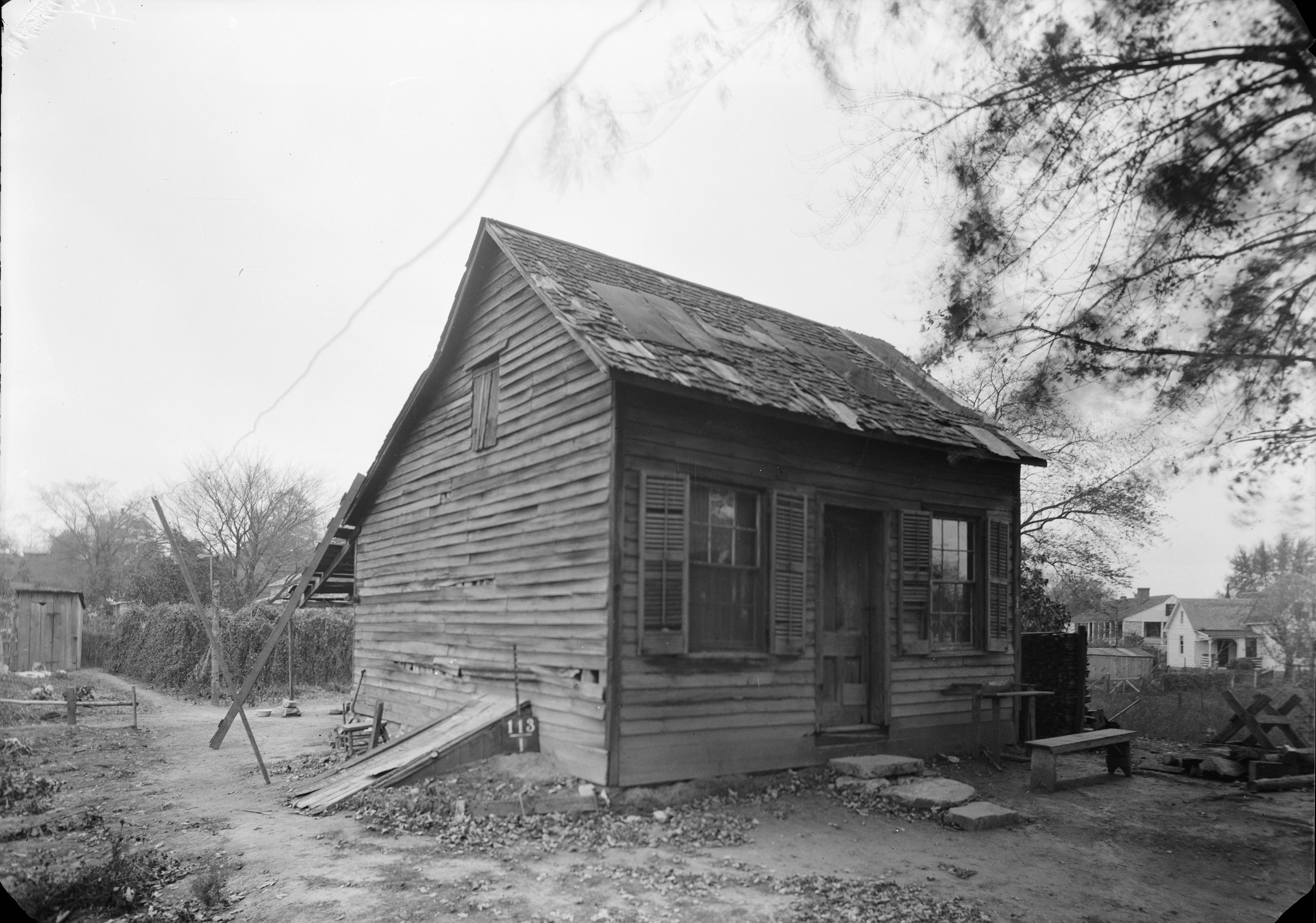
La cabane Amoureaux.
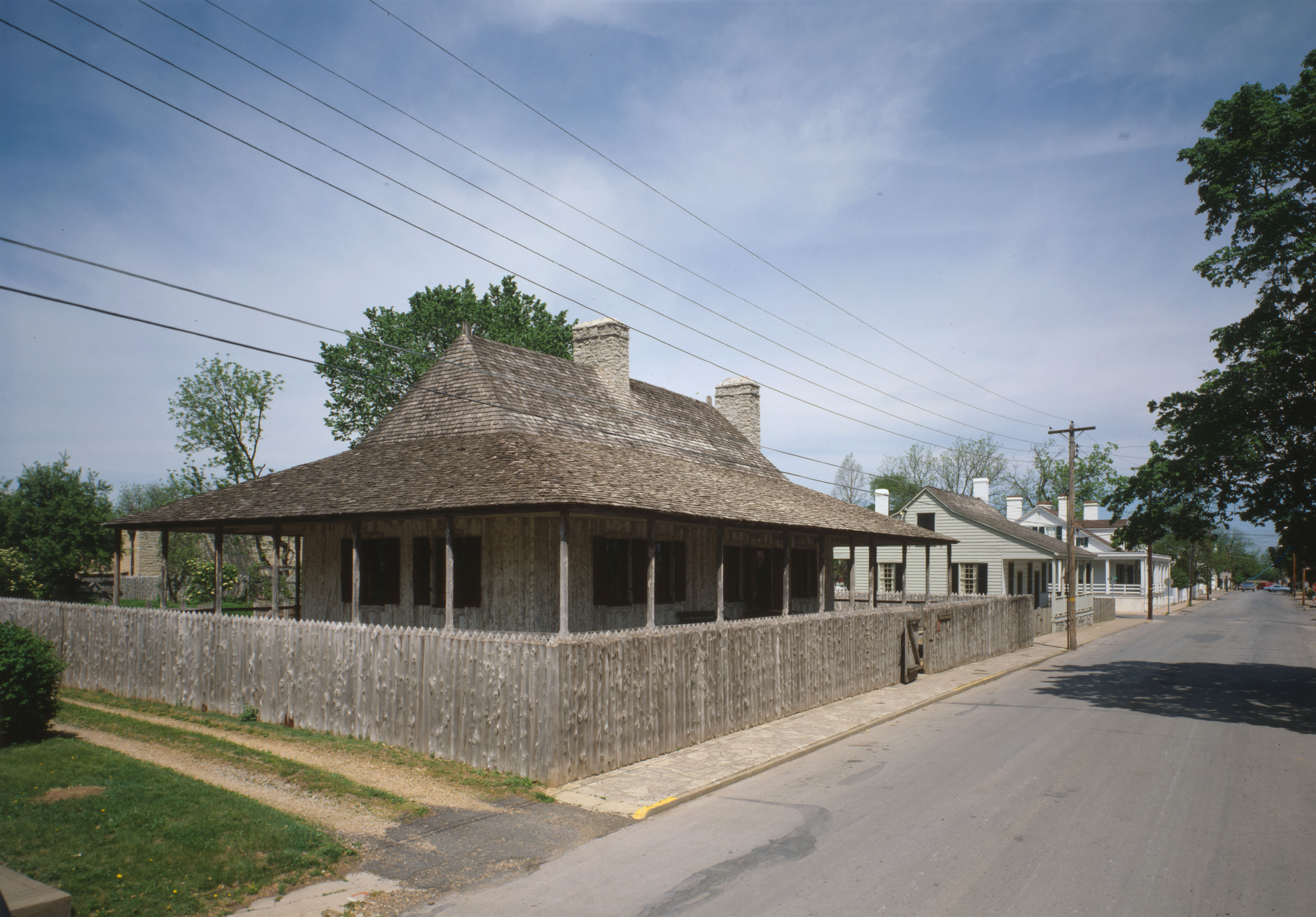
Maison Bolduc.
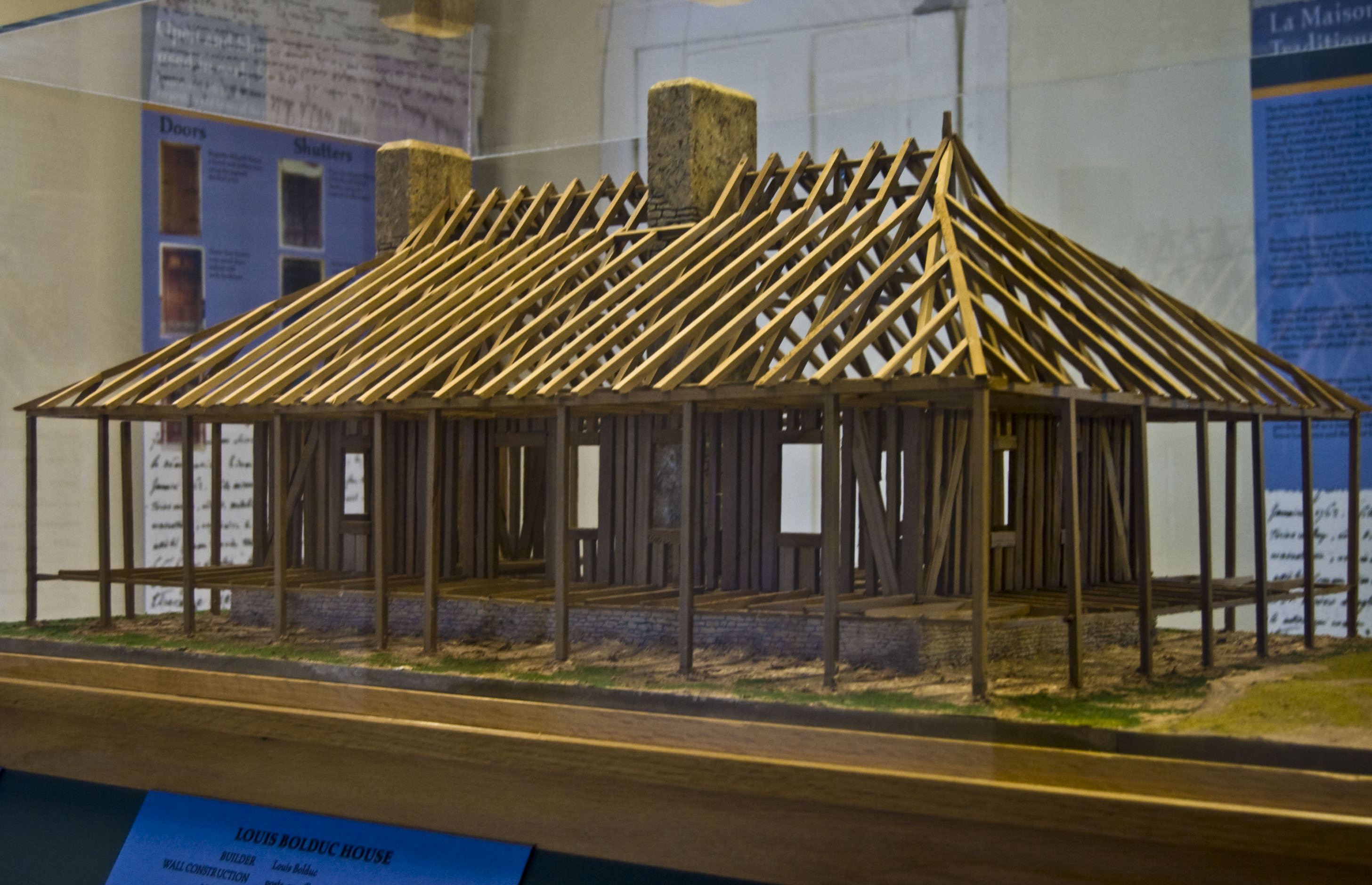
Maison Bolduc, exemple de la technique poteau sur sole et poteau en terre.
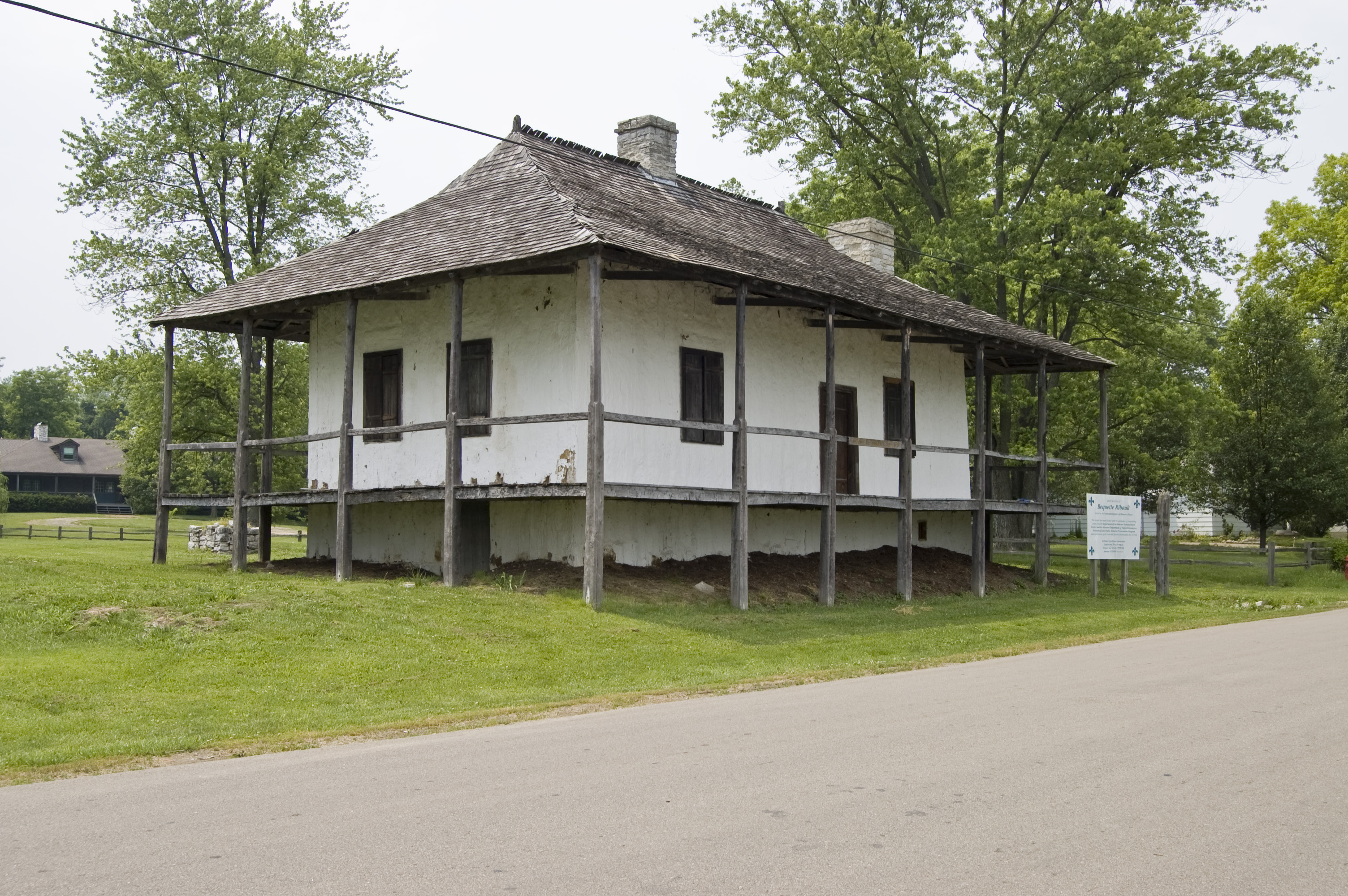
Maison Bequette-Ribault, 1789, après restauration. Exemple de la technique « poteau en terre ».
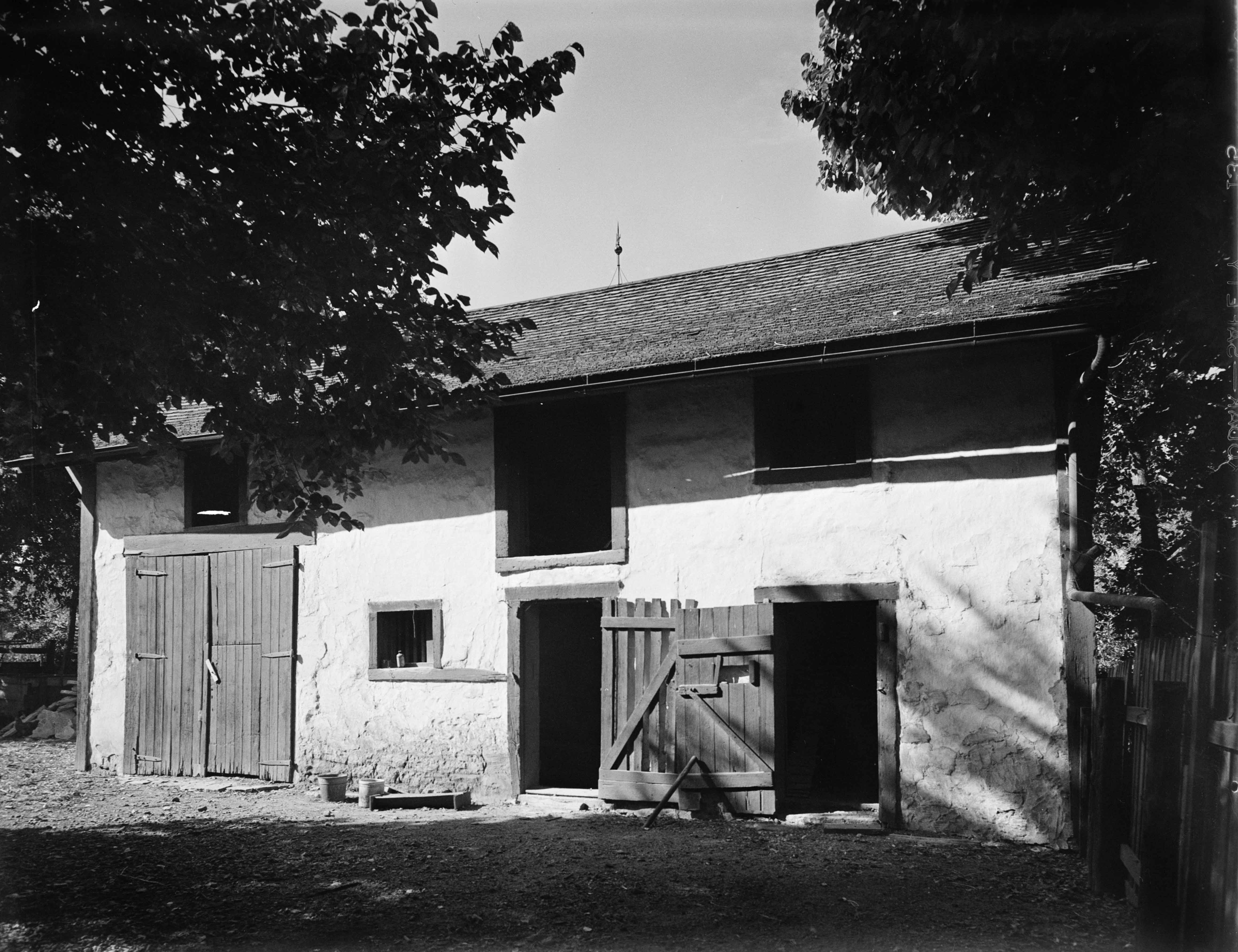
Grange de Jean-Baptiste Valle.
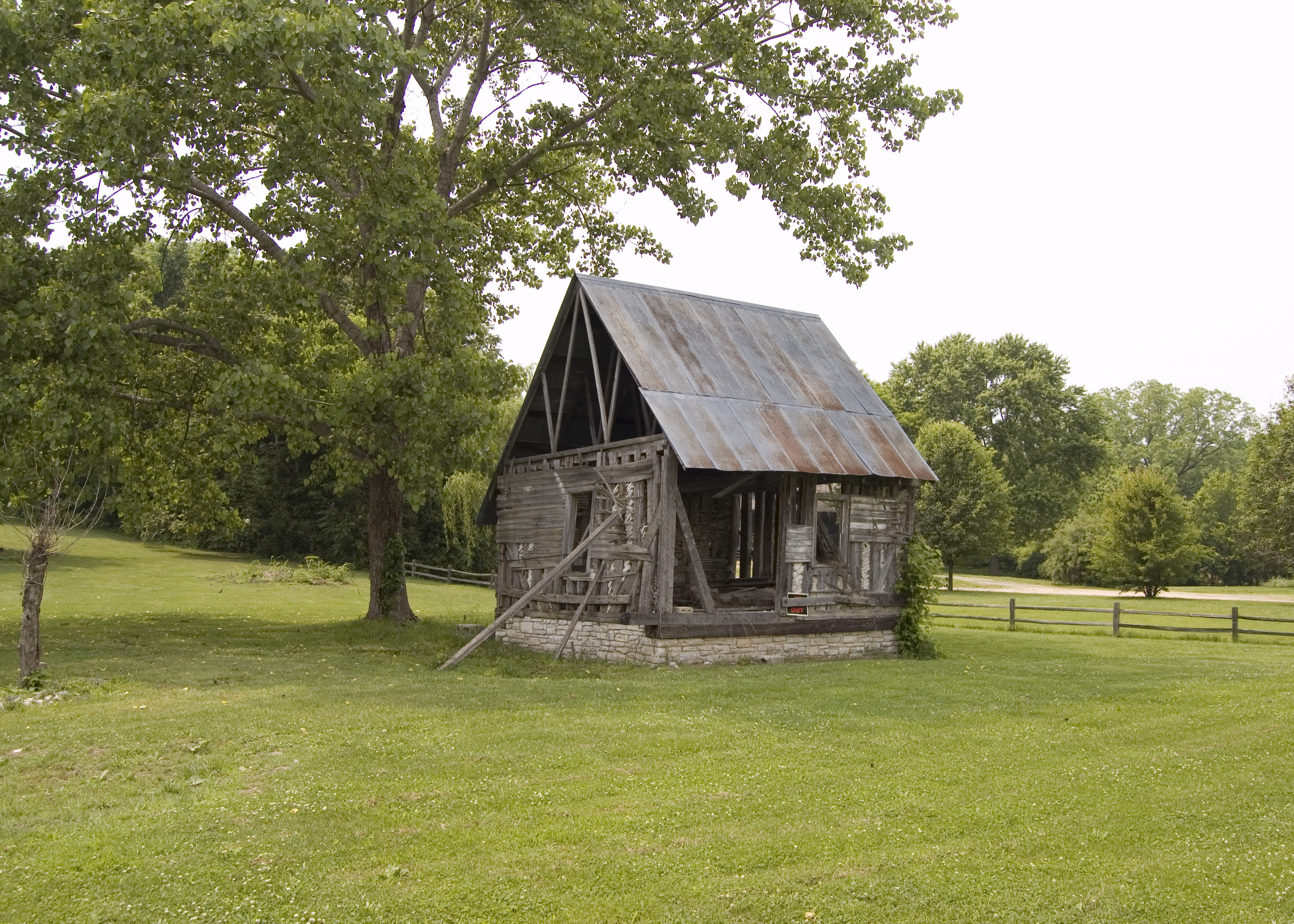
La cabane Lasource-Durand.
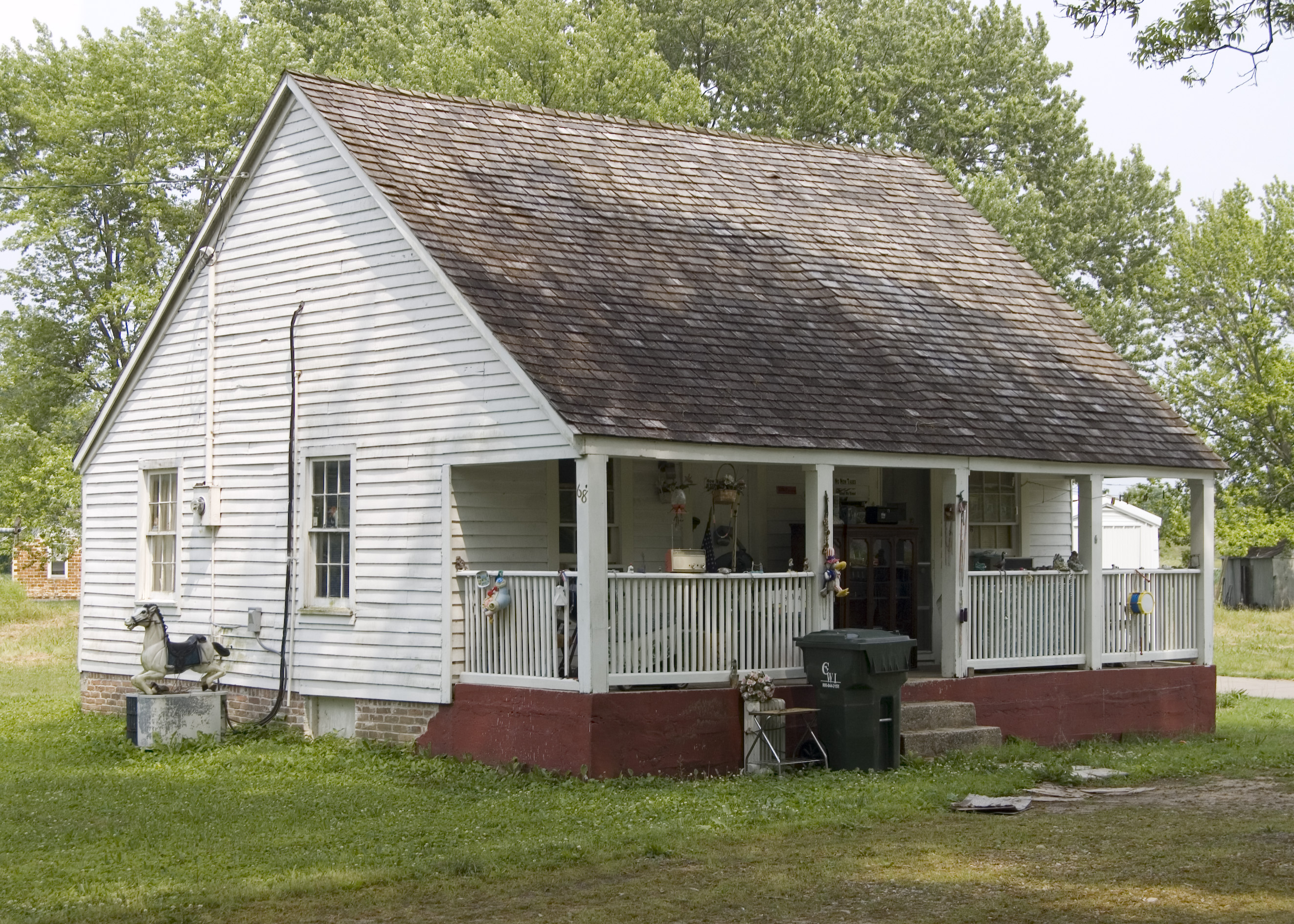
Une maison près de Gabouri Creek.
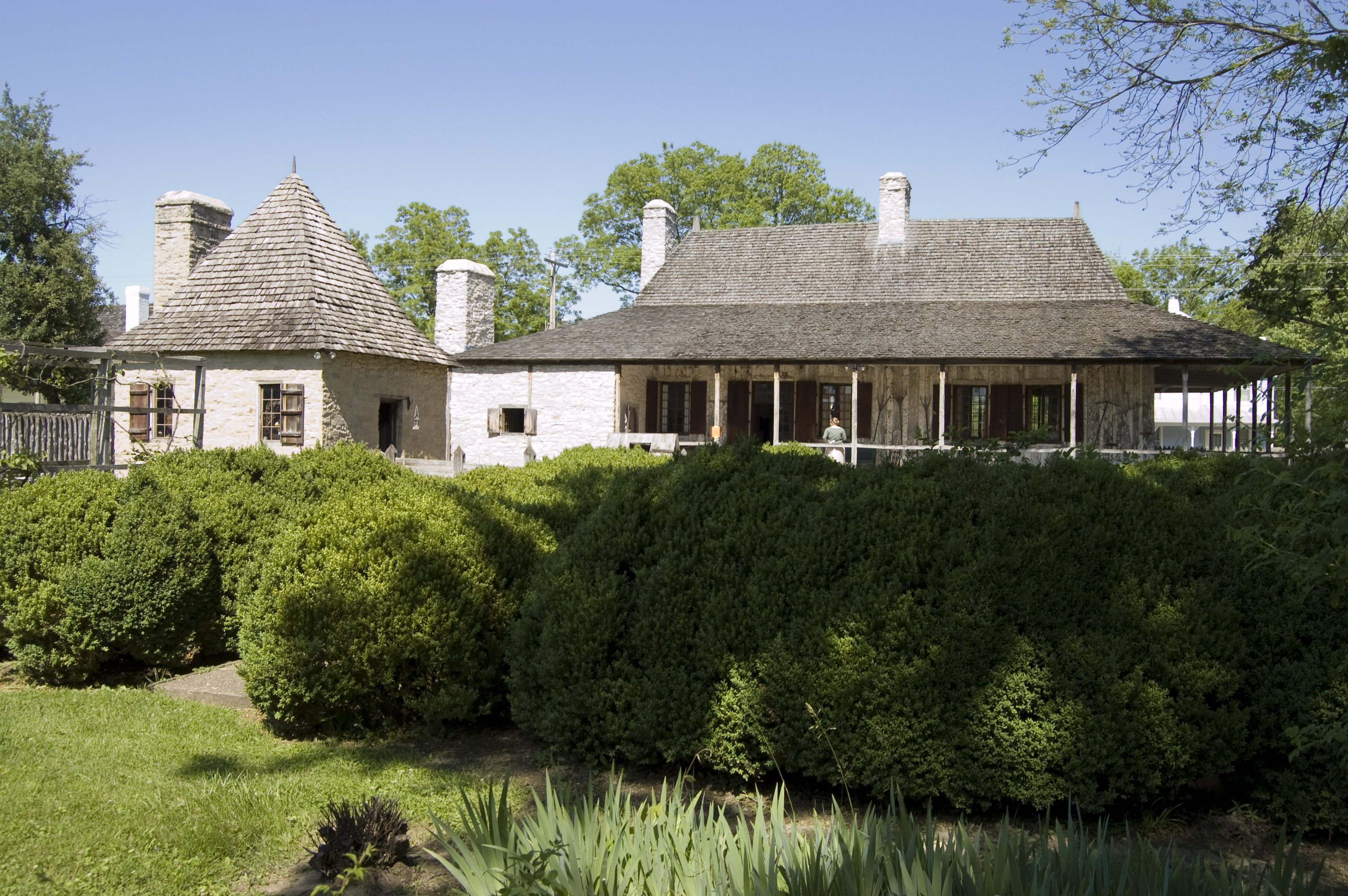
Musée Louis Bolduc House, 1792, exemple de poteau sur sole.
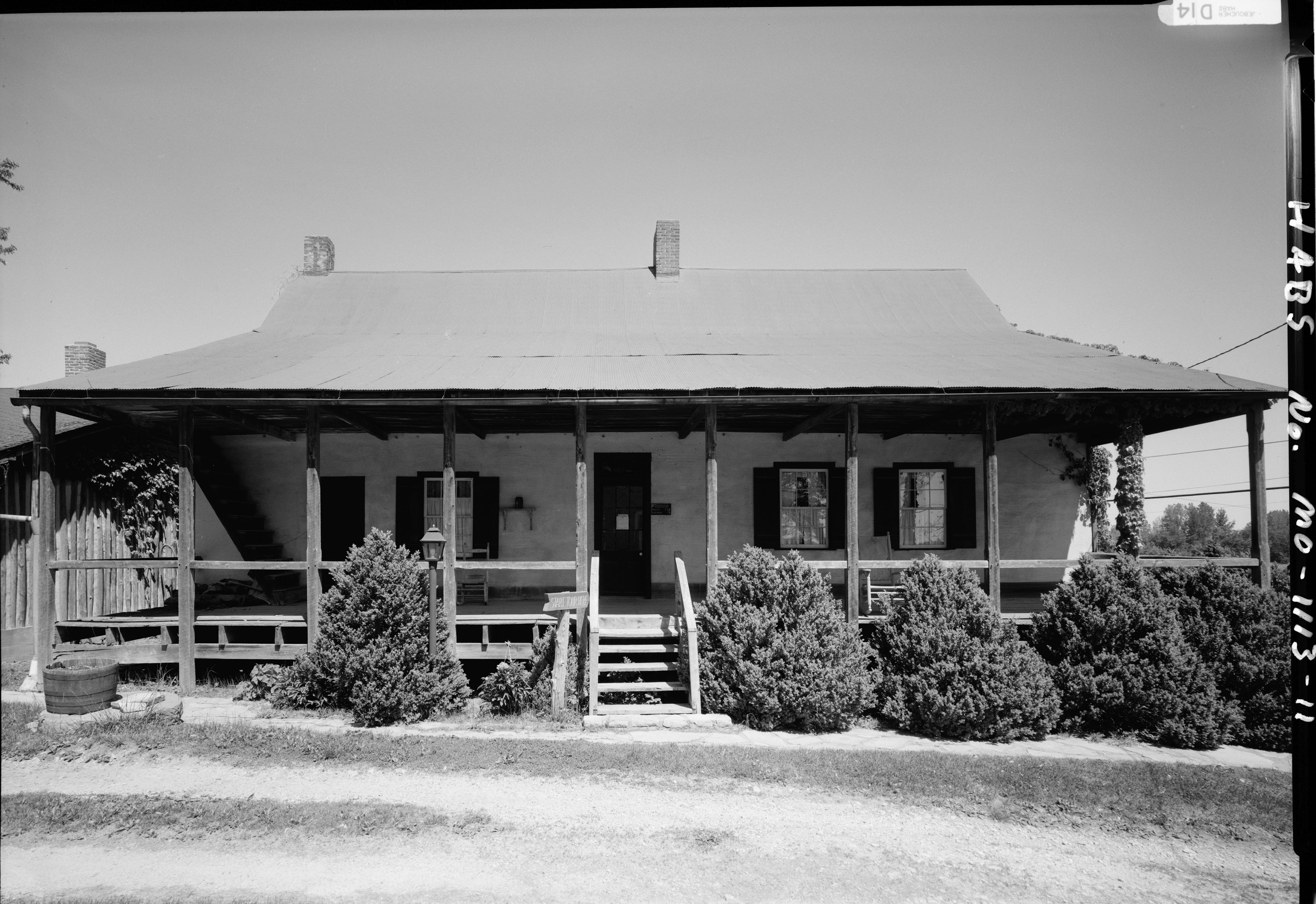
Vue de la maison Bauvais-Amoureaux, 1792, exemple de construction en poteaux en terre.

### Patrimoine huguenot

#### La Nouvelle-Rochelle, une ville huguenote
De toutes les colonies huguenotes qui furent fondées avec une identité française marquée, Nouvelle-Rochelle fut clairement la plus conforme aux plans de ses fondateurs. La colonie française continua d'attirer les réfugiés jusqu'en 1760. Le choix du nom de la ville témoigne de l'importance de la ville de La Rochelle, du rôle de la nouvelle colonie de peuplement dans l'histoire des huguenots et du caractère français de la communauté. Le français y était répandu, et il était courant pour les personnes des environs d'envoyer leurs enfants à Nouvelle-Rochelle pour apprendre la langue française. Le juge en chef de la Cour suprême John Jay et l'auteur Washington Irving entre autres, firent leurs études dans un pensionnat privé au Trinity Church.

#### Patrimoine bâti huguenot à New Paltz
La rue des Huguenots du quartier historique de New Paltz, village fondé en 1678 par des huguenots dans l'État de New York, est considérée comme la plus vieille rue habitée des États-Unis ayant conservé intact son patrimoine bâti de sept maisons de pierres du XVIIIe siècle. Elle est déclarée National Historic Landmark.

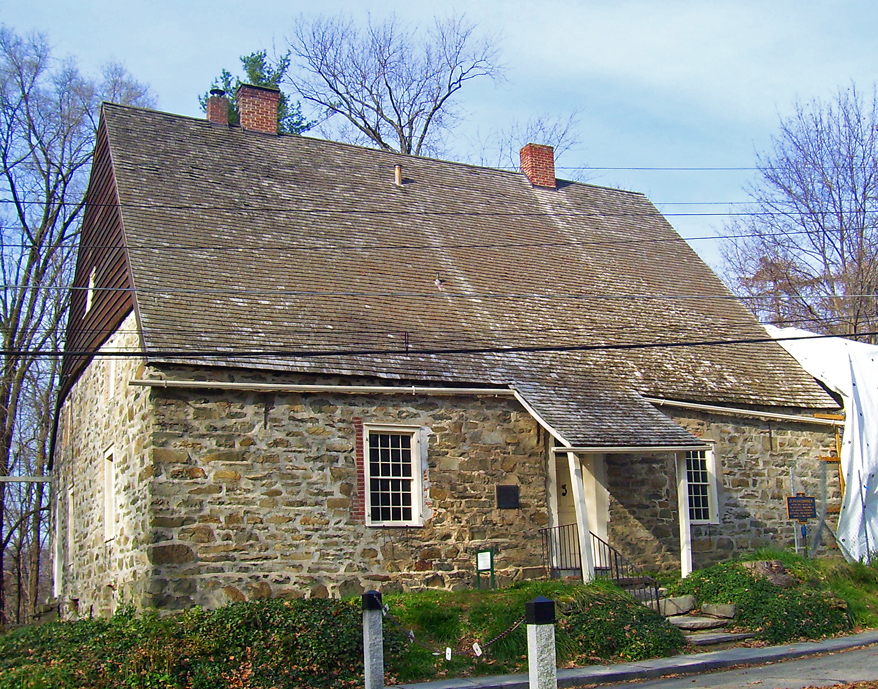
Maison de Jean Hasbrouck (1721) sur l'Huguenot Street à New Paltz.
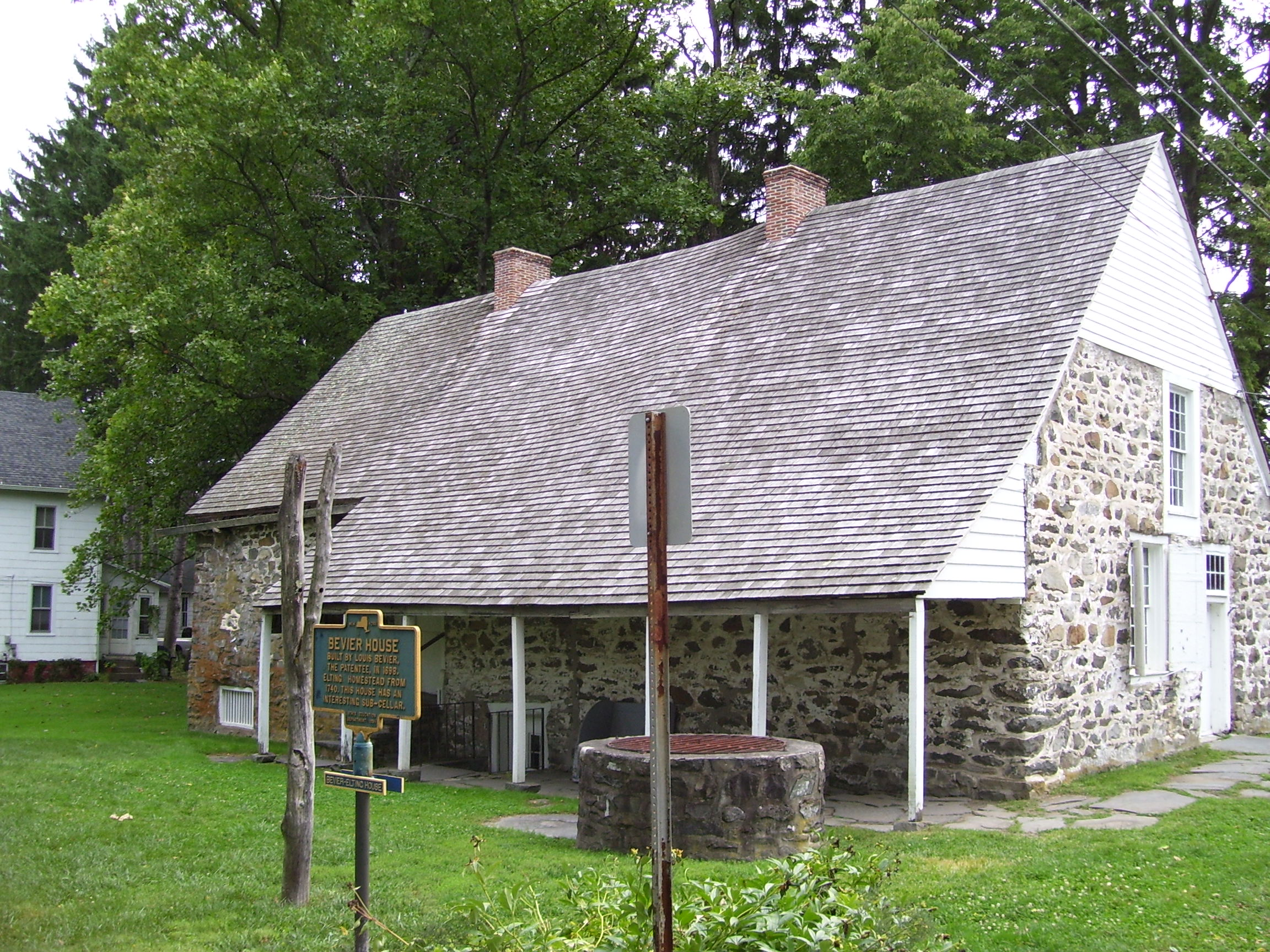
Maison Bevier-Elting.
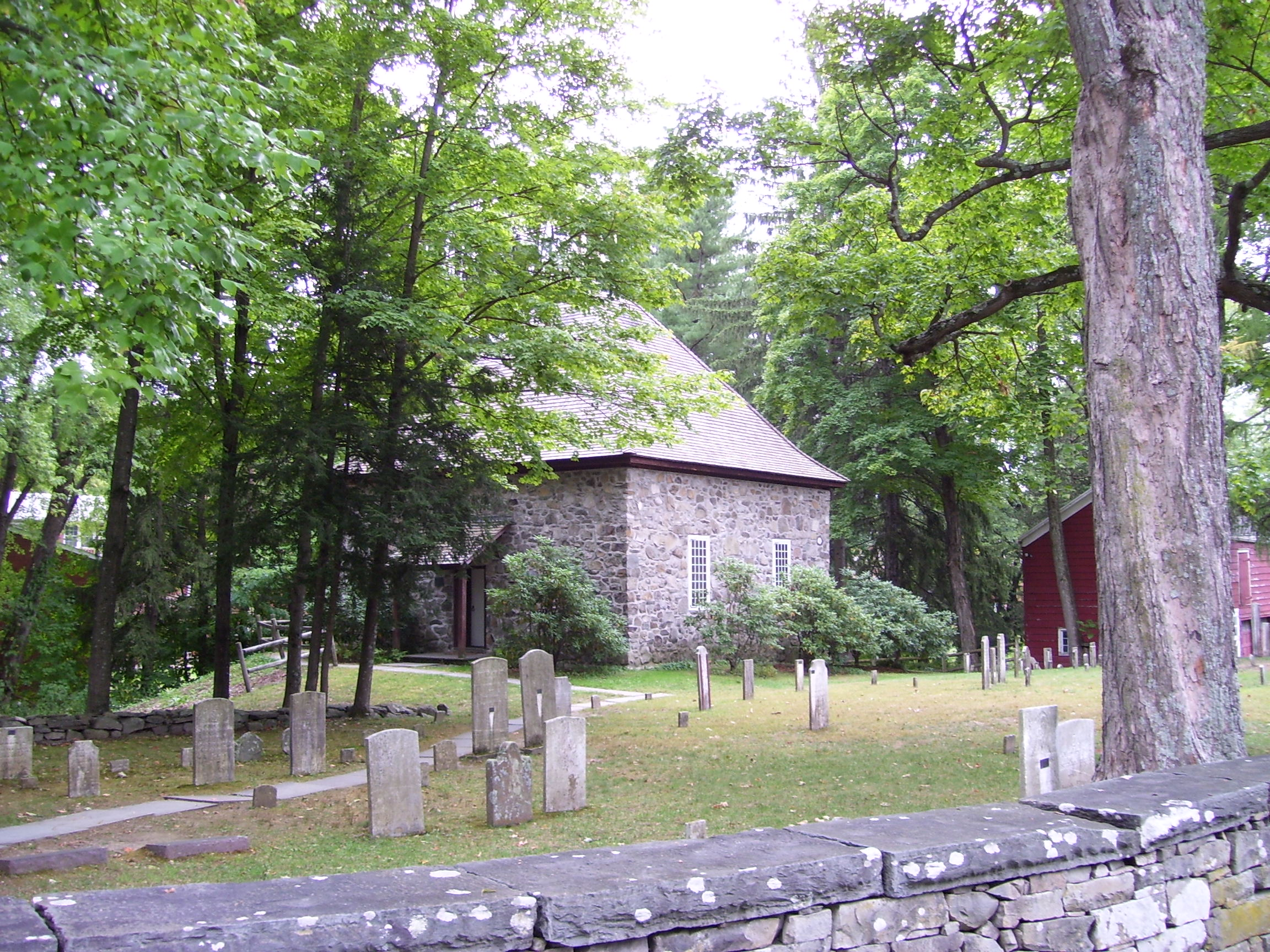
Église réformée française (1717).

#### Quartier français de Charleston
Le quartier français de Charleston est situé dans le vieux centre-ville de Charleston en Caroline du Sud aux États-Unis. Ce quartier fut fondé au XVIIe siècle par des familles huguenotes qui quittèrent la France après la révocation de l'édit de Nantes par le roi de France Louis XIV. Cette partie du centre-ville prit le nom de « French Quarter » en 1973 par le Registre national des lieux historiques lors du classement de ce vieux quartier typique situé à l'intérieur des anciens murs de la vieille cité coloniale de Charleston.
En 1687, une cinquantaine de huguenots arrivèrent à Charleston où il s'établirent. Ils édifièrent à la même époque l'église huguenote de Charleston. Les huguenots bâtirent des maisons aux styles français ainsi que de nombreux entrepôts en raison de leurs activités commerciales.

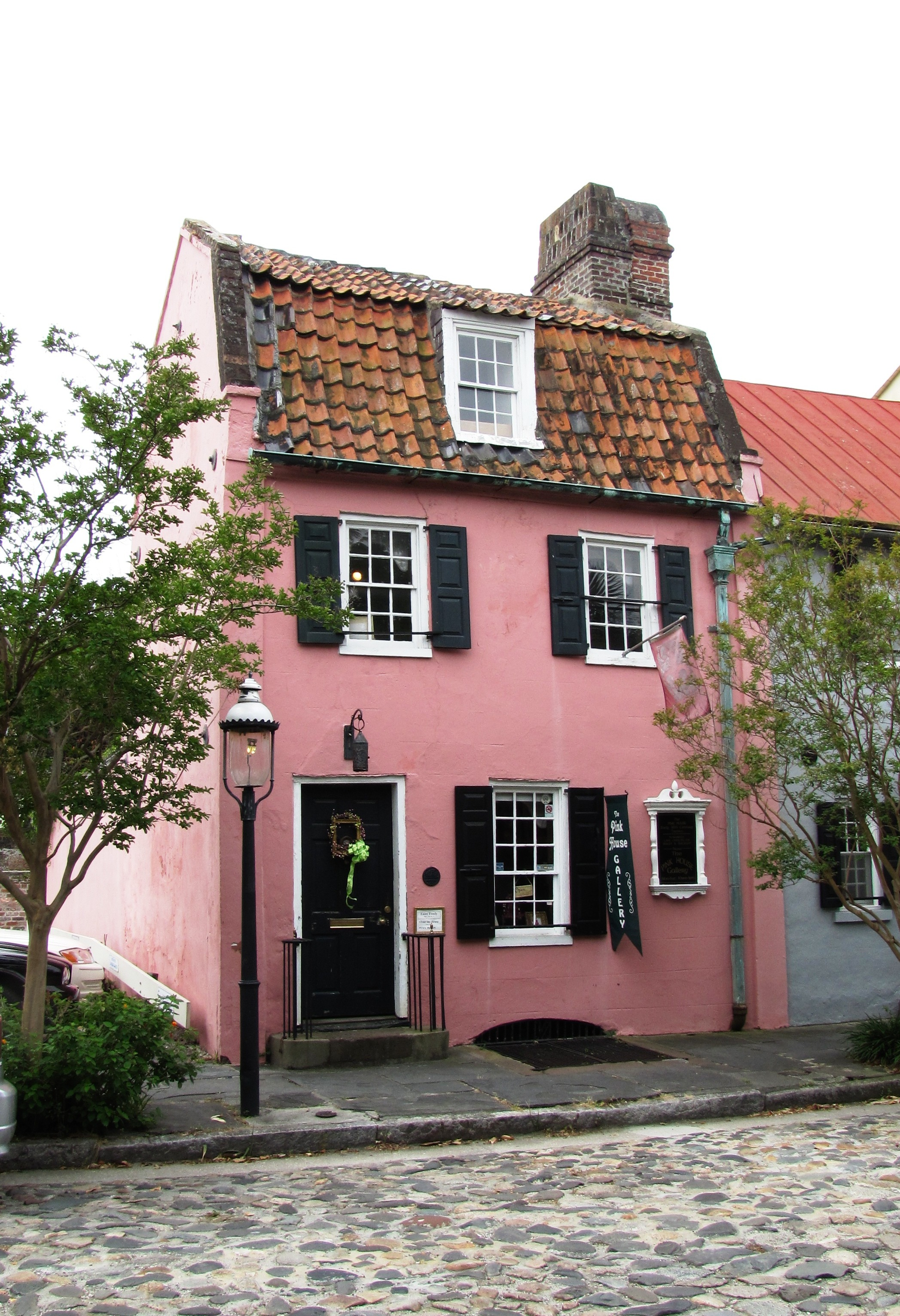
La maison rose de la Pink House tavern dans le vieux quartier français de Charleston (Caroline du Sud).
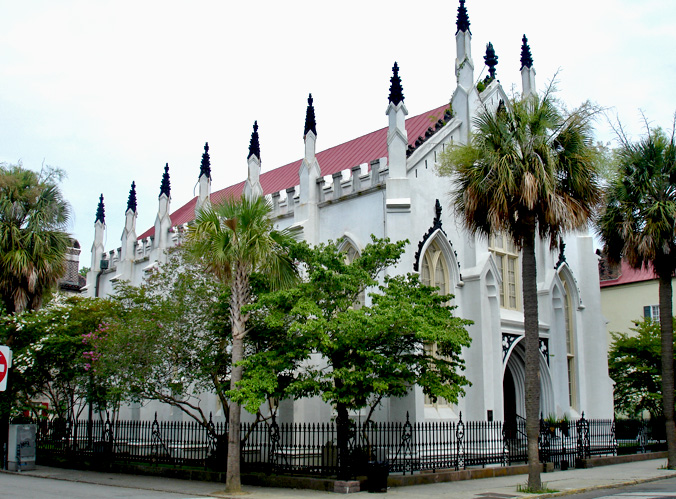
Église des Huguenots français à Charleston (Caroline du Sud).

### Le quartier français de San Francisco

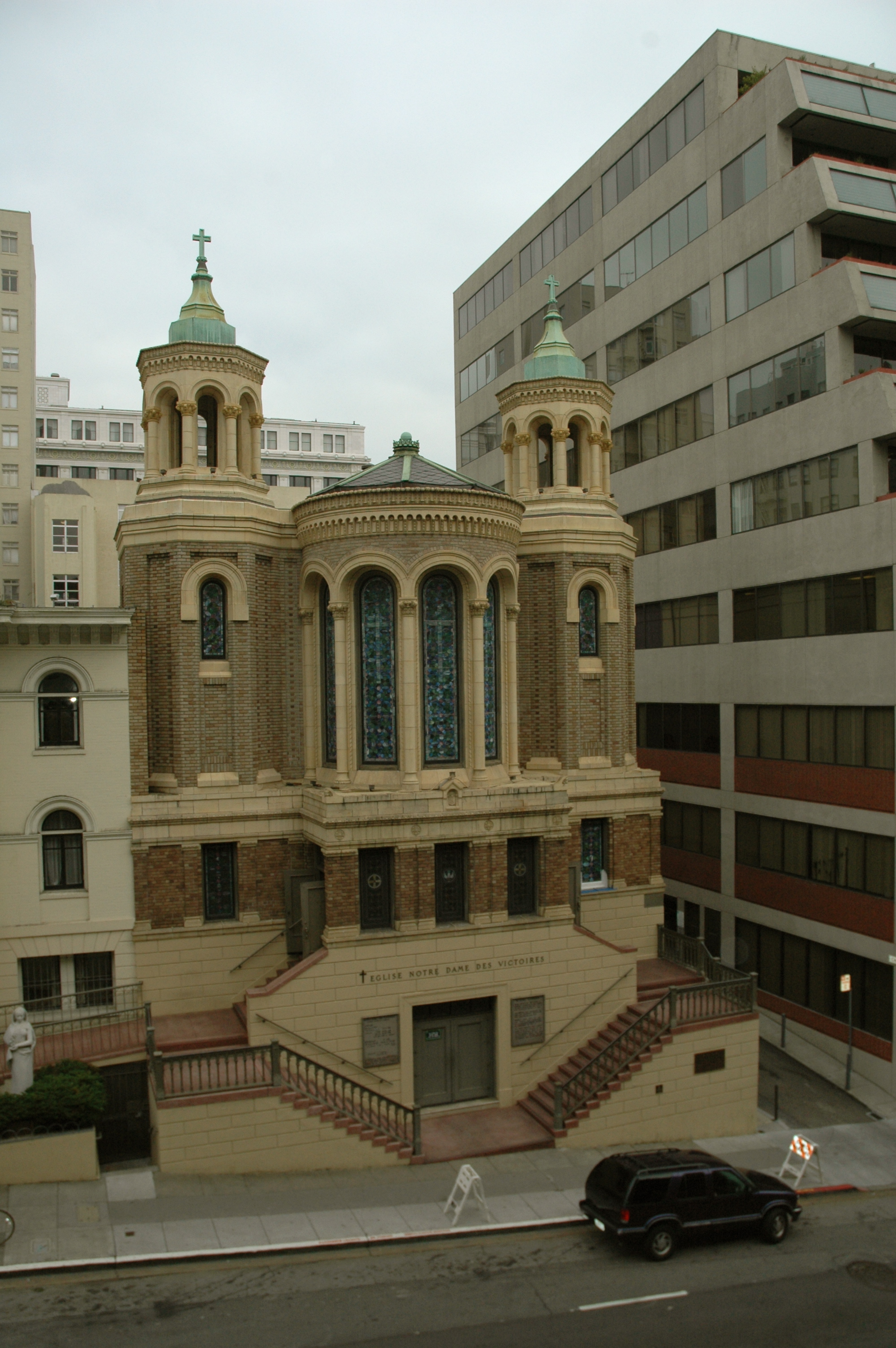
L'Église Notre-Dame-des-Victoires à San Francisco (Californie).

Le quartier français comprend notamment l'église de Notre-Dame-des-Victoires, fondée en 1856, puis reconstruite en 1908 après le tremblement de terre de 1906 dans le style Notre Dame de Fourvière, la basilique qui domine la ville de Lyon en France. La messe est toujours célébrée en français le dimanche. Le Consulat général de France à San Francisco, qui couvre Hawaï et le Nord-Ouest américain, est situé juste à côté sur Bush Street.
Le Café de la Presse se tient face à l'entrée du quartier chinois de Grant Avenue, non loin du bar Le Central et du restaurant Chez Claude sur Claude Lane. Une célébration du 14 juillet se tient chaque année sur Belden Place, une allée près du carrefour de Bush Street et Kearny Street où se trouvent plusieurs restaurants français, notamment Plouf et Café Bastille.

### Les villages acadiens et l'architecture cadienne de la Louisiane
Le Village acadien de Van Buren, au Maine, a ouvert ses portes en 1976. Il comprend entre autres une gare, une église, une forge, une école et un magasin général. En Louisiane, on retrouve Vermilionville et l'Acadian Village, près de Lafayette, ainsi que le Village historique acadien, à Saint-Martinville.

#### Techniques architecturales
- Le bousillage
- Le poteau en terre
- Le poteau sur sole

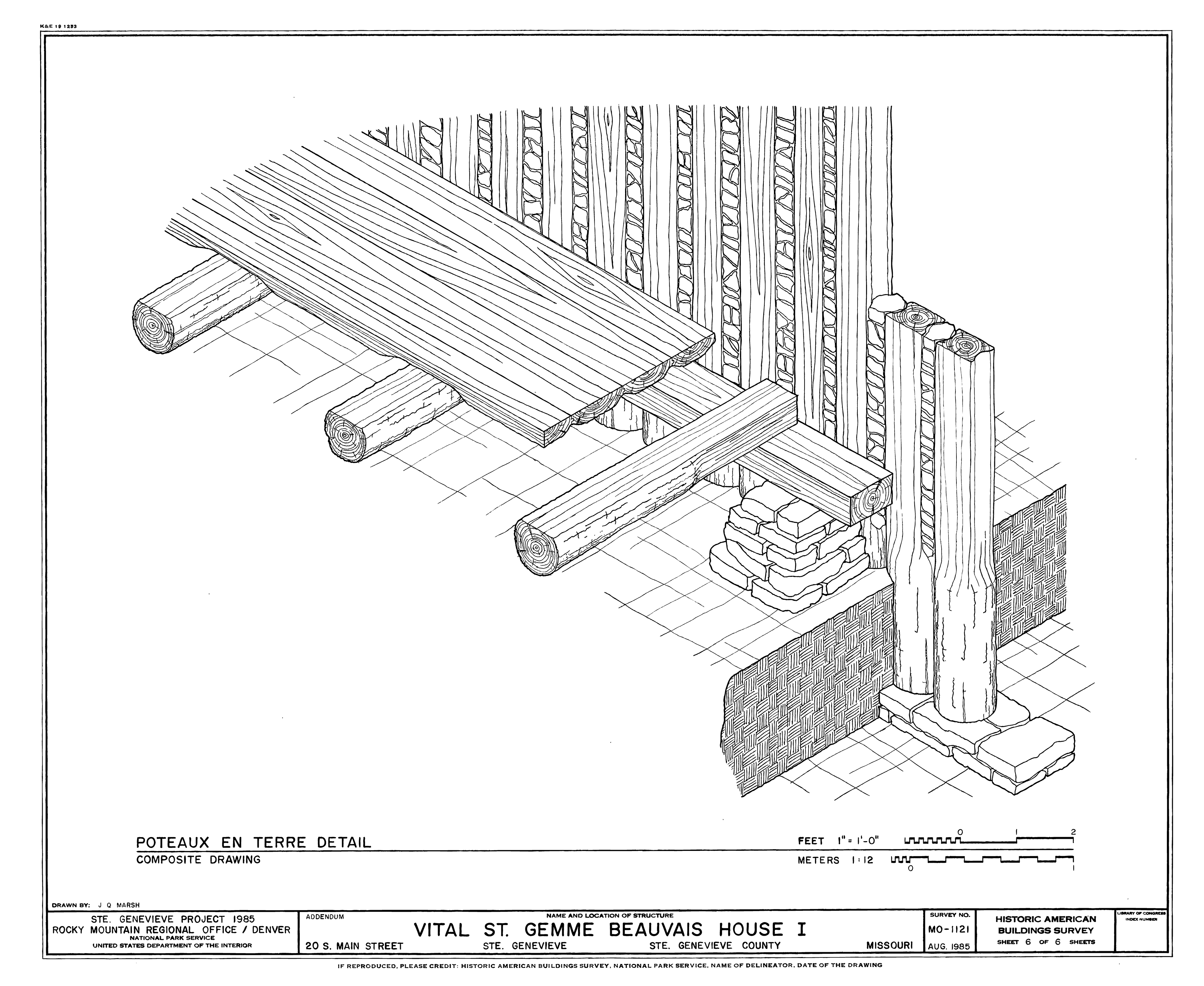
Croquis de construction avec poteau en terre.
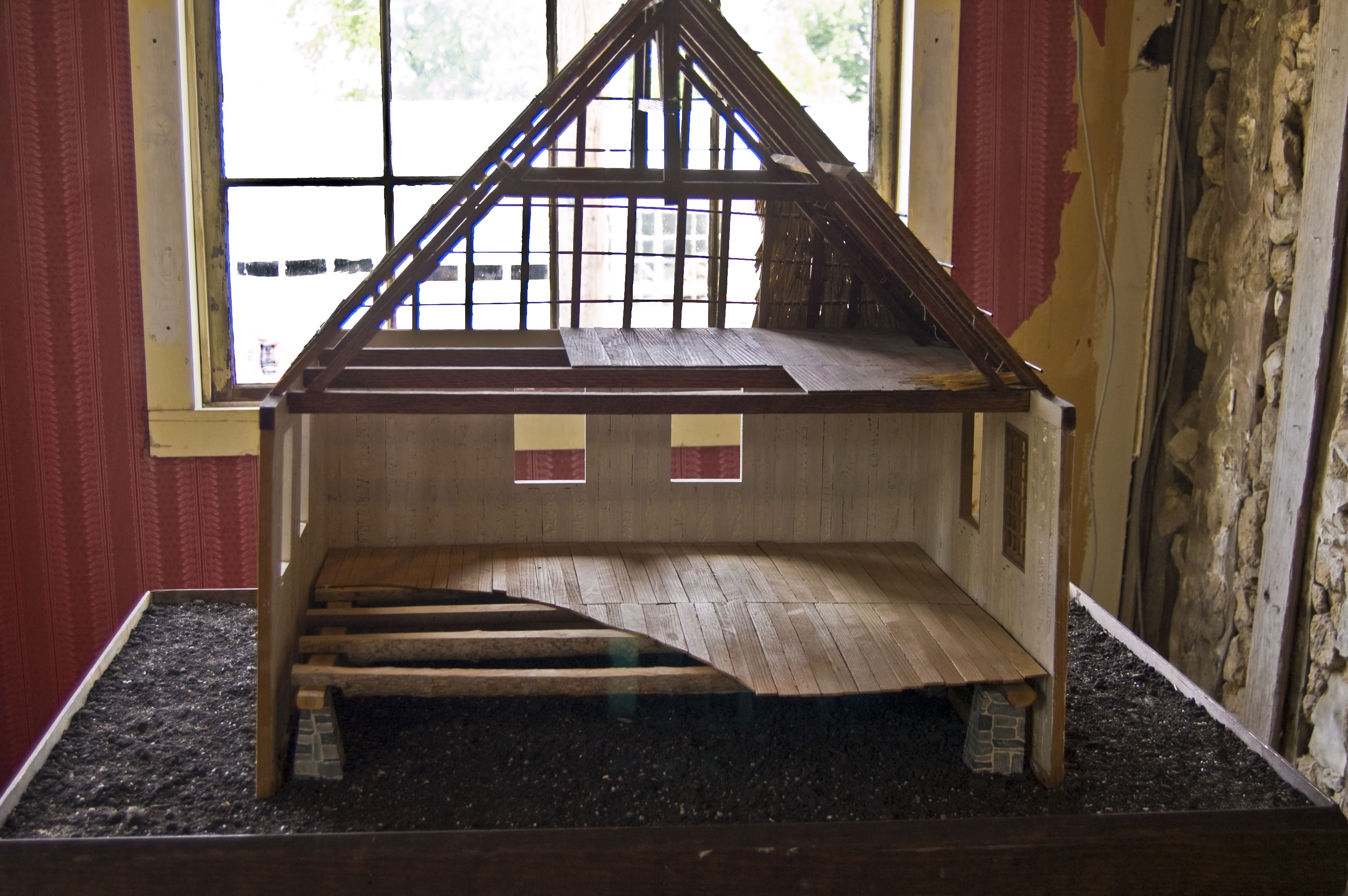
Coupe d'une maquette de maison avec poteaux en terre.
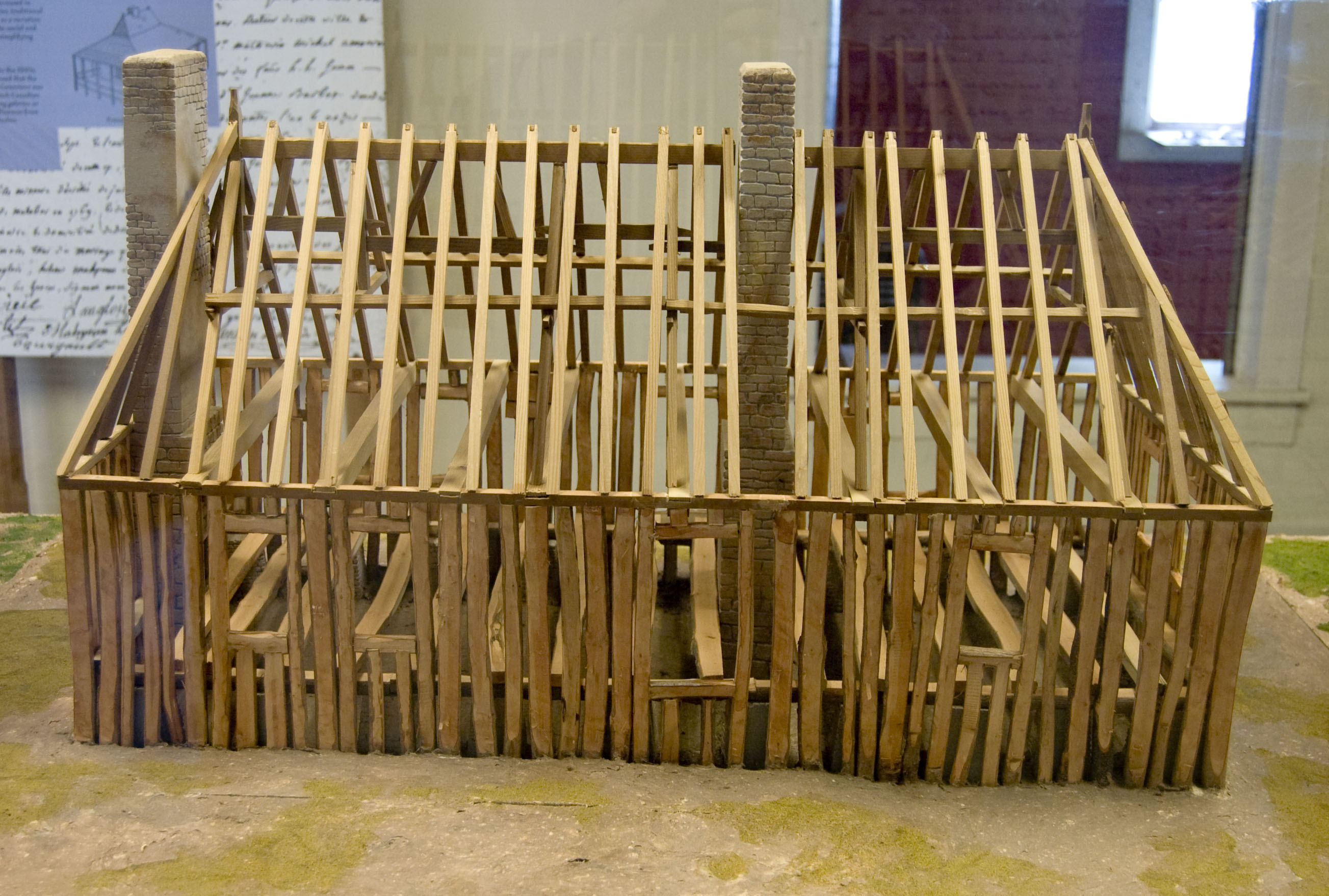
Maquette de la maison de Beauvais-Amoureux, présentant la technique des poteaux en terre.
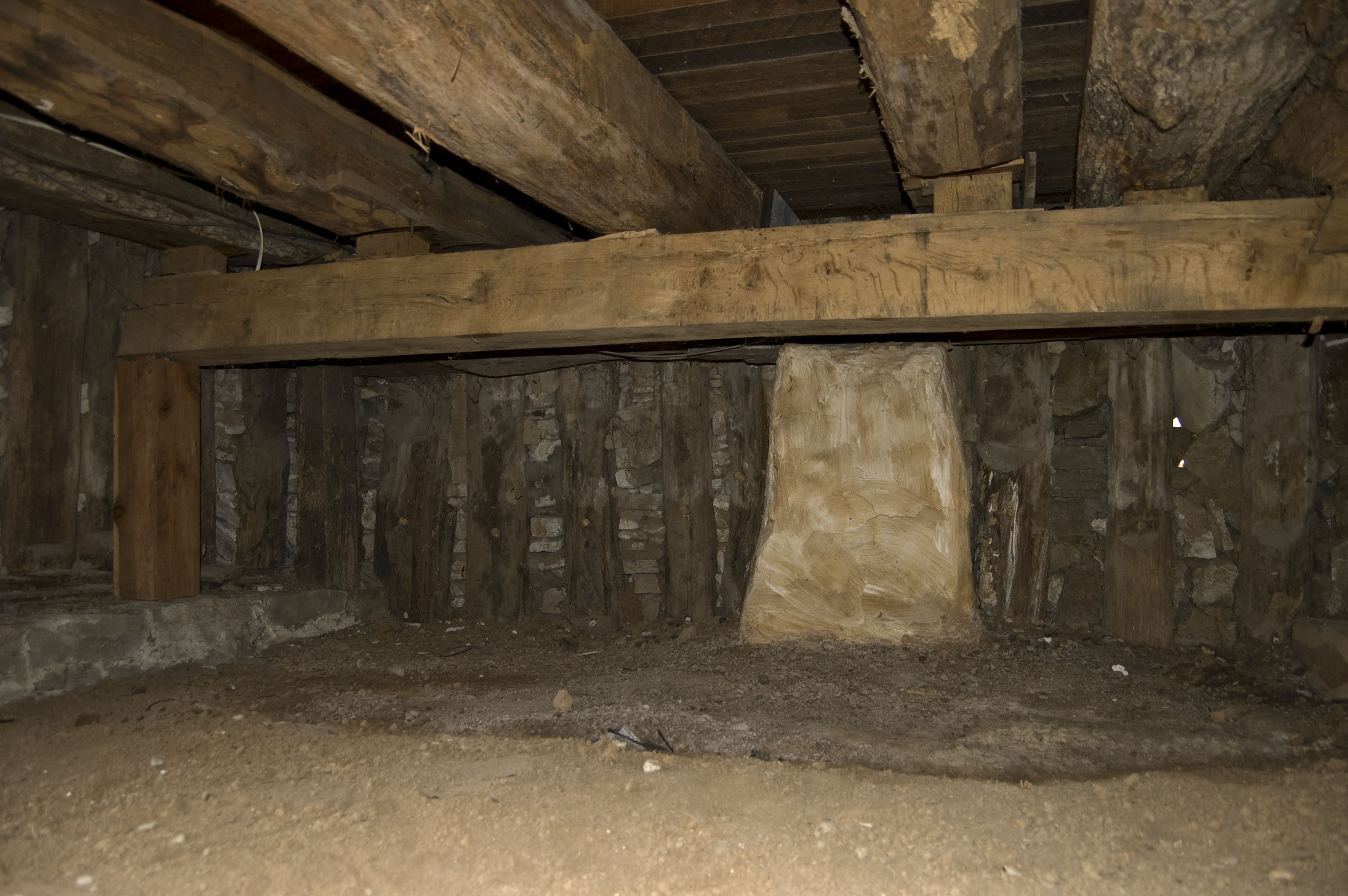
Cave de la maison Beauvais-Amoureux avec poteaux en terre.
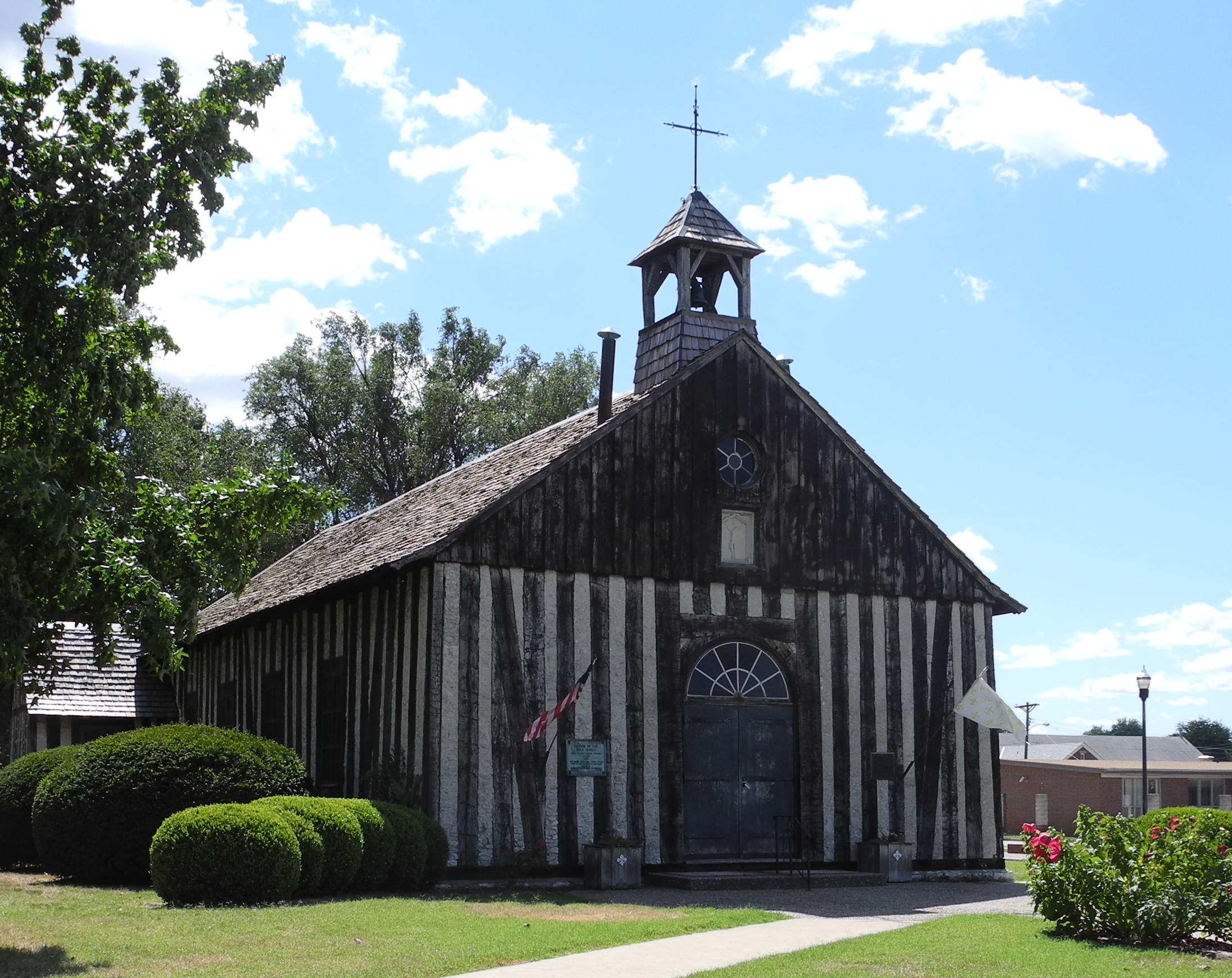
Église de la Sainte-Famille de Cahokia (1699), un des plus anciens témoignages d'architecture religieuse et illustration de la technique de poteau sur sole.

### Architecture religieuse franco-canadienne des États-Unis

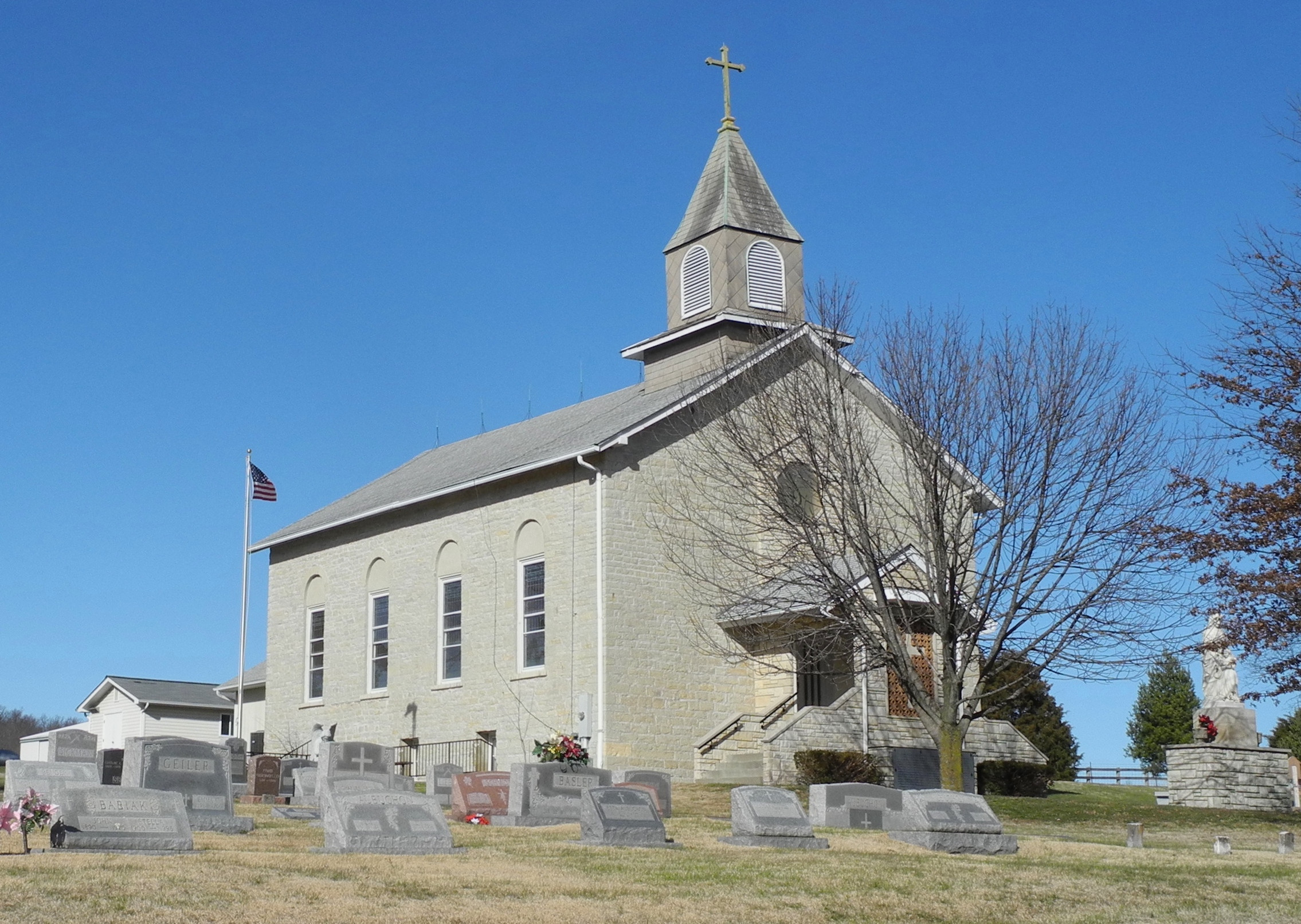
Église St. Anne, French Village (Missouri).
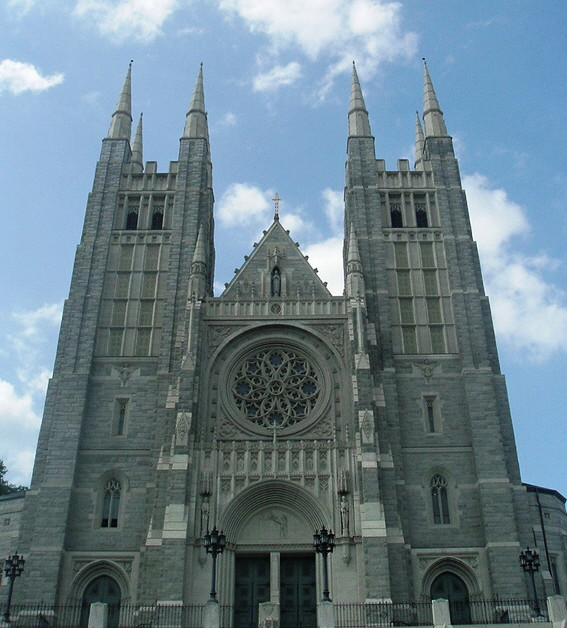
Basilique Saint-Pierre-et-Saint-Paul, Lewiston (Maine).
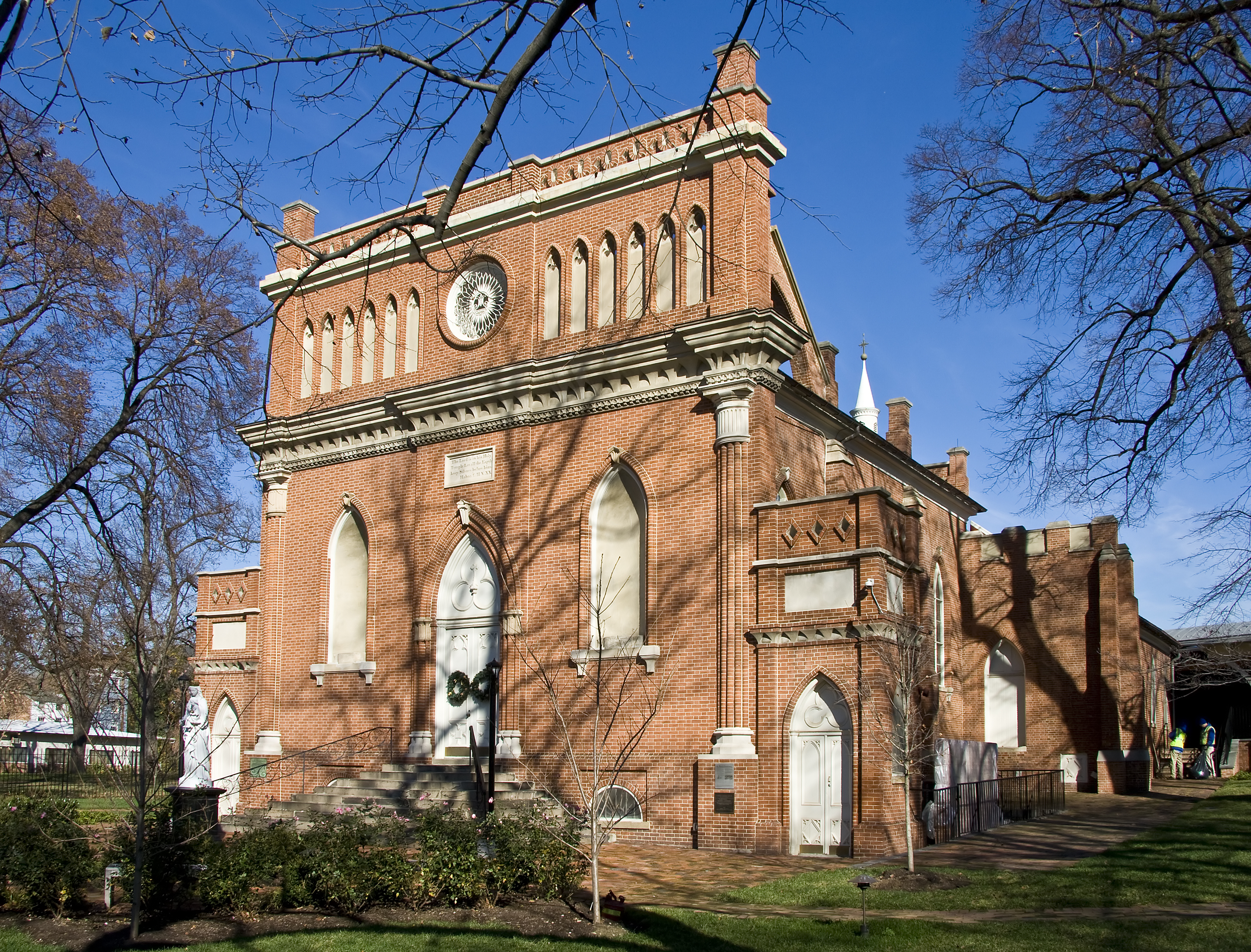
Chapelle du Séminaire Sainte-Marie, Baltimore (Maryland).
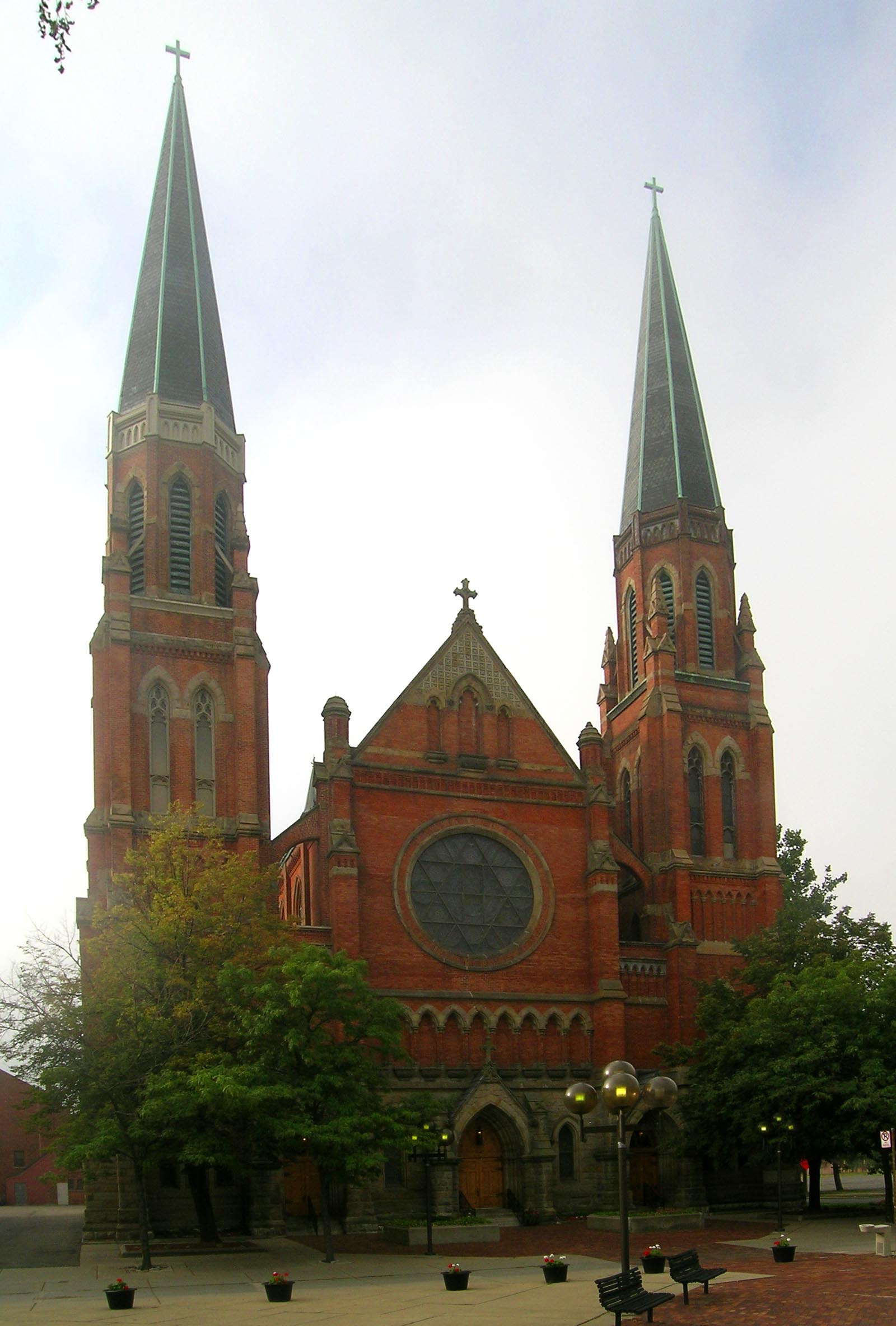
Église Sainte-Anne, Détroit (Michigan).
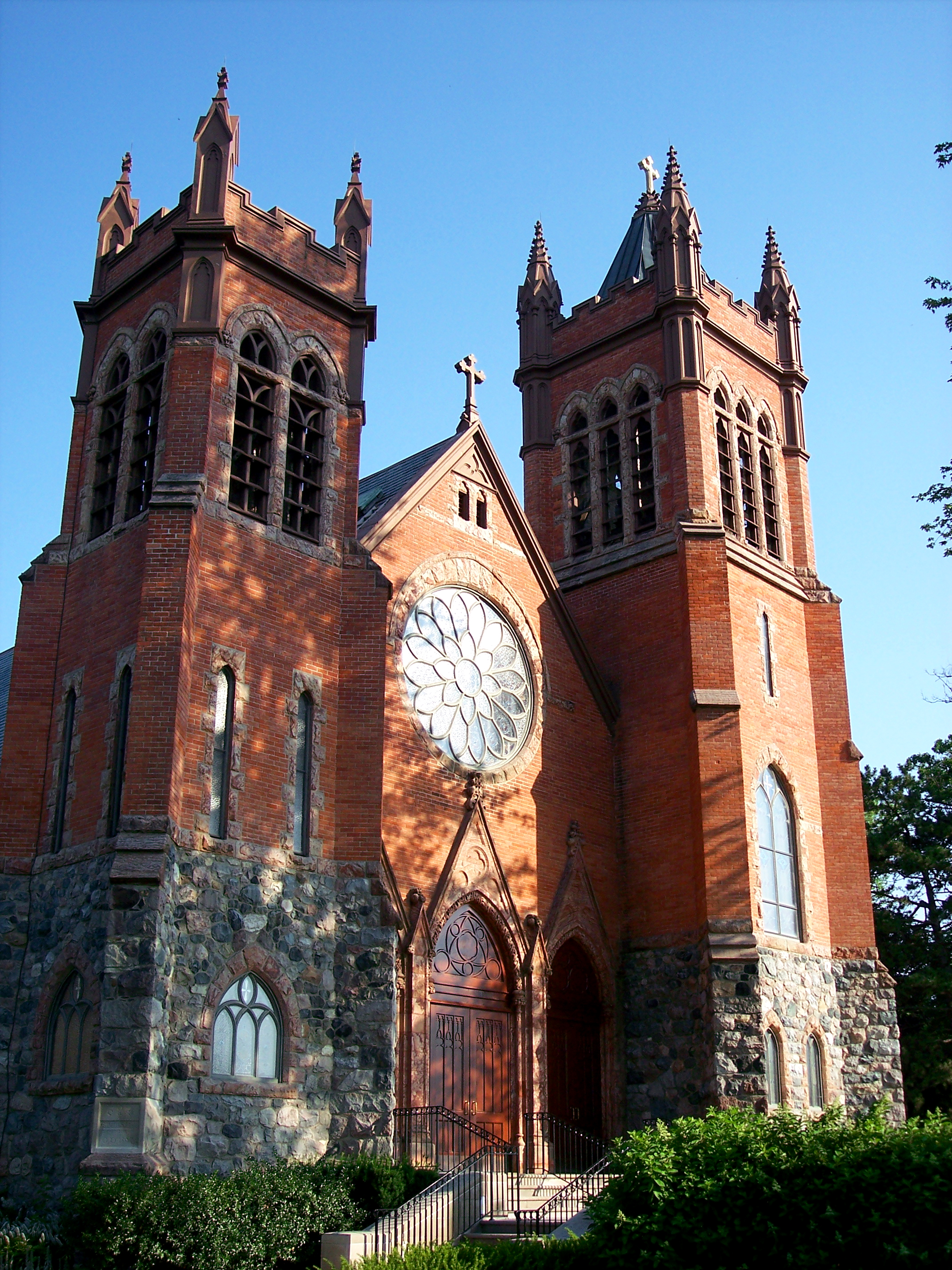
Église Saint Paul, Grosse Pointe (Michigan).
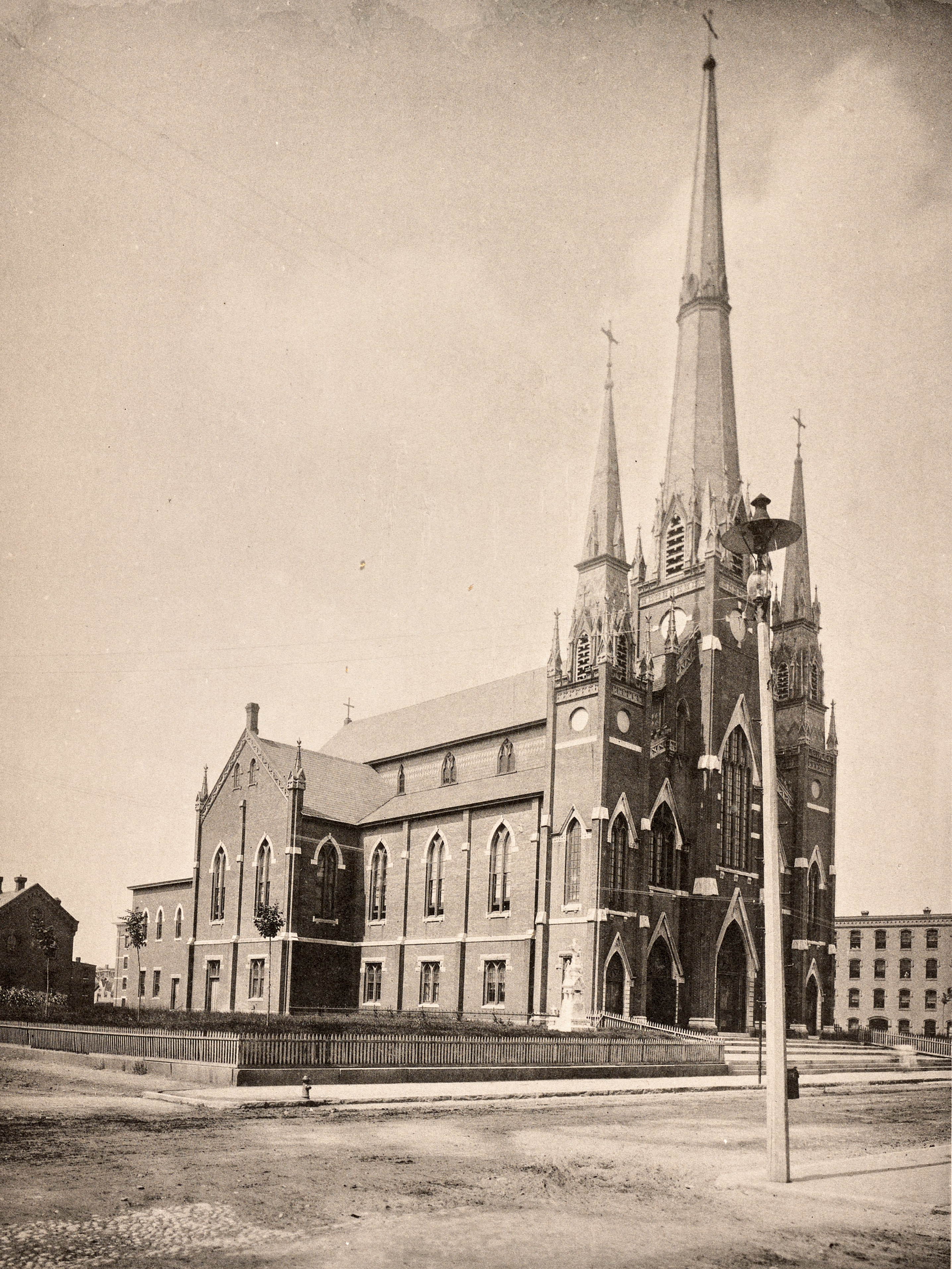
Église du Precieux Sang, Holyoke (Massachusetts) - démolie.
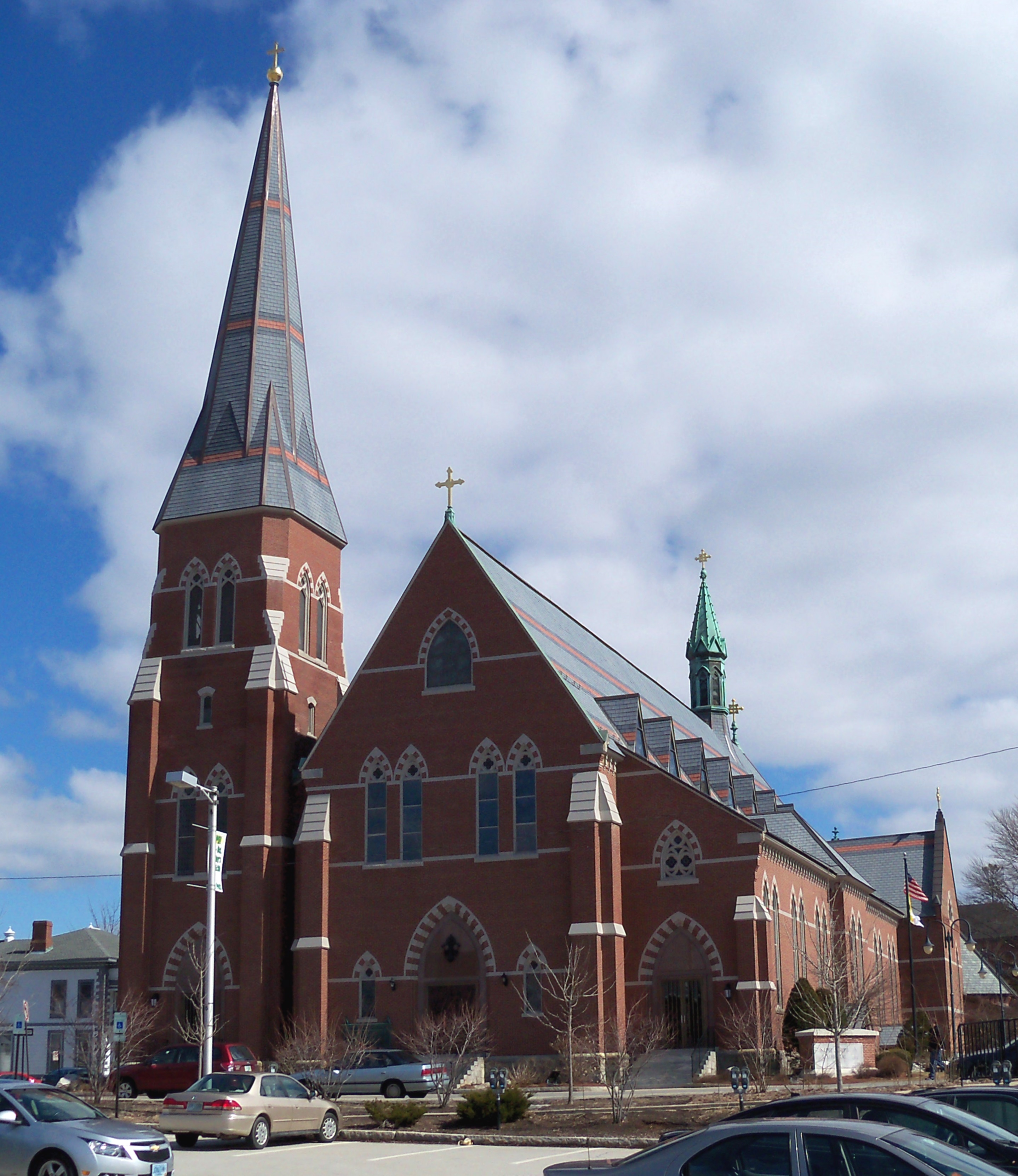
Cathédrale St. Joseph, Manchester (New Hampshire).
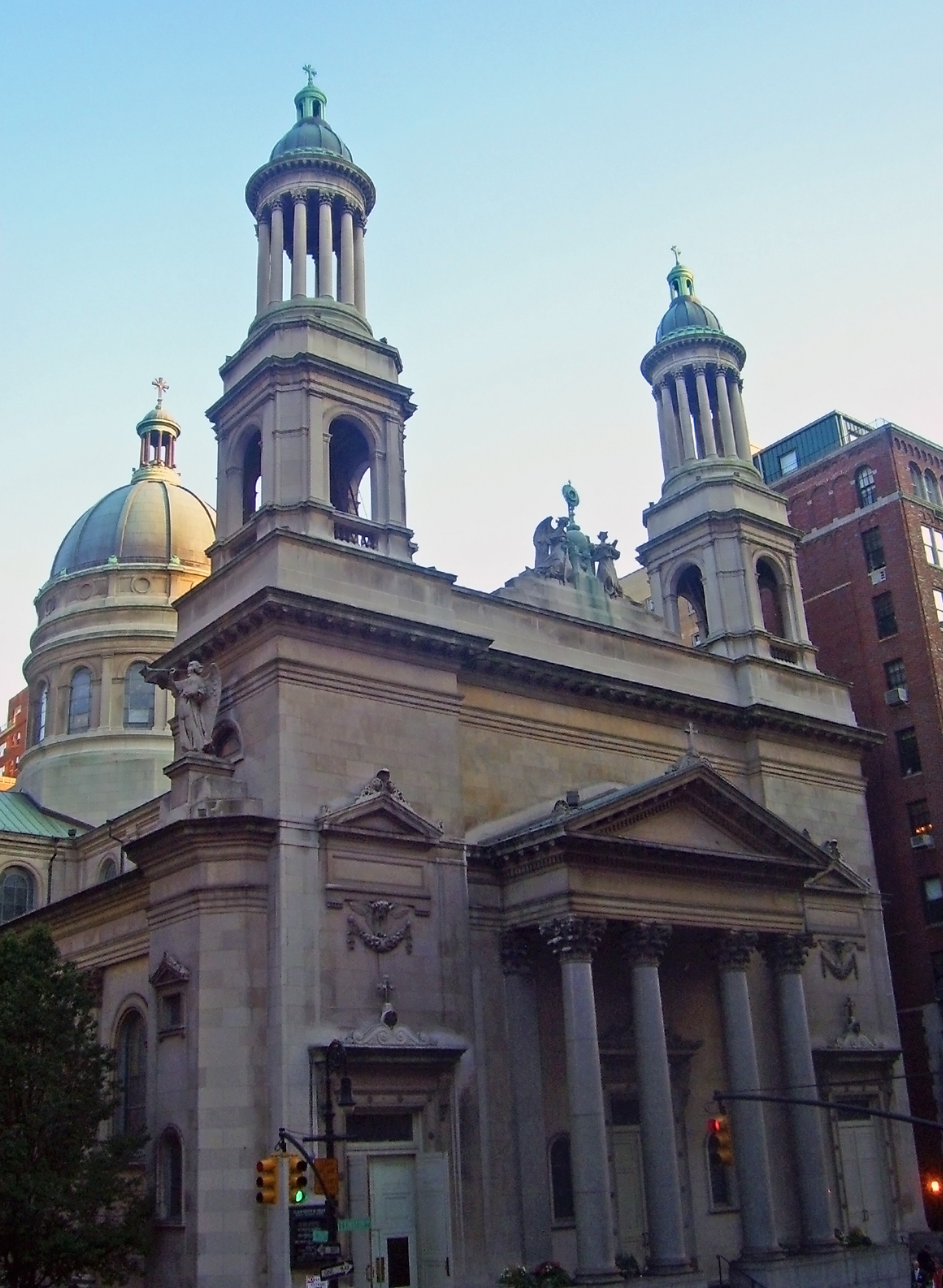
Église St Jean Baptiste, New York City (État de New York).
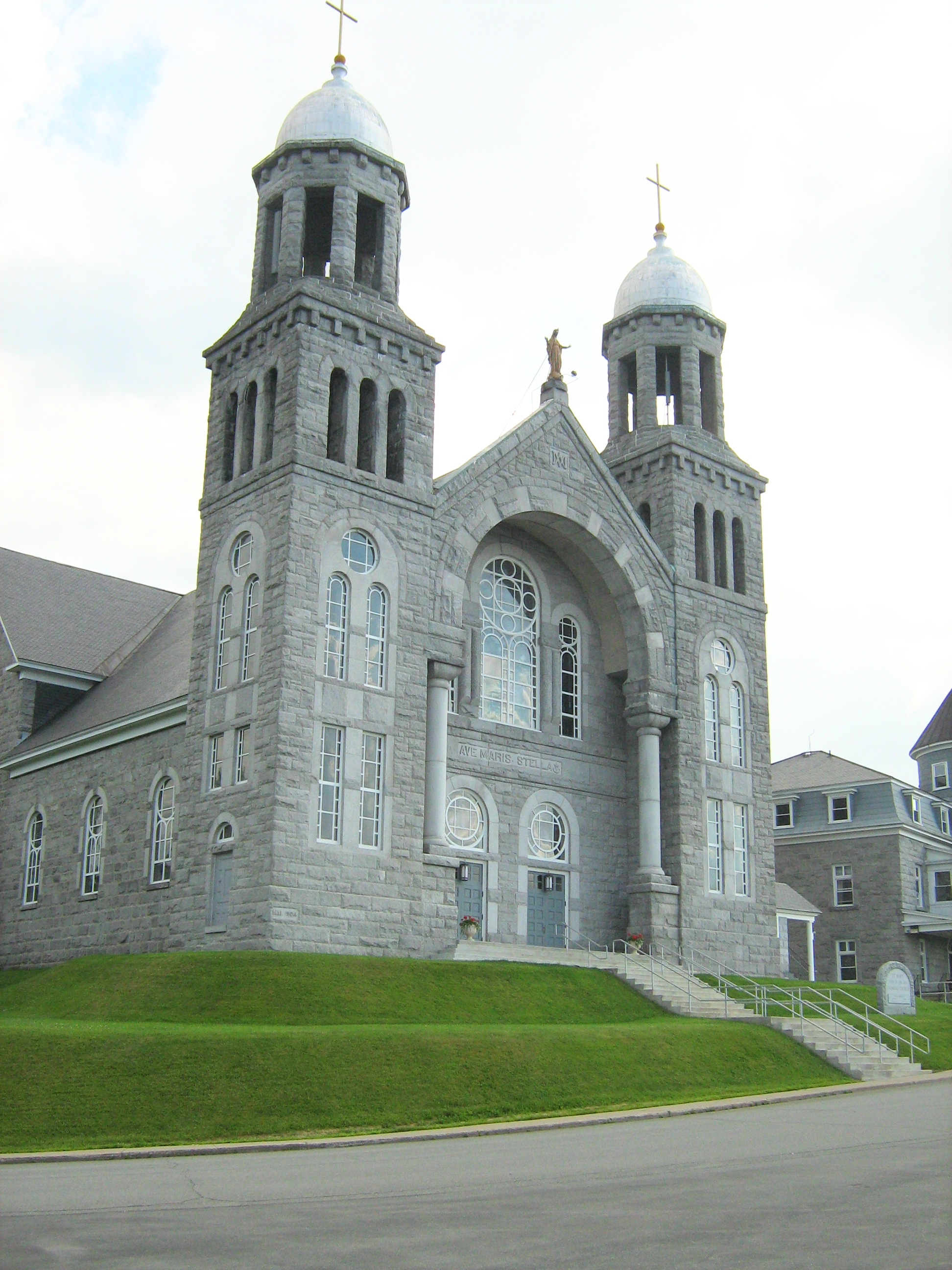
Église Ste. Marie Étoile de la Mer, Newport (Vermont).
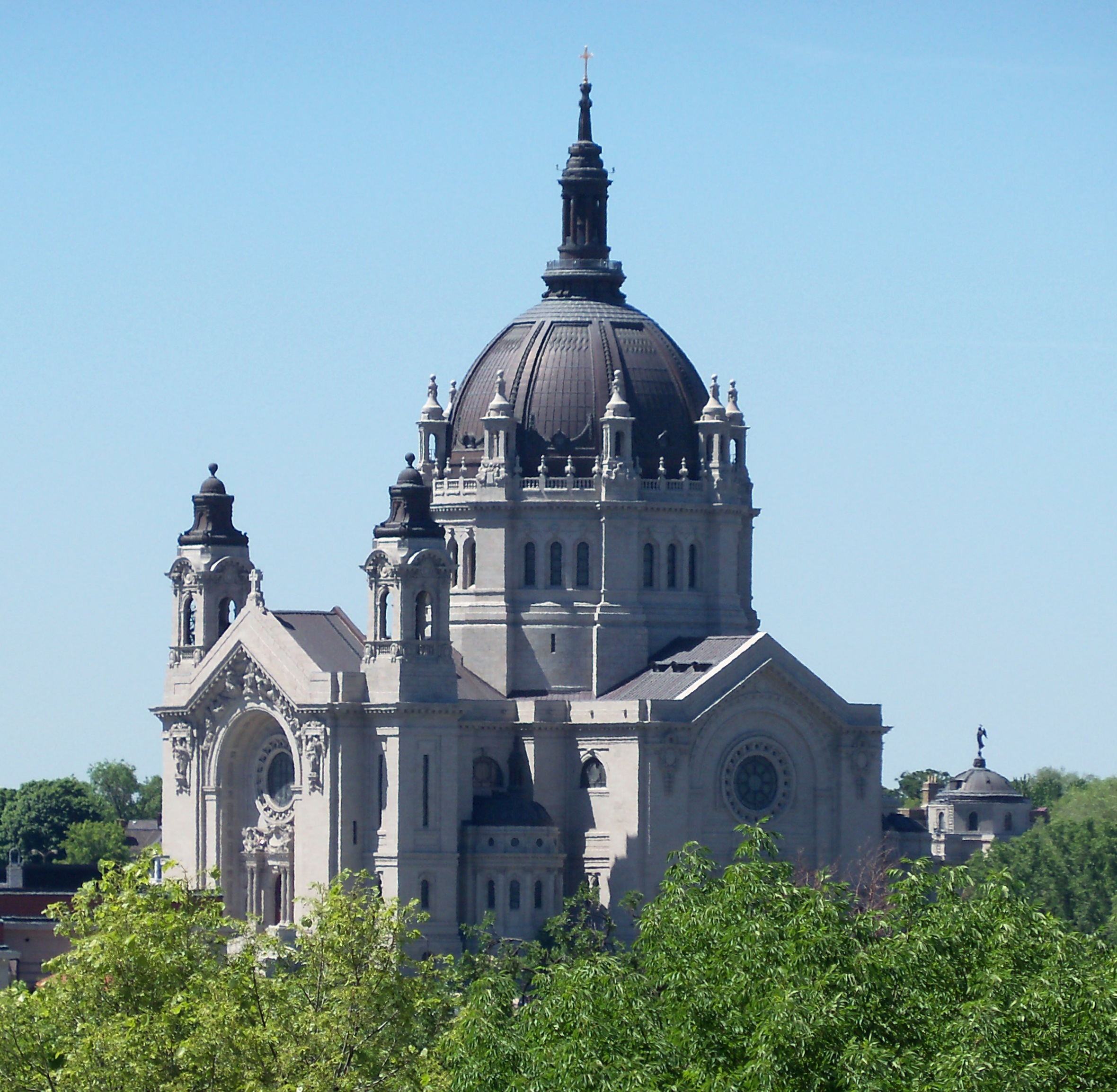
Cathédrale Saint-Paul, Saint Paul (Minnesota).
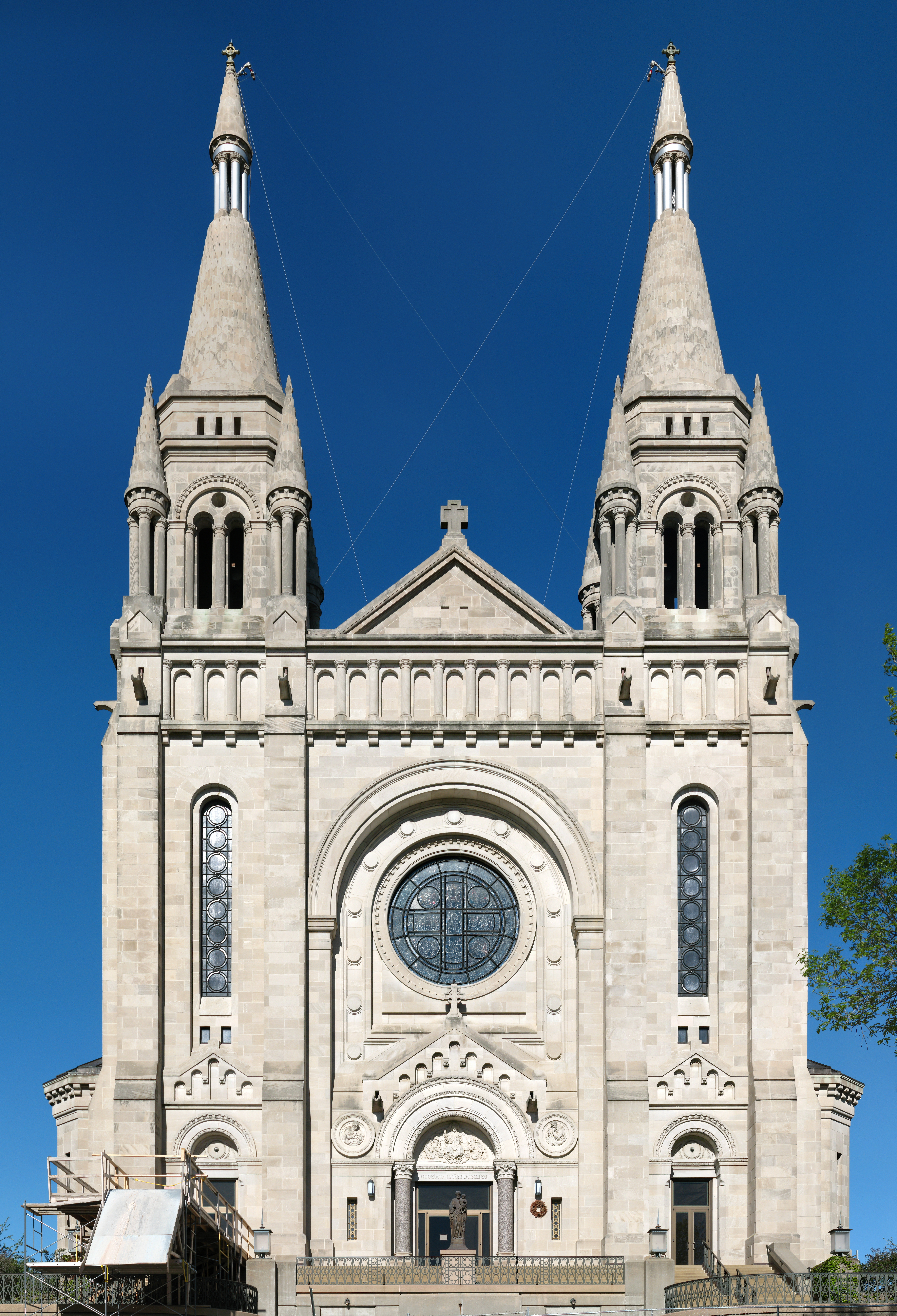
Façade de la cathédrale Saint-Joseph, Sioux Falls (South Dakota).

## Culture des Franco-Américains

Le sceau du Minnesota porte une légende en français : « L'étoile du nord ».

La colonisation française en Louisiane a laissé un patrimoine culturel qui est remis en valeur depuis quelques décennies. L'héritage de la langue française et du français louisianais est celui qui tend à s'effacer le plus actuellement : c'est pourquoi le Conseil pour le développement du français en Louisiane (CODOFIL), créé dans les années 1960, continue à enseigner une version de français entre le dialecte ancien louisianais et le français « parisien » ou métropolitain. Aujourd'hui, les régions cadiennes de la Louisiane forment souvent des associations avec les Acadiens du Canada qui envoient des professeurs de français pour réapprendre la langue dans les écoles. En 2003, 7 % des Louisianais sont francophones, même s'ils parlent également l'anglais. On estime à 25 % la part de ceux qui ont une ascendance française. Ils portent des patronymes d'origine française (Boucher, Cordier, Dion, Menard, Pineaux, Roubideaux, etc.). De nombreuses villes ou villages ont des noms évocateurs : Saint-Louis, Détroit, Baton Rouge, La Nouvelle-Orléans, etc. Le drapeau et le sceau de l'État du Minnesota portent une légende en français.
Enfin la Nation amérindienne des Houmas revendique l'héritage francophone qu'elle a conservé jusqu'à nos jours.

### Religion et croyances

#### Culte catholique
La présence des Franco-Américains explique en partie l'expansion du catholicisme dans plusieurs régions des États-Unis. Ils ont contribué à la construction de plusieurs écoles, villages et paroisses dans les diocèses de Manchester, de Portland, de Hartford, de Providence, de La Crosse, de Marquette, de Fall River[Lequel ?], de Dubuque et de La Nouvelle-Orléans.
Il faut souligner l'isolement religieux vécu par les Franco-Américains lors de leur arrivée ; peu considérés par l'Église catholique canadienne (car estimés comme perdus), et exclus de par leur langue par les catholiques irlandais, les nouveaux émigrés durent se rassembler et créer de nouvelles communautés par la construction de paroisses. Celles-ci se feront sous l'influence du modèle québécois. Ce dernier est irrémédiablement relié à la culture des Franco-Canadiens qui est avant tout basée sur le concept de la famille. La famille, qui régit la vie sociale, culturelle et religieuse, est donc synonyme d'identité. L'implantation de leurs propres églises permit donc aux Franco-Américains d'origine canadienne d'affirmer leur identité à travers leur religion.
Marie Rose Ferron (en) est connue comme une mystique catholique ; elle est née au Québec mais vécut à Woonsocket, au Rhode Island. Entre 1925 et 1936, elle est une populaire « victim soul » qui souffre pour racheter les péchés de sa communauté. Le père Onésime Boyer perpétue son culte.

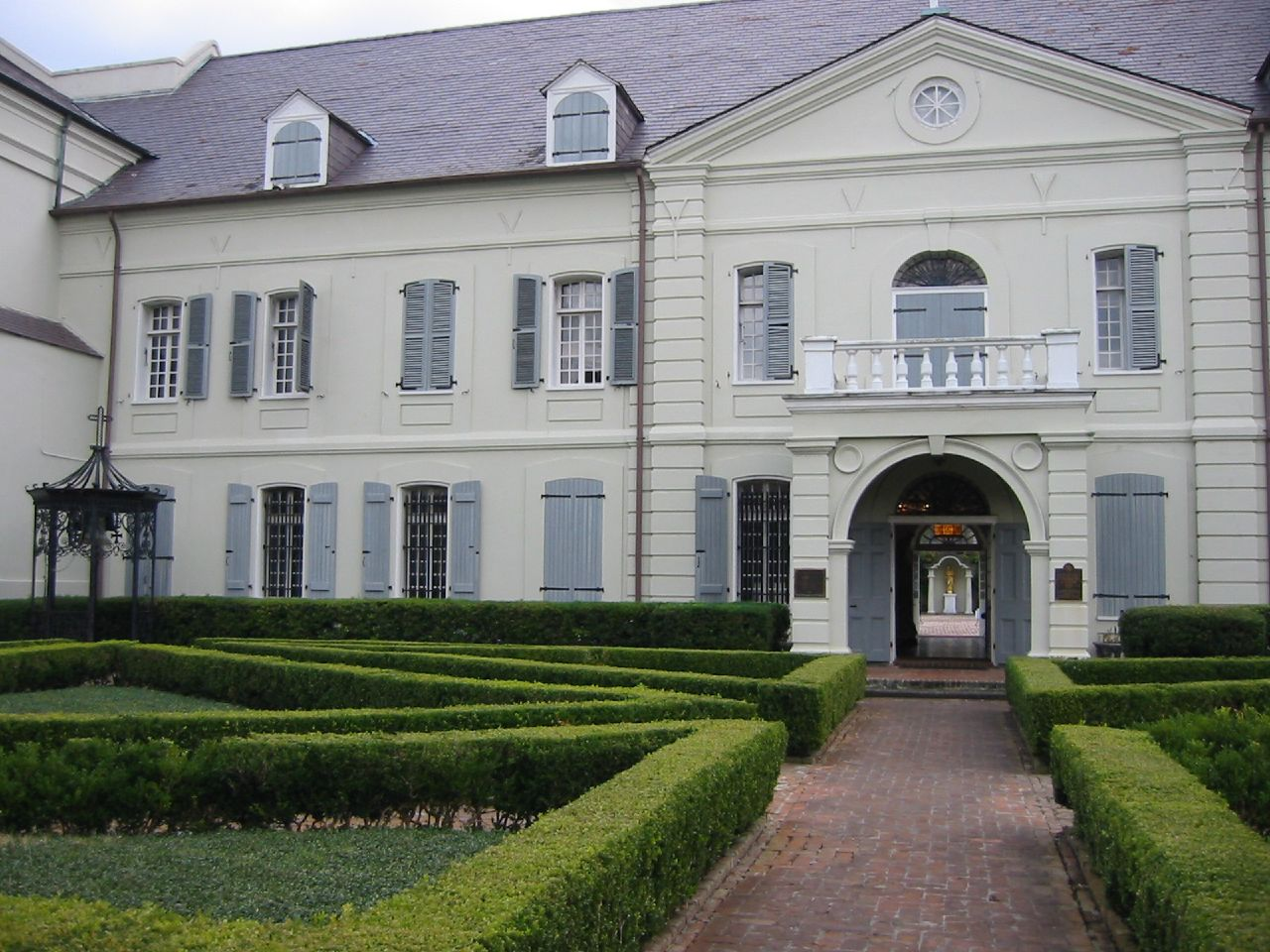
Couvent des Ursulines à La Nouvelle-Orléans (Louisiane), 1752.
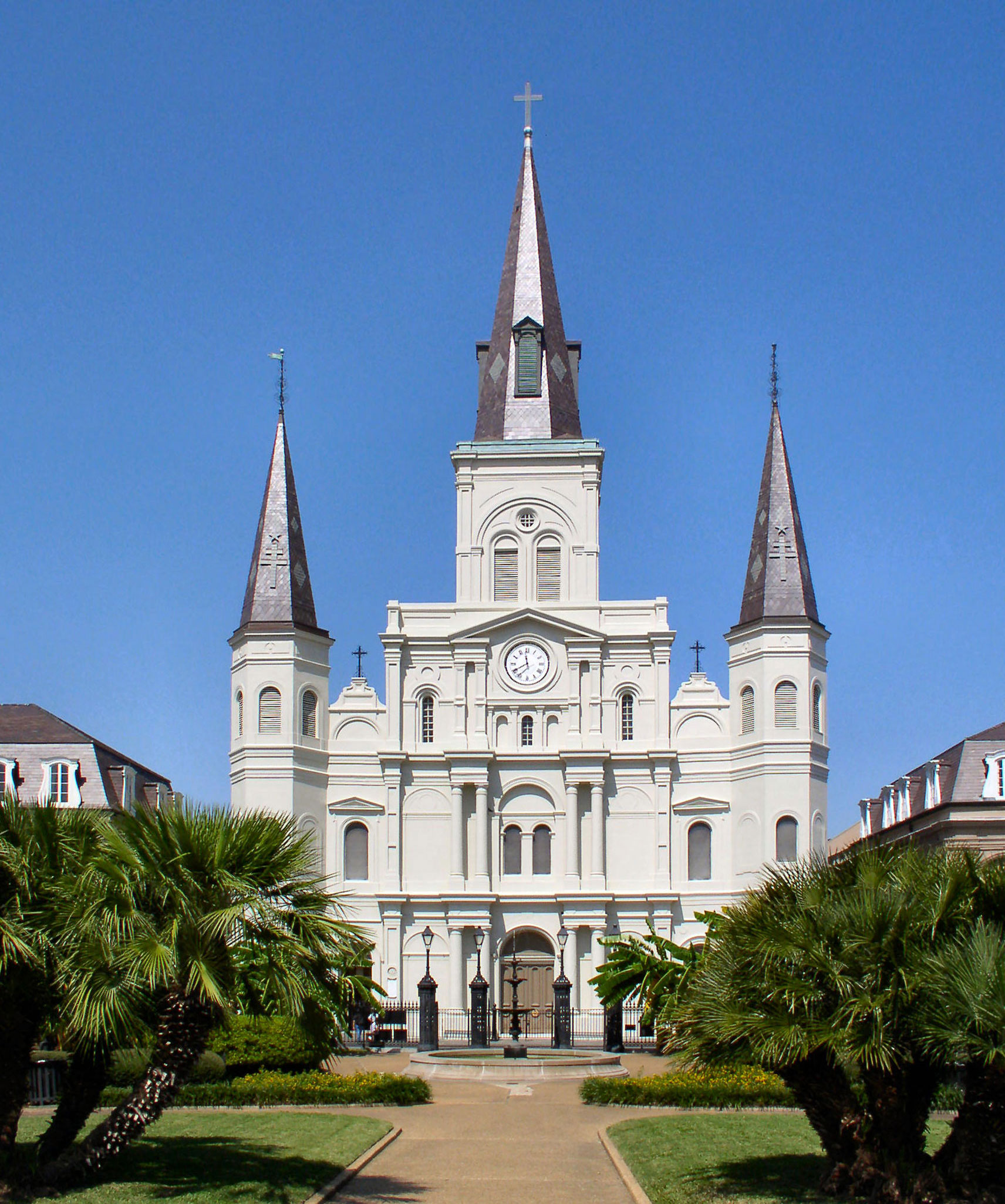
La cathédrale Saint-Louis de La Nouvelle-Orléans (Louisiane).
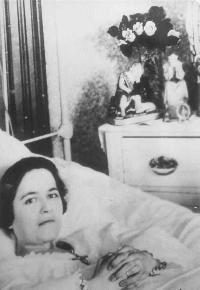
Marie Rose Ferron.

#### Culte protestant des huguenots

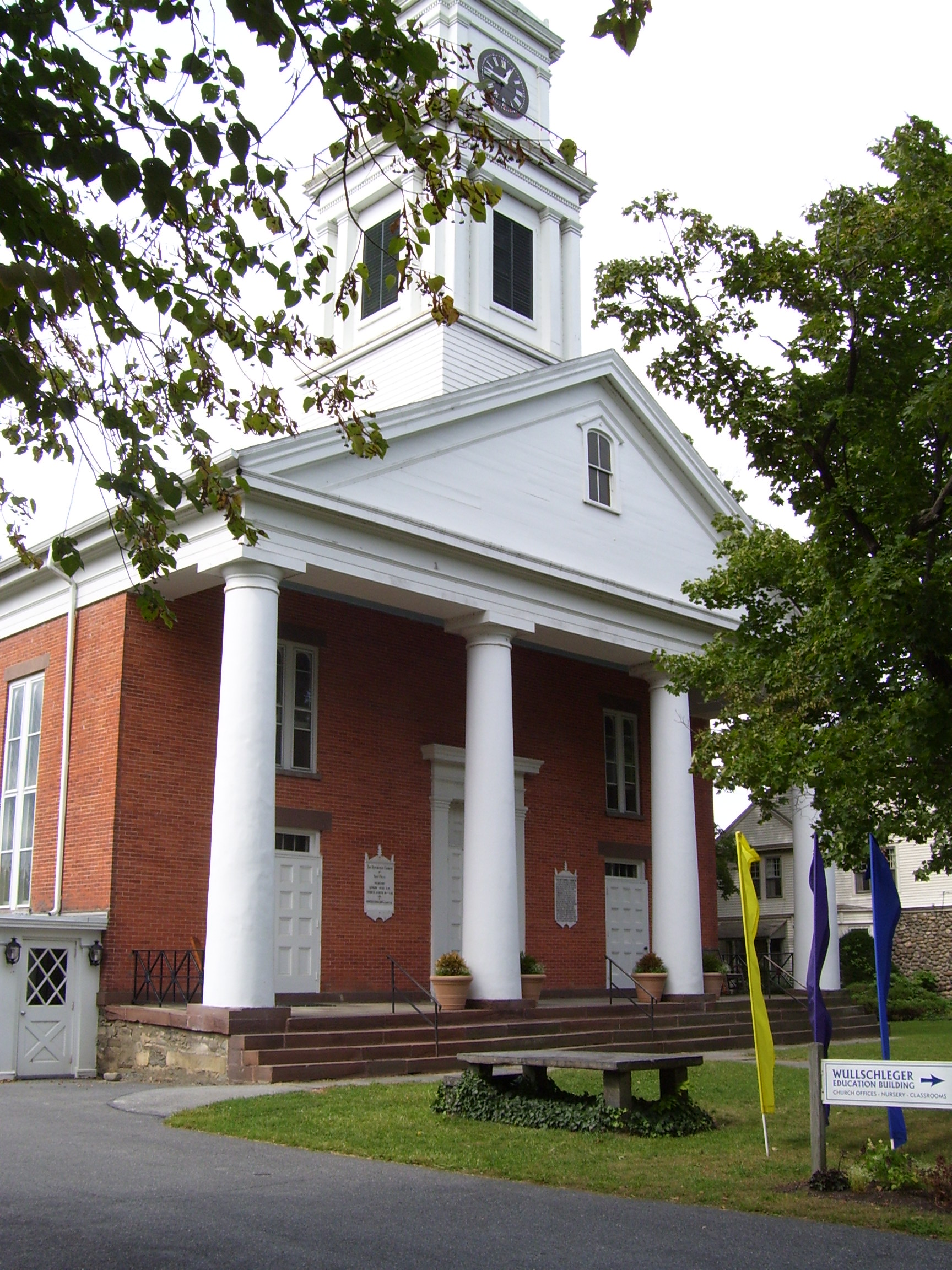
Église réformée (1839) de New Paltz.

Le culte réformé est toujours célébré aujourd'hui dans le quartier français (Charleston) où se trouve l'Église huguenote de Charleston, la plus ancienne en activité. À New Paltz, une congrégation réformée s'est organisée dès 1878 et possède aujourd'hui son centre dans la rue des Huguenots.

#### Le Vaudou de la Louisiane
Le vaudou de la Louisiane, connu aussi comme le « vaudou de Nouvelle-Orléans », décrit un ensemble de pratiques religieuses qui proviennent des traditions de la diaspora africaine amenée des Antilles et d'Haïti par les Français. Il s'agit d'une forme de religion syncrétiste influencée par les populations francophones et catholiques. Proche du vaudou haïtien, il diffère par l'accent mis sur l'utilisation de grigris par les reines vaudous, l'utilisation d'un attirail occulte hoodoo et la croyance au Li Grand Zombi (la déité serpent).
Durant le XIXe siècle, les reines Vaudou deviennent les figures centrales des pratiques vaudoues, elles président les cérémonies et les danses rituelles. Elles tirent un revenu en administrant des charmes, des amulettes et des poudres magiques de guérison ou de malédiction. La plus célèbre des reines fut Marie Laveau qui devint la reine vaudou de La Nouvelle-Orléans dans les années 1830. À la fois fervente catholique, oracle, guérisseuse et exorciste, elle exerçait son art dans sa maison de campagne à St. Ann Street dans le Quartier français, et sa tombe est aujourd'hui lieu de pèlerinage.

Marie Laveau.
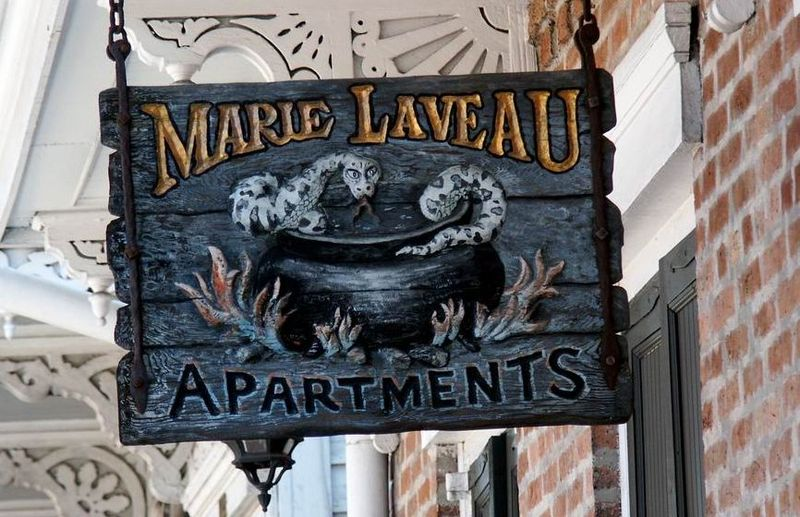
La maison de Marie Laveau à La Nouvelle-Orléans (Louisiane).
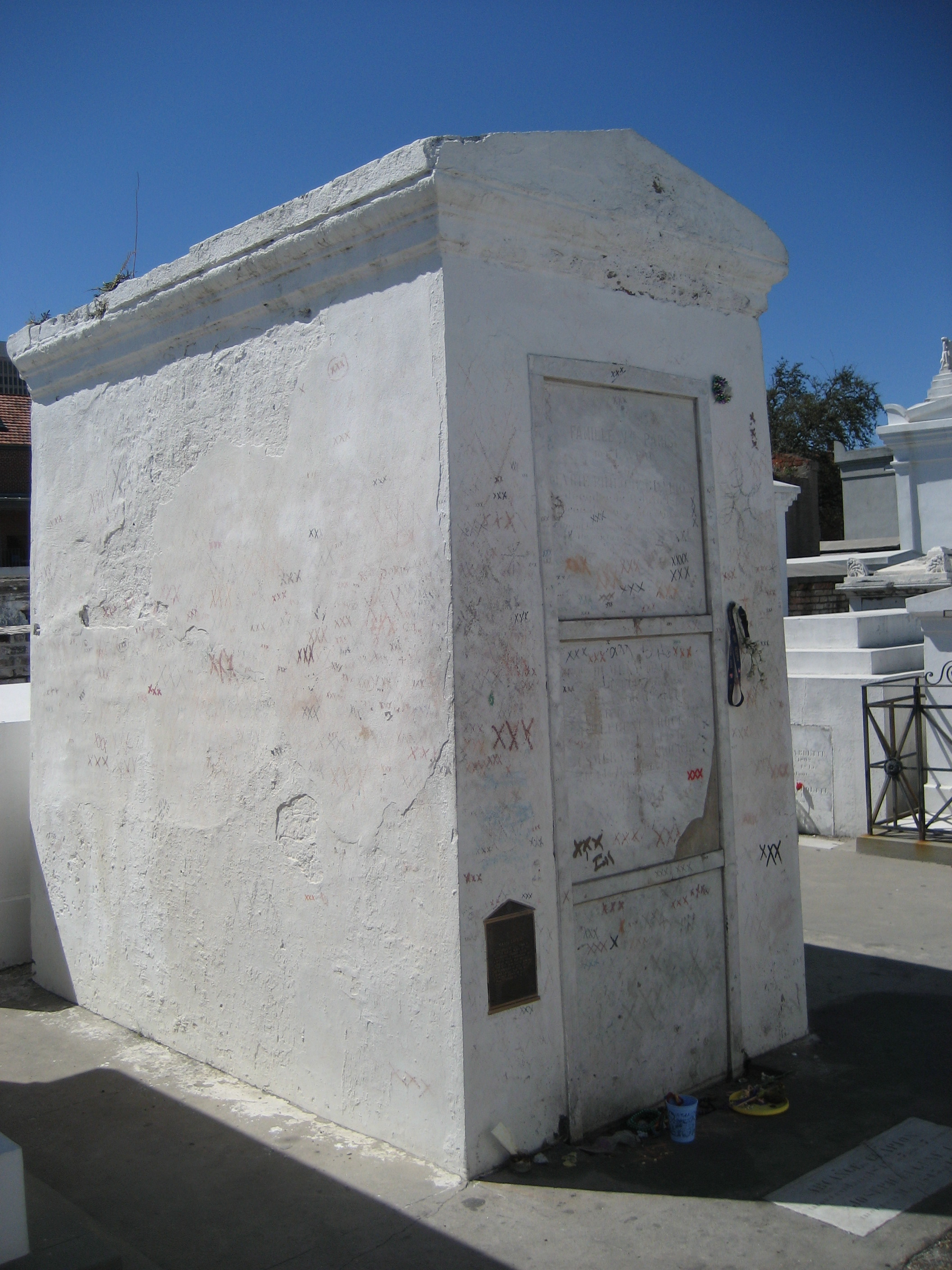
Tombe de Marie Laveau au cimetière Saint-Louis de La Nouvelle-Orléans (Louisiane).

#### Les traiteurs
Le terme traiteur (parfois orthographié treateur) désigne chez les Cadiens un homme ou une femme (une traiteuse) qui exerce une fonction de guérisseur traditionnel en particulier axé sur la cicatrisation d'une blessure. Les pratiques de curation mêlent prières catholiques et plantes médicinales. En Louisiane du Sud, la médecine conventionnelle et les traiteurs coexistent en harmonie et le traiteurisme est assez répandu. À titre d'exemple, quand un traiteur tombe malade, il va chez le docteur, en complétant le traitement de bougies cérémoniales qui durent une semaine (fortement commercialisé), des Neuvaines catholiques (un rite catholique impliquant neuf jours ou semaines de récitation d'une série de prières), des herbes traditionnelles et peut-être une visite par un autre traiteur. Certains utiliseront des remèdes d'herbes si on les connaît, aussi utilisés dans certains types de magie vaudou et blanche, bien que ce soit une pratique jugée par certains catholiques comme païenne. Il s'agit donc d'un système mêlant syncrétisme religieux et médical mais également linguistique, on emploiera par exemple indifféremment le terme cadien mal-angles pour désigner le zona et son référent scientifique, Herpes simplex.

### Fêtes et traditions
Les fêtes et commémorations historiques rappellent la présence française de l'époque moderne : en 1999, La Nouvelle-Orléans a célébré l'anniversaire de sa fondation ; en 2001, ce fut le tour de Détroit. En 2003, de nombreuses expositions ainsi qu'un colloque ont retracé l'histoire de la vente de la Louisiane à l'occasion du bicentenaire.

#### Jour des Franco-Américains
En 2008, l'État du Connecticut a proclamé le 24 juin Jour Franco-Américain, reconnaissant les Français canadiens pour leur culture et influence. Les États du Maine, du New Hampshire, et du Vermont, organisent également des festivals francophones pour cette journée.

#### Festivals acadiens et créoles de Lafayette
Festivals Acadiens et Créoles est un festival de deux jours célébrant la musique, l'artisanat et la cuisine de la Louisiane du Sud. Le festival a lieu tous les ans à Lafayette.

#### Festivités liées à la langue française en Louisiane
Liste non exhaustive
- Festival International de Louisiane, en avril à Lafayette[82] ;
- Festivals Acadiens et Créoles, en octobre à Lafayette[83] ;
- Congrès et compétitions de l'Association louisianaise des clubs français des écoles secondaires (ALCFES)[84] ;
- La table française, Dwyer's Café, Jefferson Street, à Lafayette ;
- La table française, Arnaudville ;
- La table française, La Madeleine, à Baton Rouge ;
- LSU Night of French Cinema : une nuit blanche à Baton Rouge, Center for French and Francophone Studies, Université d'État de Louisiane, Baton Rouge[85] ;
- Rendez-Vous des Cajuns, émission de radio télévisée tous les samedis soir en direct du Liberty Theater à Eunice[86].

#### Carnaval de La Nouvelle-Orléans
Introduit par les colons français, la première mention de célébration du Mardi gras remonte au 3 mars 1699 dans la paroisse de Plaquemine tandis que Pierre Le Moyne d'Iberville et Jean-Baptiste Le Moyne de Bienville en font également mention au siècle suivant. Aujourd'hui, la tradition se perpétue tout en se nourrissant de nouvelles influences (espagnole, noire, notamment avec le jazz, et anglo-saxonne). La fleur de lys, la chanson Laissez les bons temps rouler !, et l'usage des flambeaux marquent quant à eux l'héritage français de cette tradition festive, devenue l'une des plus importantes des États-Unis.

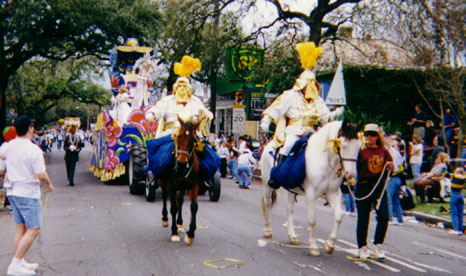
Parade en 1994
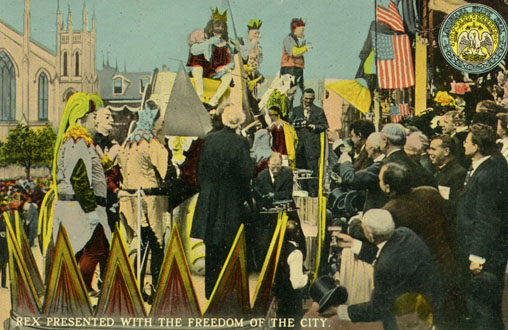
Roi de Mardi gras, début du XXe siècle.
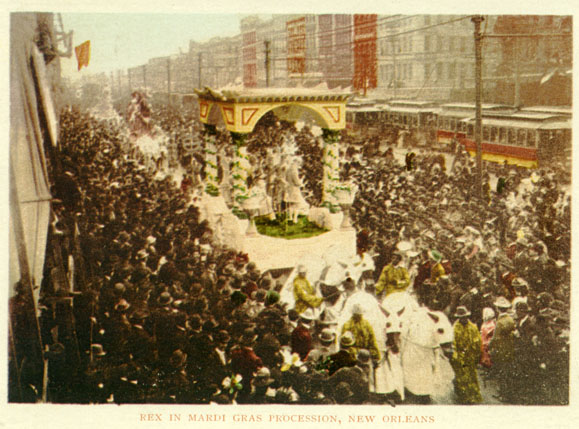
Roi de Mardi gras, début du XXe siècle.
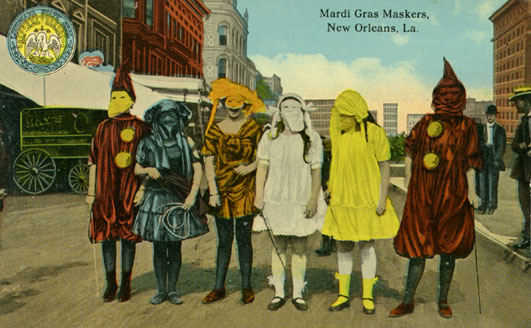
Mascarade de Mardi gras, vers 1915.

#### Mardi gras à Mobile
Avec la construction du Fort Louis de la Louisiane en 1702, les colons français célèbrent un an plus tard le Mardi gras suivant la tradition catholique sur le site actuel de Mobile. On y célébrait alors la tradition du bœuf gras et des bals masqués avec le Masque de la Mobile. Des sociétés festives (« mystic society » en anglais) sont fondées dès les débuts du carnaval avec la Société Saint-Louis, lancée par Nicolas Langlois, renommée en 1711 « Société du bœuf gras » et qui se perpétuera jusqu'en 1861. Ces sociétés sont aujourd'hui une des caractéristiques du carnaval.

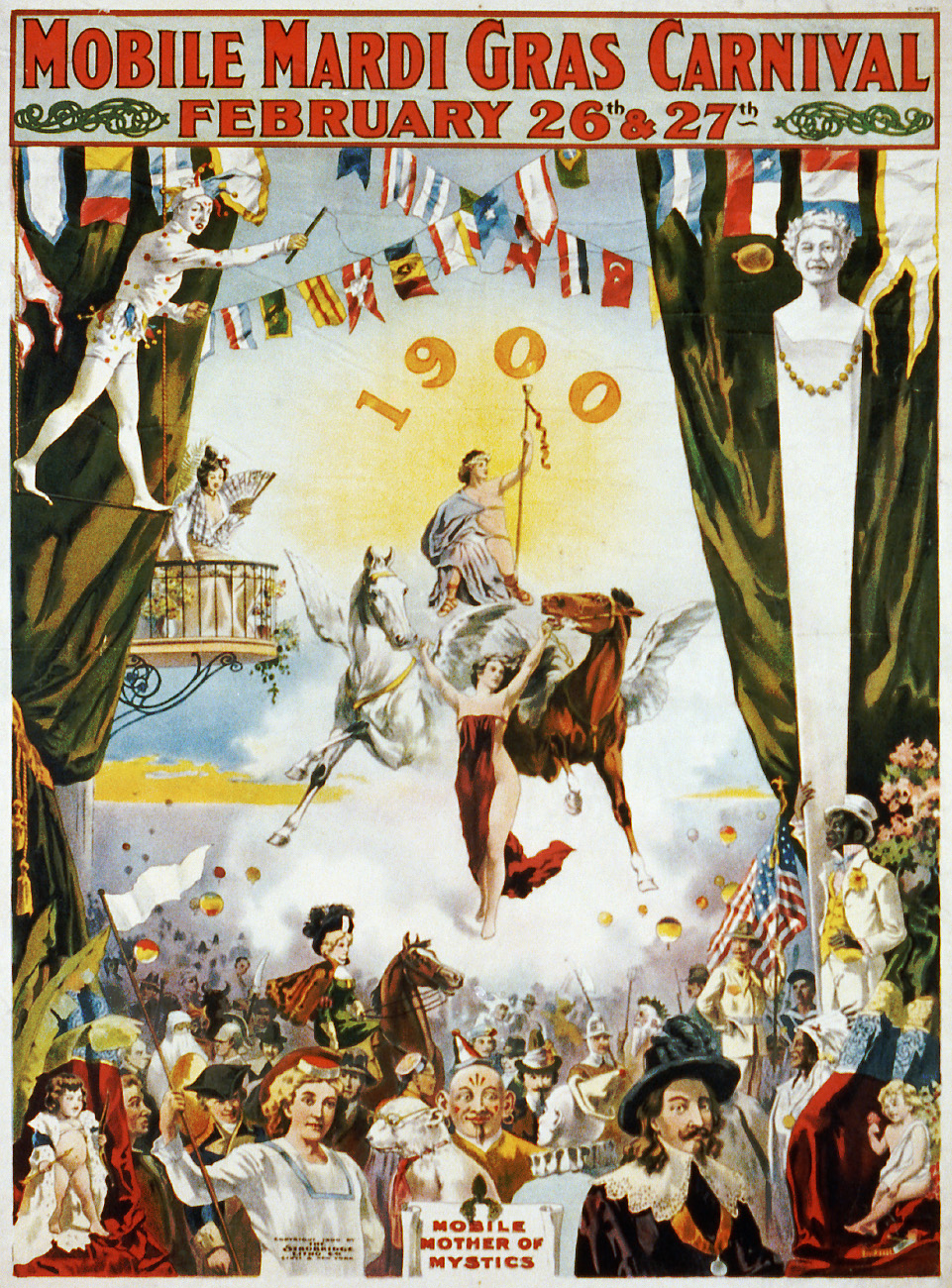
Affiche de Mardi gras de 1900.
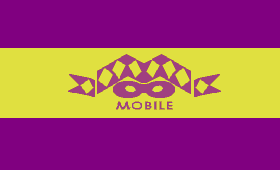
Drapeau du Mardi gras de Mobile (Alabama).
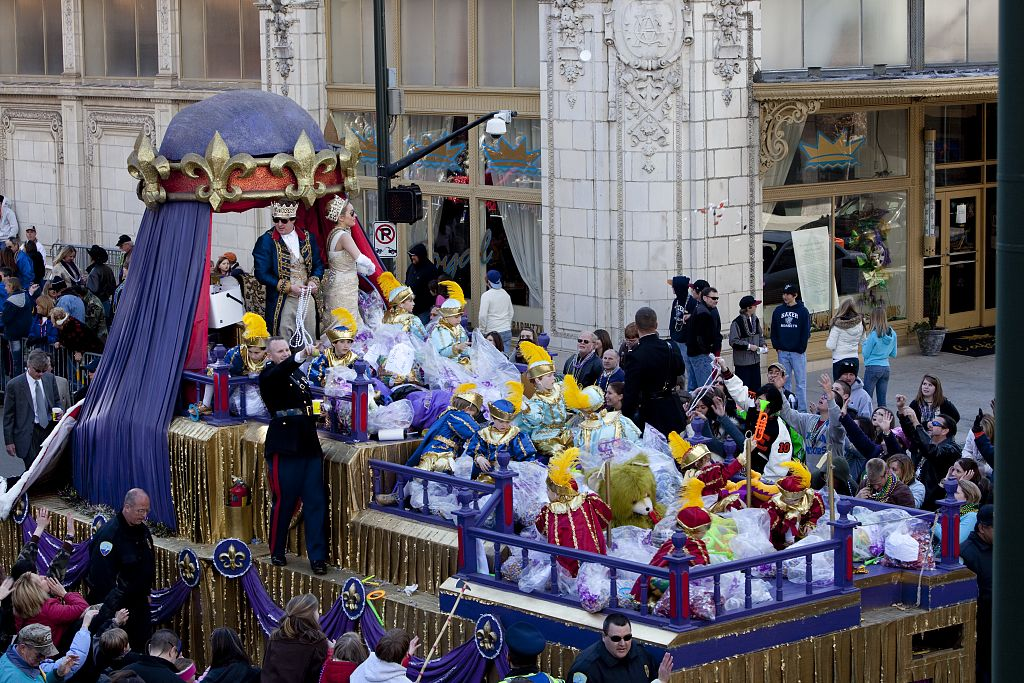
Le roi Félix et sa reine du Mardi gras.

#### Les carnavals du Mardi gras dans le reste du pays
Les premiers carnavals remontent à l'établissement des colons français le long du Mississippi qui maintiennent naturellement leur pratiques catholiques (rituelles et festives). Le Mardi gras est d'abord célébré en 1699 puis se développe dans les zones de colonisations importantes en particulier dans les trois capitales successives de la Louisiane : Mobile (1702), Biloxi (1720) et La Nouvelle-Orléans (1723). Cette tradition se maintient aujourd'hui dans la plupart des villes issues de la colonisation française.
En Alabama :
- Mobile
- Demopolis (fondée par des Français de Saint-Domingue)

En Louisiane :
- La Nouvelle-Orléans
- Alexandria
- Baton Rouge
- Houma
- Lake Charles
- Lafayette
- New Roads
- Shreveport

et bien d'autres (Bogalusa, Chalmette, Columbia, Covington, Gretna, Kaplan, La Place, Mandeville, Minden, Monroe, Natchitoches, Slidell, Springhill, et Thibodaux)
Dans le Michigan à Détroit, au Mississippi (Biloxi, Vicksburg), à Saint-Louis dans le Missouri ainsi que dans le Wisconsin (La Crosse).
Cette tradition s'est développée postérieurement à la colonisation française (en particulier dans la seconde moitié du XIXe siècle) bien qu'elle corresponde aux zones de traditions catholiques importées de France. Si le terme français « Mardi gras » s'est conservé dans la langue anglaise pour désigner ce type de carnaval, la célébration a aujourd'hui perdu son côté traditionnel et s'est « créolisée » avec l'interaction d'influences latino-espagnoles, noire-américaines, caribéennes (comme la désignation du roi Toussaint Louverture et de la reine Suzanne Simonet de tradition haïtienne à Lafayette), anglo-saxonnes et internationales (parades, samba…). Toutefois on retrouve encore l'usage des bals masqués et des tableaux vivants, qui remontent aux XVIIIe siècle français ainsi que l'emblème de la Fleur de Lys.
D'autres Mardis gras sont célébrés dans des zones historiquement non francophones comme en Californie (San Francisco, San Diego, San Luis Obispo), au Texas (Galveston, Port Arthur, Dallas), en Floride (Pensacola, Hollywood, Orlando) et à Philadelphie.

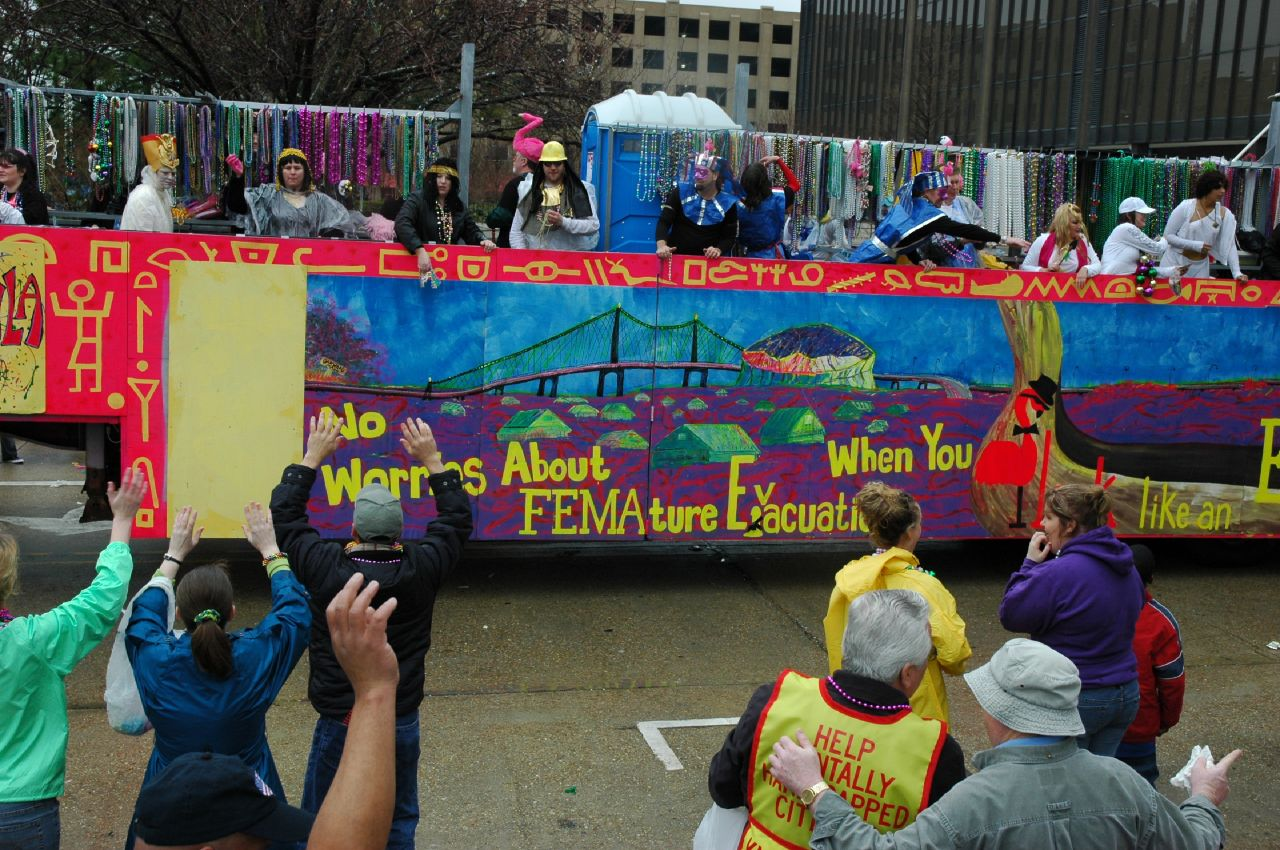
Mardi gras à Baton Rouge (Louisiane), en 2006.
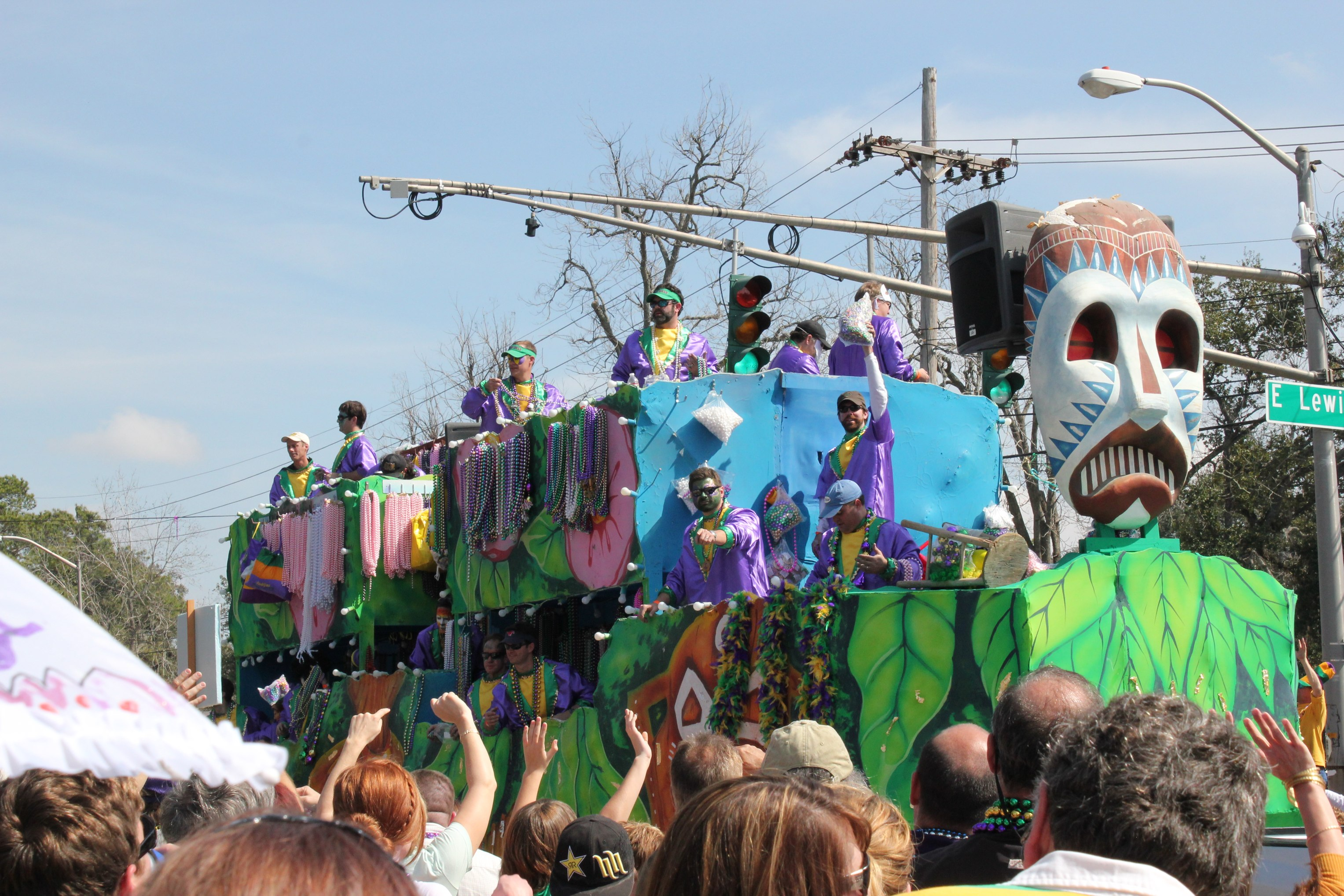
Mardi gras à Lafayette (Louisiane).
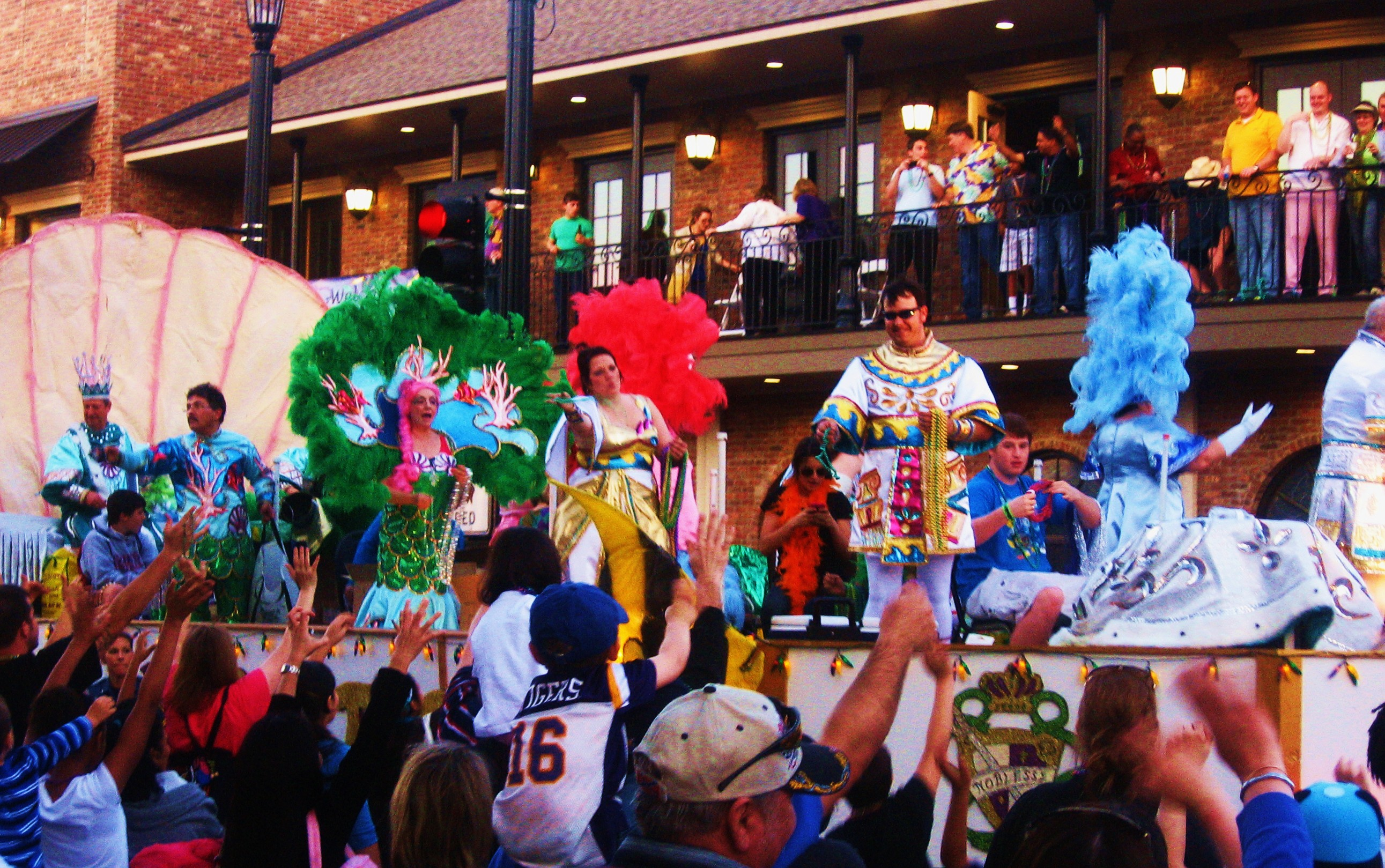
Mardi gras à Lake Charles (Louisiane).
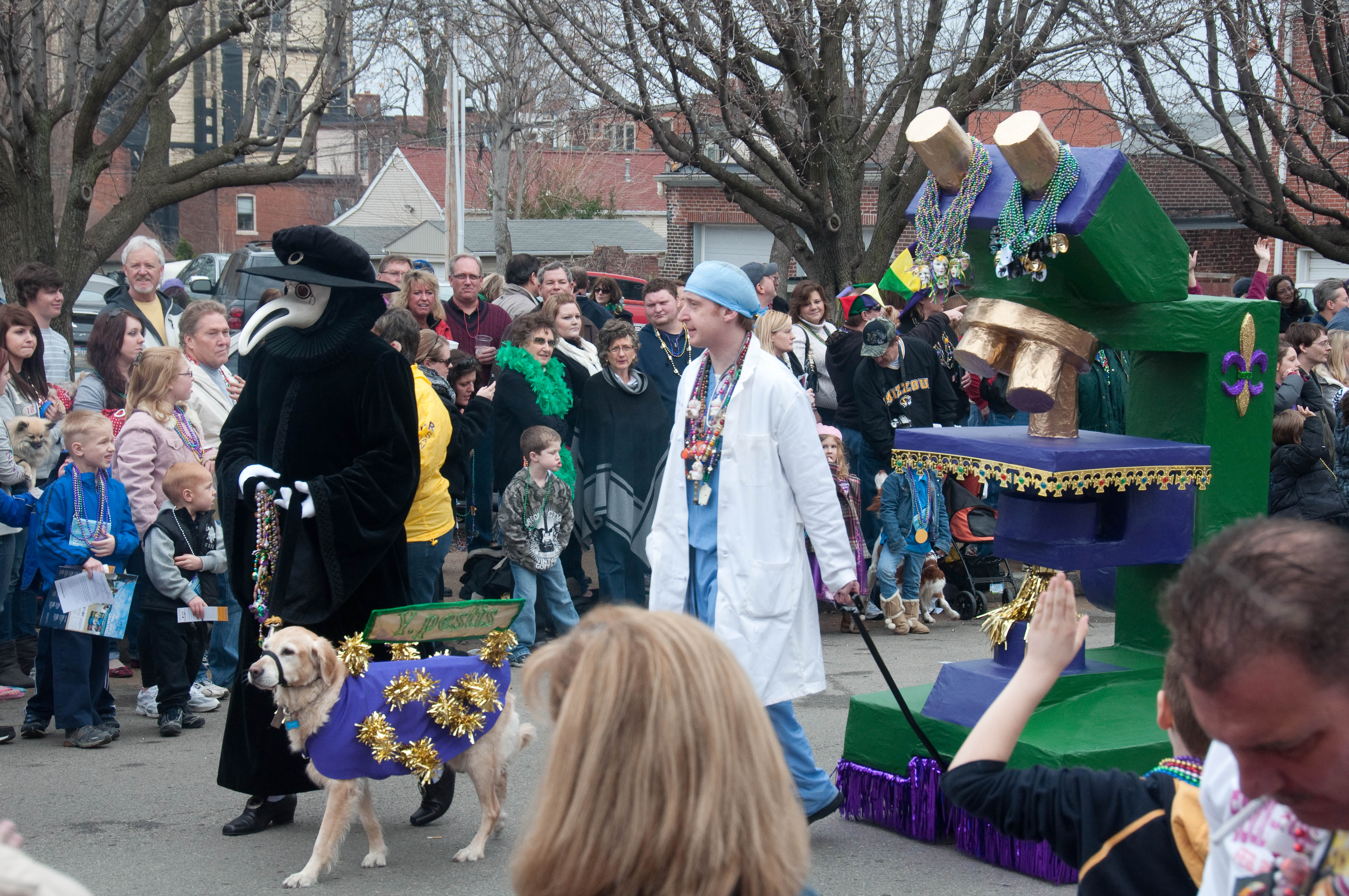
Mardi gras à St. Louis (Missouri), en 2011.

#### Le Courir de Mardi gras
Dans certaines parties de la Louisiane (Basile, Choupic, Duralde, Elton, Eunice, Faquetaigue, Gheens, Mamou, Pointe-à-l'Église, Soileau, Tee Mamou-Iota) se célèbre l'une des plus vieilles traditions occidentales d'Amérique du Nord qui trouve sa source dans le folklore médiéval français des charivaris et des célébrations rurales du Mardi gras. Il s'agit du Courir traditionnel de Mardi gras où l'on désigne un Capitaine pour mener des hommes masqués à cheval à une chasse aux ingrédients pour faire un repas commun (d'habitude un gombo). Les participants se réunissent en costume et vont de maison en maison chercher les ingrédients pour le repas du soir en chantant la Chanson de Mardi gras, d'origine médiévale.
À cette occasion les participants boivent beaucoup, arborent des costumes issus du folklore local (comme celui du Rougarou) ou de la France médiévale (notamment avec les capuchons qui rappellent ceux des pénitents, celle de la mitre du clergé qui évoquent les fêtes des fous où l'on parodiait les évêques ainsi que des masques semblables à ceux des charivaris).
Le capitaine assure le contrôle du Mardi gras. Il publie des instructions aux cavaliers quand ils se réunissent au matin et les mène ensuite de maison en maison. Quand ils arrivent dans une ferme, ils chantent, dansent et prient jusqu'à ce que le propriétaire leur offre un ingrédient pour un gombo. Souvent, le propriétaire jette un poulet vivant en l'air que les hommes masqués doivent poursuivre. Dans l'après-midi, le courir parade en ville dans la rue principale jusqu'à l'emplacement du festin où l'on prépare alors le gombo du soir.

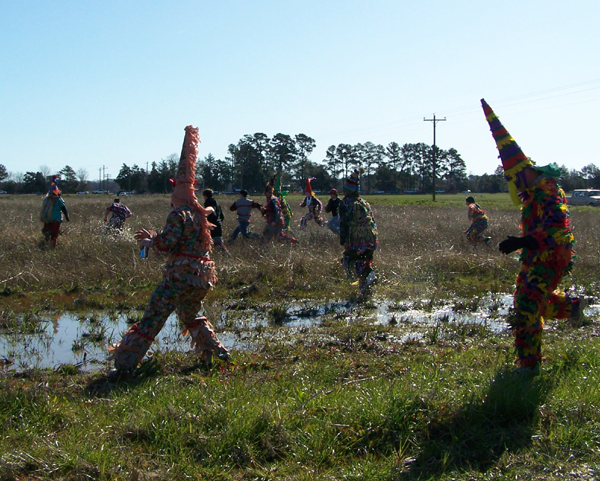
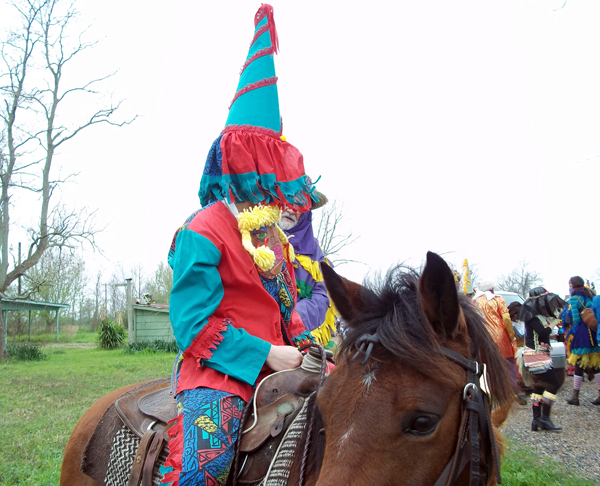
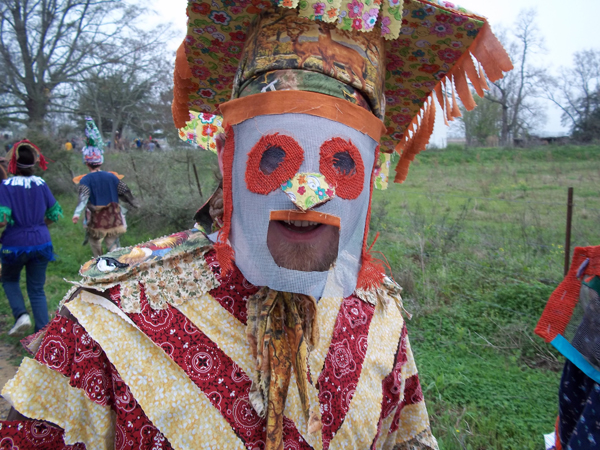
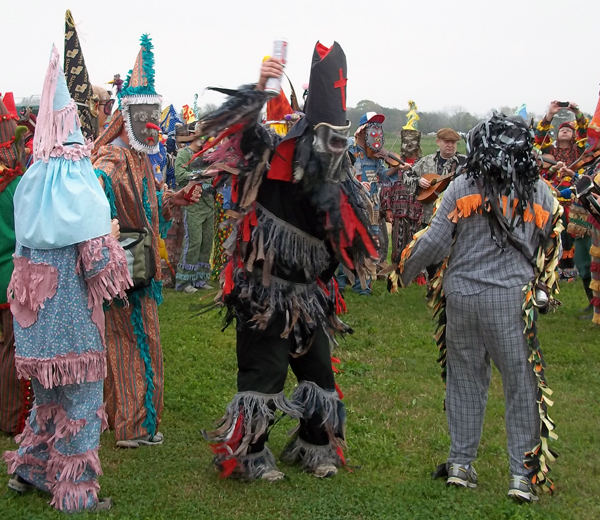

### Drapeaux des Franco-Américains

Pavillon royal de France, drapeau de la Louisiane française.
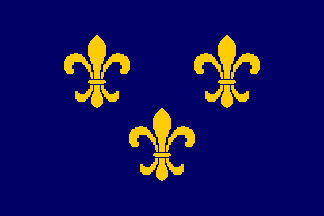
Drapeau des Franco-Américains du Mid-Ouest.
Drapeau officiel de l'Acadiane et des Cadiens de Louisiane.
Drapeau des Acadiens de Nouvelle-Angleterre.
Drapeau des Franco-Américains dans leur ensemble.
Autre drapeau des Franco-Américains dans leur ensemble, utilisé en particulier en Nouvelle-Angleterre.

### Culture cadienne et créole

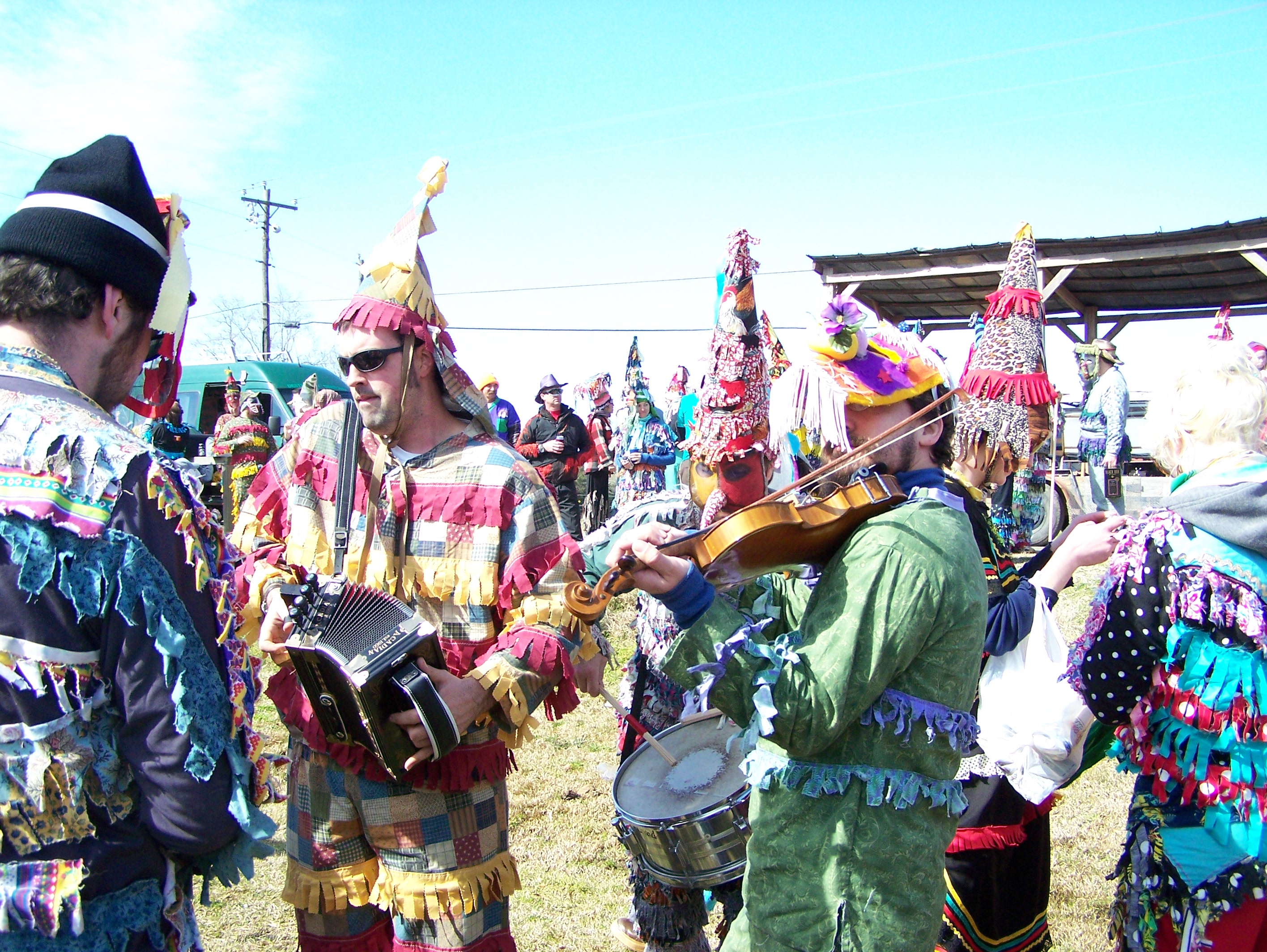
Musiciens cadiens pour le Courir de Mardi Gras.

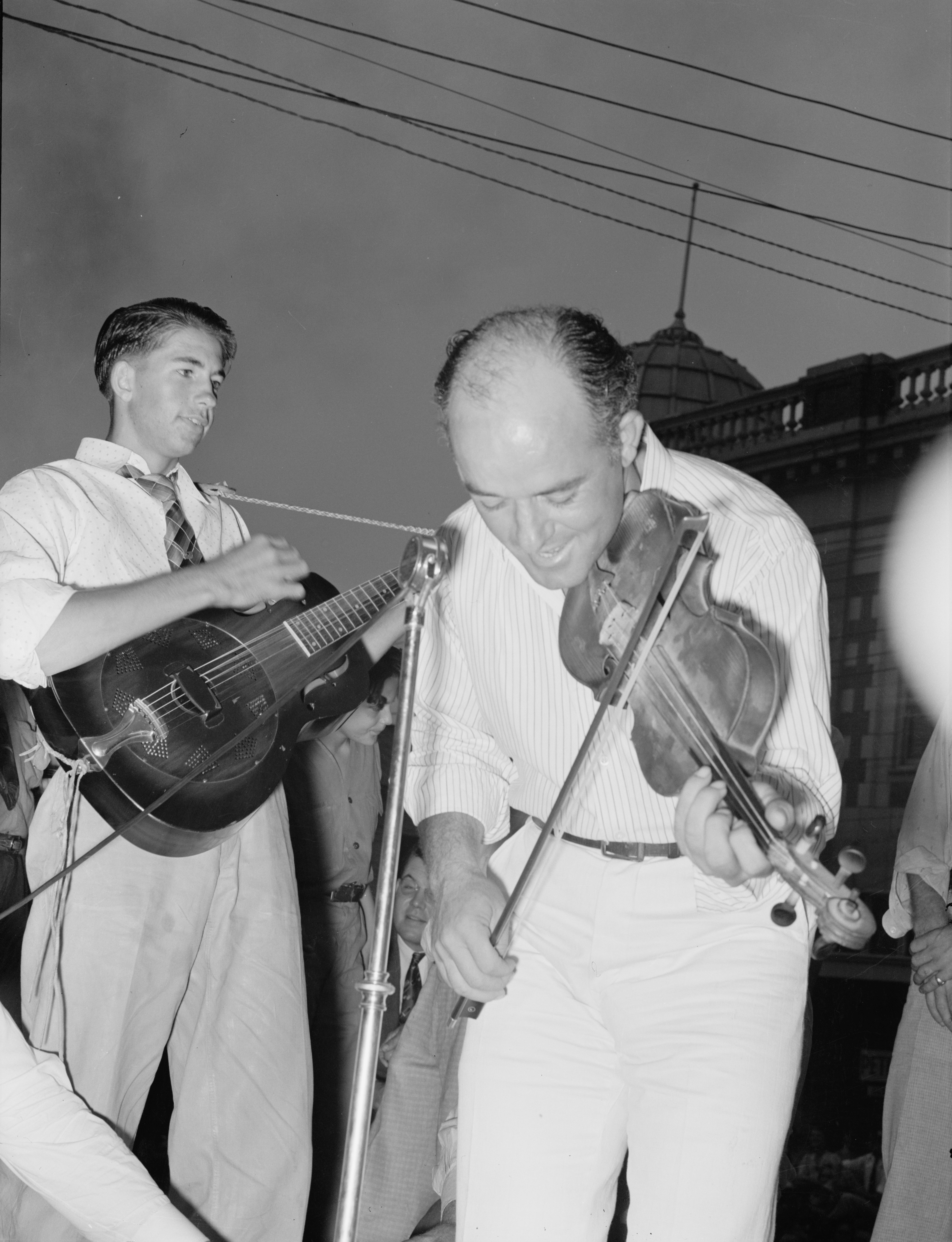
Musiciens de Crowley (Louisiane), 1938.

#### Musiques et danses
La musique cadienne est une forme de musique francophone traditionnelle de Louisiane aux influences multiples, dont beaucoup d'influence africaine créole. Elle est encore vivante et chantée en français, même si la pression anglophone est grande.
La musique cadienne est généralement divisée en deux parties :
- la partie cadienne, jouée par la population blanche et qui a de nombreux liens avec la musique country et le Western Swing. L'instrument de prédilection en est le violon ;
- la partie zarico (ou zydeco), jouée par la population noire. Elle est apparue vers les années 1930 et est dérivée de la précédente, incluant de nombreuses influences blues et rhythm and blues. L'instrument de prédilection en est l'accordéon, chromatique comme diatonique. Le mot zarico vient d'un morceau traditionnel, Zydeco son pa salée (« Les haricots sont pas salés »), une sorte de blues pour désigner que les temps sont durs du fait qu'on n'a même pas de la couenne à mettre avec les haricots. Ses plus dignes représentants sont l'accordéoniste Clifton Chenier ou encore Boozoo Chavis.

Les deux genres se mélangent cependant souvent et les limites sont parfois indiscernables.

##### Chansons célèbres
- Allons à Lafayette
- Tit galop pour mamou
- La Valse de Madame Sosten

##### Types de danses
- Cajun jig (pas vaguement similaire au merengue)
- Cajun Jitterbug (type de swing)
- Fais dodo
- Troïka (danse)
- Zydeco (commun aux créoles)

### Culture franco-américaine[89],[90]

#### Gastronomie
La cuisine cadienne a été introduite en Louisiane par les Acadiens. Elle est d’origine française avec des influences espagnoles, africaines et amérindiennes.
Son influence française se remarque, entre autres, dans l’utilisation du roux. Elle se caractérise par son recours aux épices, aux oignons, aux poivrons, aux okras (gombo en français louisianais) et au céleri. Les fruits de mer, mais surtout les écrevisses (crawfish), tiennent une place prééminente dans la cuisine cadienne. Les sauces sont épaissies à l’aide de poudre de gumbo filé faite de feuilles de sassafras.
- Crevettes
- Écrevisses
- Cuisson à l'étouffée
- Dirty rice
- Jambalaya (à base de riz)
- Gombo, ragoût qui tire son nom de la plante potagère importée d'Afrique en Amérique. Le gombo sert à épaissir la sauce de ce plat et lui donne une consistance gélatineuse
- Andouille
- Boudin

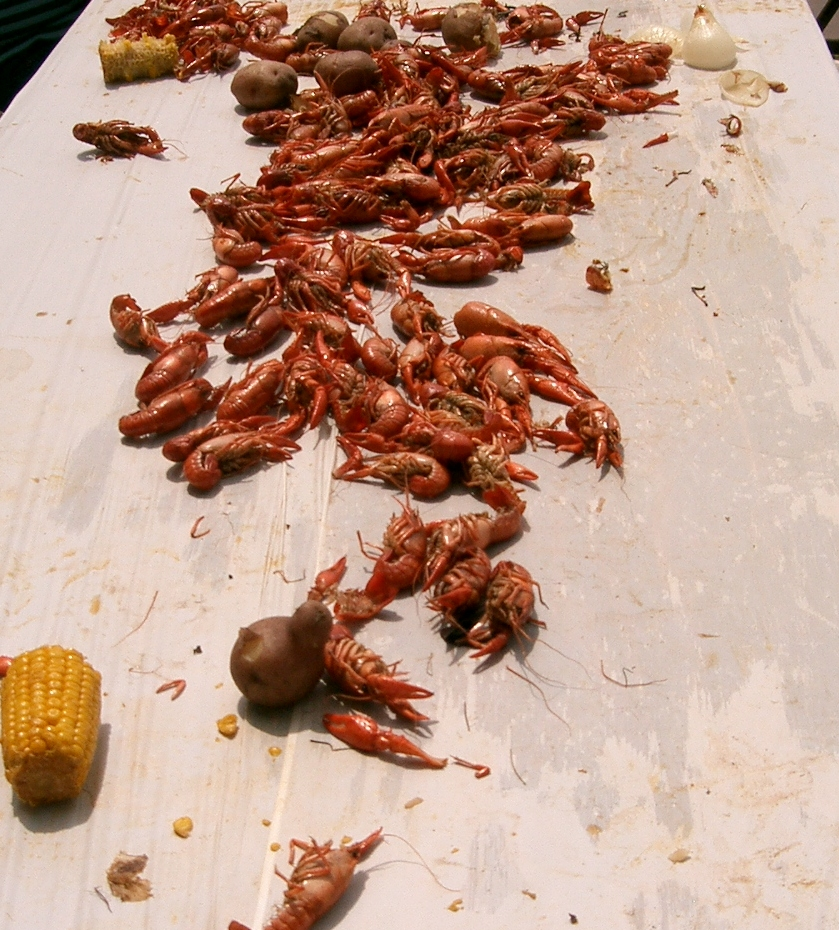
Un bouilli d'écrevisses en Louisiane.
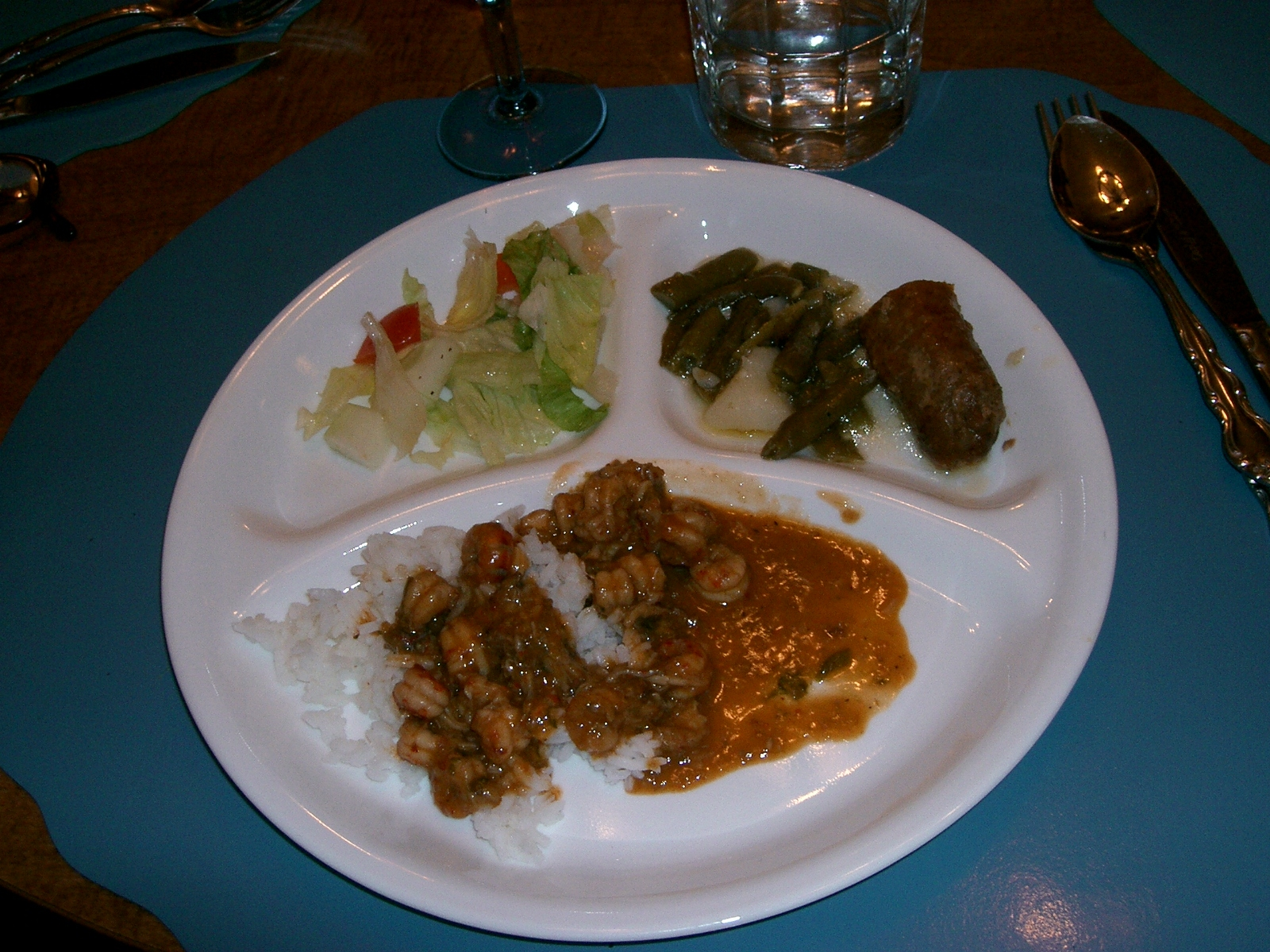
Gombo d'écrevisses - cuisine cadienne en Louisiane.
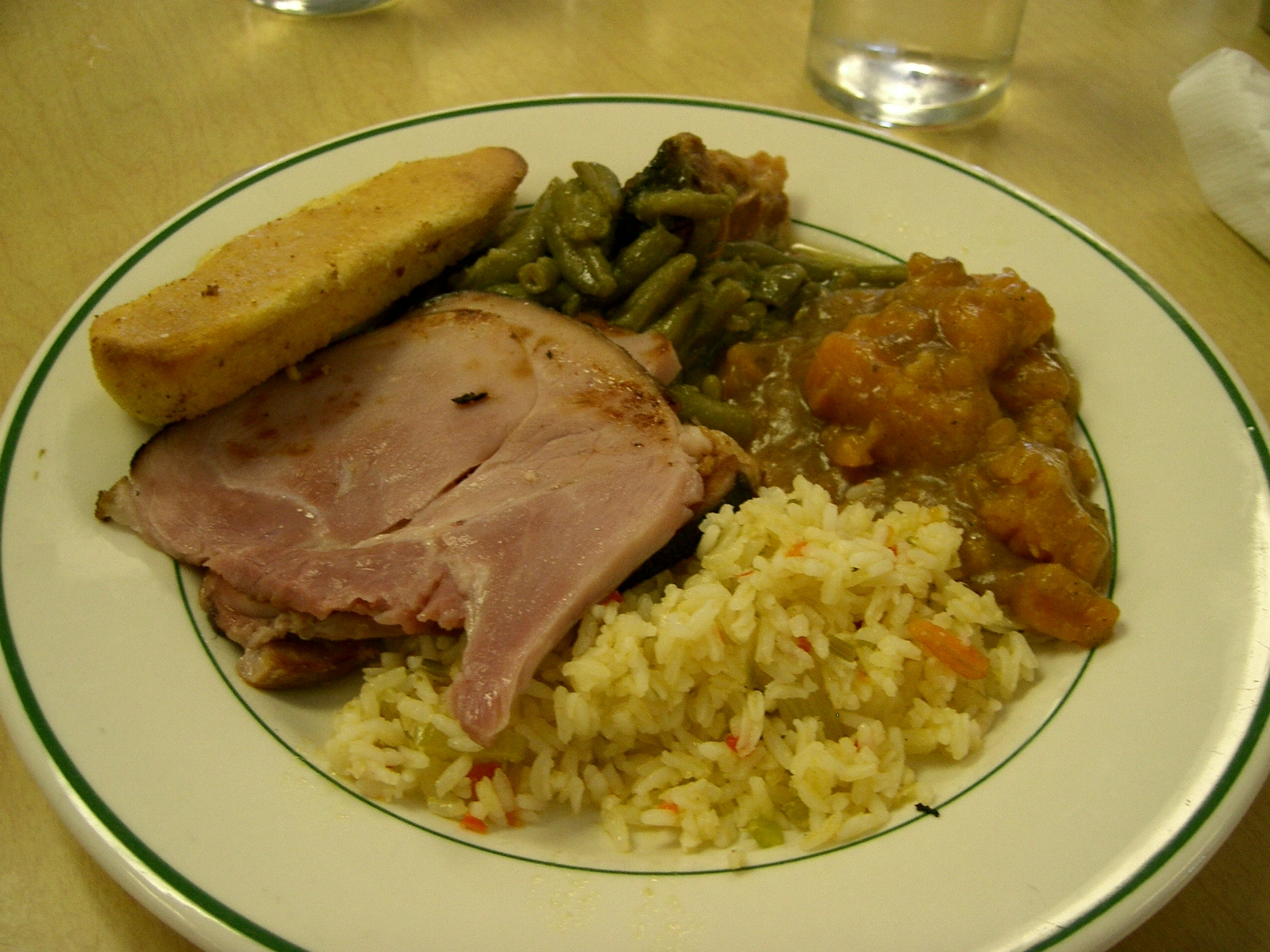
Cuisine cadienne (Louisiane) - Viande de cochon et jambalaya.
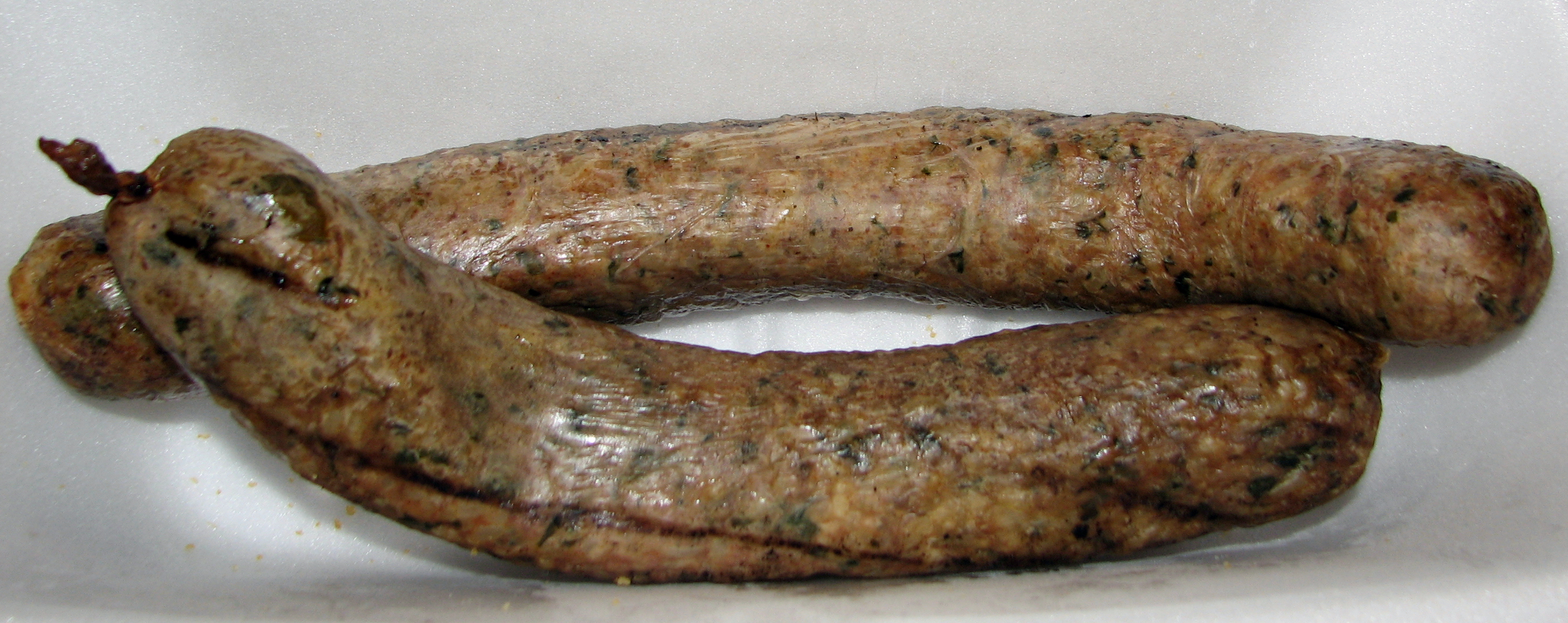
Boudin fumé.
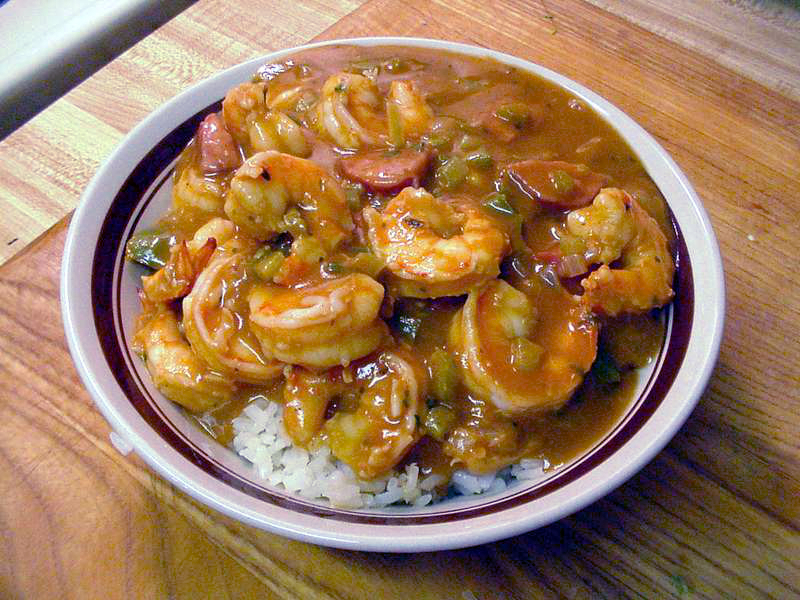
Gombo de crevettes.
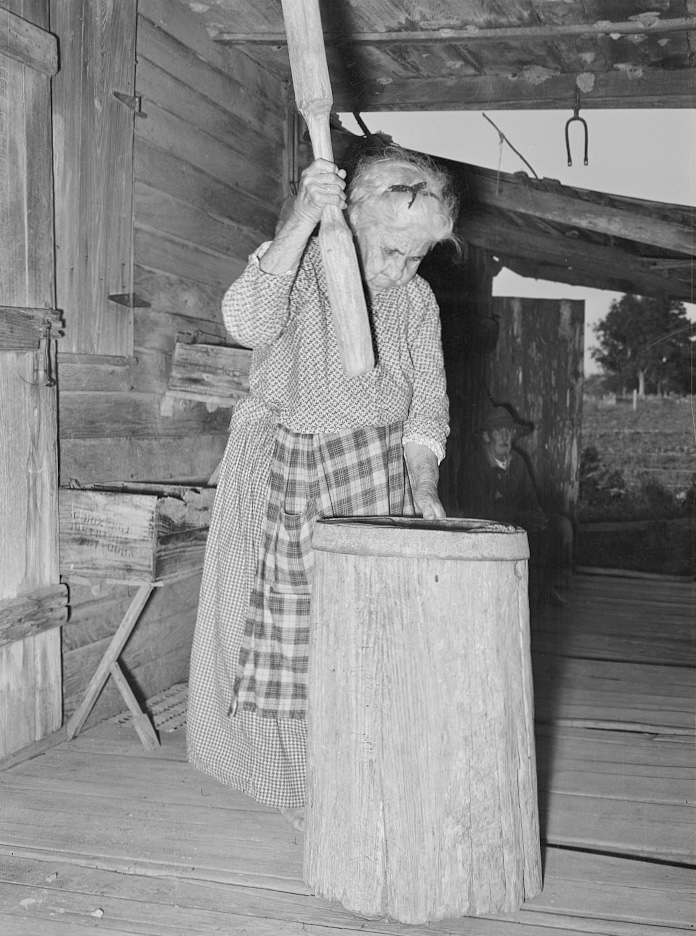
Femme cadienne en train de moudre du riz en 1938 près de Crowley (Louisiane).

#### Folklore
- Le Rougarou

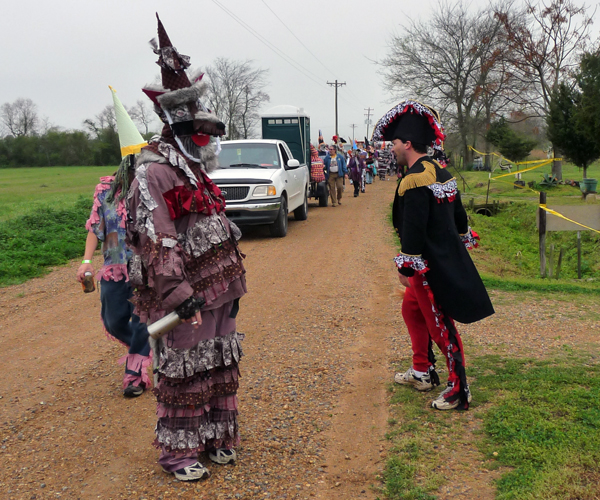
Un cadien (à gauche) en costume de Rougaroo pendant le Courir de Mardi Gras.

- Le Petit Bonhomme janvier, il est dit pour passer le jour du Nouvel An, quand les enfants reçoivent des fruits, des bonbons ou des cadeaux particuliers.
- Les vampires[91]
- Le vaudou et la tradition orale caribéenne[92]
- Contes animaliers de Compère Lapin (le rusé) et Compère Bouki (l'imbécile)[93]
- Les légendes sur la mort et le trésor de Jean Lafitte

#### Art et littérature
En Louisiane, la plupart des auteurs franco-louisianais écrivent en anglais et leurs textes diffèrent peu de ceux des autres américains. Une littérature proprement cadienne – et francophone – apparaît toutefois en 1980, lorsque Jean Arcenaux publie Cris sur le Bayou. David Cheramie, Debbie Clifton et Zachary Richard ont aussi été publiés, tant aux États-Unis qu'au Canada.

### Héritage canadien-français aux États-Unis
Avec la prolifération de paroisses nationales en Nouvelle-Angleterre et dans l'État de New York au cours des années 1860 et 1870, l'idéologie de survivance devient le principal cadre intellectuel de la population immigrante canadienne-française. Selon les curés, les rédacteurs et d'autres leaders communautaires, la préservation de la langue française et des coutumes du Québec permet d'ancrer la fidélité des familles à leur foi ancestrale et à leurs devoirs religieux. Ces communautés développent des institutions distinctes (non seulement des paroisses ethniques, mais des écoles catholiques bilingues, des journaux, des associations mutuelles et fraternelles et des célébrations de la fête de Saint-Jean-Baptiste) qui doivent protéger les Franco-Américains d'un milieu anglophone et protestant. L'idéologie de survivance n'exclut pas la persistence d'une culture populaire qui retient la musique et le folklore canadiens-français, par exemple, et qui accueille des troupes de théâtre québécoises au début du vingtième siècle. Malgré les avertissements des élites, la culture populaire des États-Unis élargit les horizons culturels des Franco-Américains : cinéma, musique, célébrations civiques, baseball et autres sports, etc.
Les institutions de la survivance disparaissent peu à peu dans les décennies suivant la Deuxième Guerre mondiale. Depuis, le monde franco-américain du Nord-Est connaît des périodes de réajustement et de renouvellement, chaque génération interprétant son héritage de manière à lui conserver sa pertinence et à l'enrichir. Au cours des années 1970, de jeunes inspirés par le mouvement pour les droits des Afro-Américains et les remous nationalistes au Québec se détachent des institutions religieuses. Ils prennent leur place sur les campus universitaires et fondent de nouvelles organisations. Jusqu'au début des années 1980, ce moment d'affirmation est aussi encouragé par l'accès à des fonds fédéraux qui soutiennent des programmes de publication et d'immersion française. Dans le Maine, la culture francophone et en particulier acadienne a été revalorisée. Dans la vallée du fleuve Saint-Jean, aux confins septentrionaux de l'État, la Société de l'héritage historique et vivant, sous l'impulsion de Don Cyr et d'autres, réussit à créer le Village acadien à Van Buren en 1972. Désigné National Historic Landmark, il sert de lieu de mémoire et rappelle les origines acadiennes de la population de la région tout en rendant hommage à son patrimoine bâti. En 1990, le Congrès des États-Unis a voté la loi sur la préservation du patrimoine acadien (Maine Acadian Culture Preservation Act).
Un nouvel élan est en cours depuis 2016,. Le New Hampshire PoutineFest, fondé par Timothy Beaulieu, utilise un plat favori du Québec pour nourrir l'intérêt du public pour la culture franco-américaine. La baladodiffusion French-Canadian Legacy offre des perspectives contemporaines sur le vécu des Canadiens françaiss des deux côtés de la frontière. Grâce à une collaboration avec la Délégation générale du Québec et des institutions locales, l'équipe de la baladodiffusion a mis en place un GéoTour dédié à la vie franco-américaine dans les grandes villes de la Nouvelle-Angleterre. Les commémorations se sont dernièrement étendues à la suffragette pionnière Camille-Lessard Bissonnette. Abby Paige a, pour sa part, mis en scène l'histoire de la communauté et ses héritages compliqués. La culture et ses manifestations en Louisiane, dans le Midwest et dans le Nord-Est sont devenues le sujet d'un cours à l'Université de Harvard. Le Mois de la Francophonie (mars) et la Fête de Saint-Jean-Baptiste (24 juin) sont aussi l'occasion de célébrations et d'une visibilité accrue. Cette petite renaissance a, enfin, mené certains membres de la communauté invitent à réfléchir au rapport des Franco-Américains à divers enjeux de race, et de classe.

#### Folklore
La tradition orale est devenue un terrain privilégié de recherche chez les Franco-Américains du Maine. En 1992, Jim Bishop, Amy Morin, Albert Michaud ont effectué un travail de collecte des histoires orales de French Island, petite île dans la Pensobscot faisant partie du village d'Old Town. Le Maine Folklife Center de l'Université du Maine possède une collection importante de récits, en particulier les histoires issues de la tradition orale franco-américaine et recueillies entre 1992 et 1994 par Barry Rodrigue dans le cadre des biographies d'Albert Béliveau, premier juge franco-américain de l'État du Maine et d'Andrew Redmond, entrepreneur de la zone frontalière Beauce-Maine. D'autres institutions comme le Centre d'héritage franco-américain à Lewiston, l'Université de Southern-Maine et sa Franco-American Héritage Collection ou encore les Archives acadiennes de l'Université du Maine à Fort Kent se chargent également du folklore local.

##### La figure légendaire du coureur des bois et du voyageur

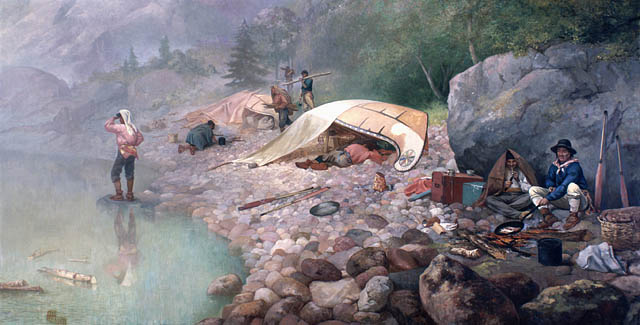
Voyageurs at Dawn, 1871 par Frances Anne Hopkins (1838–1919).

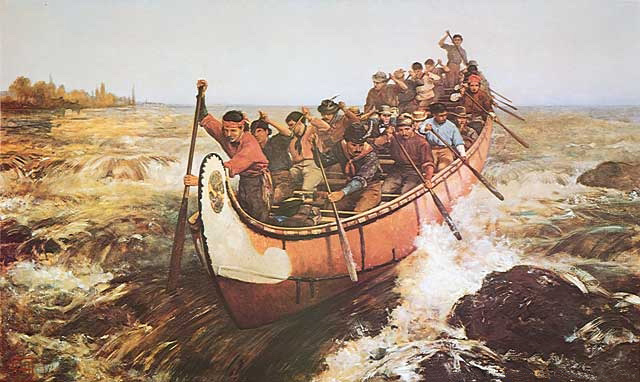
Shooting the Rapids, 1871 par Frances Anne Hopkins (1838-1919).

#### Musique et danses
En 1992, ont été produits un ballet, The Spells of Moonwitch, retraçant la vie du baron Jean-Vincent d'Abbadie de Saint-Castin, et une collection de danses traditionnelles canadiennes-françaises au collège Bâtes de Lewiston, dans le cadre du programme de Dance as a Collaborative Art, nommé Swing la Baquaise, produite et dirigée par Mary Plavin et Pierre Chartrand.
À Fort Kent sont également donnés des cours de danses et musiques traditionnelles acadiennes.
Enfin on note la présence d'artistes comme Liliane Labbé de Madison et Josée Vachon de Brownville Junction.

#### Art et littérature dans le Maine
Une exposition de photos, The Franco-American Work Expérience, a été montrée en 1994 sur le campus de Lewiston-Auburn de l'University of Southern Maine par Jere DeWaters et une autre itinérante d'art franco-américain, organisée par Marc Choinière.
Une sculpture de l'artiste Evan Haynes, qui intègre à son œuvre des textes en français et en algonquien de l'Est, érigée dans le corridor souterrain du capitole à Augusta rappelle le lien tenace qui existe dans l'État du Maine entre les mondes français et autochtone.
En 1996, une collection bilingue des pièces du dramaturge franco-américain Grégoire Chabot fut publiée, et partiellement produite en mai 2001, à l'occasion du congrès annuel du Conseil international d'études francophones tenu à Portland, avec sa pièce Qui perd sa langue. Les pièces de Chabot ont été reprises par la troupe « Le monde d'à côté » et présentées partout dans le Maine, dans les autres États de la Nouvelle-Angleterre, en Louisiane, au Québec et en France.
Selon les universitaires américains Dean Louder et Barry Rodrigue « En études franco-américaines, il peut être parfois difficile de distinguer entre l'œuvre universitaire et l'œuvre créatrice. Par exemple, en 1982, Robert Chute écrit un poème narratif sur le jésuite français Sébastien Râle et sa mission auprès des autochtones à Norridgewock. Celui-ci fut publié en anglais, en français et en passamaquoddy. En 1988, Denis LeDoux de Lisbon Falls écrit What Became of Them and Other Stories from Franco-America dont la diffusion et la mise au marché furent assurées la même année par la maison d'édition Soleil Press que LeDoux a lui-même fondée. Le regretté Normand Dubé, originaire de Lewiston, a marqué la Franco-Américanie contemporaine par sa poésie (Dubé, 1977 ; 1978 ; 1979 ; 1981). »

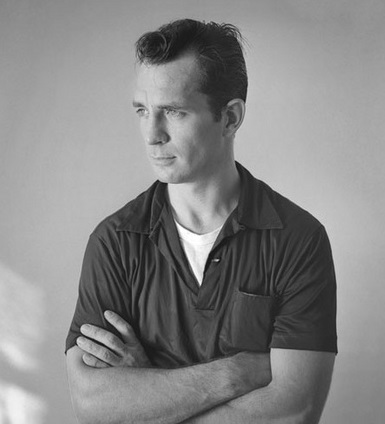
Jack Kerouac.

#### Jack Kerouac et le fait français dans la littérature américaine
L'auteur américain Jack Kerouac a écrit certains de ses textes en français, sa langue maternelle.

### Littérature francophone dans le reste des États-Unis
Jonathan Littell, dont le roman Les Bienveillantes lui vaut le prix Goncourt en 2006.
Plusieurs auteurs nés à l'étranger ont aussi vécu et écrit en français aux États-Unis. Les Canadiens Olivar Asselin et Honoré Beaugrand y ont été journalistes durant quelques années. Edmond de Nevers a terminé ses jours aux États-Unis, où il a écrit l'un de ses ouvrages les plus importants, L'Âme américaine. Marguerite Yourcenar a écrit la plupart de ses romans aux États-Unis, dont Mémoires d'Hadrien en 1951, dont le succès international contribua à son entrée à l'Académie française.

### Artistes franco-américains

#### Jean-Jacques Audubon

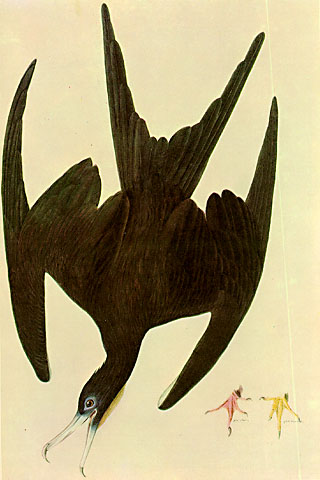
Frégate superbe Fregata magnificens
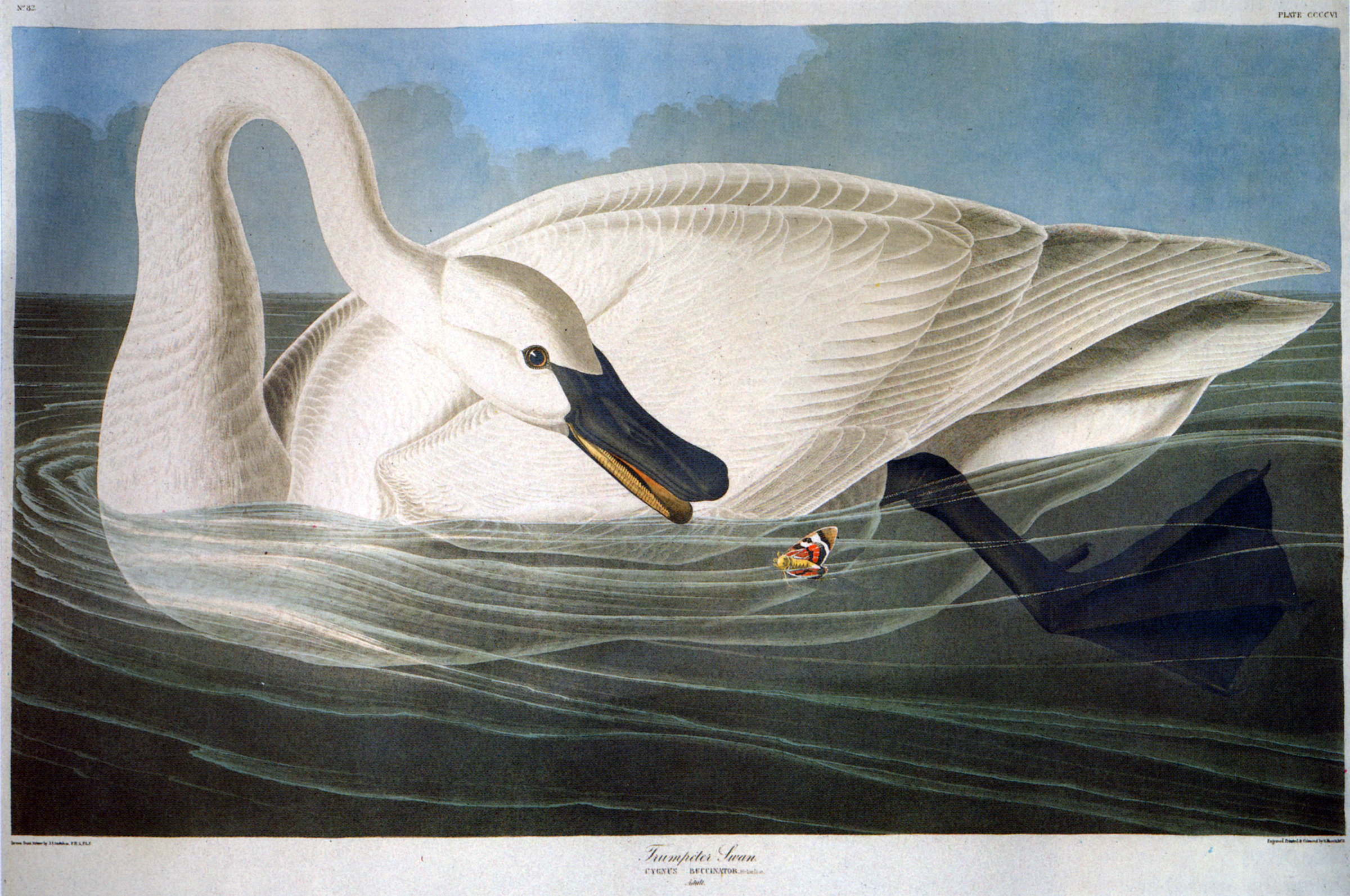
Cygne trompette Cygnus buccinator
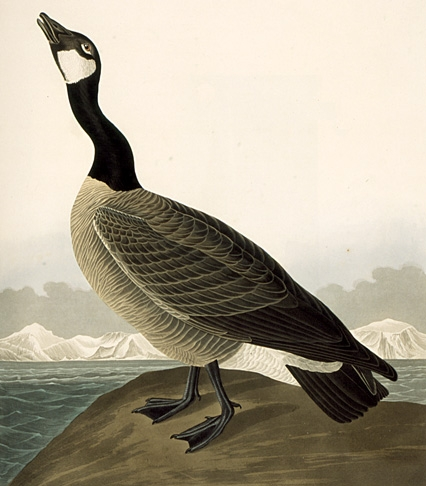
Bernache du Canada Branta canadensis
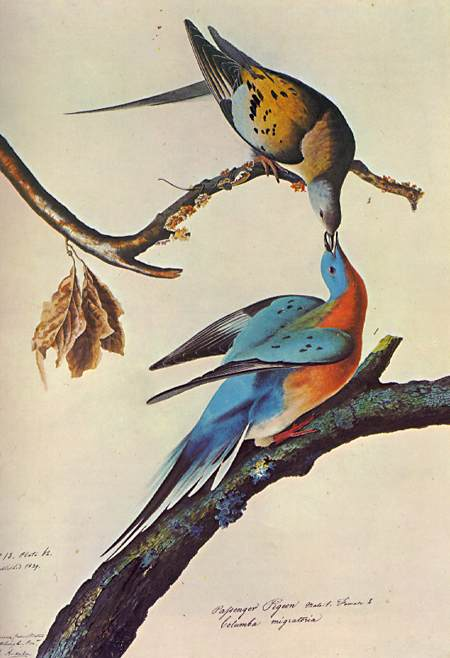
Pigeons migrateurs Ectopistes migratorius
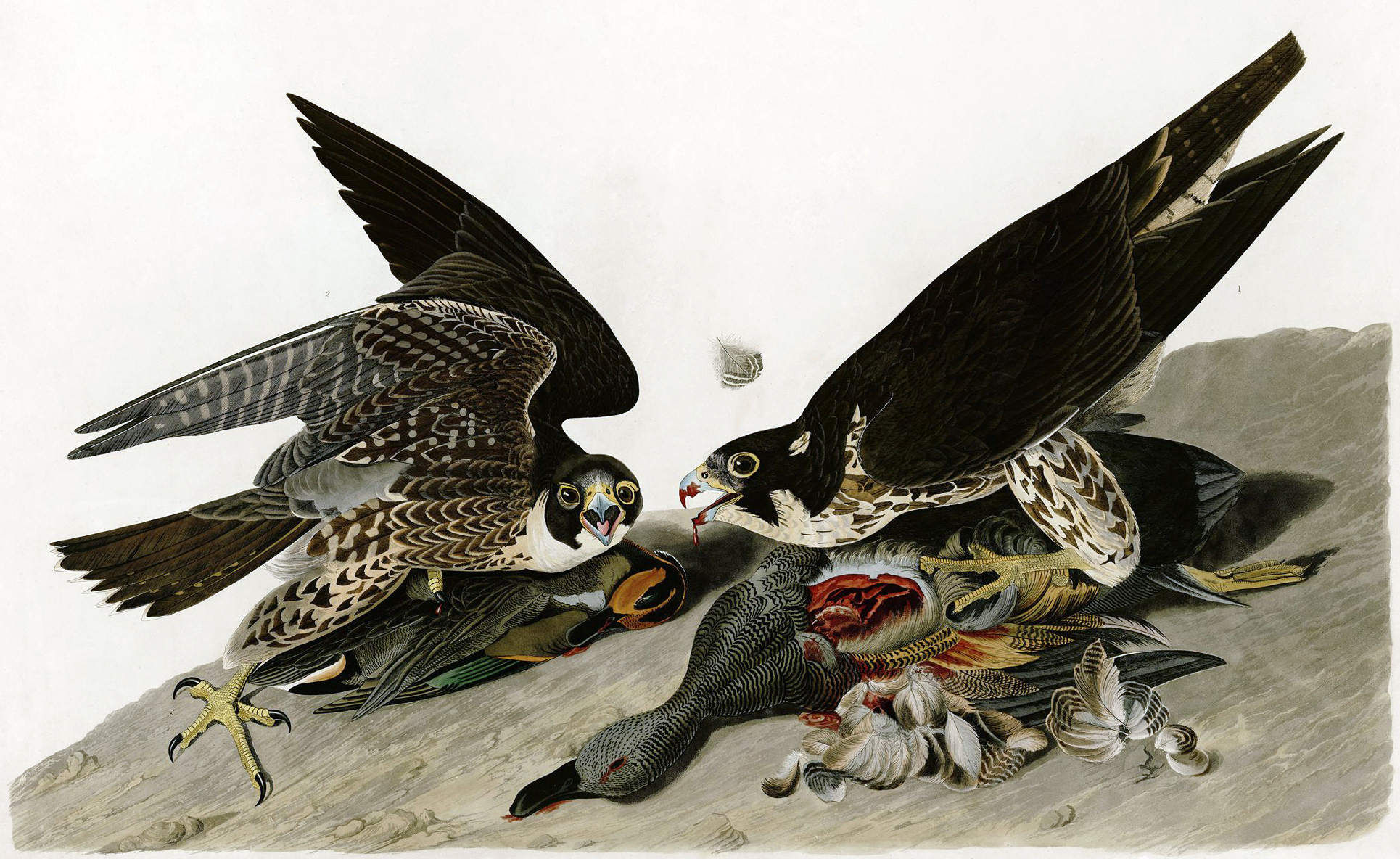
Faucons pèlerins Falco peregrinus
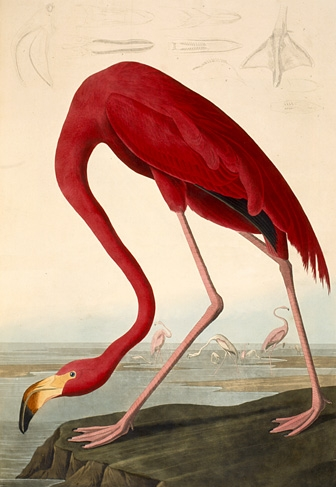
Flamant rose Phoenicopterus ruber

#### Jack Boucher

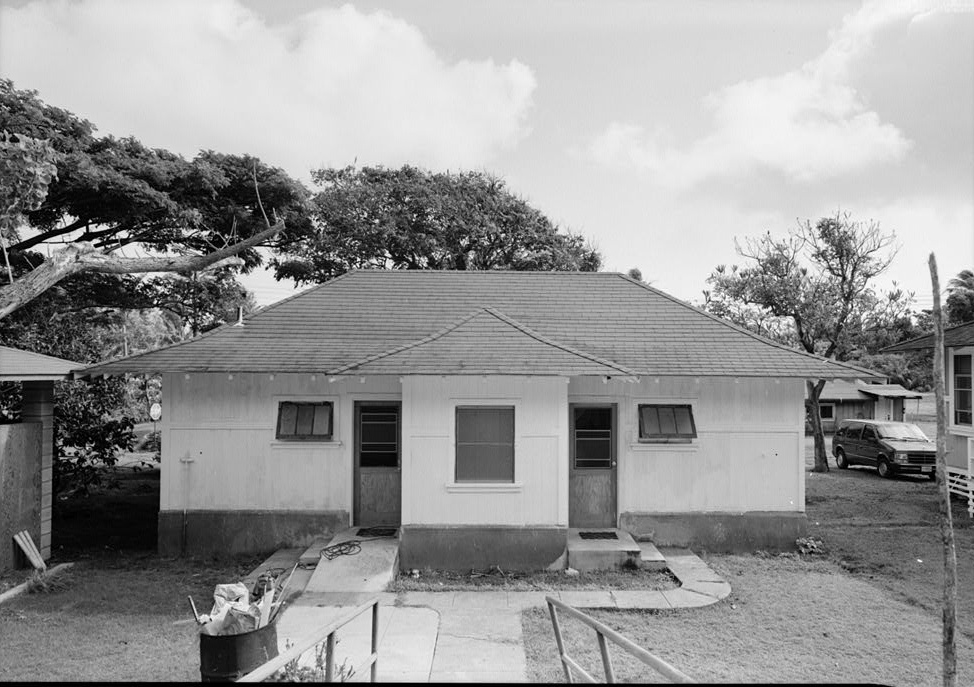
Fumigation Hall à Kalaupapa, 1991.
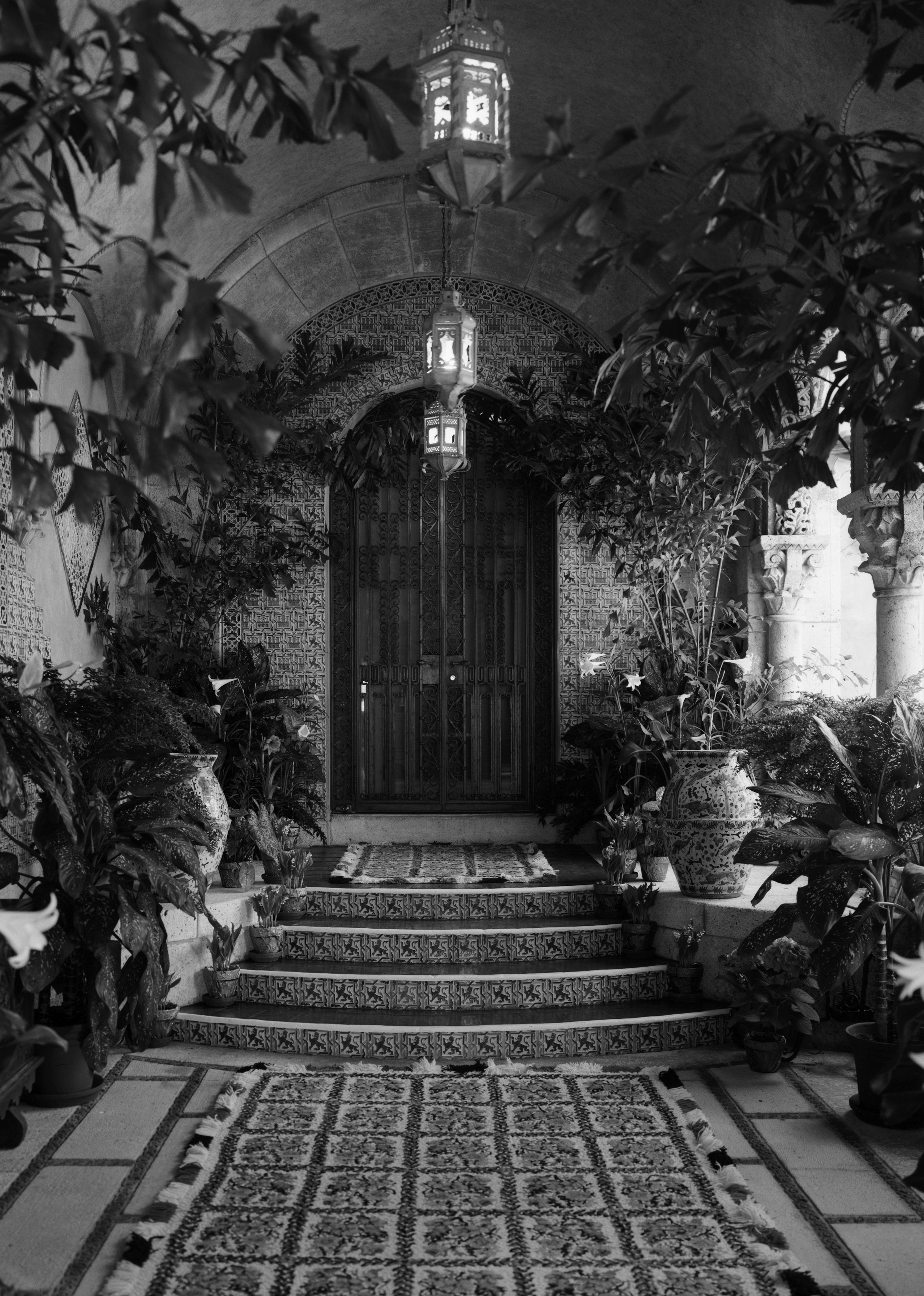
Entrée de Mar-a-Lago, Palm Beach (Floride), 1967.
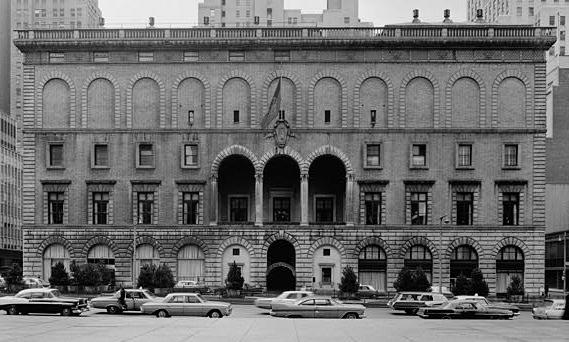
Racquet and Tennis Club, New York City (État de New York), 1965.
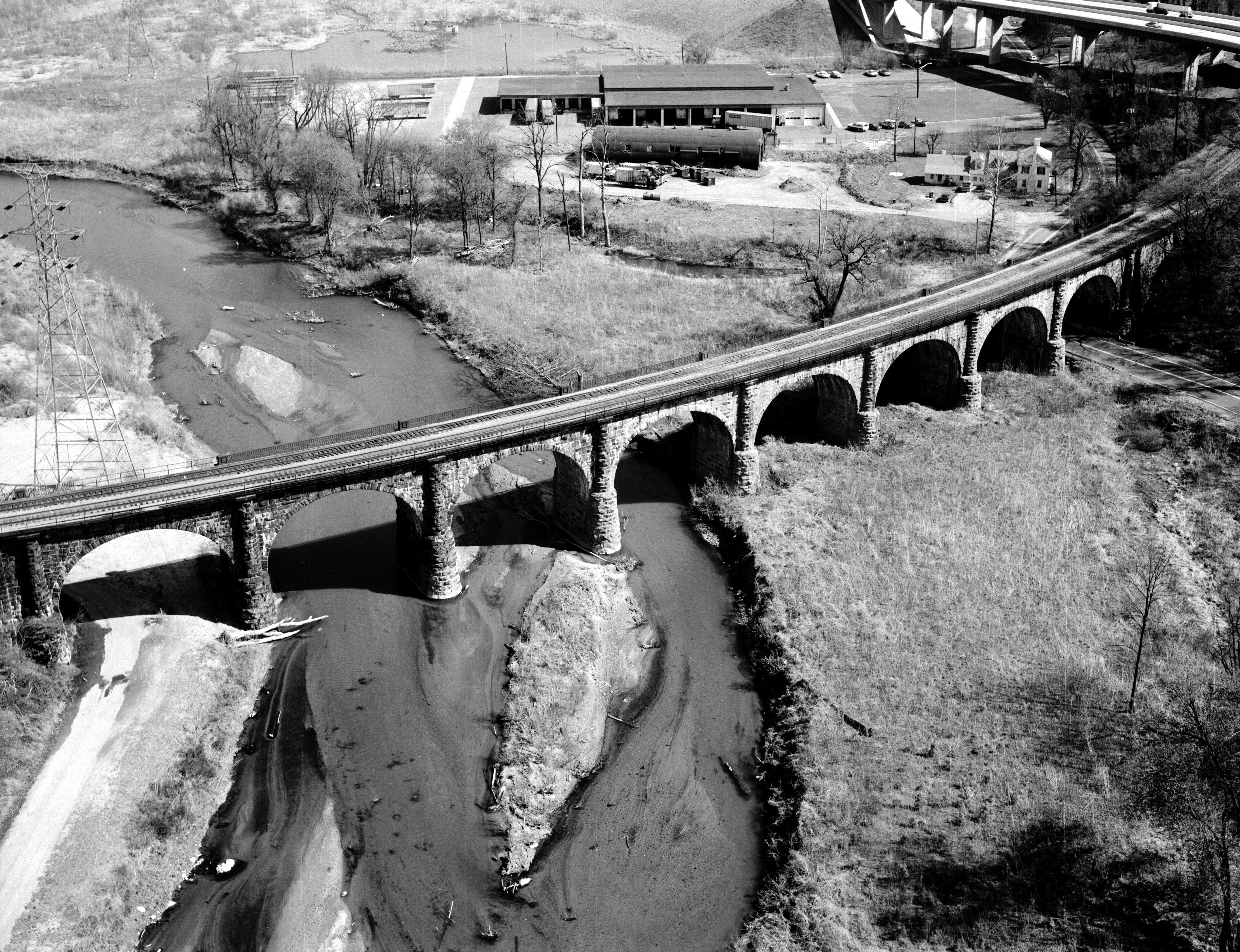
Thomas Viaduct, Elkridge (Maryland), 1977.
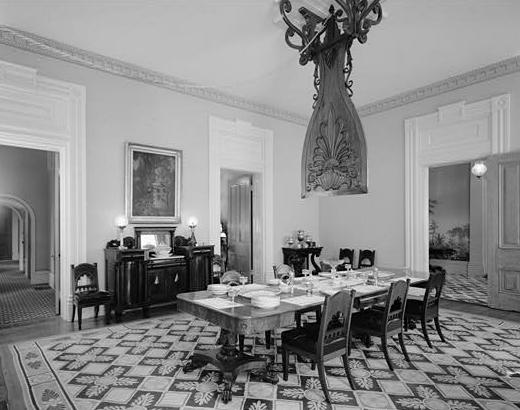
Melrose mansion, Natchez (Mississippi), 1992.
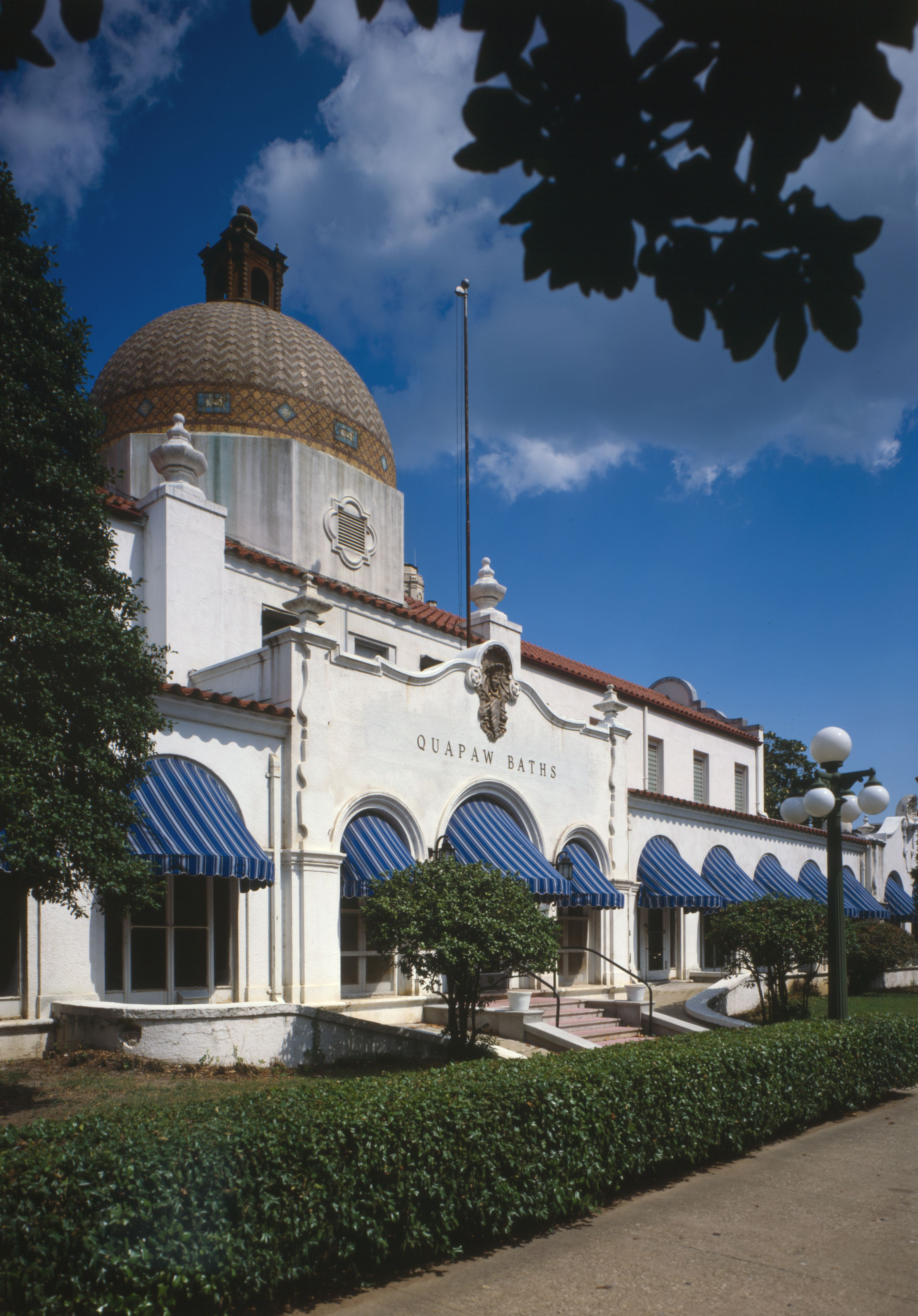
Quapaw Baths à Bathhouse Row, Hot Springs National Park (Arkansas), 1984.

### Les Franco-Américains dans la littérature et le cinéma américain

#### Personnages de fictions
- Nathaniel Archibald, un personnage de la série télévisée Gossip Girl
- Danielle Baptiste, porteuse du Witchblade
- Bad Bascomb, hors-la-loi joué par Wallace Berry, 1946
- Angelique Bouchard Collins, sorcière du feuilleton télévisé gothique Dark Shadows
- Pam Bouvier, personnage de James Bond dans le film Permis de tuer
- Ryan Chappelle, personnage de la série 24
- Bill Dauterive du cartoon King of the Hill
- Édouard Delacroix, personnage à la souris dans le film La Ligne verte
- Beauregard Le Demon, écrivain d'une thèse dans le Cycle de Xanth
- Henri Ducard, personnage dans la série Batman
- Allison DuBois, personnage principal de la série télévisée Medium
- Blanche DuBois, un des personnages principaux de la pièce Un tramway nommé Désir (1947) de Tennessee Williams
- Corinne Dufour, personnage de James Bond dans le film Moonraker
- Calleigh Duquesne, personnage de la série policière CSI: Miami
- Jay « Chef » Hicks, mécanicien de l'armée qui amène le capitaine Benjamin Willard au colonel Walter E. Kurts dans Apocalypse Now.
- Remy LeBeau (Gambit), membre des X-Men
- Alex Montel, un célèbre criminel joué par Olivier Martinez dans S.W.A.T. unité d'élite
- Le narrateur de Fight Club dont la grand-mère est d'origine franco-canadienne.
- Jean-Luc Picard, personnage de l'univers de fiction de Star Trek.
- Louis de Pointe du Lac, Personnage fictif de Chroniques des vampires
- Josette du Pres, personnage du feuilleton télévisé gothique Dark Shadows
- Gil Renard, le personnage du fan dans le film Le Fan
- Rocher, personnage du roman Anges et Démons
- Capitaine Benjamin Sisko, officier de Deep Space Nine et de l'USS Defiant dans l'univers de Star Trek
- Holling Vincoeur, personnage de la série télévisée Bienvenue en Alaska.

#### Filmographie
- Blueberry, l'expérience secrète est un film de Jan Kounen sorti en 2004
- Entretien avec un vampire (Interview with the Vampire: The Vampire Chronicles) est un film américain réalisé par Neil Jordan, sorti en 1994 et adapté du roman d'Anne Rice de 1976.
- Un tramway nommé Désir (A Streetcar Named Desire) est un film américain sorti le 18 septembre 1951, réalisé par Elia Kazan.
- Mandingo est un film américain réalisé par Richard Fleischer en 1975.
- Le Chant de la Louisiane (The Toast of New Orleans) est un film musical américain réalisé par Norman Taurog, sorti en 1950.
- Dans la brume électrique (In the Electric Mist) est un film franco-américain de Bertrand Tavernier sorti en 2009. Le film est inspiré de In the Electric Mist with Confederate Dead (Dans la brume électrique avec les morts confédérés) de James Lee Burke
- La Petite (Pretty Baby) est un film de 1978 réalisé par Louis Malle, le film est inspiré de la vie du photographe créole Ernest J. Bellocq
- Vengeance froide (Heaven’s Prisoners) est un film américain réalisé en 1996 par Phil Joanou.
- Le Secret du bayou (Eve's Bayou) est un film américain réalisé par Kasi Lemmons, traitant des noirs d'origine francophone de Louisiane
- Venom est un film américain réalisé par Jim Gillespie, sorti en 2005.
- Frou-Frou (The Toy Wife) est un film américain en noir et blanc réalisé par Richard Thorpe, sorti en 1938.
- La Porte des secrets ou La Clé des secrets au Québec (The Skeleton Key) est un film américain réalisé par Iain Softley, sorti en 2005.
- Sans pitié (No Mercy dans la version originale) est un film américain de Richard Pearce sorti en 1986.
- La Dernière Marche (Dead Man Walking) est un film américain réalisé par Tim Robbins, sorti en 1995,
- Arrête-moi si tu peux (Catch Me If You Can) est une comédie dramatique américaine de Steven Spielberg sortie en salles en 2002.
- La Comtesse de Bâton Rouge est un film québécois d'André Forcier sorti en 1998.
- La Fille du péché (Lady from Louisiana) est un film américain réalisé par Bernard Vorhaus, sorti sur les écrans en 1941.
- La Belle Ensorceleuse (The Flame of New Orleans) est un film américain réalisé par René Clair en 1941.
- Les Boucaniers (The Buccaneer, 1958), réalisé par Anthony Quinn, avec Yul Brynner dans le rôle de Jean Lafitte.
- The Patriot (2000) de Roland Emmerich.

## La langue française aux États-Unis
- Comtés où moins de 6 % de la population parle français
- de 6 à 12 %
- de 12 à 18 %
- plus de 18 %

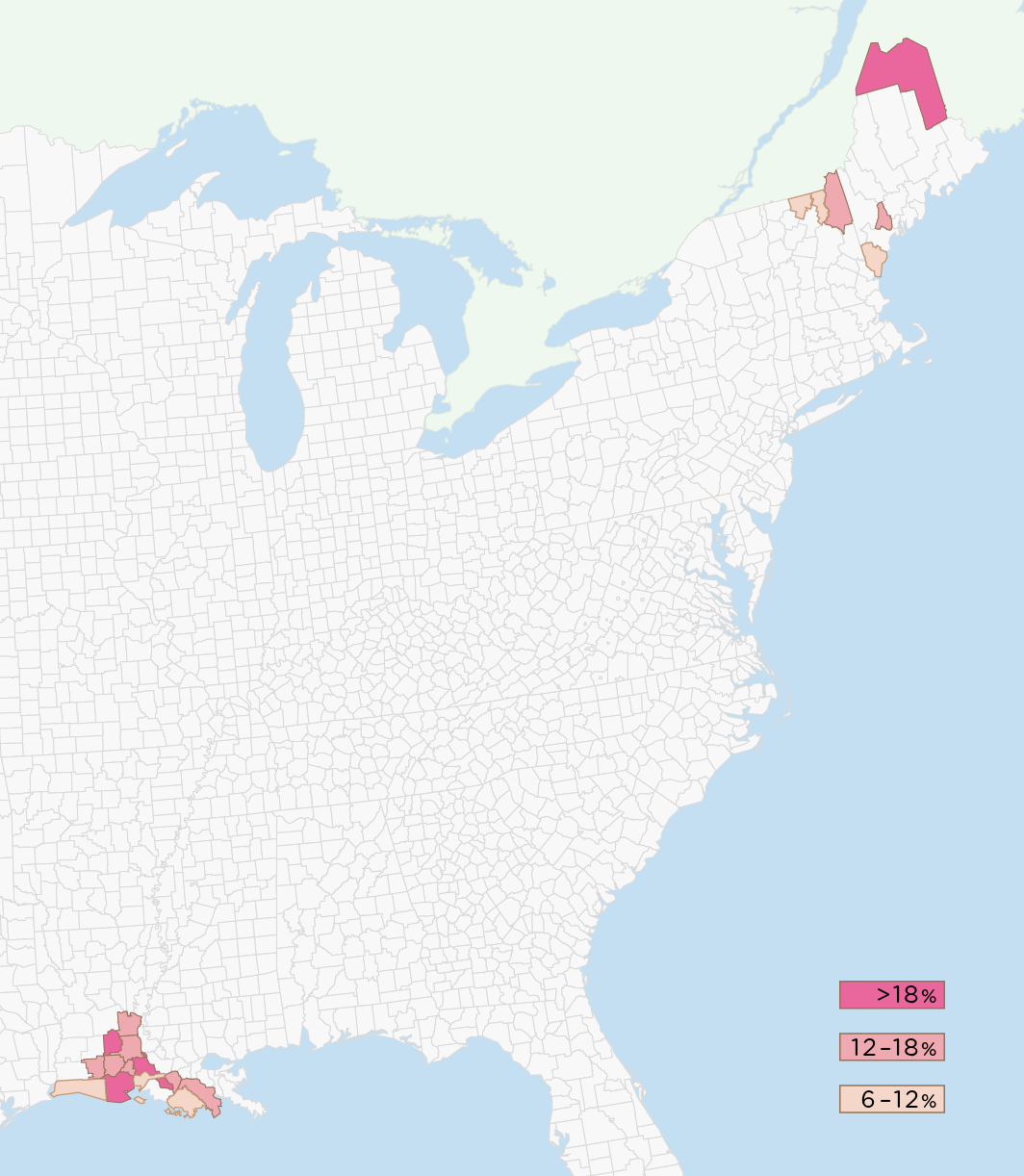
Comtés où moins de 6 % de la population parle français
de 6 à 12 %
de 12 à 18 %
plus de 18 %
Note : les langues créoles basées sur le français sont exclues de ces données.

Selon le recensement de 2010, 2 millions d'Américains parlent français et créole à la maison. Principalement dans le nord du Maine, le Vermont, la Floride, la ville de New York et en Louisiane.

### La langue française en Louisiane
Il faudra attendre 1968 pour rétablir un statut spécial pour la langue française en Louisiane. Le Conseil pour le développement du français en Louisiane (CODOFIL) est une agence de l'État louisianais pour la promotion de l'usage du français (aussi bien français métropolitain que le français louisianais) dans la population de la Louisiane. Le conseil a son siège à Lafayette. Son dirigeant historique, James Domengeaux va se battre pour la reconnaissance du français comme seconde langue de facto de l'État de Louisiane.
Les 18 et 17 mars 1982, le ministre de l'Éducation des États-Unis, Terrel Bell, se rend en Louisiane à l'invitation du CODOFIL. Il vient constater l'application de la Résolution 161 votée par le Sénat louisianais en 1980, sur le statut de la langue française comme langue seconde de la Louisiane.
L'État de Louisiane, comme plusieurs autres États des États-Unis, n'a pas juridiquement de langue(s) officielle(s), mais elle utilise la langue anglaise d'usage car elle est à la fois la langue de la Constitution des États-Unis et celle de la majorité de la population louisianaise ; la langue française a obtenu le statut de langue seconde de facto de la Louisiane, en raison de sa minorité francophone historique et de sa propre histoire.
Le français n'a jamais totalement disparu. Les anciens le parlent encore et leurs petits-enfants se mettent à s'intéresser à leur origine autrefois française. Un renouveau de l'apprentissage du français apparaît en Louisiane. L'Organisation internationale de la francophonie participe à cet engouement en envoyant des centaines d'enseignants français, belges, québécois, suisses, maghrébins et même vietnamiens former à la fois les élèves et leurs futurs enseignants.
La région d'Acadiane, peuplée de francophones, affiche désormais sa francité dans les rues, sur les ondes des radios locales et lors des festivals, de Mardis gras, etc.

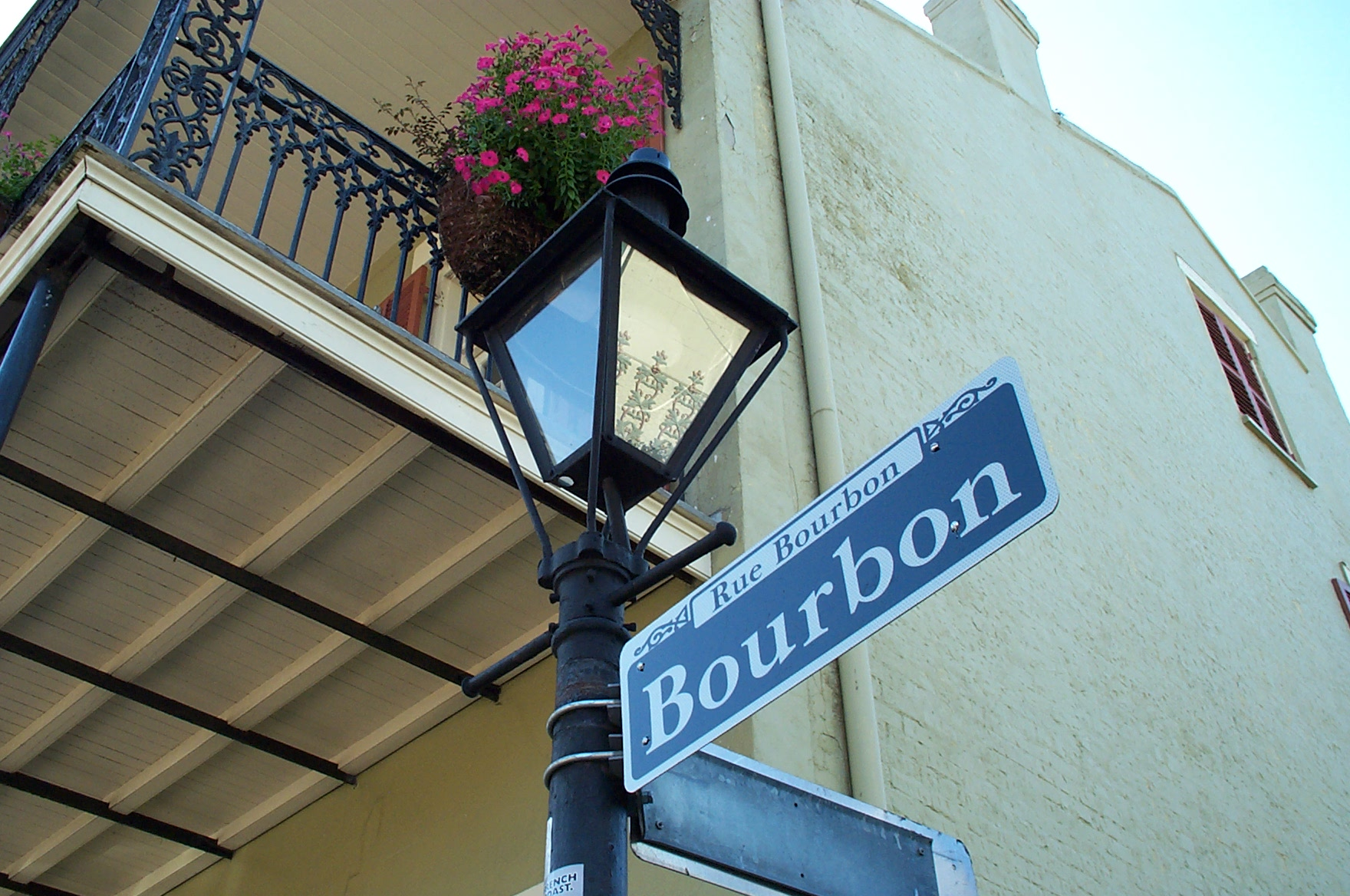
Les plaques bilingues de la rue Bourbon, dans le Vieux carré français
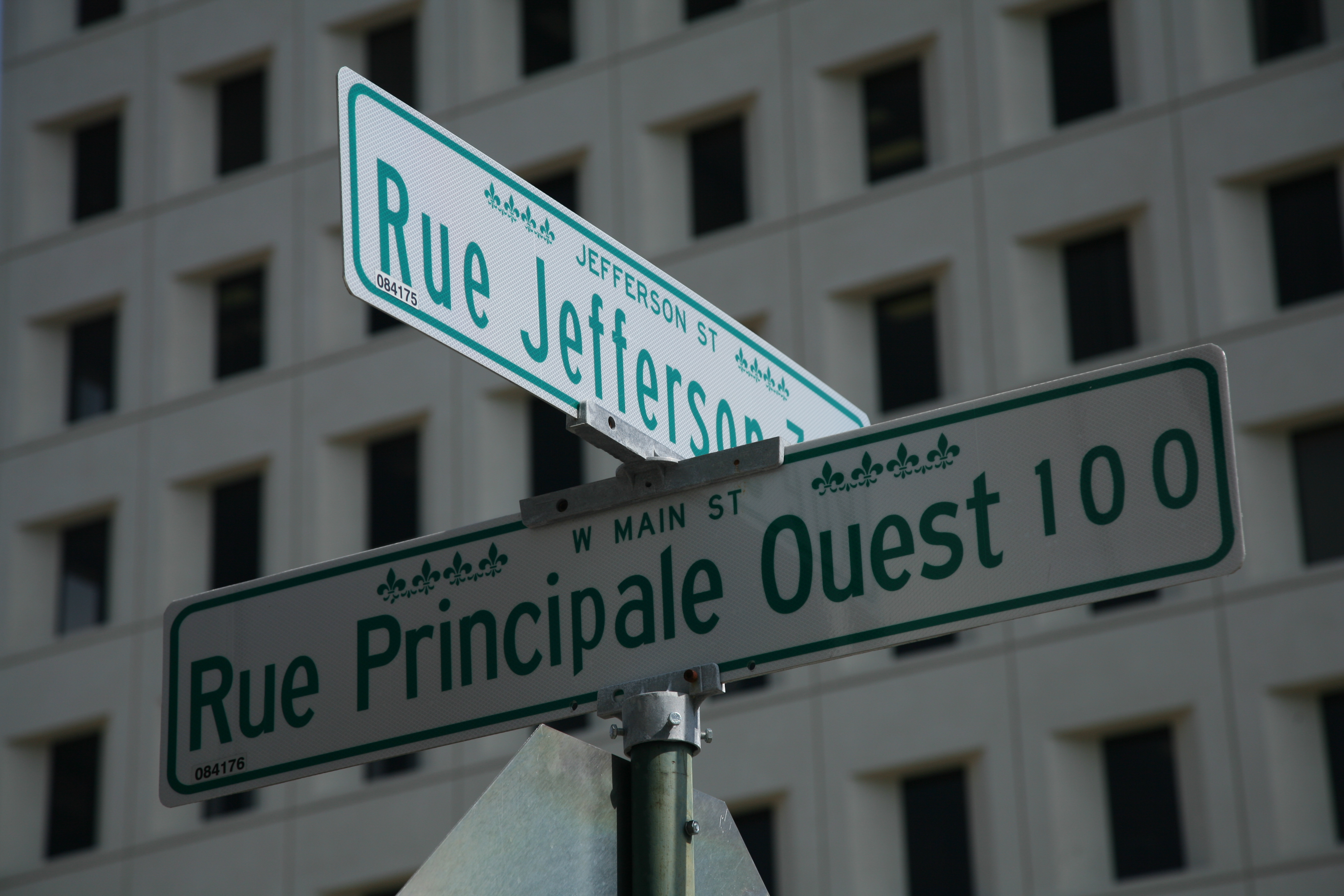
Plaques bilingues des noms des rues de Lafayette dans la région de l'Acadiane en Louisiane.
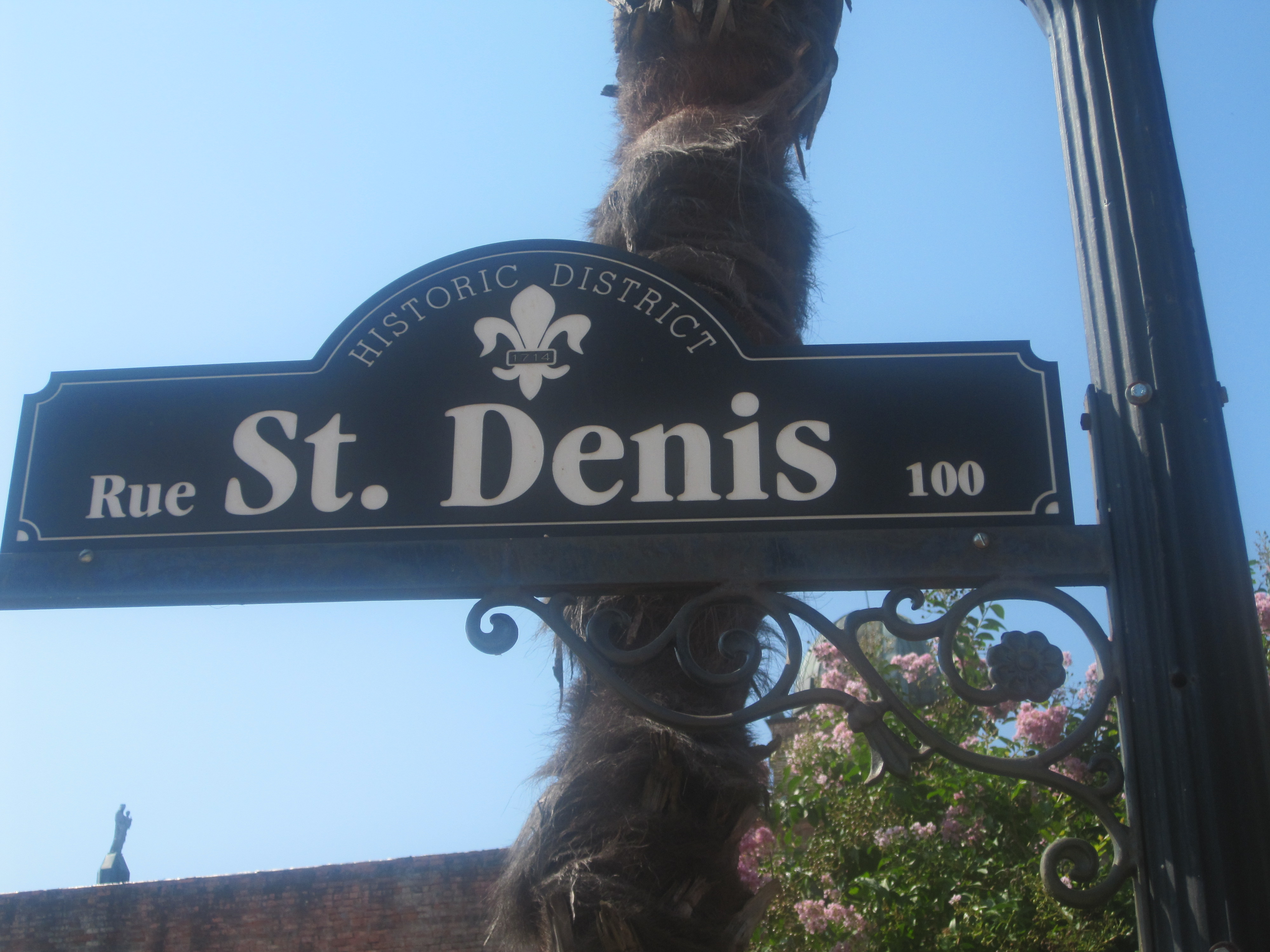
Plaque de rue de Natchitoches en l'honneur de Louis Juchereau de Saint-Denis.
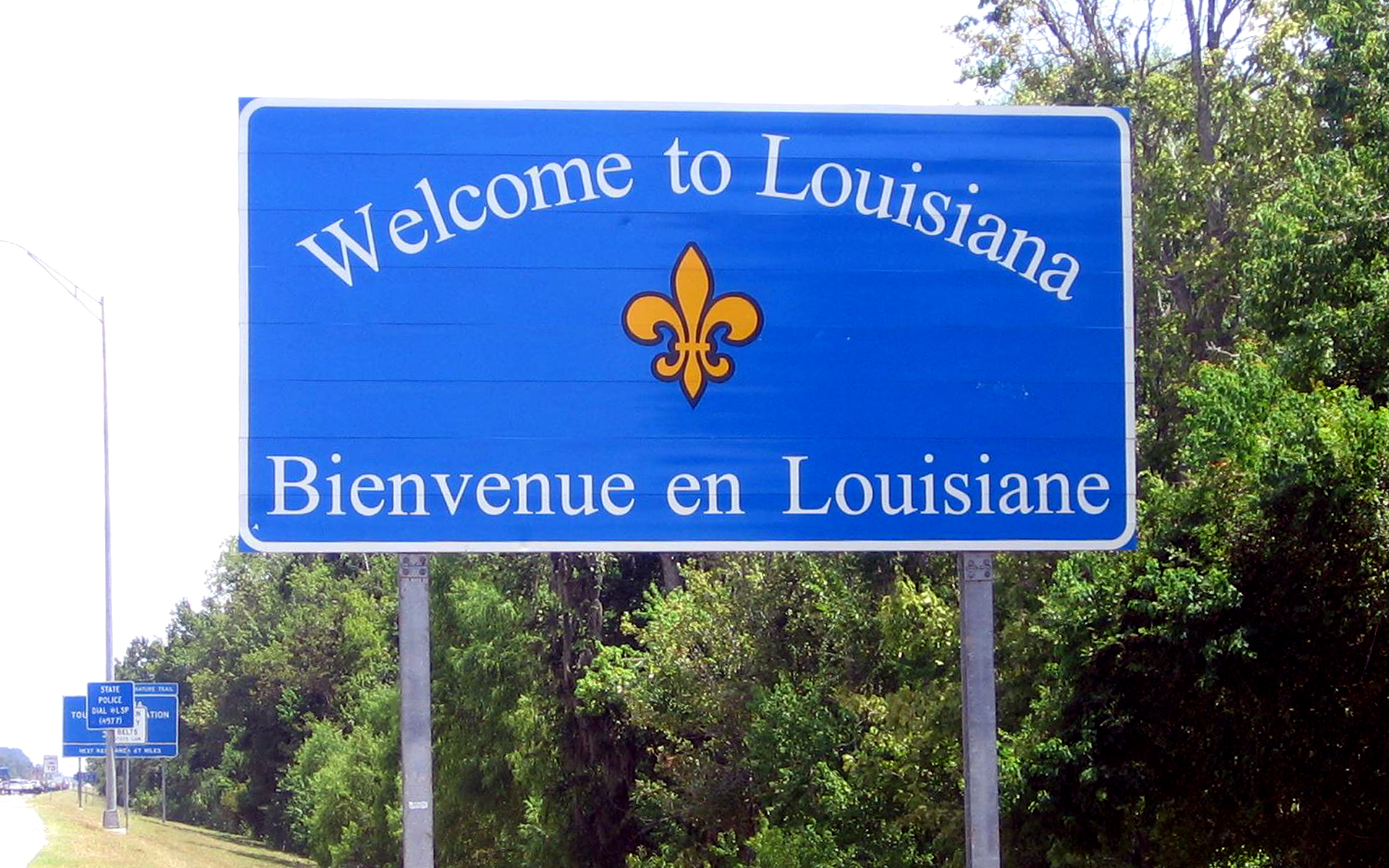
Panneau routier bilingue à l'entrée de la Louisiane.

### Variétés de la langue française aux États-Unis

#### Français des Houmas
Le français parlé par les Amérindiens Houmas est le français que les Français leur apprirent lors de la colonisation de la Louisiane au XVIIIe siècle. Il diffère du français parlé par les Cajuns qui sont arrivés peu après.

#### Français cadien
Le français cadien est influencé par le français acadien. Le Conseil pour le développement du français en Louisiane (CODOFIL) est une agence de l'État pour la promotion de l'usage du français dans la population de Louisiane.

#### Français créole
Le français créole désigne une langue issue des transformations subies par un système linguistique utilisé de façon imparfaite comme moyen de communication par une communauté importante, ces transformations étant vraisemblablement influencées par les langues maternelles originelles des membres de la communauté. Ainsi, le français parlé par les esclaves noirs en Louisiane a donné naissance aux créoles louisianais.

#### Français du Missouri
Après le Traité de Paris (1763), les Canadiens habitant du côté est du fleuve Mississippi durent se soumettre à l'autorité britannique, ils traversèrent alors en grand nombre le fleuve ; le côté ouest étant sous l'autorité de l'Espagne. Le village de Sainte-Geneviève, qui fut fondé en 1752, accueillit beaucoup de ces habitants ; et en 1764, la ville de Saint-Louis fut fondée. En 1803, le territoire de la Louisiane fut vendu aux États-Unis par Napoléon, et graduellement, avec l'afflux de nombreux Américains dans le territoire du Missouri, le français perdit beaucoup d'usagers.

#### Français de la Nouvelle-Angleterre
Le français qu'on parle en Nouvelle-Angleterre est celui qu'on parlait au Québec avant la révolution tranquille. Les Canadiens dans les six États de la Nouvelle-Angleterre construisirent beaucoup d'écoles catholiques où le français était enseigné durant la moitié de la journée scolaire. Il y avait aussi beaucoup de journaux francophones à partir des années 1838. Graduellement, les journaux francophones disparurent les uns après les autres. Les écoles primaires et secondaires continuèrent plus longtemps, mais malgré de grands efforts des Franco-Américains pour préserver leur langue, l'absence de soutien gouvernemental causa beaucoup d'ennuis à ces écoles qui se virent coupées de tout revenu des gouvernements.

#### Français de la vallée du haut fleuve Saint-Jean
La seule étude exhaustive du français « de la vallée » a été commencée par Geneviève Massignon en 1946 et publiée en 1962. Elle conclut que contrairement aux communautés « purement acadiennes » des provinces maritimes, les habitants de la région du Madawaska possèdent une langue plus « canadianisée » due à la proximité du Québec. Elle y nota un mélange de vocabulaire et de phonétique acadien et canadien français mais une morphologie typiquement canadienne-française. Les avis sur le caractère unique du français du Madawaska divergent. Les mots d'origine maritime, dont certains seraient communs aux régions francophones du Canada, y seraient fréquents, alors que des mots liés par exemple aux pommes de terre et leur culture seraient uniques. Selon Yves Cormier, de l'Université Sainte-Anne, la langue conserve certains éléments du vieux français utilisés nulle part ailleurs. Selon Ronald Labelle, du Centre d'études acadiennes Anselme-Chiasson, le seul caractère distinctif du français du Madawaska est son accent et que, bien qu'on y retrouve des mots acadiens, il ne diffère pas du français québécois.

## Franco-américains célèbres
En sol étatsunien, les descendants d'immigrants canadiens-français ont contribué de manière importante aux arts (Lucien Gosselin); au monde universitaire (Claire-Marie Brisson); aux divertissements (Frank Fontaine (en), Robert Goulet, Eva Tanguay, Triple H, Rudy Vallée); au secteur commercial (la famille Aubuchon, Joseph Chalifoux, Yvon Chouinard, Joe Coulombe, la famille D'Amour, Tom Plant); à la littérature (Will Durant, Will James, Jack Kerouac, Grace Metalious, David Plante, Annie Proulx, David Vermette); au milieu légal et politique (Robert Desty, E.J. Dionne); à l'univers religieux (Charles Chiniquy, Louis Edward Gelineau, Odore Gendron, George Albert Guertin, Ernest John Primeau); aux sports (Joan Benoit, Jack Delaney, Leo Durocher, Nap LaJoie); et à l'innovation (John Garand, Louis Goddu, Cyprien Odilon Mailloux).